# Villa Berg

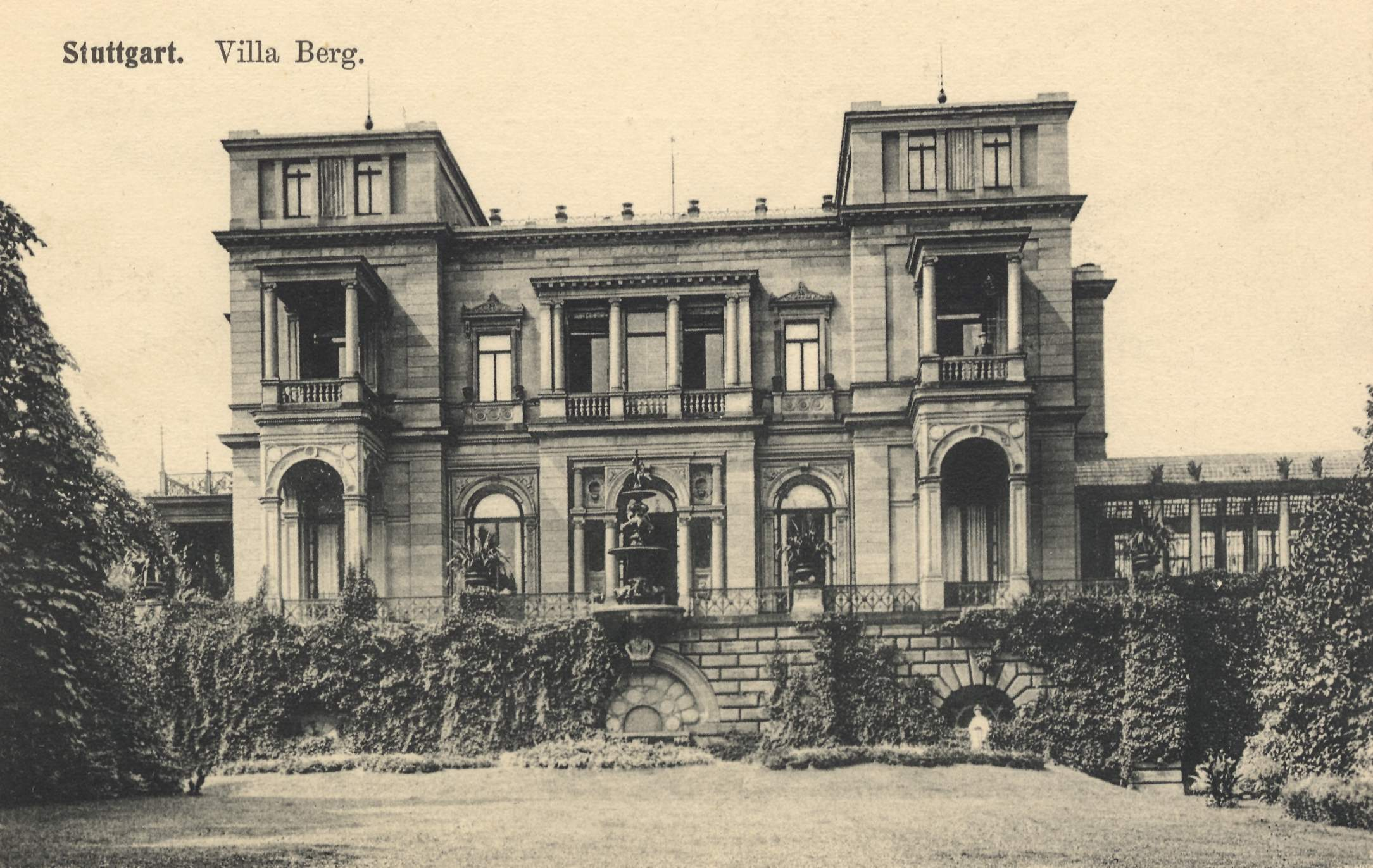
Villa Berg, um 1900

Die Villa Berg ist ein palaisartiges Landhaus in Stuttgart, das 1845–1853 von Christian Friedrich von Leins im Stil der italienischen Hochrenaissance erbaut wurde. Sie liegt in einem Landschaftspark, dem Park Villa Berg. Die Villa diente dem württembergischen Kronprinzen- und späteren Königspaar Karl und Olga als Sommerresidenz. 1913 erwarb die Stadt Stuttgart die Villa von den Erben und ließ sie 1925 renovieren. Nach starken Zerstörungen im Zweiten Weltkrieg ging sie in den Besitz des Süddeutschen Rundfunks (SDR) über, der sie vereinfacht wiederaufbaute, einen großen Sendesaal einbaute und für Konzerte nutzte. Seit 2005 steht die Villa leer und ist dem Verfall preisgegeben. Als der aus dem Süddeutschen Rundfunk hervorgegangene SWR einen Erweiterungsbau an der Neckarstraße in Angriff nahm, verkaufte er 2007 die Villa Berg (neben dem historischen Bauwerk auch weitere alte SDR-Gebäude im Park) an die Häussler-Gruppe. Nach der Insolvenz dieser Gruppe im Jahr 2010 wurde die Villa Berg an die Düsseldorfer Immobiliengruppe PDI Property Development Investors GmbH verkauft. Im Juni 2015 dann kaufte die Stadt Stuttgart die Villa Berg und die dazugehörigen Fernsehstudios. Dafür investierte die Stadt 300.000 Euro. Die Villa Berg befindet sich in einem verwahrlosten und heruntergekommenen Zustand. Sie soll für 62,5 Millionen Euro in ein Haus für Musik und mehr verwandelt werden.

## Übersicht

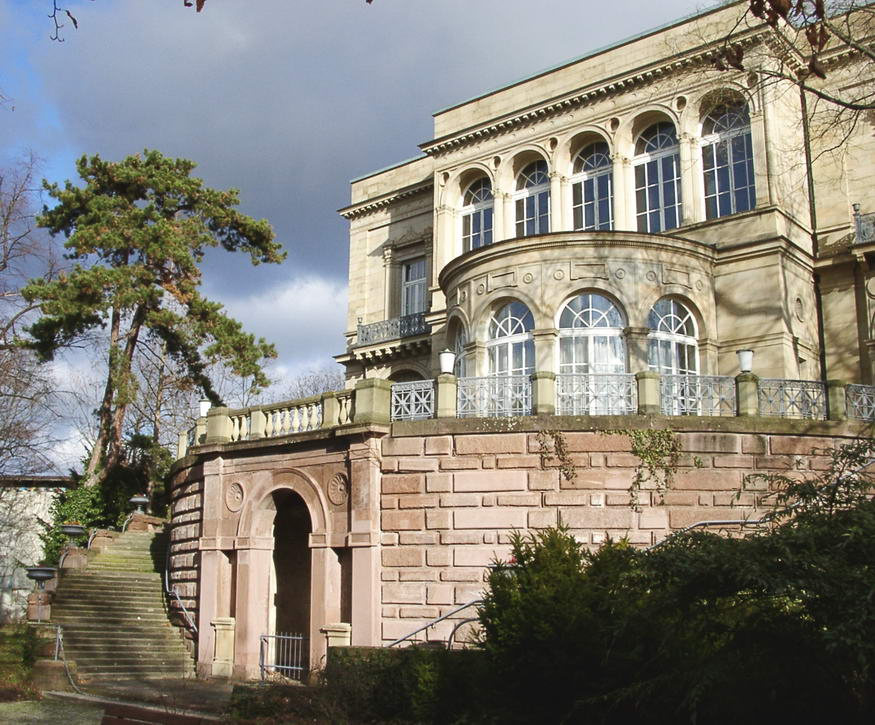
Ansicht von Südwesten, 2005.

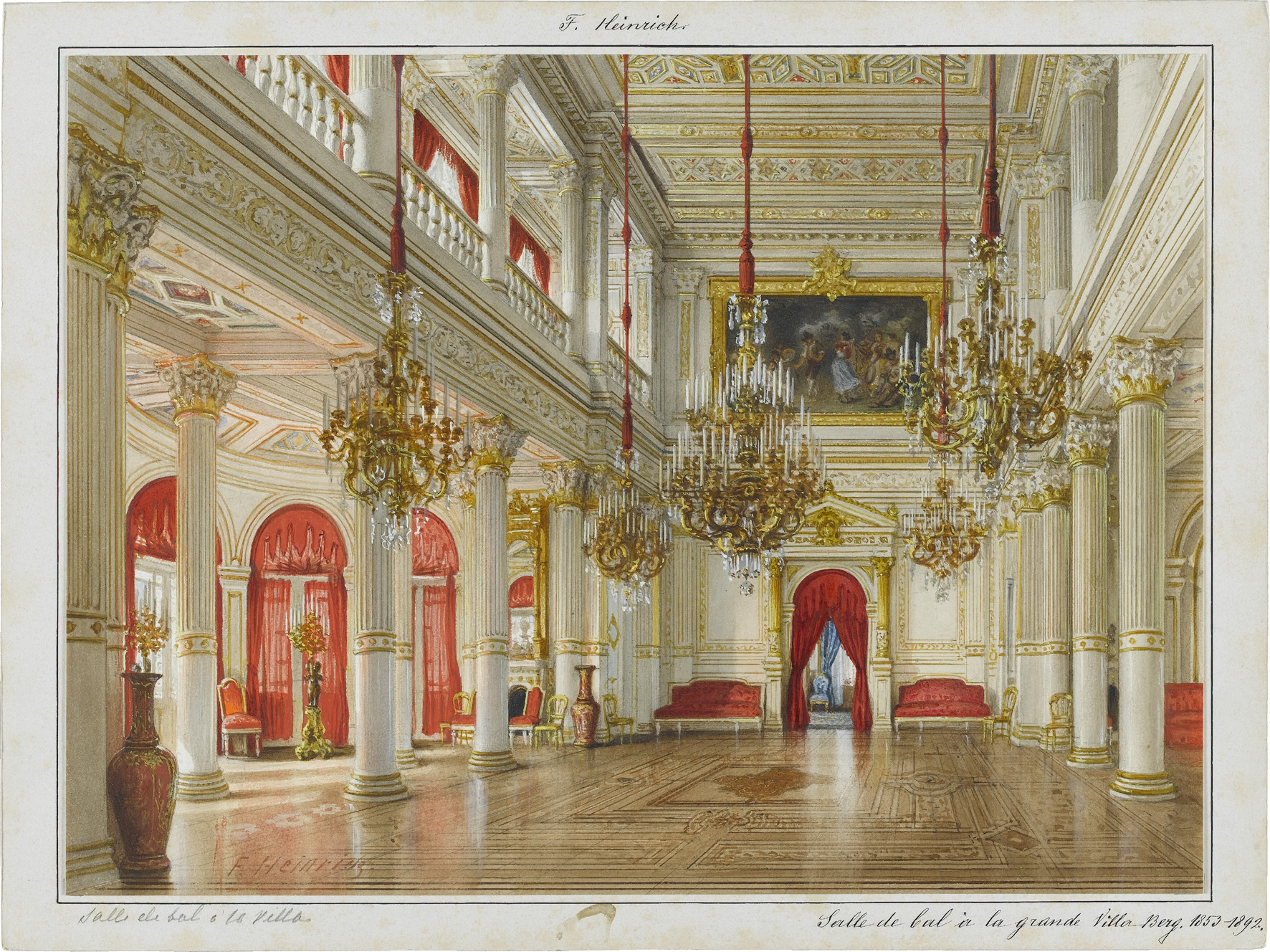
Ballsaal der Villa Berg, Aquarell von Franz Heinrich (1855). Die heute teils zerstörten Innenräume der Villa galten als kulturhistorisch besonders wertvoll.

Die Villa Berg ist ein schlossähnliches Anwesen im Neorenaissance-Stil, das von 1846 bis 1853 erbaut wurde und seitdem ein wechselvolles Schicksal erlitt.
Christian Friedrich von Leins (1814–1892) gehört nach Gottfried Semper (1803–1879) zu den ersten Architekten in Deutschland, die sich von Bauwerken der italienischen Renaissance zu eigenen Entwürfen inspirieren ließen. Im Auftrage des damaligen Kronprinzen Karl, ab 1864 König von Württemberg, errichtete Leins ein Sommerdomizil, das zwar italienischen Landhäusern nachempfunden werden sollte, aber dann zu einem ganz eigenständigen Werk wurde, wenn auch mit vielen Anklängen an die Renaissance.
Die Villa Berg liegt auf einem ehemaligen Weinberg, der im 19. Jahrhundert eine herrliche Rundumsicht auf die nähere und weitere Umgebung bot. Leins erhielt den Auftrag, diese Aussicht unbedingt zu erhalten, und überbaute daher die Spitze des Hügels mit einem Kellergeschoss, über dem er die beiden Wohngeschosse hochzog. Der fast würfelförmige Baukörper wurde an den Ecken durch Attiken überhöht, so dass der Eindruck von Ecktürmen entstand. Die Fassaden des Gebäudes sind reich gegliedert durch Gesimse und Architrave, Pfeiler und Säulen, Loggien und Portiken. Jede Fassade hat ihren eigenen, unverwechselbaren Charakter, so dass keine als bevorzugte Schauseite angesehen werden kann. Die zahlreichen Portale und Fenster, vor allem im Erdgeschoss, sind mannigfach mit figuralen und ornamentalen Reliefs verziert und werden von jonischen und korinthischen Säulen, Pfeilern und Pilastern flankiert.
Ursprünglich war die Villa Berg von Gartenparterres im französischen Stil umgeben, die in der weiteren Entfernung von der Villa in einen englischen Park übergingen. Auf Schritt und Tritt traf man in Garten und Park auf kunstvolle Skulpturen, auf Rastplätze und Aussichtsplattformen.
Zu Beginn des 20. Jahrhunderts ging die Villa Berg in den Besitz der Stadt Stuttgart über. Im Zweiten Weltkrieg wurde sie teilweise stark zerstört und von der Stadt dem damaligen Südfunk übereignet, der das Gebäude vereinfacht wieder aufbaute. Das Innere wird seither vom großen Sendesaal dominiert, der in den 1950er bis 1970er Jahren an vielen Samstagnachmittagen Schauplatz „bunter“ Unterhaltungsveranstaltungen mit Publikum war, die meist live im Programm Südfunk 1 ausgestrahlt wurden. Er beherbergt auch eine mittlerweile unter Denkmalschutz stehende viermanualige Walcker-Orgel. Im Park errichtete der Sender in gewissem Abstand zur Villa Berg weitere Gebäude, zunächst für den Hörfunk. 1965 kam dann ein weiterer Komplex für das Fernsehen (mit großen Studios) hinzu. In dem 1976 an der Neckarstraße fertiggestellten neuen großen Funkhaus gab es zunächst keine Fernsehstudios.
Veränderungen bei den Hörgewohnheiten des Publikums, ein Erweiterungsbau an der Neckarstraße und die Fusion von SDR und SWF (zum SWR) machten den Sendesaal und die Nebengebäude im Park für den neuen Sender überflüssig. 2007 veräußerte der neue Südwestrundfunk die Villa und die Rundfunk-Gebäude an den Stuttgarter Investor Rudolf Häussler, der aber bald darauf Konkurs anmelden musste. Lange Jahre war das weitere Schicksal der verwahrlosten Villa ungewiss. Der Park blieb im Besitz der Stadt, wurde aber großenteils seines Charakters beraubt und ist heute nur noch ein englischer Park mit allerdings schönem, altem Baumbestand.
Zum 1. Januar 2016 wurde die Villa Berg von der Stadt Stuttgart übernommen. Interessierte Bürger brachten ihre Ideen und Vorstellungen zur Weiterentwicklung ein. Nach eingehenden Untersuchen der Bausubstanz hat diese Beteiligung im Sommer 2016 in Arbeitsgruppen begonnen. Der Gemeinderat beschloss Ende 2017 die Leitlinien der künftigen Nutzung. Zwischenzeitlich wurde mit einem Abschluss der Renovierung bis 2023[veraltet] gerechnet; sie sollte bis zu 62 Mio. € kosten.
Im März 2025 wurde dem Bezirksrat Stuttgart-Ost ein Vorentwurf vorgestellt. Dieser umfasst die Ergänzung von zwei Flügeln in Richtung Norden, welche Backstagebereiche und Gastronomie enthalten sollen. Zusätzlich sollen Projekträume auf dem Dach sowie Dachterrassen umgesetzt werden. Im Inneren sollen ein Sendesaal mit einer Kapazität von 800 Stehplätzen oder 560 Sitzplätzen, ein kleiner Saal mit mindestens 199 Stehplätzen oder 144 Sitzplätze und eine Bar für 60 Personen entstehen. Die Kostenplanung soll zusammen mit der Vorplanung nach der Sommerpause 2025 dem Bezirksbeirat vorgelegt werden.

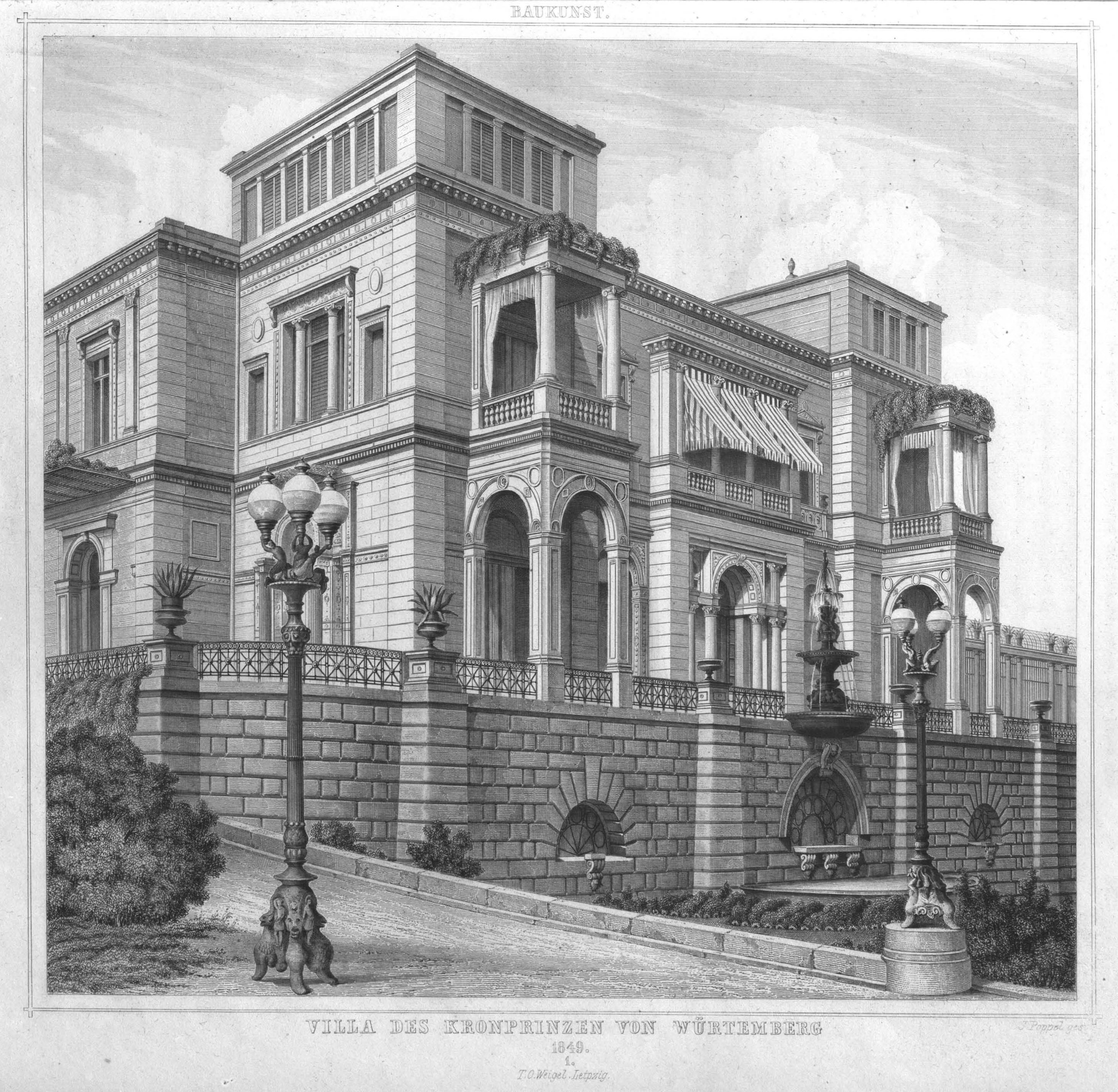
Um 1853: Ansicht von Südosten, Stahlstich von Johann Poppel
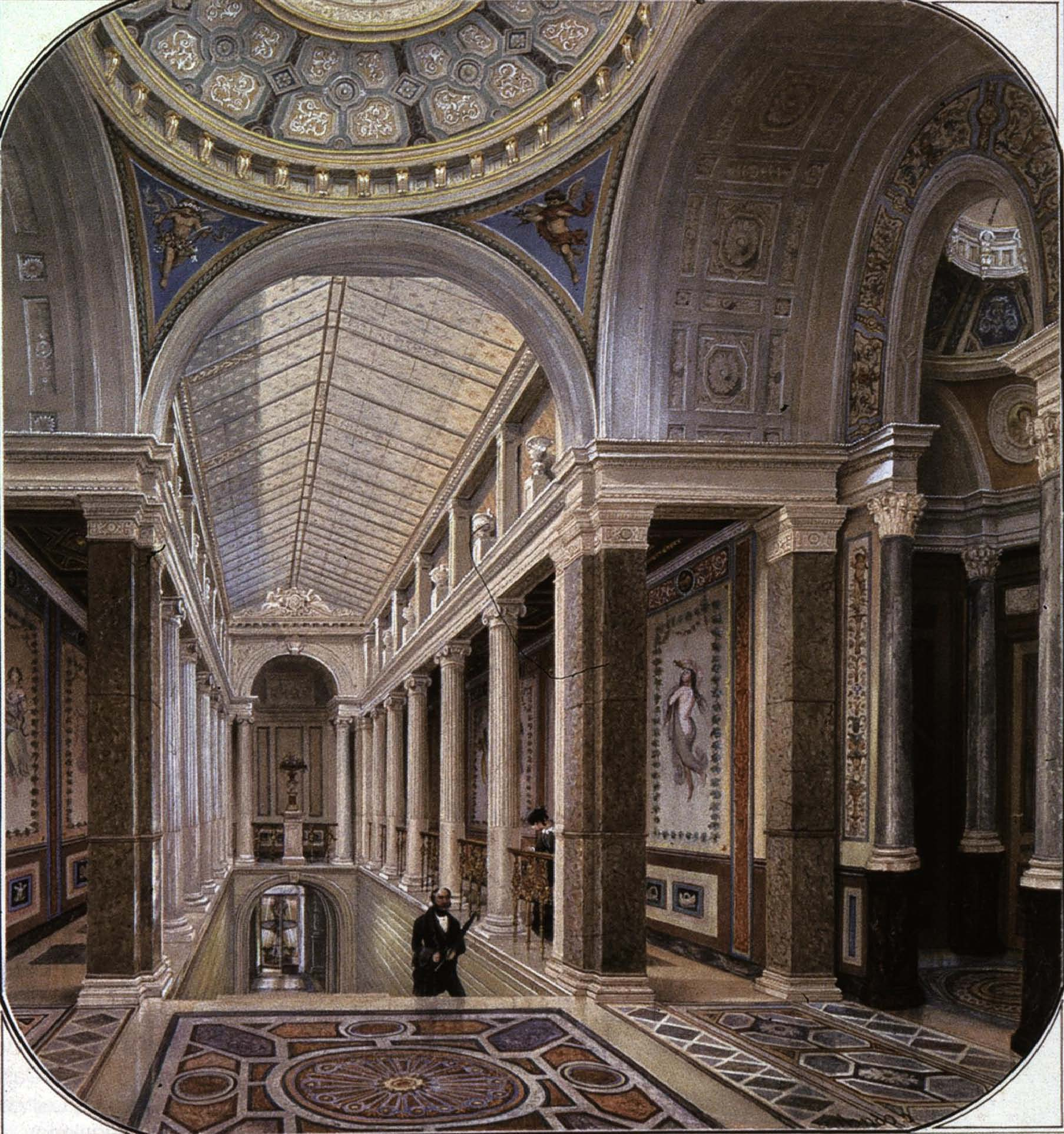
1855: Oberes Treppenhaus der Villa Berg, Aquarell von Caspar Obach
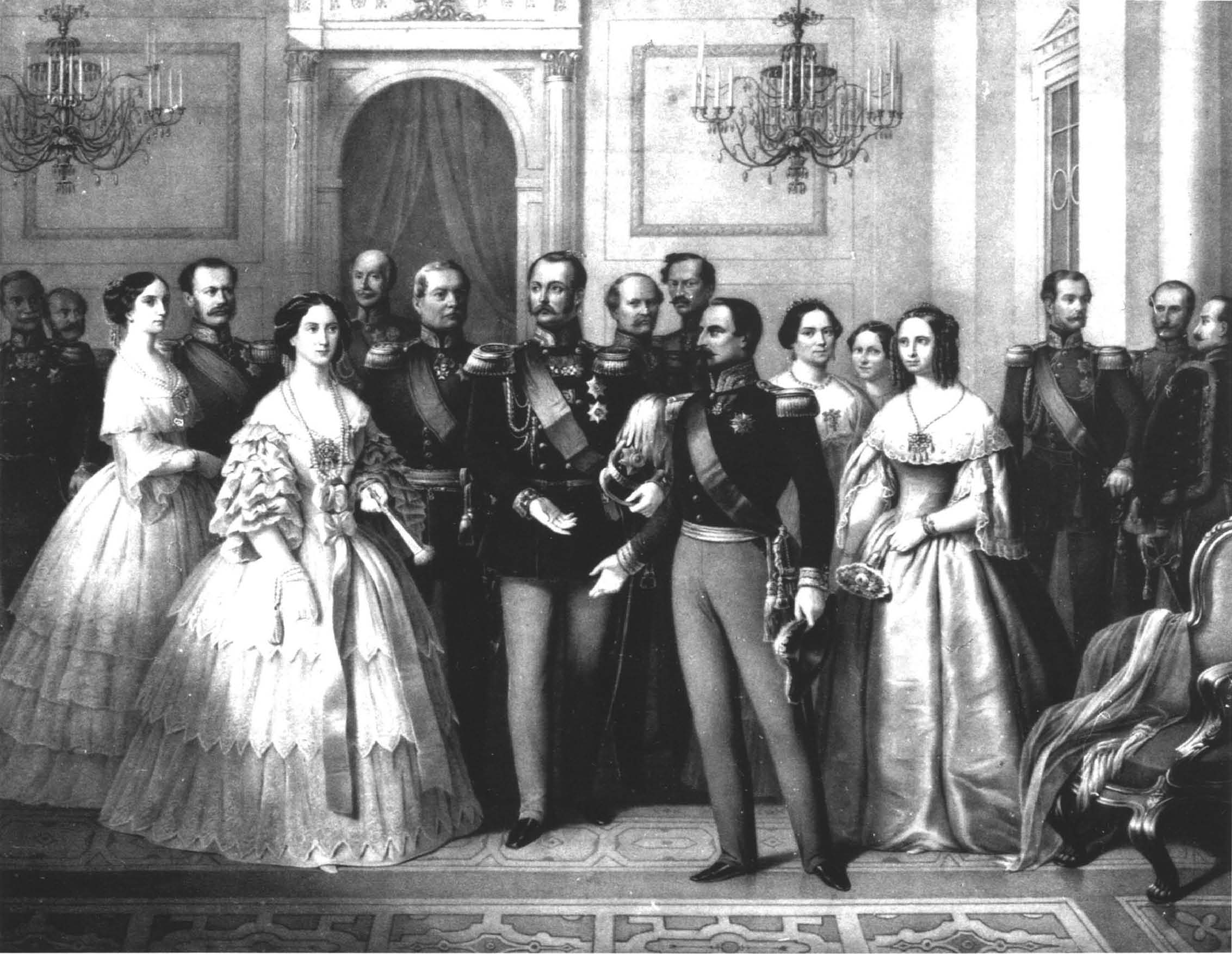
1857: Stuttgarter Zwei-Kaiser-Treffen
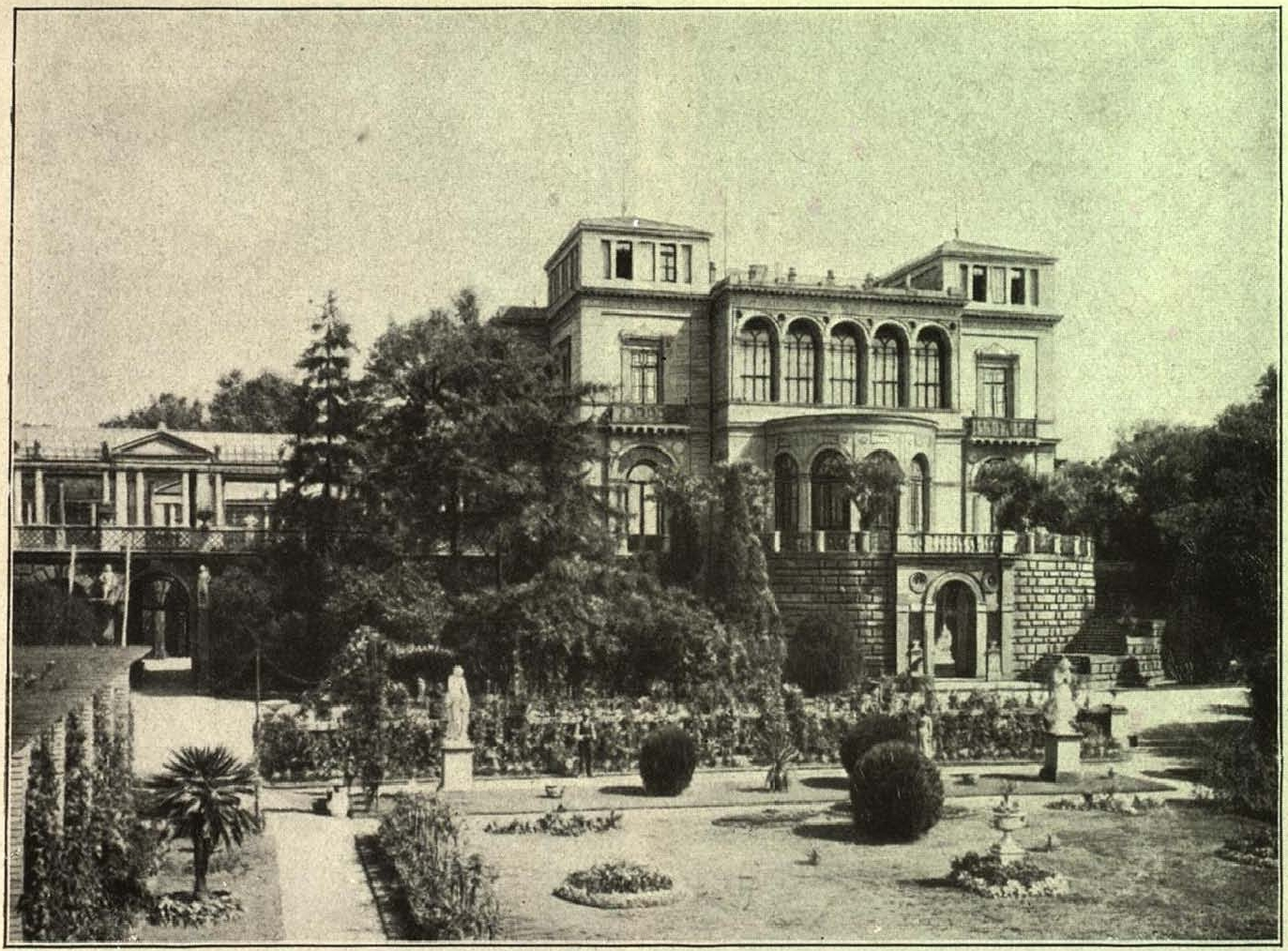
1912: Ansicht von Westen mit Nordwestflügel und Parterre

## Gebäude
Alle Maßangaben sind ungefähre Werte, die in den Bauplänen oder vor Ort gemessen wurden.

### Name
Die Villa Berg wurde ursprünglich Villa des Kronprinzen oder kronprinzliche Villa genannt, auf Grund ihrer Lage im Stuttgarter Stadtteil Berg auch Villa in Berg, Villa zu Berg oder Villa bei Berg, woraus im Laufe der Zeit die verkürzte und heute gebräuchliche Bezeichnung Villa Berg entstand.
Die Villa Berg ist – im Gegensatz zu einem Residenzschloss – ein Lustschloss, d. h. „ein kleines Schloss, das dem privaten Vergnügen seines Besitzers diente und abseits von Hofzeremoniell und Staatspflichten bewohnt wurde“. Schon König Wilhelm, dem Vater des Erbauers der Villa Berg, widerstrebte es, seine ländlichen Residenzen als Schloss zu bezeichnen, um nicht in den Geruch der Verschwendung zu kommen. So wurde Schloss Rosenstein (Baujahr 1822–1830) ursprünglich Landhaus Rosenstein genannt und erhielt erst im 20. Jahrhundert seinen jetzigen Namen. Auch bei seinem Lustschloss in der heutigen Wilhelma (Baujahr 1846) vermied er die Bezeichnung Schloss. Das ursprünglich von Wilhelm als Badhaus geplante Gebäude wurde nach seinem Willen zuerst Maurisches Bad und schließlich Villa Wilhelma oder kurz Wilhelma genannt. Der Architekt der Wilhelma Karl Ludwig von Zanth bezeichnete das Lustschloss als „Maurische Villa“ oder als „diese Villa, in der Art der fürstlichen Landsitze Italiens gedacht“. Diese Umschreibung gilt auch für die Villa Berg. Sie war eine Landhausvilla, ein freistehendes, luxuriöses Gebäude auf dem Lande, mit umgebendem Park, das dem Kronprinzenpaar als Sommerresidenz dienen sollte und in der Tradition der römischen Villen bzw. der Villen der Renaissance stand.

### Lage

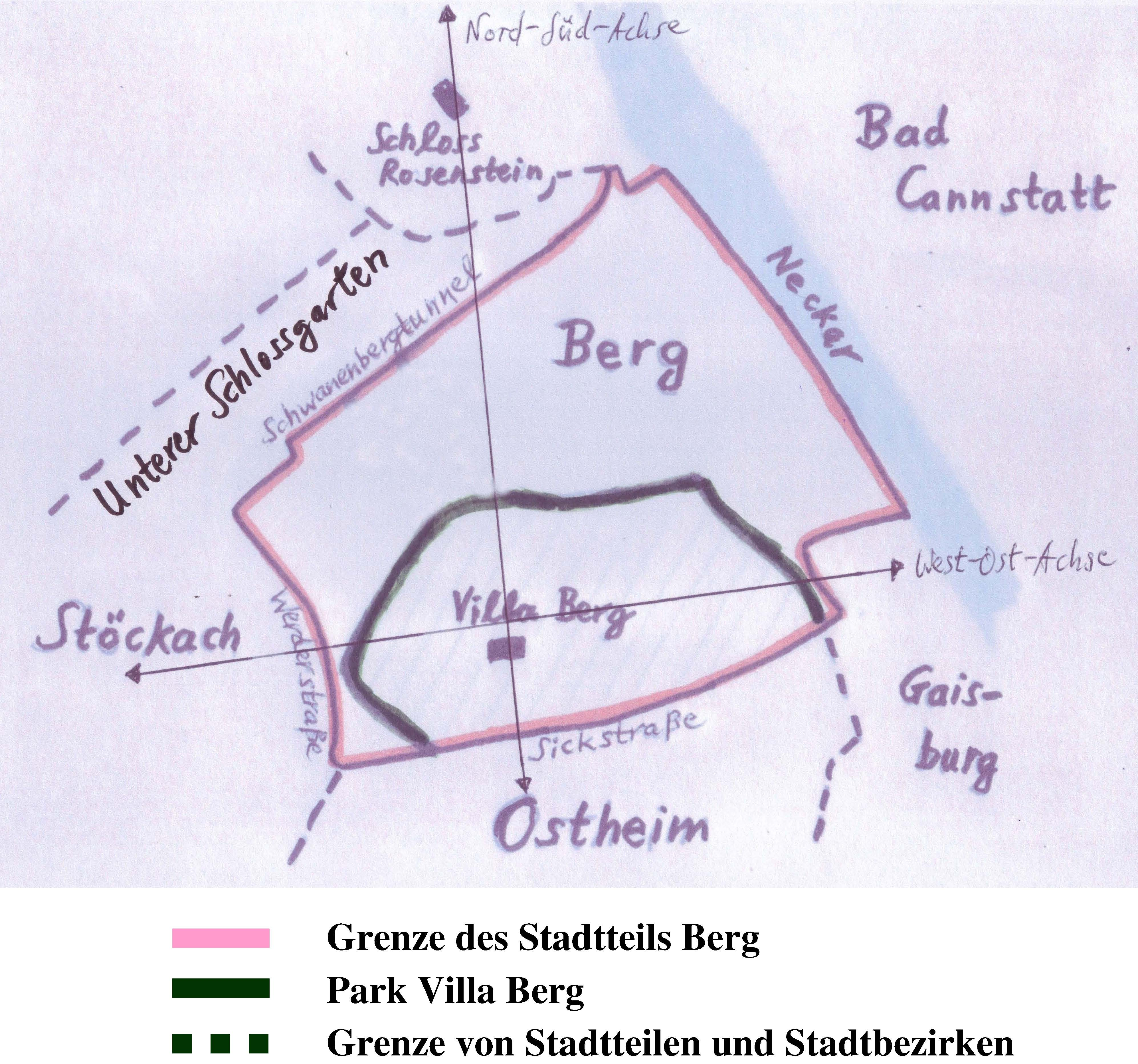
Lageplan der Villa Berg im Stadtteil Berg und Umgebung.

#### Stadtteil Berg
Die Villa Berg liegt im Stuttgarter Stadtteil Berg im Stadtbezirk Stuttgart-Ost zwischen den Stadtbezirken Stuttgart-Mitte und Bad Cannstatt. Der Stadtteil Berg grenzt im Westen an den Stadtteil Stöckach, im Süden an die Stadtteile Ostheim und Gaisburg und im Norden und Osten an den Stadtbezirk Bad Cannstatt.
Die Grundfläche des Stadtteils setzt sich aus zwei schiefen Dreiecken zusammen. Das obere Dreieck, das den besiedelten Teil von Berg einschließt, zeigt mit seiner Spitze nach Norden und wird im Osten vom Neckar und im Westen vom Unteren Schlossgarten begrenzt. Das untere Dreieck, das den Park der Villa Berg einschließt, zeigt mit seiner Spitze nach Südwesten und wird im Süden durch die Sickstraße und im Westen durch die Werderstraße begrenzt.

#### Park Villa Berg
Der Park der Villa entstand im Zusammenhang mit deren Bau. Die Grundfläche des Parks gleicht einem Trapez. Die größere Grundseite bildet im Süden die Sickstraße, die kleinere Grundseite stößt an den nördlichen Teil von Berg und öffnet sich im Westen zum Übergang in den Unteren Schlossgarten. Der östliche Trapezschenkel schmiegt sich an den ehemaligen Mühlkanal (heute die Straße Am Mühlkanal), und der westliche Schenkel an die Werderstraße und Wilhelm-Camerer-Straße.

#### Villa Berg
Die Villa wurde im Westteil des Parks in ca. 270 Meter Höhe über NN auf dem ehemaligen Weinberg „Höllscher Bühl“ erbaut. Die Nord-Süd-Achse der Villa liegt in einer Flucht mit dem Schloss Rosenstein im Norden. Früher bestand eine direkte Blickverbindung zwischen der Villa Berg und dem etwa 25 Meter tiefer liegenden Schloss Rosenstein. Die Ost-West-Achse ging von der östlichen Platanenallee durch die beiden Durchfahrten der Nordflügel, den mittleren Laubengang des Westparterres und die Mittelachse des Halbmondsees bis zum Gartenbelvedere.

#### Heutiger Zustand
Die Blickverbindung zum Schloss Rosenstein ist durch hohen Baumbewuchs und den Gutbrod-Bau des Südwestrundfunks im Norden der Villa versperrt. Vom ursprünglichen Verlauf der Ost-West-Achse zeugen nur noch der trockengelegte Halbmondsee und das Gartenbelvedere.

### Grundriss

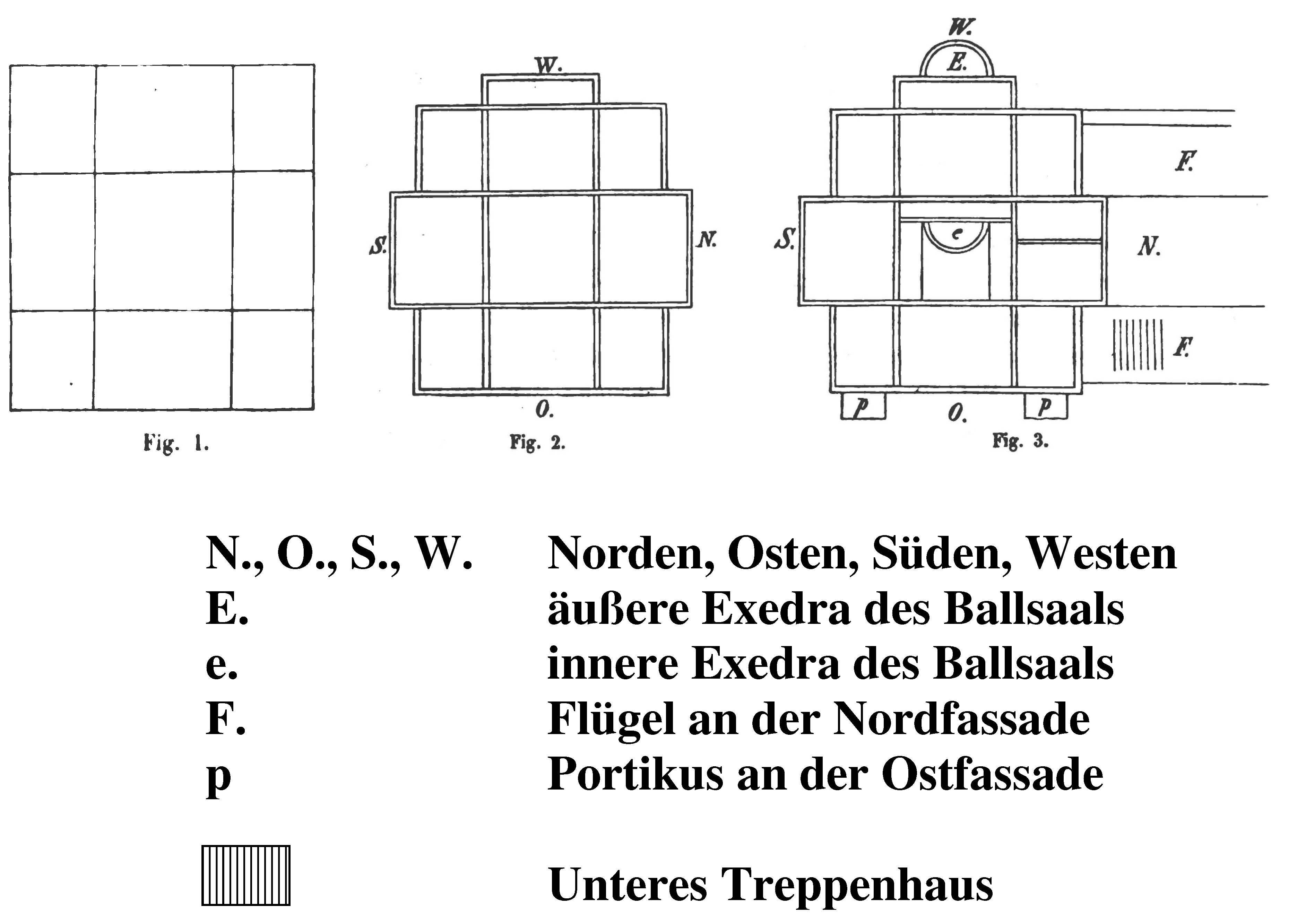
Schematische Entwicklung des Grundrisses der Villa Berg
(Norden liegt rechts).

Der Grundriss der Villa Berg gehorcht einem einfachen Schema, wie es Ernst Förster in seiner Beschreibung der Villa angegeben hat. Demnach bildet die Grundfläche annähernd ein Quadrat, das senkrecht und waagerecht in drei Streifen unterteilt ist, wobei die mittleren Streifen breiter sind als die äußeren (Fig. 1).
Die Mittelstreifen werden im Westen, Süden und Norden über alle fünf Mittelachsen um 2–3 Meter nach außen gezogen, so dass sich leicht vorspringende Mittelrisalite ergeben (Fig. 2). Der schmälere Mittelrisalit im Osten (in der Abbildung nicht eingezeichnet) beschränkt sich auf die mittleren drei Achsen.
Den beiden Seitenrisaliten im Osten sind turmartige Portiken (p) vorgesetzt. An der Westseite ist dem Mittelrisalit im Erdgeschoss eine halbrunde Exedra (E.) angefügt, die sich im Inneren in der Gebäudemitte umgekehrt wiederholt (e.), so dass sich ein Saal mit zwei halbrunden Schmalseiten ergibt (Ballsaal). Der äußeren Exedra im Erdgeschoss entspricht im Untergeschoss ein halbrunder, wesentlich größerer Vorbau. An der Nordseite wurden die Außenstreifen im Untergeschoss um zwei ca. 35 Meter lange Flügel (F.) verlängert, die einen Hof zwischen sich einschlossen (Fig. 3).
Mit dem neunfach gerasterten Grundriss mit zentralem Treppenhaus übernimmt Leins ein Konzept, das schon der Renaissance-Baumeister Andrea Palladio bei der Villa Rotonda in Vicenza verwendete und das im 18. und 19. Jahrhundert immer wieder zur Anwendung kam, z. B. bei dem ersten Neurenaissance-Bau in Deutschland, der Villa Rosa in Dresden von Gottfried Semper.

#### Heutiger Zustand
Die beiden nördlichen Flügelbauten sind nicht mehr vorhanden.

### Baukörper

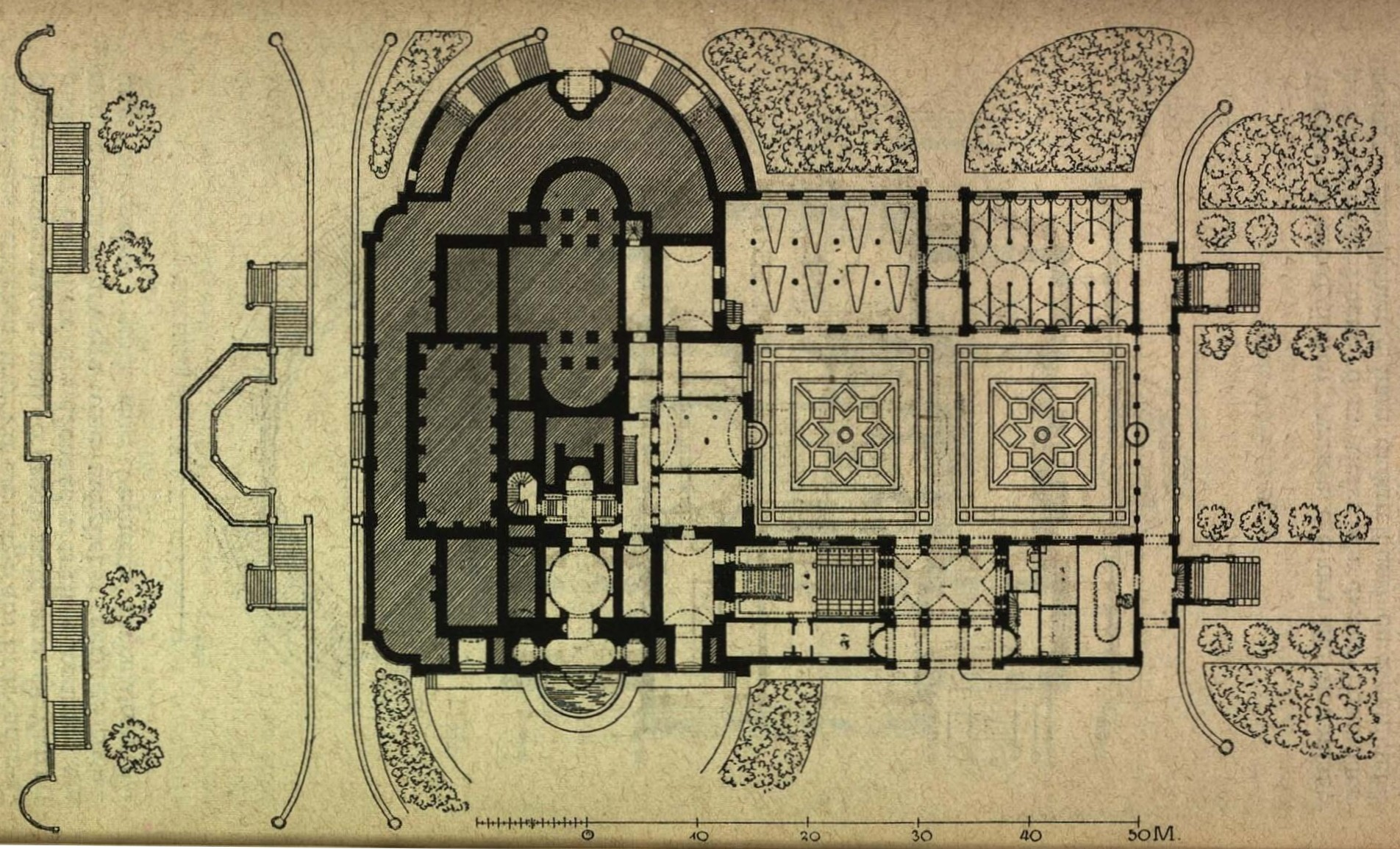
Grundriss des Untergeschosses (Norden ist rechts).

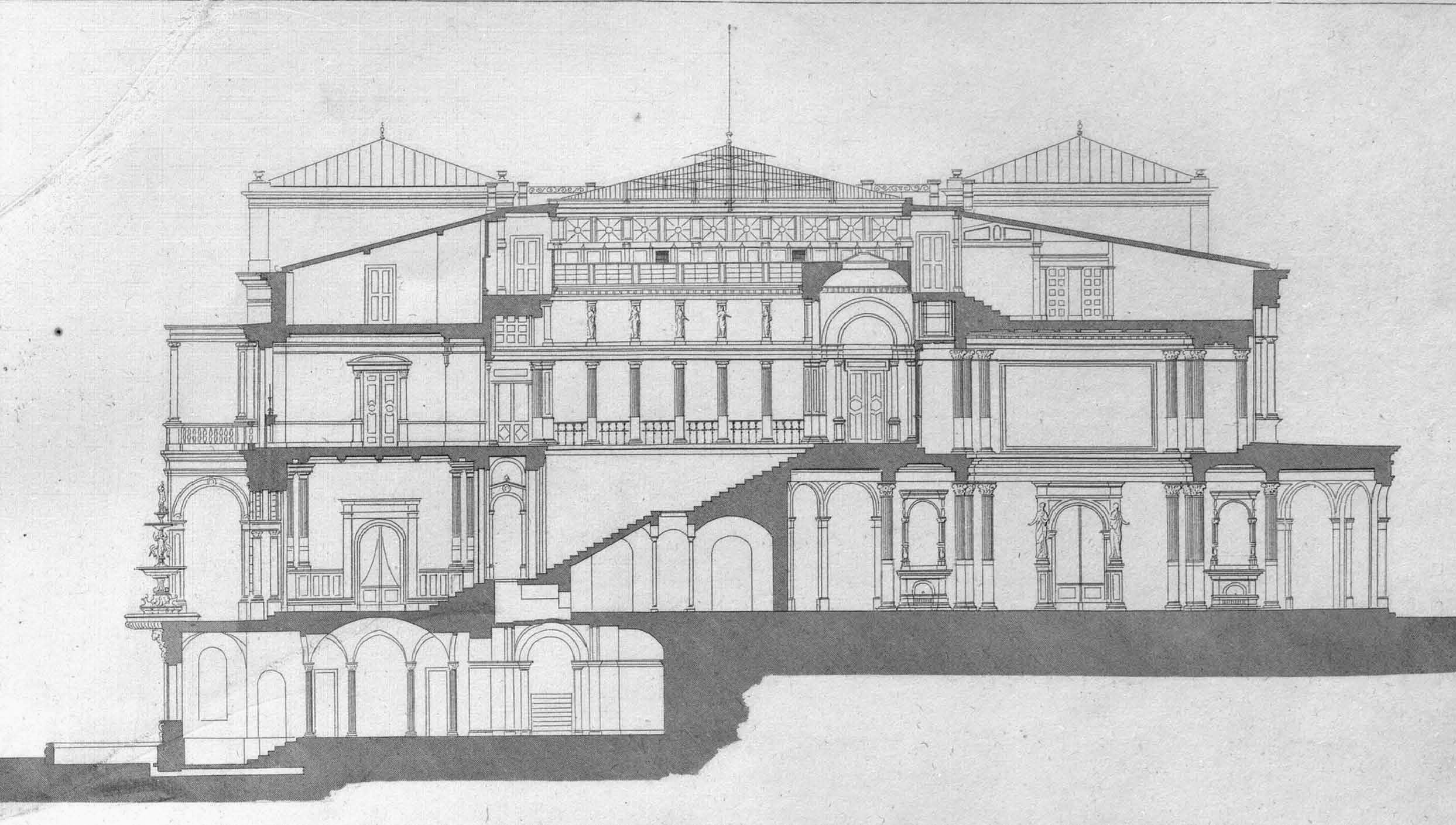
Querschnitt von Osten (links) nach Westen
Im Untergeschoss links: unterirdisches Bad.

Der kubusförmige Baukörper besteht aus drei Stockwerken: Untergeschoss, Erdgeschoss und Obergeschoss.
An das nördliche Untergeschoss schlossen sich zwei einstöckige, 35 Meter lange Flügelgebäude an, und im Westen erweitert sich das Untergeschoss zu einem halbrunden Vorbau, der sich im Erdgeschoss in einer kleineren Exedra wiederholt. Die Ecken des Gebäudes wurden von Attiken mit flachem Pyramidendach bekrönt, so dass der Eindruck von Ecktürmen entstand. Das übrige Gebäude deckte ein Flachdach aus Glas.
Der kegelförmige Weinberg des „Höllschen Bühls“, auf dem die Villa Berg steht, bot von seiner Spitze aus einen ausgezeichneten Rundblick über die nähere und weitere Umgebung. Um diese Aussicht zu erhalten, wurde die Spitze des Kegels nicht eingeebnet, sondern in das Untergeschoss einbezogen (im Grundriss schraffiert). Durch die unregelmäßige Gestalt der Bergspitze ergab sich jedoch ein Hohlraum, der im Norden für den Küchentrakt und im Osten in der Achse des Nymphenbrunnens zur Einrichtung eines unterirdischen Bads genutzt wurde (siehe Querschnitt).
Das Untergeschoss steht auf einer rechteckigen Grundfläche von 35 × 44 Metern, deren Schmalseiten in Nord-Süd-Richtung liegen. Außer im Norden springt das Untergeschoss gegenüber den beiden Wohnstöcken vor, so dass sich in Erdgeschosshöhe mehr oder minder breite Terrassen ergeben. Im Westen, wo das Untergeschoss mit einem halbrunden Vorbau (Radius: 14 Meter) abschließt, ergibt sich vor der ebenfalls halbrunden Exedra des Erdgeschosses eine breite, halbringförmige Aussichtsterrasse. Im Süden ist der Terrasse eine Auffahrtrampe vorgesetzt, die von zwei Seiten her angefahren werden kann. Am Platz vor dem Eingang zum ehemaligen Speisesaal verbreitert sich die Rampe zu einem halbachteckigen Platz.

#### Heutiger Zustand
Die beiden nördlichen Flügelbauten sind nicht mehr vorhanden. Die Attiken existieren nicht mehr, so dass das Dach einheitlich flach erscheint. Das zerstörte Glasdach wurde durch eine moderne Flachdachkonstruktion ersetzt. Die früher bestehende Rundumsicht ist heute im Norden und Osten ganz versperrt. Im Westen kann man noch das Gartenbelvedere erkennen, und der Süden bietet als einzige Seite noch eine Fernsicht, u. a. auf den Polizeifunkturm, den Fernmeldeturm und den Fernsehturm.

### Fassaden

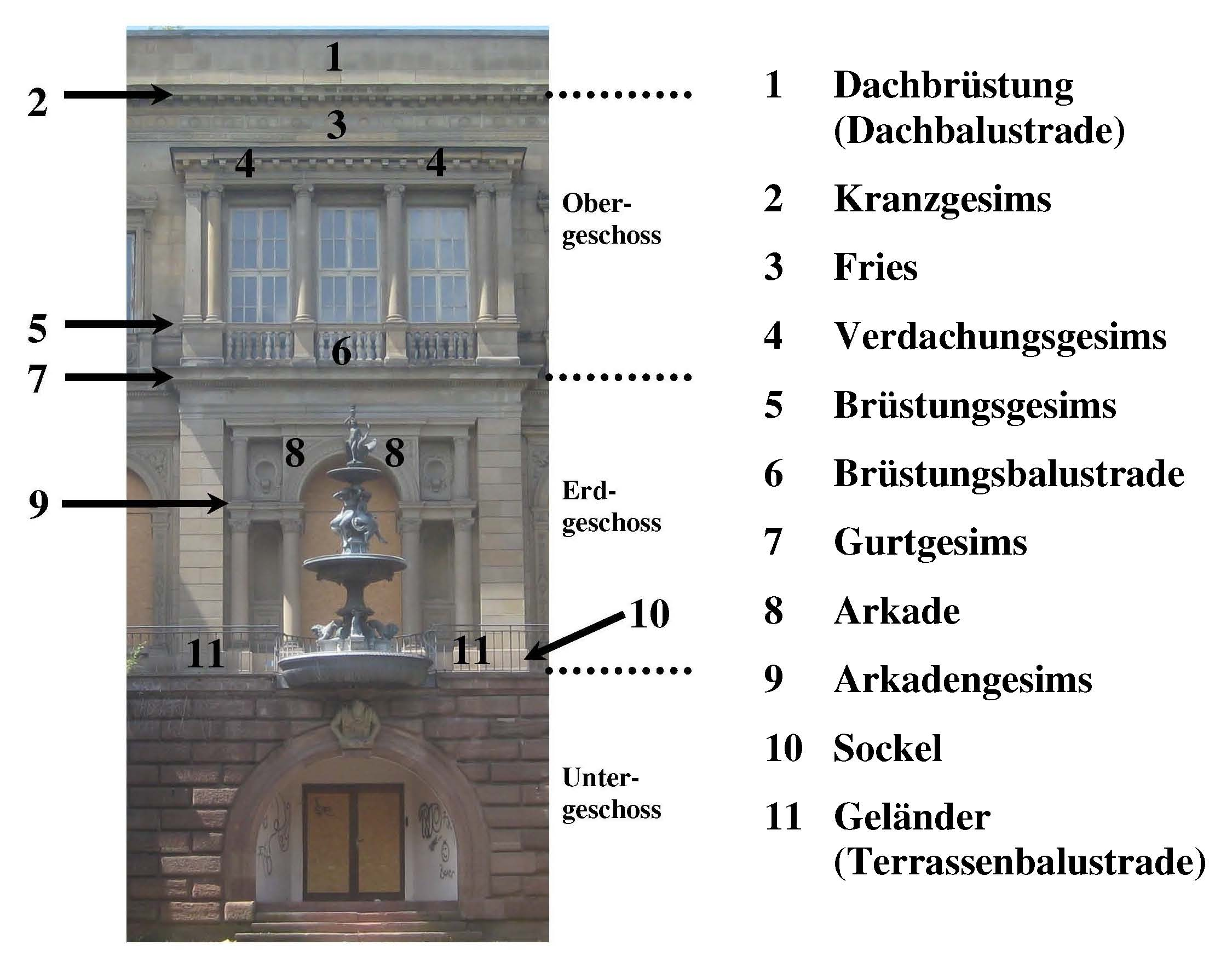
Fassadenstruktur der Villa Berg am Beispiel der Ostfassade (im heutigen Zustand).

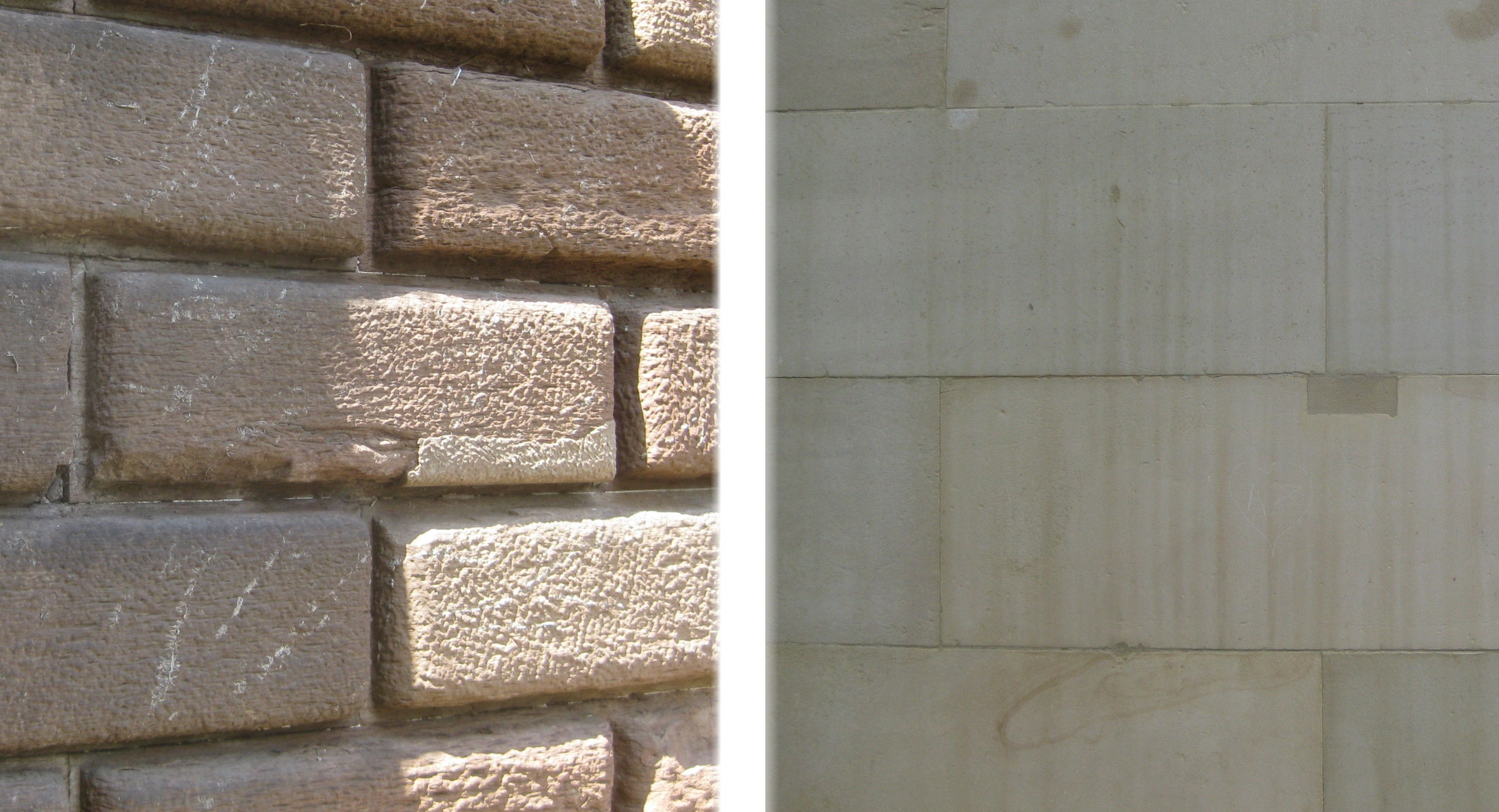
Fassadenmauerwerk, links: Untergeschoss, rechts: Obergeschosse.

Hinweis: Zur Beschreibung der einzelnen Fassaden siehe Ostseite, Westseite, Südseite und Nordseite.
Keine der Fassaden wurde als bevorzugte Schauseite konzipiert. Alle Fassaden sind unterschiedlich und abwechslungsreich gestaltet, so dass jede ihren eigentümlichen Charakter erhält, „sind sie doch alle so gut in Harmonie gesetzt, daß sie ein organisches Ganze mit einander ausmachen“. Dazu tragen die folgenden Gestaltungselemente bei:
- das grobe rote Mauerwerk, das für das Untergeschoss kennzeichnend ist,
- das glatte gelbe Mauerwerk, das die oberen Stockwerke von dem Untergeschoss abhebt,
- die durchgängige waagerechte Gliederung durch Geländer, Balustraden, Sockel, Gesimse und Brüstungen,
- die senkrechte Gliederung durch Lisenen, Pilaster und Säulen,
- die bogenförmigen Fenster und Türen, die Unter- und Erdgeschoss charakterisieren
- und die waagerechte Verdachung der Fenster und Türen, durch das sich das obere Stockwerk von den anderen unterscheidet.

#### Mauerwerk
Die Fassade des Untergeschosses besteht aus Flachrustika-Mauerwerk, das sich aus Quadern aus dem einheimischen roten Keupersandstein zusammensetzt. Sie sind mit Randschlag, d. h. einem gleichmäßig abgeschlagenen Rand versehen, der den Eindruck tiefer Fugen zwischen den Quadern erzeugt. Die rote Farbe des Sandsteins passt gut zu dem dunklen Erdreich, das er umschließt und verbirgt. Die grobe Fassadenstruktur unterstreicht die Funktion des Untergeschosses, das Erdreich kraftvoll abzustützen.
Die Fassaden der oberen Stockwerke sind in gelbem Keupersandstein gehalten. Das Mauerwerk besteht aus Quadern mit glatter Stirnfläche ohne Randschlag und dünnen Mörtelfugen. Die feinere Machart der oberen Fassaden ist an die Funktion der Stockwerke angepasst, die unten die Repräsentationsräume und oben die Wohnräume der hohen Herrschaften beherbergten.

#### Waagerechte Gliederung
Die umlaufende Terrassenbalustrade, der kniehohe, leicht vorspringende Sockel, zwei Gurtgesimse, eines zwischen den oberen Stockwerken und das andere in Brüstungshöhe darüber (Brüstungsgesims), laufen ebenso wie das Kranzgesims mit seinen Konsolen und dem Fries um das gesamte Gebäude und vermitteln den Eindruck einer einheitlichen waagerechten Gliederung des Komplexes.
Die beiden Gurtgesimse begrenzen einen waagerechten Streifen, der außer an der Nordseite durch Balustraden und Eisengeländer vor Türen und Fenstern unterbrochen wird. Hinzu kommt das Arkadengesims im Erdgeschoss, das die Arkaden in Höhe der Kämpfer verbindet. Es wird durch Öffnungen und Lisenen unterbrochen und fehlt im Norden ganz. Im oberen Stock bilden die waagerechten Verdachungsgesimse der Fenster und Türen und die Dächer der östlichen Portiken ebenfalls eine unterbrochene Gesimslinie. Das Flachdach umgab ehemals eine Balustrade, in das die gusseisernen Rauchabzüge als Postamente integriert waren.

#### Senkrechte Gliederung
Die vier Ecken des Gebäudes nehmen die Eckpavillons (oder Ecktürme) ein, die durch die aufgesetzten Attiken den Rest des Gebäudes überragten und einen wichtigen Teil seines charakteristischen Gepräges ausmachten.
Alle Fassaden treten im mittleren Teil durch Risalite vor, die Ostfassade besitzt zusätzlich noch zwei Seitenrisalite. In der Senkrechten werden die Fassaden der oberen Geschosse durch Lisenen, Pilaster und Säulen gegliedert, wobei die Gliederungselemente des Erdgeschosses im oberen Stock ein (meist abgewandeltes) Pendant finden. Dadurch entstehen klar abgegrenzte Achsen von gleicher oder wechselnder Breite.

#### Achsen
Die Fassaden im Osten und Westen werden durch sieben Achsen gegliedert, fünf in der Mitte und je eine an den Eckpavillons (1:5:1). Der nördlichen und südlichen Fassade sind nur fünf Achsen zugeordnet (1:3:1).

#### Fassadenelemente

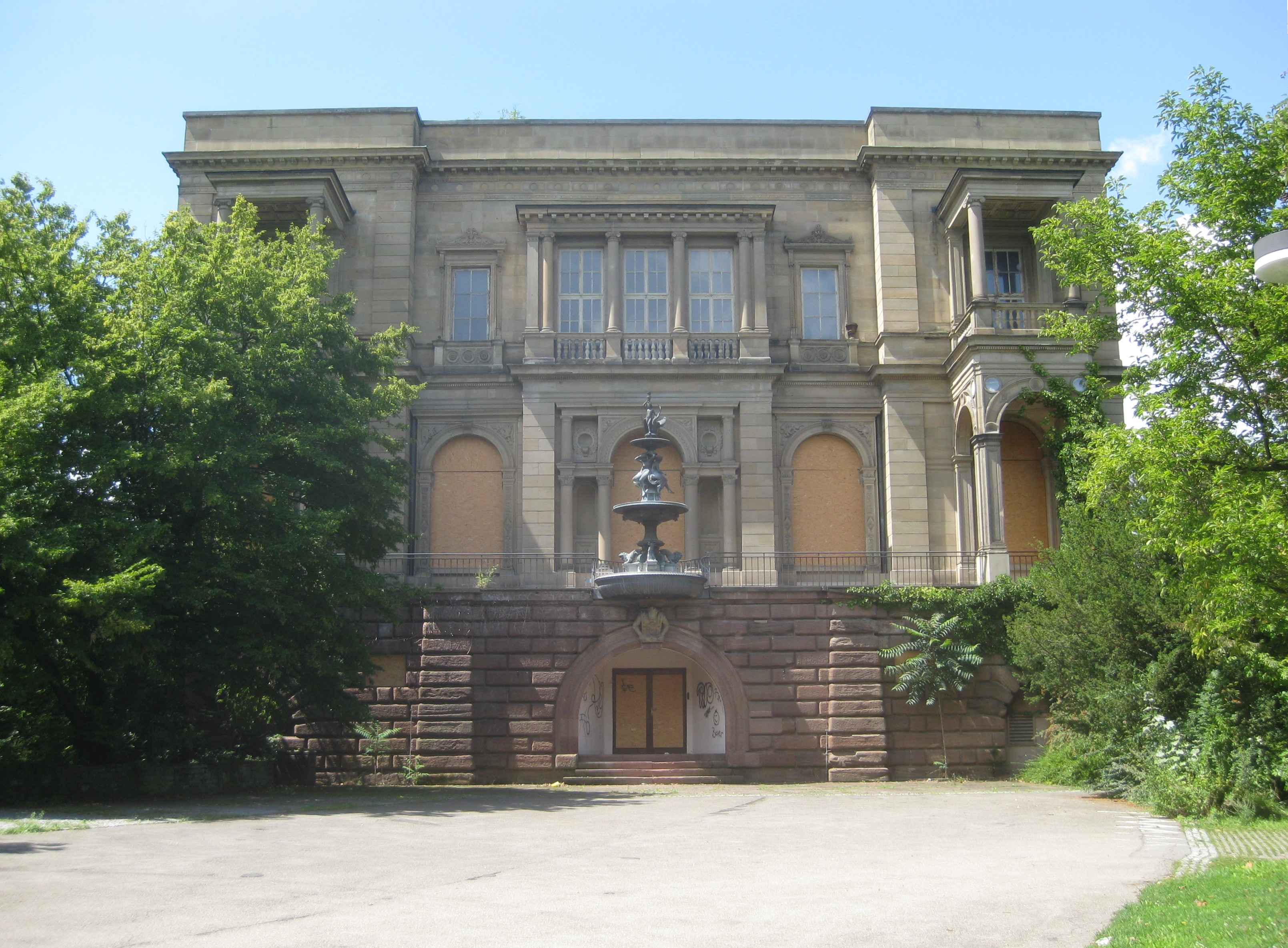
Ostfassade.

Außer durch die waagerechten und senkrechten Gliederungselemente wird das Aussehen der Fassaden durch die folgenden Bauelemente bestimmt:
- Portiken im Osten und Süden
- Bogenkolonnade und Exedra im Westen
- Balkone und Loggien
- Verwendung des Serliana-Motivs bei einigen Portalen
- Verdachung von Fenstern und Türen
- die Grotte im Westen
- Nischen für plastische Kunstwerke.

#### Stockwerkhierarchie
Die Hierarchie der Stockwerke wird nicht durch Säulenordnungen ausgedrückt (jonische und korinthische Säulen wechseln ohne erkennbares System zwischen Erd- und Obergeschoss), sondern durch die Form der Fenster- und Türabschlüsse. In Unter- und Erdgeschoss herrscht die Bogenform vor, und auch der Unterbau der östlichen Portiken wird von halbrunden Arkaden getragen. Die Fenster und Türen im Obergeschoss schließen hingegen mit architravierten, waagerechten Verdachungen ab, ebenso der Altan der Portiken, den ein flacher Baldachin deckt. Eine Ausnahme macht der Mittelrisalit im Obergeschoss der Westfassade, der durch eine fünfachsige Bogenkolonnade herausgehoben wird.

#### Plastischer Schmuck
Nach Hackländer gehen manche Reliefs der Villa Berg auf „Renaissancereliefs eines edlen Kunstwerkes“ in der Kirche Santa Maria dei Miracoli in Venedig zurück. Bisher konnten diese Vorlagen jedoch nicht identifiziert werden. Keine der Abbildungen in der reichillustrierten Monographie Piana 2003 über die Kirche zeigt Motive von Reliefs der Villa Berg.
Christian Friedrich von Leins schreibt: „Bei dem dekorativen Teil des Baus hat sich der hochbegabte Professor P. Wirth ein vielseitiges Verdienst erworben.“ Friedrich Hackländer präzisiert: „Später hat er [Paul Wirth] auf Angaben des Baumeister Leins weitaus den größten Theil der wundervollen Zeichnungen sowohl für das Aeußere als für das farbenprächtige Innere der Villa bei Berg entworfen und letzteres auch theilweise mit ausgeführt.“
Von dem geplanten plastischen Schmuck der Villa Berg wurde vieles nicht ausgeführt. Christian Friedrich von Leins führte darüber noch 1889 beredte Klage: „auch der Skulptur war ein reichlicher Anteil zugedacht, der aber nur teilweise zur Ausführung gelangte; auf der Südseite am Speisesaal, sowie an der Westseite ragen wohl die Bossen aus den Füllungen hervor, aber in ihrem Innern schlummern noch die Reliefe, die des erweckenden Zauberspruchs harren. Der Erbauer der Wilhelma, dem es vergönnt war, sein Werk bis zum letzten Nagel völlig und ganz nach seinen Eingebungen zu vollenden, war hierin glücklicher.“

#### Heutiger Zustand
Nach dem Zweiten Weltkrieg wurden die Attiken nicht wieder aufgebaut. Durch diese „Amputation“ ging die charakteristische Eckturm-Ansicht, ein konstitutives Merkmal der Leinsschen Architektur, verloren. Statt der Dachbalustrade wurde eine Brüstungsmauer über dem Kranzgesims errichtet. Die Balustraden und die kunstvollen gusseisernen Geländer der Terrassen wurden außer im Westen durch einfache Stabgeländer ersetzt.

## Ostseite

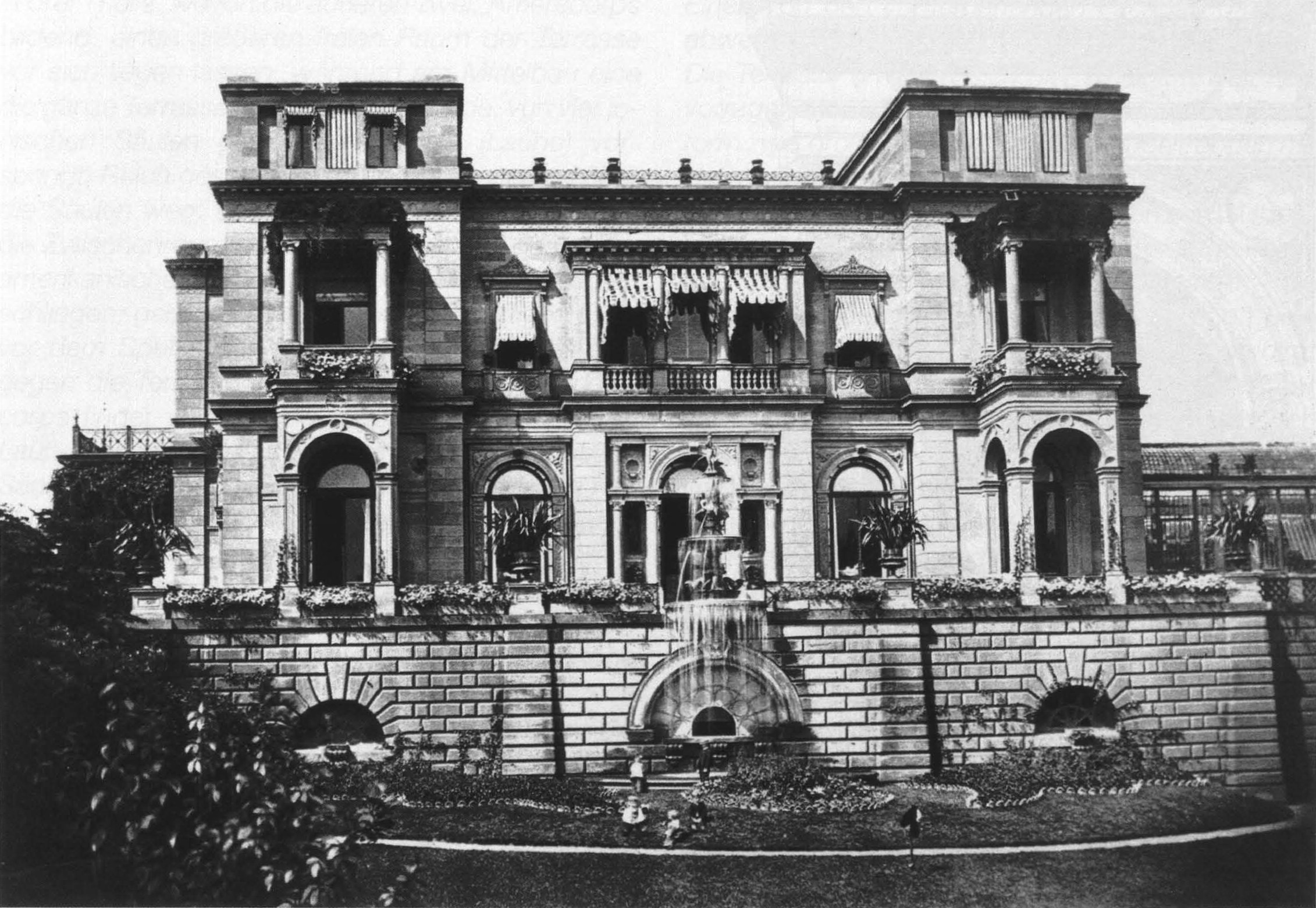
Einst (um 1870) …

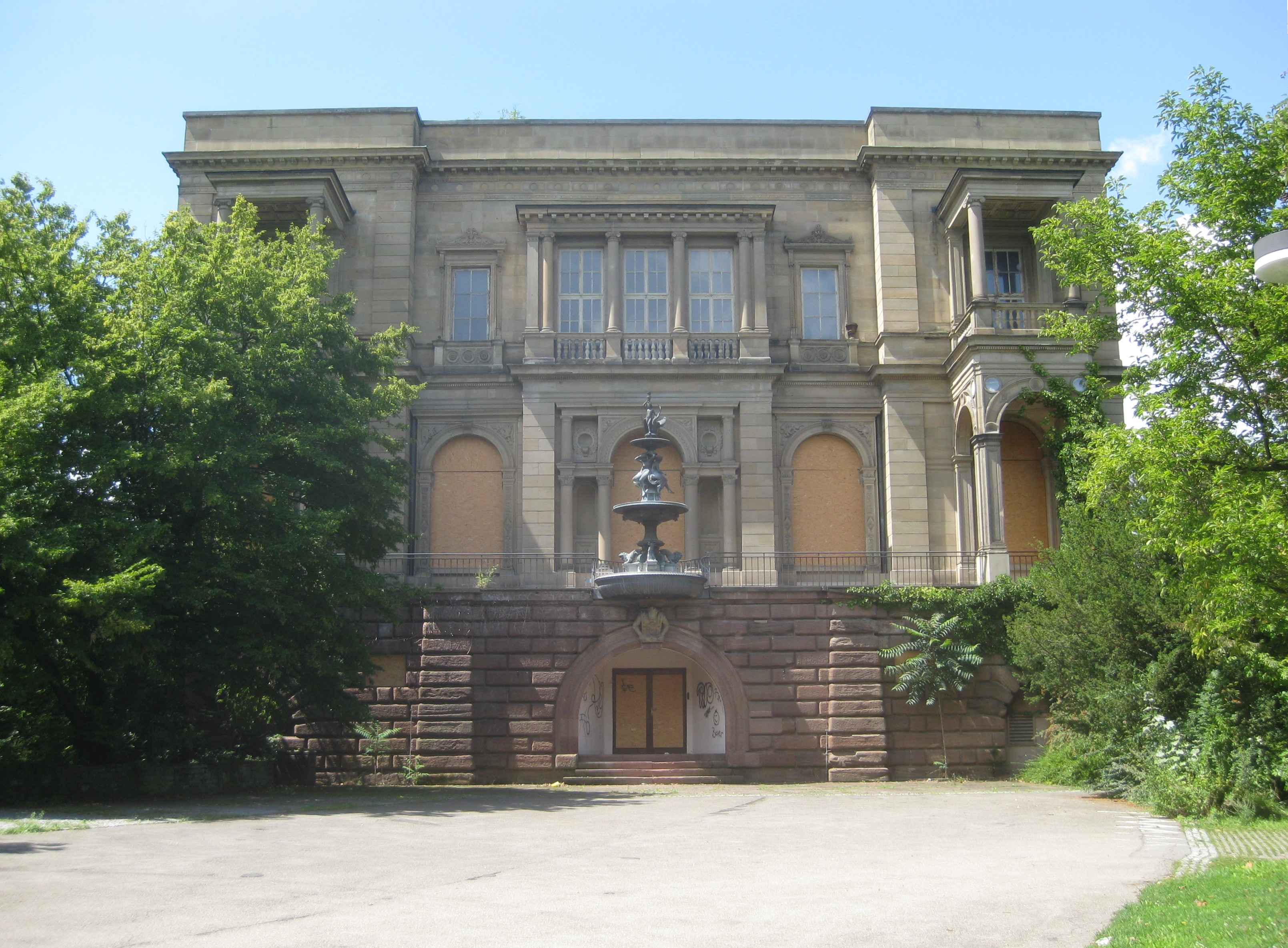
… und jetzt (2011).

Hinweis: Zahlen in Klammern verweisen auf den Bauteilplan (siehe unten).
Besucher, die sich der Villa Berg vom Dorf Berg her auf dem Hauptweg näherten, kamen durch eine dreizeilige Platanenallee, die zuerst südwestlich verlief, dann nach Westen abknickte und zur Einfahrt im Nordostflügel führte. Dort angekommen, bekam der Besucher als erstes zur Linken die prächtige Ostfassade der Villa zu Gesicht.

### Untergeschoss
Am Untergeschoss der Ostfassade tritt am deutlichsten von allen vier Fassaden die kraftvoll-stützende Funktion der „gewaltigen Substructionsmauern mit ihrem mächtigen Bossenwerk“ hervor. Vier breite, nach oben schmäler zulaufende Strebepfeiler (14) zeugen von der schweren Last des Erdreichs, dem die Mauer Widerstand leisten muss. Dies unterstreichen auch die gemauerten Bögen der drei Halbkreisfenster (13): „Trotzig scheint der in starkem Bossenwerk von rothen Quadern ausgeführte Unterbau, sich mit den großen Keilen seiner weit geöffneten Halbkreisfenster gegen die Oberlast anstemmend, das Gewicht des Gebäudes zu tragen.“ Hinter dem mittleren Fenster lag ein unterirdisches Bad.

### Terrasse mit Nymphenbrunnen
Die Fassade der oberen Stockwerke springt um drei Meter gegen das Untergeschoss zurück. Dadurch bildet sich eine Terrasse, die unter den seitlichen Portiken (3) hindurchgeht. Sie konnte, anders als die West- und Südterrasse, nicht über Treppen erreicht werden, sondern nur von der Südterrasse oder der Terrasse des Nordostflügels aus.
Die Terrasse schloss mit einem kunstvollen gusseisernen Geländer ab (21), das durch Blumenschalen-Postamente über den Strebepfeilern und durch die Säulenpostamente der Portiken unterbrochen wurde. Über dem mittleren Fenster des Untergeschosses, das nach dem Zweiten Weltkrieg zu einem Portal ausgebaut wurde, erhebt sich auf der Stützmauer, mit einer Hälfte über sie hinausragend, der dreischalige Nymphenbrunnen (12) von Albert Güldenstein. Das Wasser des Brunnens ergoss sich ursprünglich in ein halbrundes Auffangbecken vor dem Untergeschoss, das von einem ebenfalls halbrunden Rasenplatz eingerahmt wurde. Als Schlussstein des unter dem Brunnen liegenden Halbkreisfensters wurde eine Konsole mit einer Lastträgerfigur vom Neuen Lusthaus eingesetzt, die den Brunnen abzustützen scheint.

### Obergeschosse

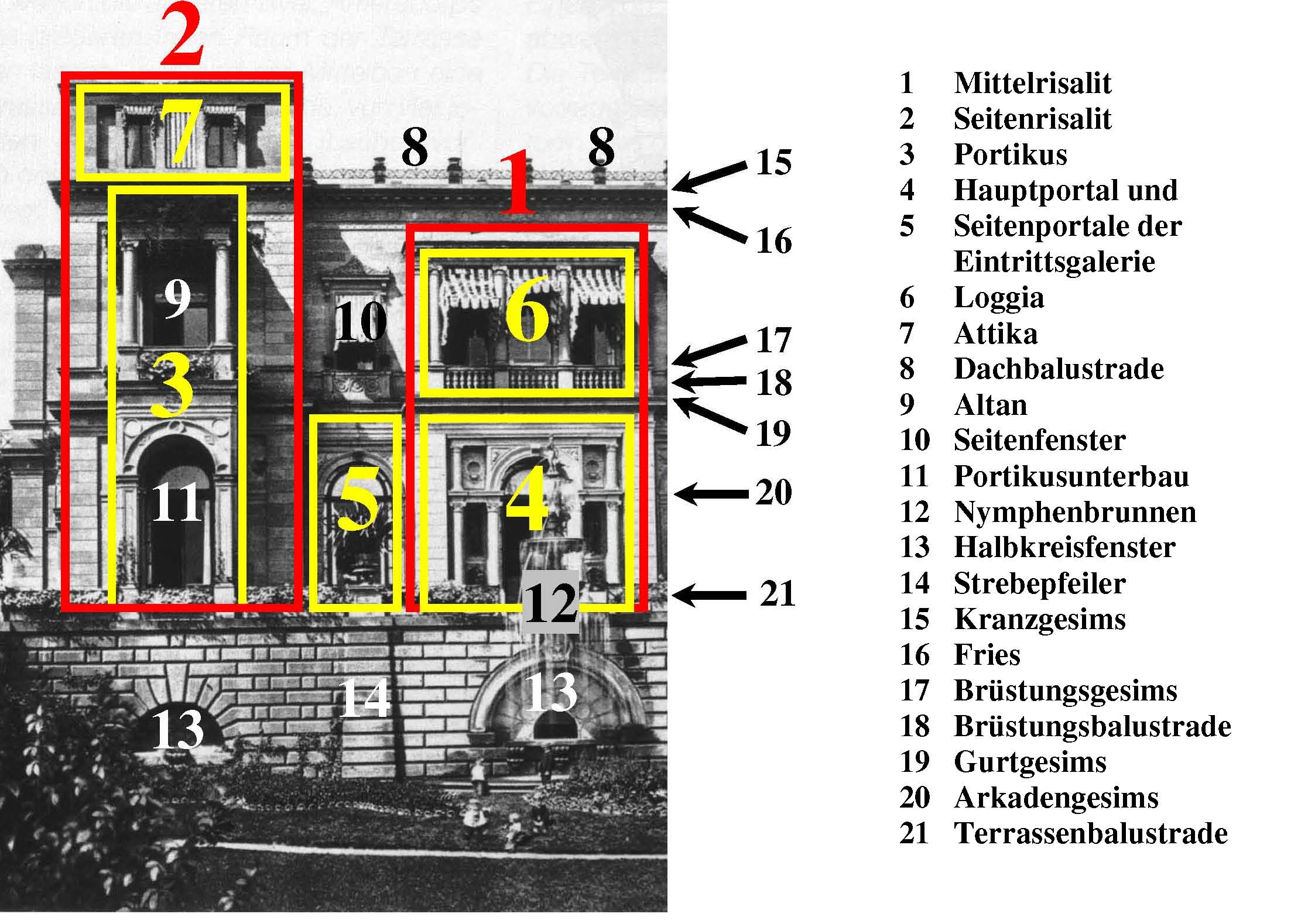
Bauteilplan.

Die Fassade der beiden oberen Stockwerke wird durch drei Risalite gegliedert. Der dreiachsige Mittelrisalit (1) wird im Erdgeschoss durch das Hauptportal (4) und im oberen Stockwerk von einer Loggia (6) gebildet und schließt mit der Verdachung der Loggia ab, während die beiden Seitenrisalite (2) bis zum Kranzgesims (15) reichen. Zwischen dem Mittelrisalit und den Seitenrisaliten schieben sich im unteren Stock die Seitenportale (5) und im oberen Stock die Seitenfenster (10). Hauptportal und Seitenportale vermittelten den Zugang zur Eintrittsgalerie, in die man vom unteren Treppenhaus durch die Vorhalle gelangte.
Der Architrav der Loggia schließt mit einem Gesims mit Sparrenköpfen ab und wird von vier ionischen Säulen und zwei Endpilastern getragen. Säulen und Pilaster ruhen auf Postamenten, zwischen denen sich die dreigliedrige Brüstungsbalustrade (18) vor den Fenstertüren aufspannt.
Die Seitenportale zwischen Mittel- und Seitenrisaliten werden von einer Arkade gerahmt, die auf schmalen Pfeilern mit reichen Ornamentreliefs ruht. Die Bogenzwickel tragen Trophäenreliefs und die Voluten-Agraffe ist wie beim Hauptportal mit dem Monogramm K des Bauherrn, des Kronprinzen Karl, verziert.

### Portiken
Die turmartigen Portiken (3) haben einen rechteckigen Grundriss. Die Seitenlängen entsprechen grob der Terrassenbreite bzw. der halben Breite der Risalite, dem die Portiken mittig vorgesetzt sind.
Im Unterbau (11) tragen vier Eckpfeiler auf brüstungshohen Postamenten die Arkaden, die ein Stichbogengewölbe stützen. Die Außenzwickel zieren runde Inkrustationen aus poliertem weißen Marmor mit roter und blauer Marmorierung. Über dem Gurtgesims zwischen den Stockwerken beginnt der Altan mit dem Oberbau der Portiken (9), dessen architraviertes Flachdach vorn auf zwei ionischen Säulen ruht und hinten auf zwei Pfeilern, alle auf Postamenten, die durch Steinbalustraden verbunden sind. Ursprünglich wurden die Portiken von einer Attika mit flachem Pyramidendach bekrönt, so dass der Eindruck von Ecktürmen entstand.

### Hauptportal

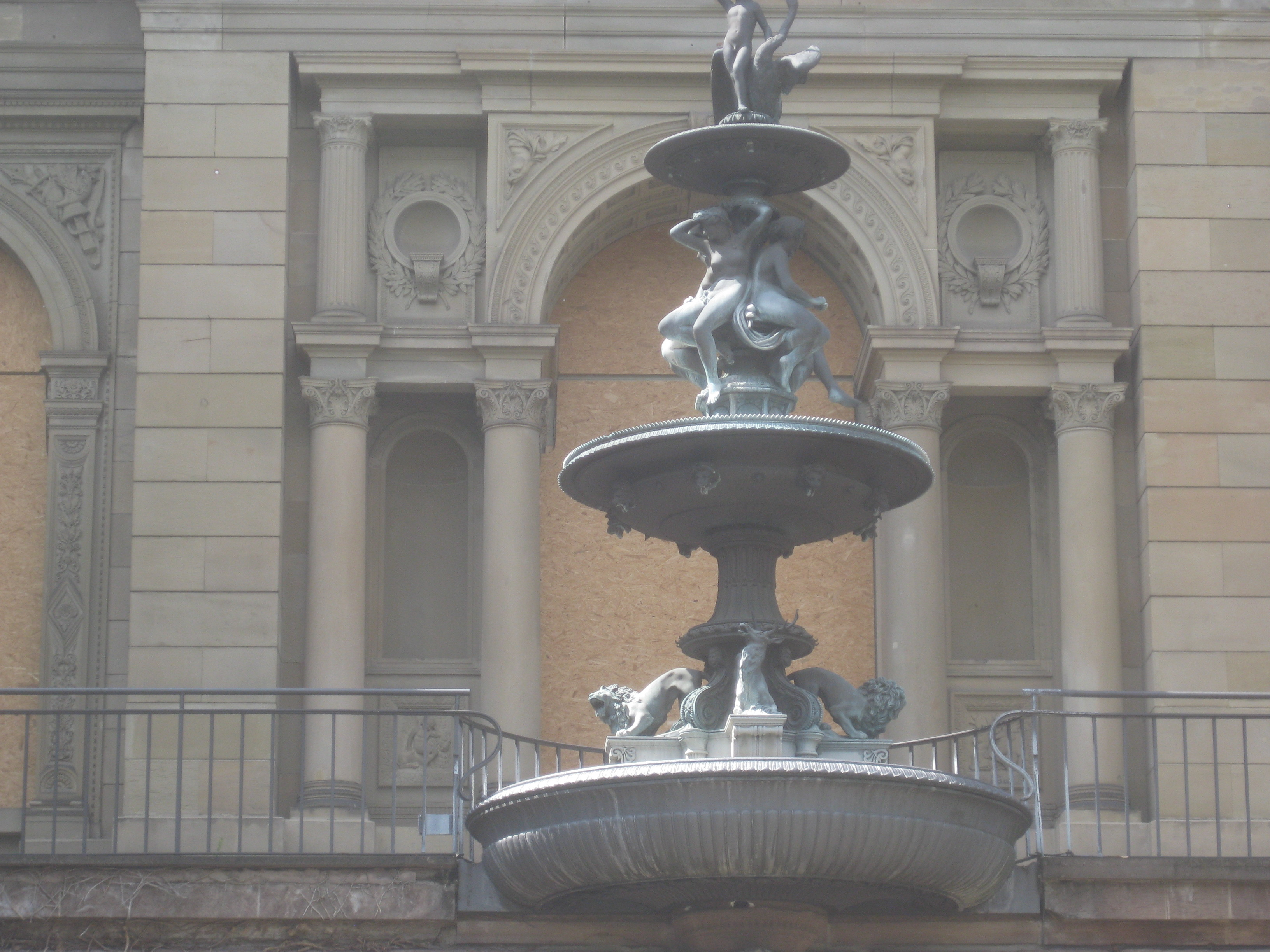
Hauptportal und Nymphenbrunnen

Das Hauptportal im Erdgeschoss ist nach Art eines Serliana-Fensters gestaltet, d. h. die zentrale Rundbogenarkade wird an den Seiten von zwei rechteckigen Öffnungen flankiert. Es „wird im Erdgeschoß durch glatt gehauene Eckpfeiler mit Quaderfugen gefaßt, die an jeder Widerlage eine von vier gekuppelten Säulen unterstützte Bogenöffnung umschließen. Die Höhe vom Kämpfer bis zum Hauptgesims füllt eine kleine Ordnung von cannelirten Säulen aus“. Die Säulenpaare, auch die der kleineren kannelierten Ordnung, bestehen aus je einer korinthischen Säule vorn und einem korinthischen Pfeiler hinten. Die Bogenlaibung besteht aus zwei kassettierten Bändern mit Rosetten und einem Ornamentband dazwischen. Der Bogen wird von einer Voluten-Agraffe gekrönt mit dem Monogramm K des Bauherrn, des Kronprinzen Karl.
Über der Sockelzone sind zwischen den großen Säulenpaaren zwei Puttenreliefs angebracht. Die leeren Konchen über den Puttenreliefs waren offenbar nie bestückt. Die Bogenzwickel zieren zwei Delphinreliefs. Zwischen dem Bogen und der seitlichen kleinen Säulenordnung befindet sich je eine kugelförmige, von einem Lorbeerkranz gerahmte Nische mit Konsolen, die vielleicht Büsten tragen sollten, die aber offenbar nie zur Ausführung kamen.

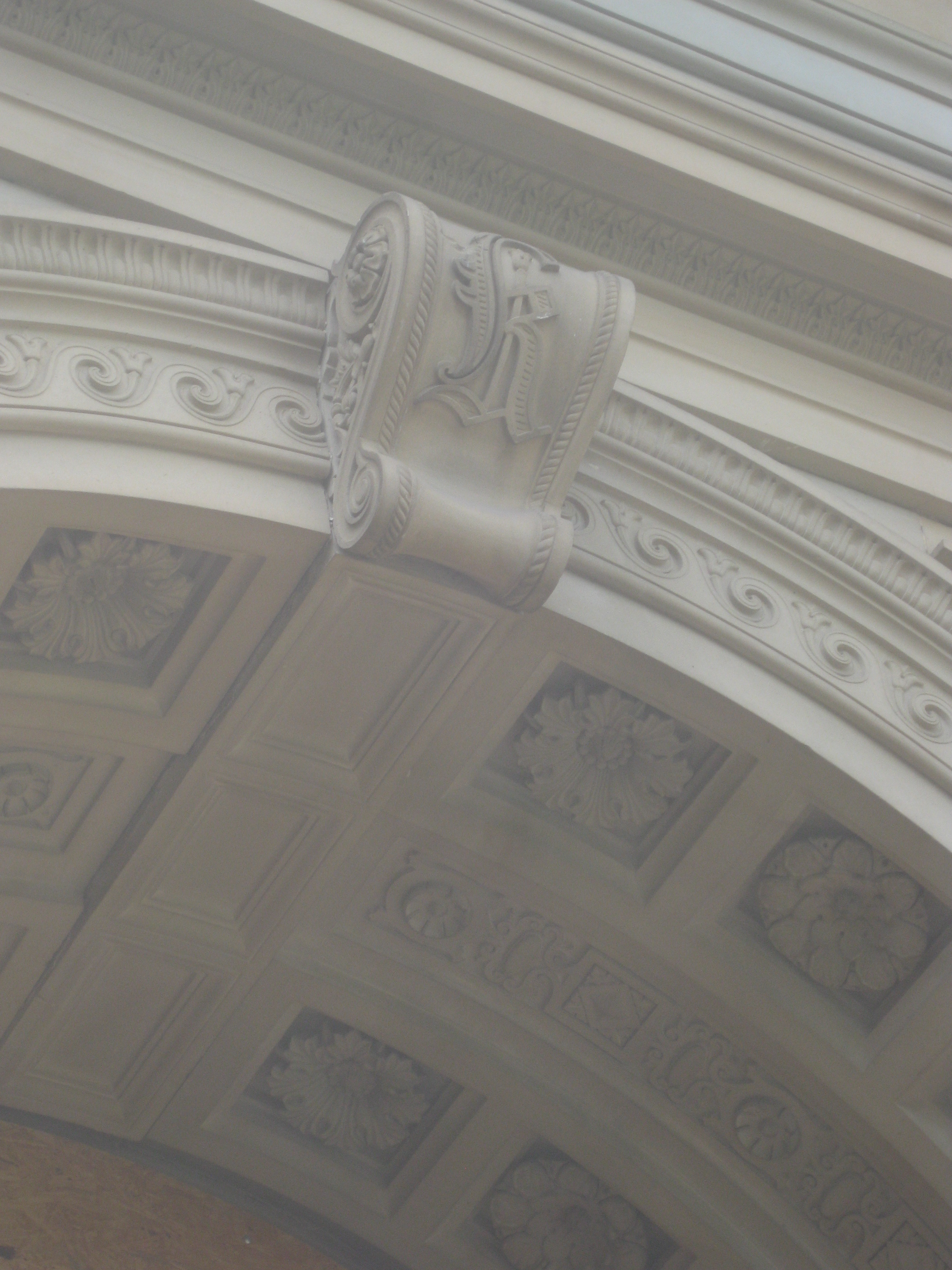
Agraffe mit dem Monogramm des Kronprinzen Karl und Teil der Bogenlaibung, 2011
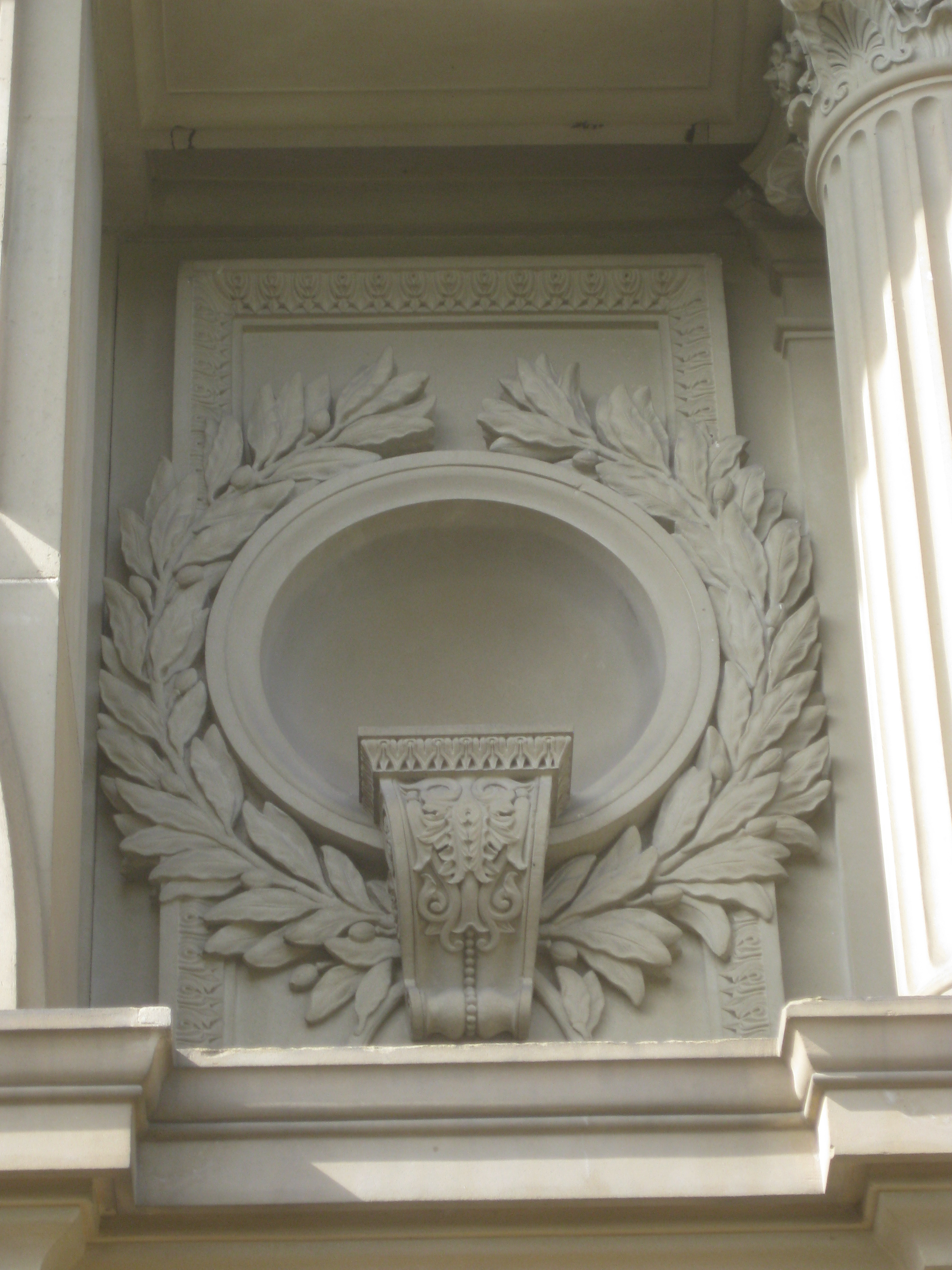
Kugelnische mit Lorbeerkranz und Konsole, 2011
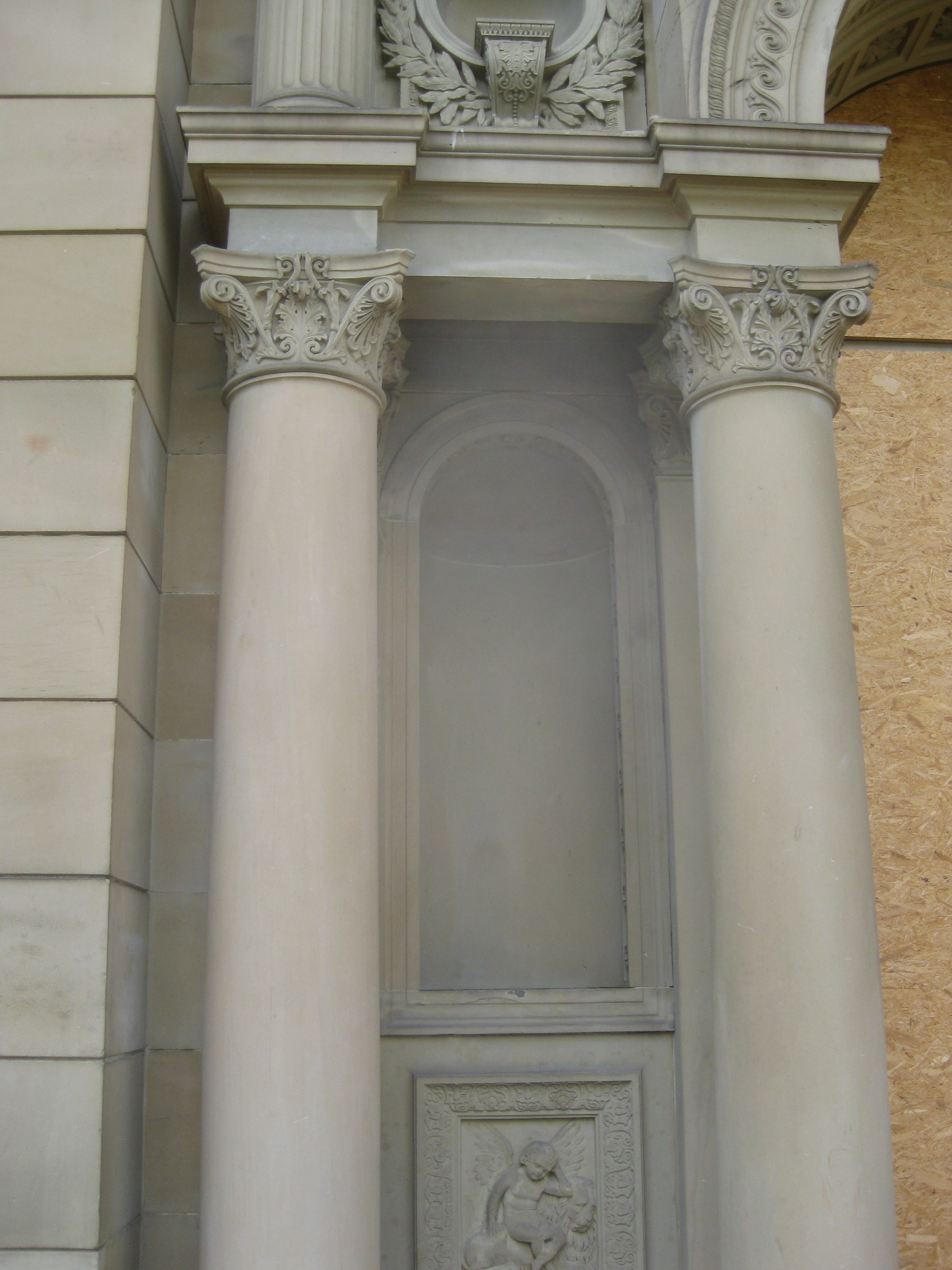
Konche links vom Hauptportal, 2011

#### Delphinreliefs
Zwei Hochreliefs mit Delphinen, Entwürfe von Paul Wirth (1821–1870) nach Vorgaben von Christian Friedrich von Leins, Ausführung durch unbekannte Bildhauer, gelber Keupersandstein, Höhe/Breite ca. 0,70 m, Entstehungsjahr um 1846–1848, Erdgeschoss, in den Bogenzwickeln des Hauptportals, Erhaltungszustand: gut.
Die Reliefs nehmen das Meerestier-Thema des Nymphenbrunnens auf, der gegenüber dem Hauptportal die Terrasse abschließt. Neben Muscheln und Wasserschnecken zieren den Brunnen auch vier Delphine, die zwischen den Nymphen angeordnet sind.

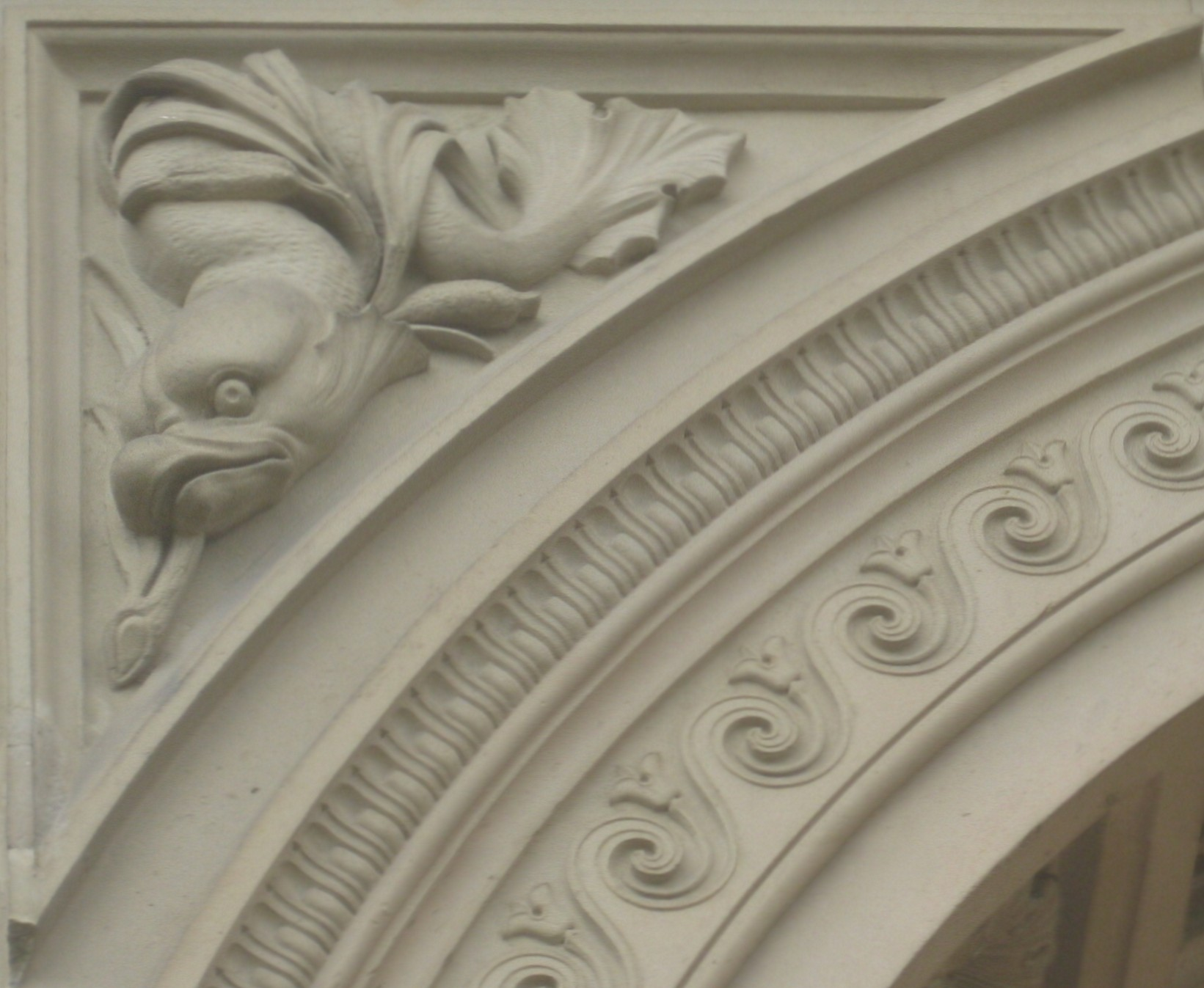
Linkes Relief.
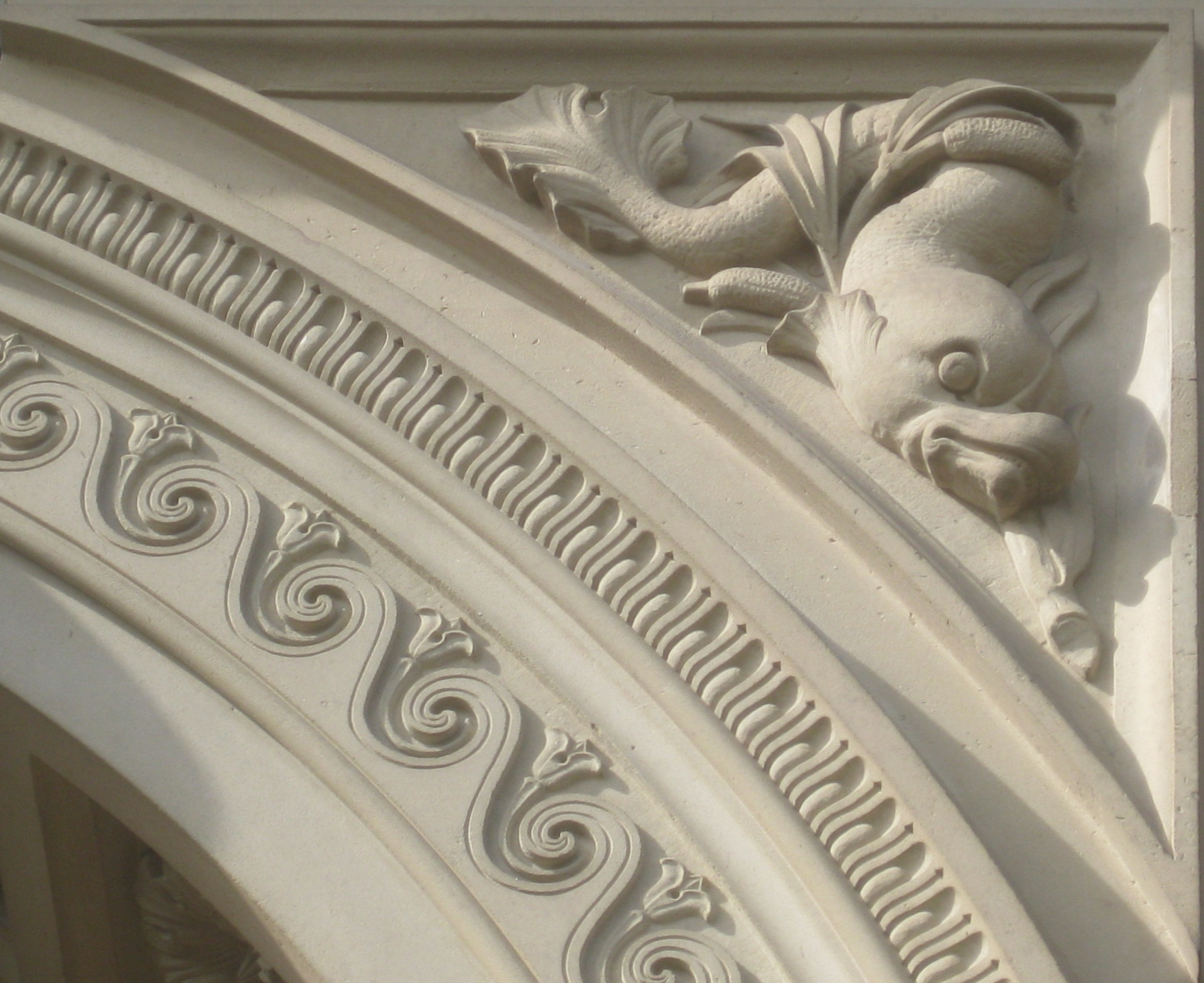
Rechtes Relief.
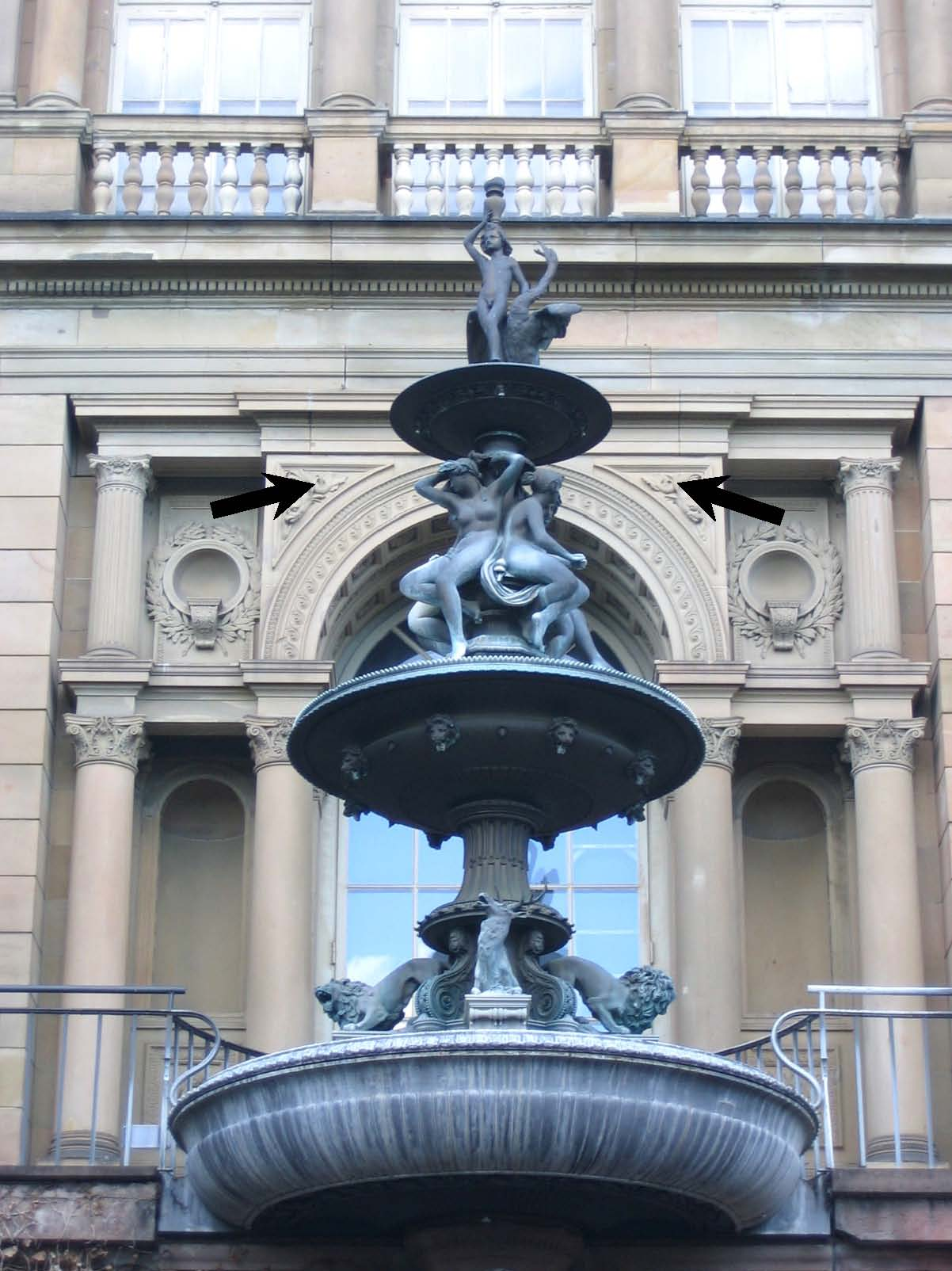
Pfeile = Position der Reliefs.

Beide Reliefs zeigen einen Delphin, der sich wie eine Schlange in den rechten Winkel des Zwickels bäumt. Den dicken, glubschäugigen Kopf mit dem großen Maul zwängt er in die untere Ecke, der Schwanz, der genauso wie die Brustflosse blätterförmig ausgebildet ist, füllt die obere Ecke aus. Die zwei Reliefs unterscheiden sich, abgesehen von der Seitenverkehrung, nur geringfügig voneinander, außer in der Ausbildung der Wasserpflanze, die den Körper des Delphins umschlingt. Beide Reliefs sind wie ein Bild in einen einfach profilierten Rahmen eingelassen.
Literatur: keine.

#### Puttenreliefs
Zwei quadratische Hochreliefs mit Putten, Entwürfe von Paul Wirth (1821–1870) nach Vorgaben von Christian Friedrich von Leins, Ausführung durch den Bildhauer Unold, gelber Keupersandstein, Höhe 0,58 m, Breite 0,52 m, Entstehungsjahr 1846, Erdgeschoss, Hauptportal, in den Nischen der Seitenöffnungen, Erhaltungszustand: gut.
Die Reliefs sind in den Nischen zwischen je zwei gekoppelten Säulen zu beiden Seiten des Hauptportals angebracht. Sie nehmen das Wappentier-Motiv des Nymphenbrunnens wieder auf, der gegenüber dem Hauptportal die Terrasse abschließt. Die untere Brunnenschale trägt einen kreuzförmigen Steinsockel mit vier Konsolkapitellen, auf denen die württembergischen Wappentiere, zwei Löwen und zwei Hirsche, thronen.

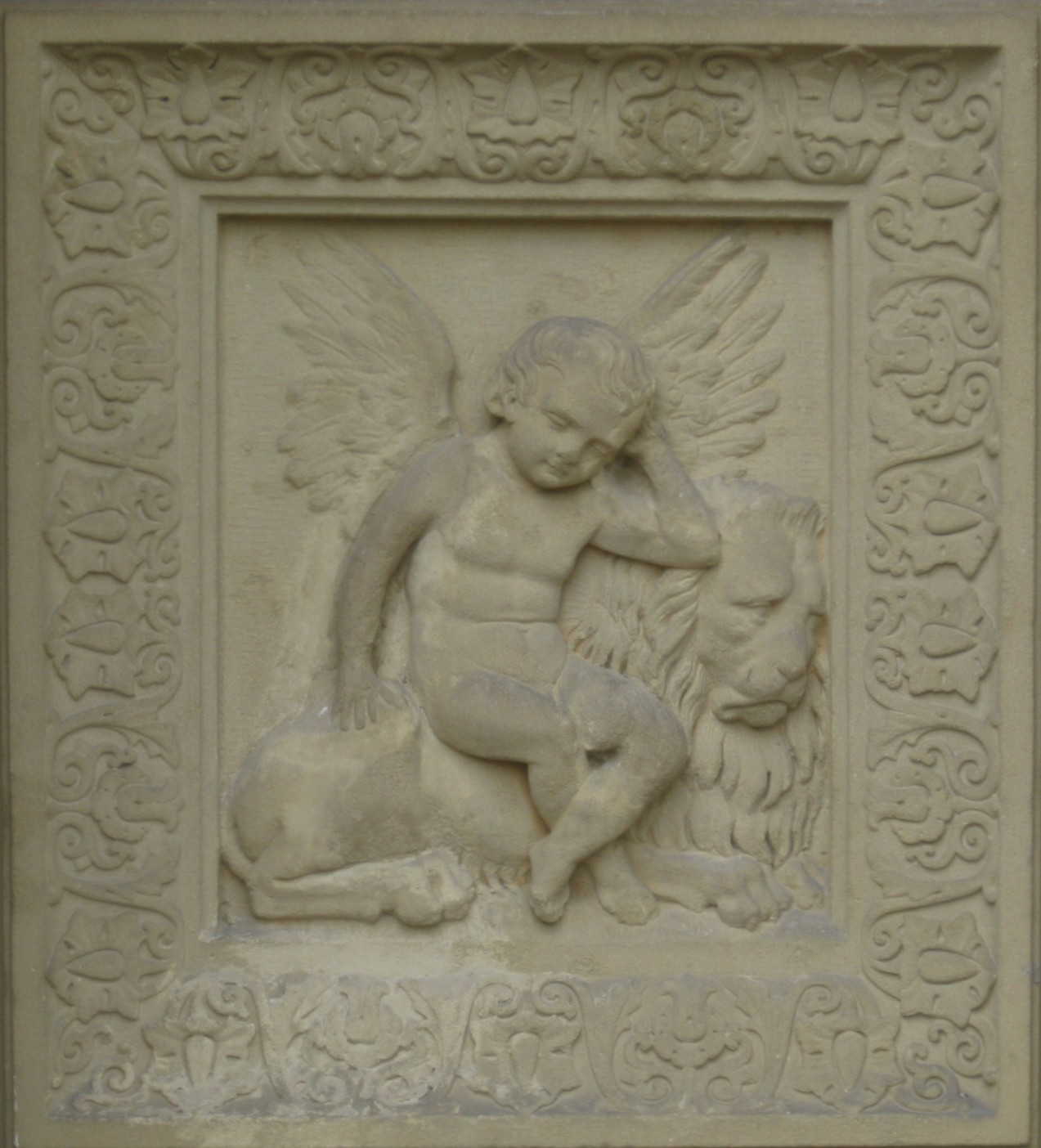
Puttenrelief mit Löwe.
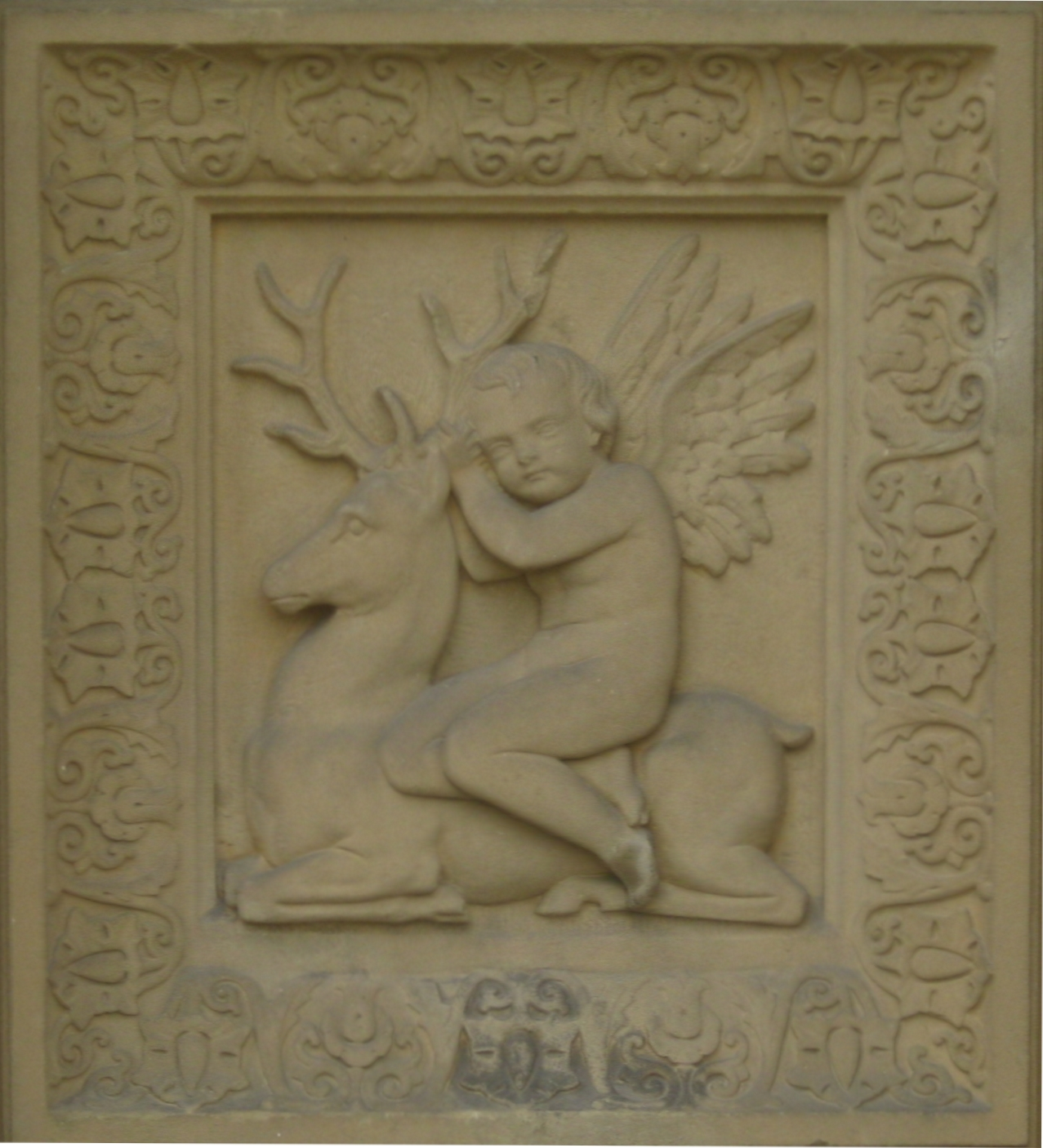
Puttenrelief mit Hirsch.
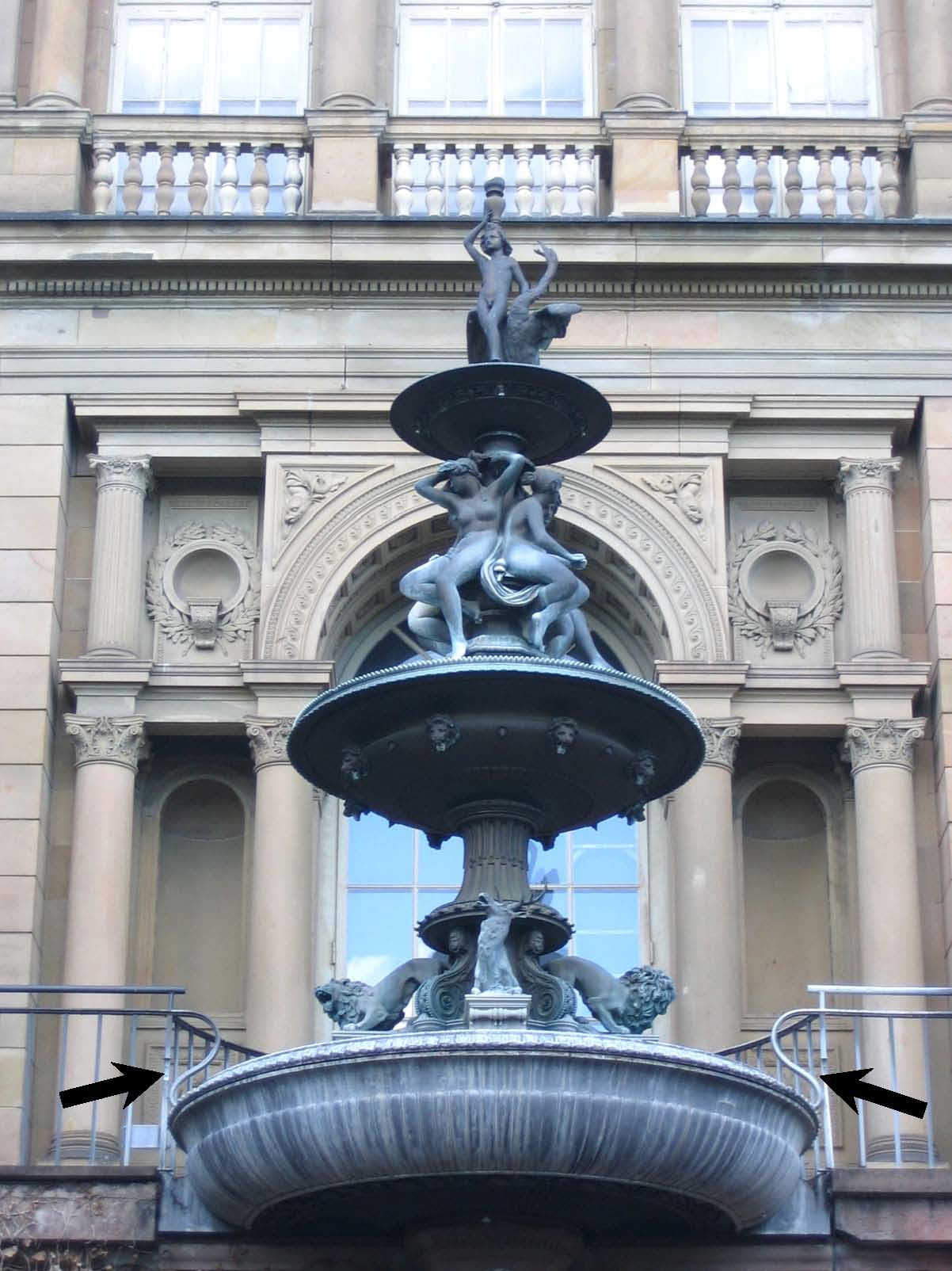
Pfeile = Position der Reliefs.

- Linkes Relief: „Genius auf einem Löwen sitzend“.[48] Das Relief zeigt einen geflügelten, nackten Putto, der mit überkreuzten Beinen und friedlich schlummernd auf einem liegenden Löwen sitzt, einem der beiden württembergischen Wappentiere. Der Putto stützt seinen Kopf auf den angewinkelten linken Arm, den er gegen den Schädel des Löwen lehnt, die rechte Hand legt er vertrauensvoll auf dessen Hinterteil.
- Rechtes Relief: „Genius auf einem Hirsche sitzend“.[49] Ein ebenfalls geflügelter, nackter Putto hockt im Damensitz auf dem Rücken eines Hirschs, dem anderen württembergischen Wappentier, das sich wie ein Kamel dienstbar auf dem Boden niedergelassen hat. Mit den Händen klammert sich der schlafende Putto an eine Geweihstange des Achtenders, der stolz seine Brust vorreckt.

Beide Reliefs sind wie ein Bild in einen breiten Rahmen eingelassen, der aus einem Band mit Volutenranken mit zwei alternierenden Blütenmotiven besteht.
Literatur: Bauakten, S. 6–7.

### Seitenportale

#### Trophäenreliefs

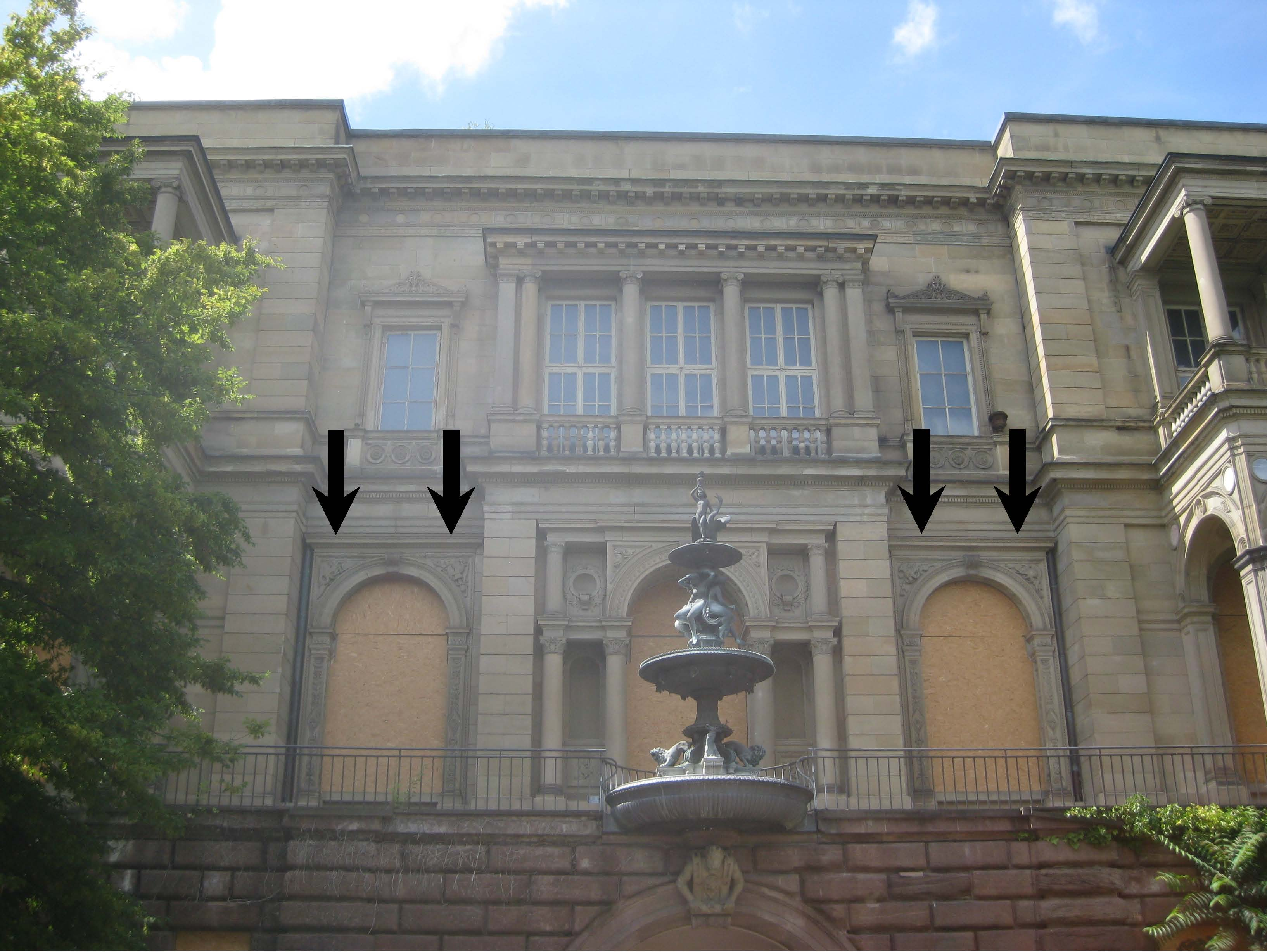
Pfeile markieren die Positionen der Reliefs.

Vier Hochreliefs mit einfachem Rahmen, Entwürfe von Paul Wirth (1821–1870) nach Vorgaben von Christian Friedrich von Leins, Ausführung durch den Bildhauer Seibert, gelber Keupersandstein, Höhe/Breite ca. 0,75 m, Entstehungsjahr 1846–1848, Erdgeschoss, je 2 in den Bogenzwickeln der beiden Seitenportale, Erhaltungszustand: gut.
Literatur: Bauakten, S. 12–15, 59, 73.

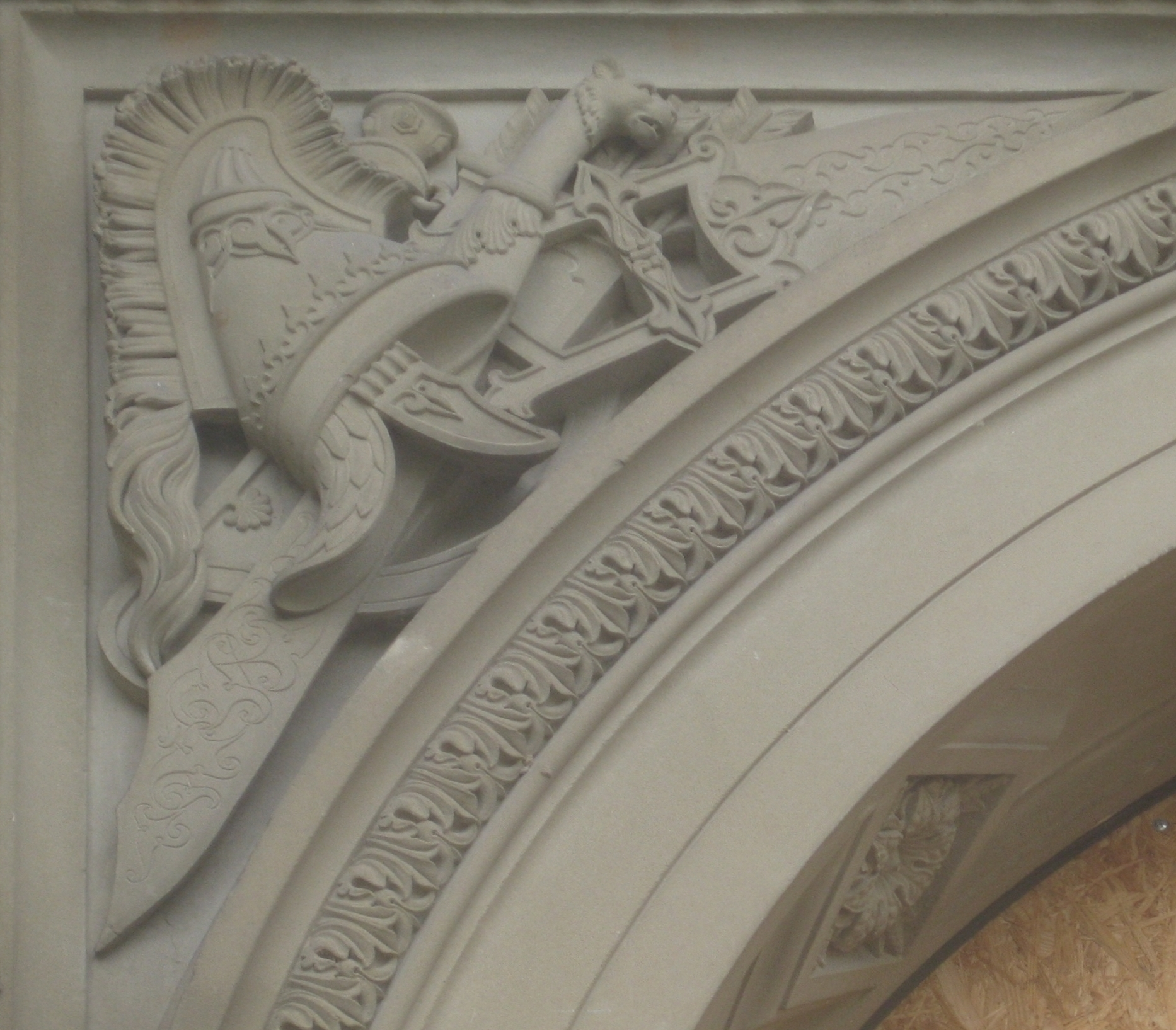
1.
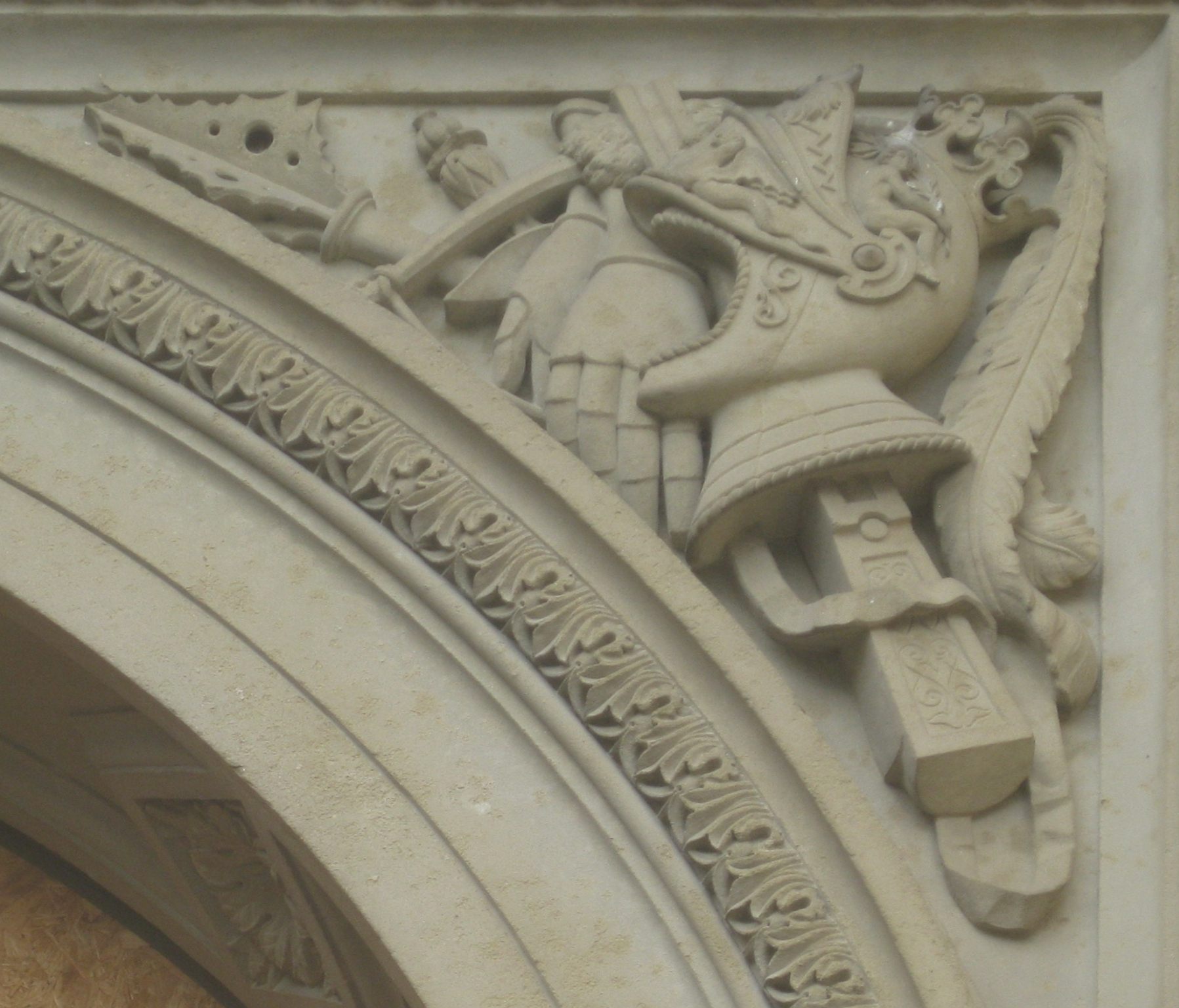
2.
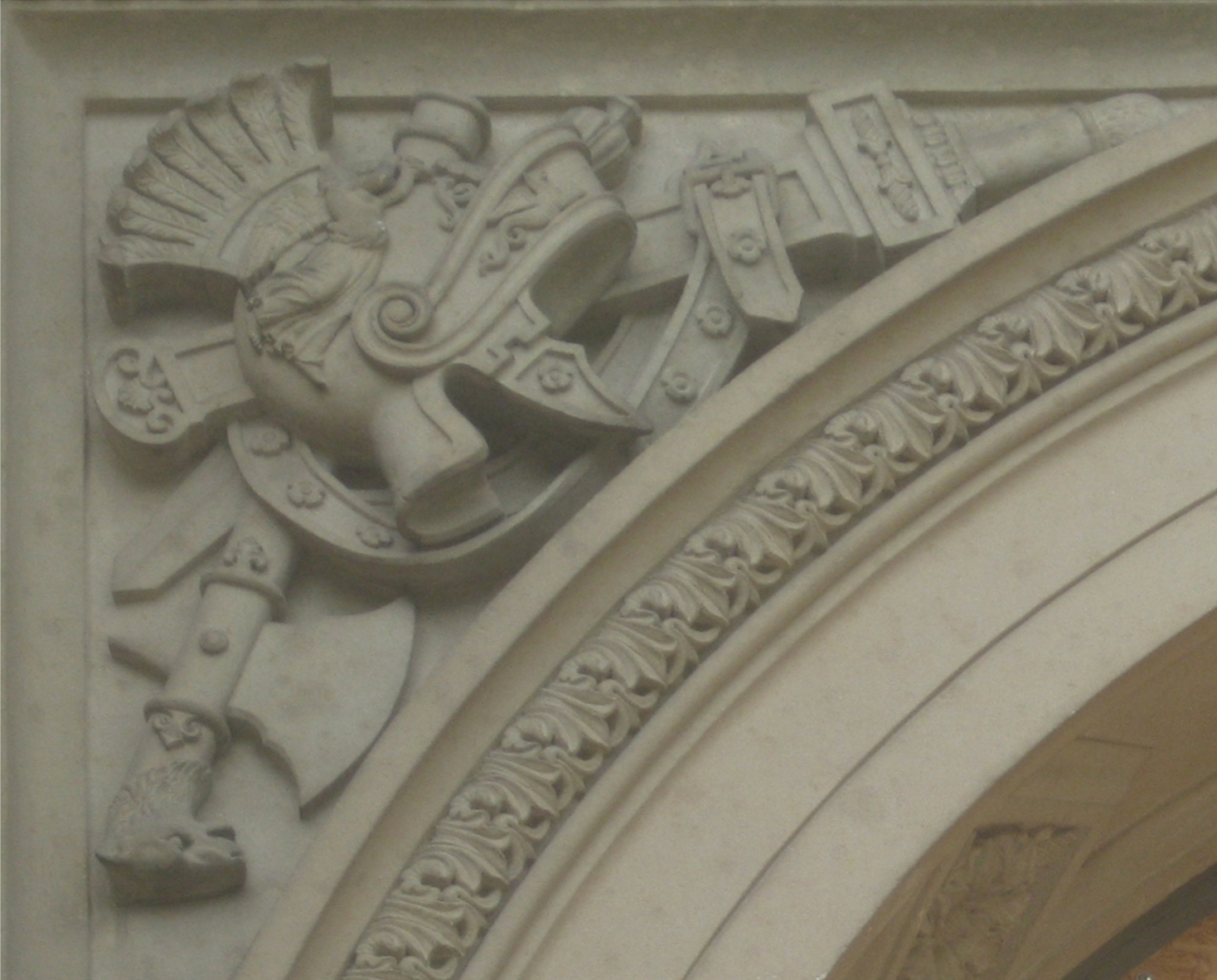
3.
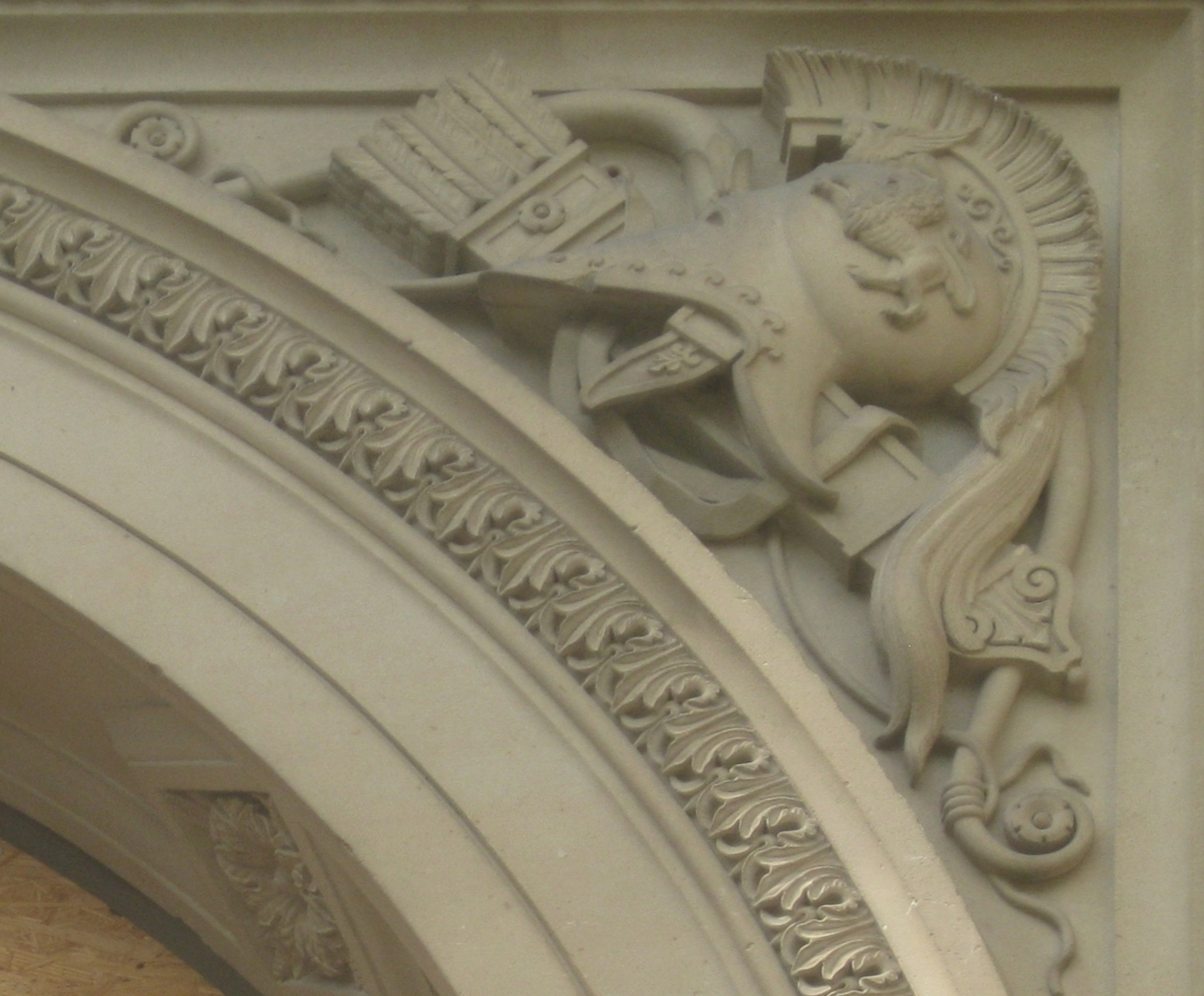
4.

Die vier Reliefs zeigen Waffentrophäen. Sie sind von links nach rechts nummeriert.
1. Krummschwert mit Tierkopfgriff, Scheide, Helm mit Haarbusch, Bogen, Köcher mit Pfeilen
2. Streitkolben, Kurzschwert, ein Paar Panzerhandschuhe, Helm mit Krone, Federschwanz, Relief eines Jünglings mit Siegespalme und Visier mit dem Relief einer geflügelten Schlange, Büchse
3. Streitkolben mit Gehänge, Streitaxt mit Tierkopfende, Kurzschwert, Helm mit Federbusch, Visier und Relief einer antik gekleideten Frau mit nacktem Oberkörper
4. Bogen, Köcher mit Pfeilen, Helm mit Haarbusch und Löwenrelief

### Heutiger Zustand
Der ursprüngliche Gesamteindruck der Fassade wird durch die ausladenden Bäume an den Seiten geschmälert. Im Untergeschoss wurden das mittlere und das rechte Halbkreisfenster zu Türen umgebaut, dem linken Fenster fehlt die Fensterbank, außerdem wurden zwei querrechteckige Fenster hinzugefügt. Das kunstvolle gusseiserne Terrassengeländer mit den intermittierenden Steinpostamenten, wie es noch auf der Westterrasse erhalten ist, wurde durch ein einfaches, durchgehendes Stabgeländer ersetzt. Attika und Pyramidendach, mit dem die Portiken ursprünglich abschlossen, wurden durch ein Flachdach ersetzt.

## Westseite

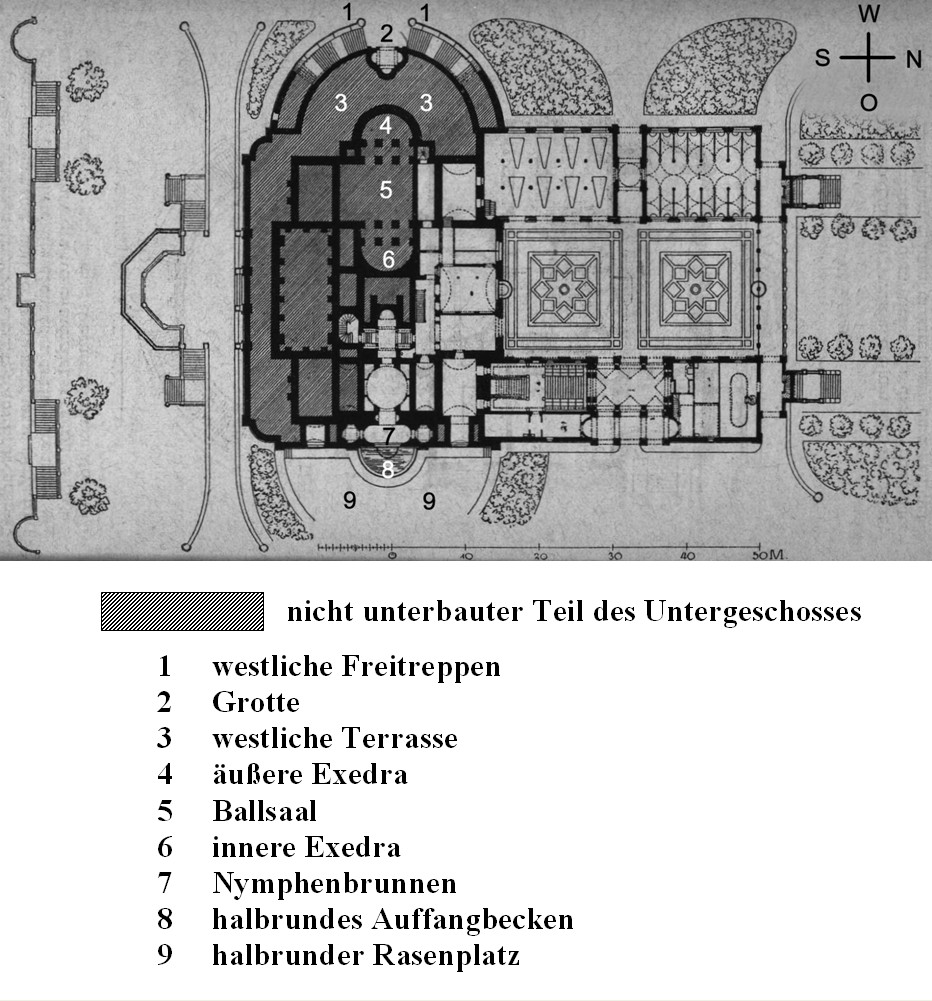
Villa Berg, Grundriss des Untergeschosses, um 1845.
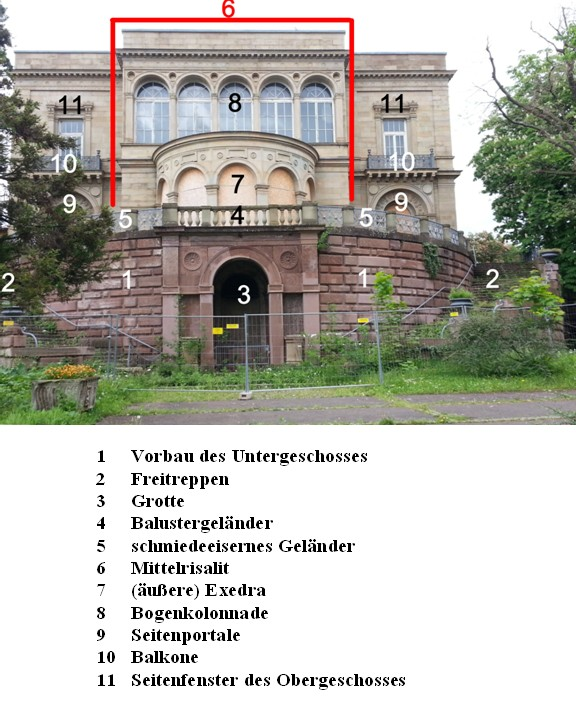
Villa Berg, Bauteilplan der Westfassade, 2013.
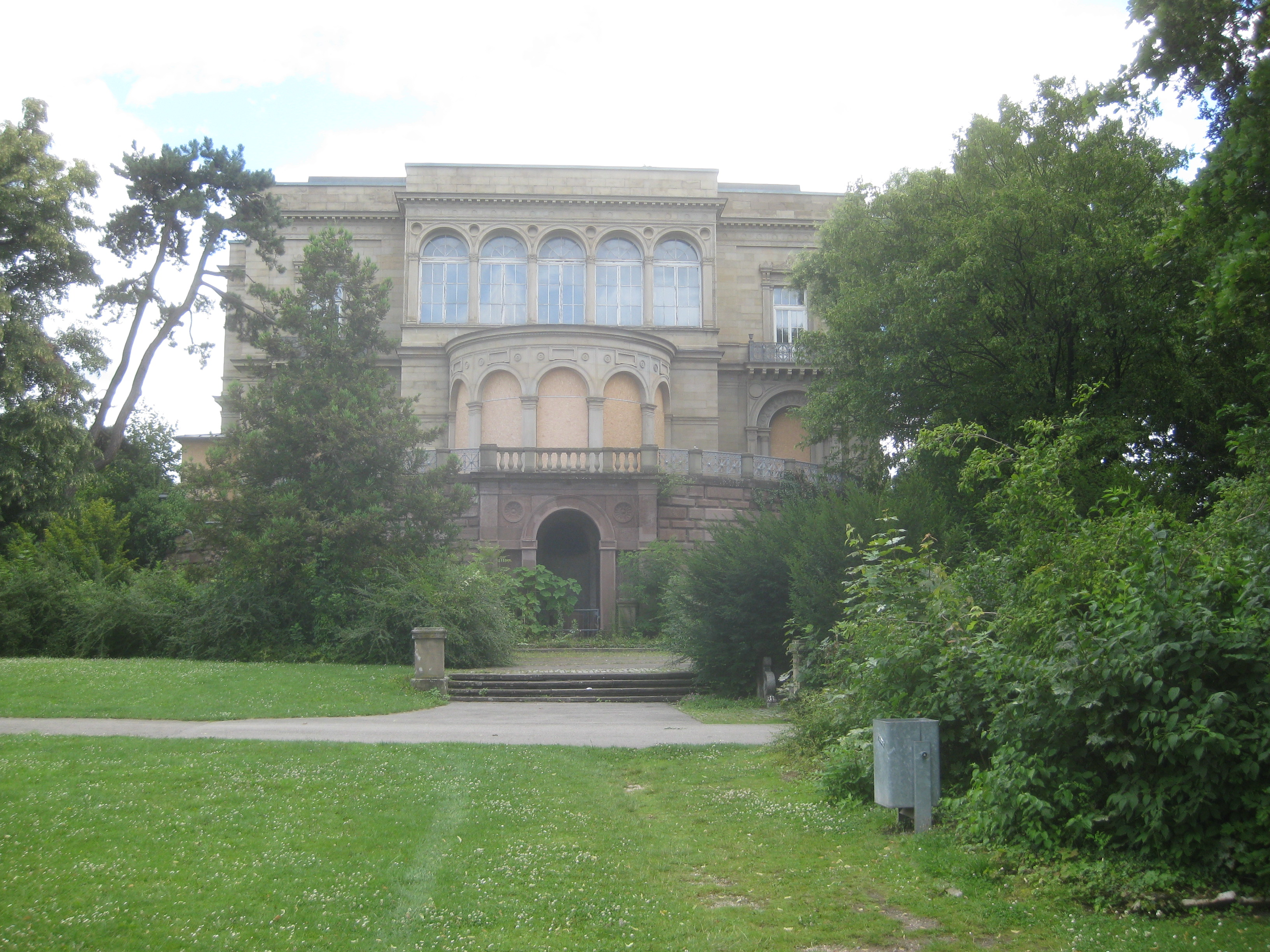
Villa Berg, Ansicht von Westen, 2011.

Linkes Portal
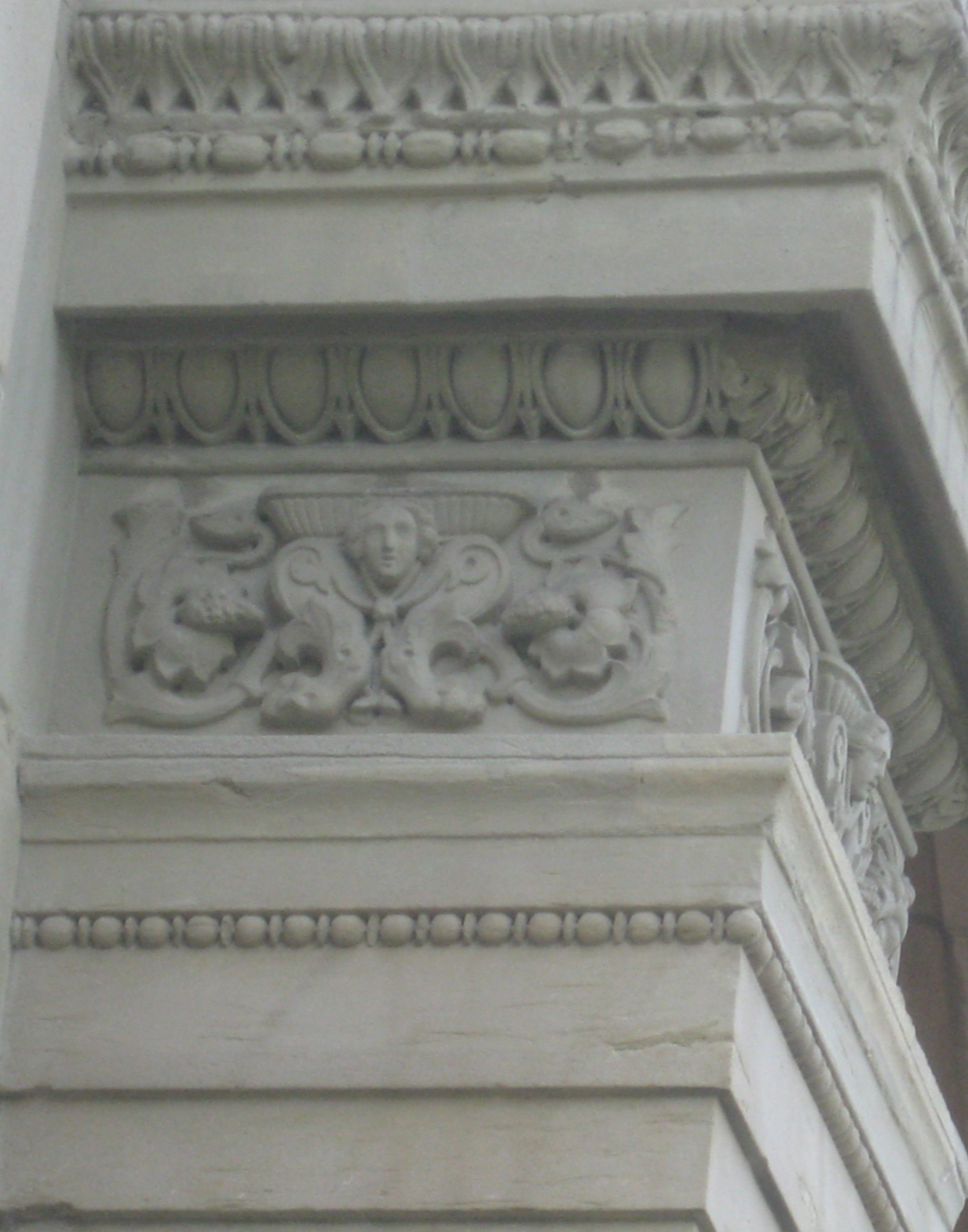
1.
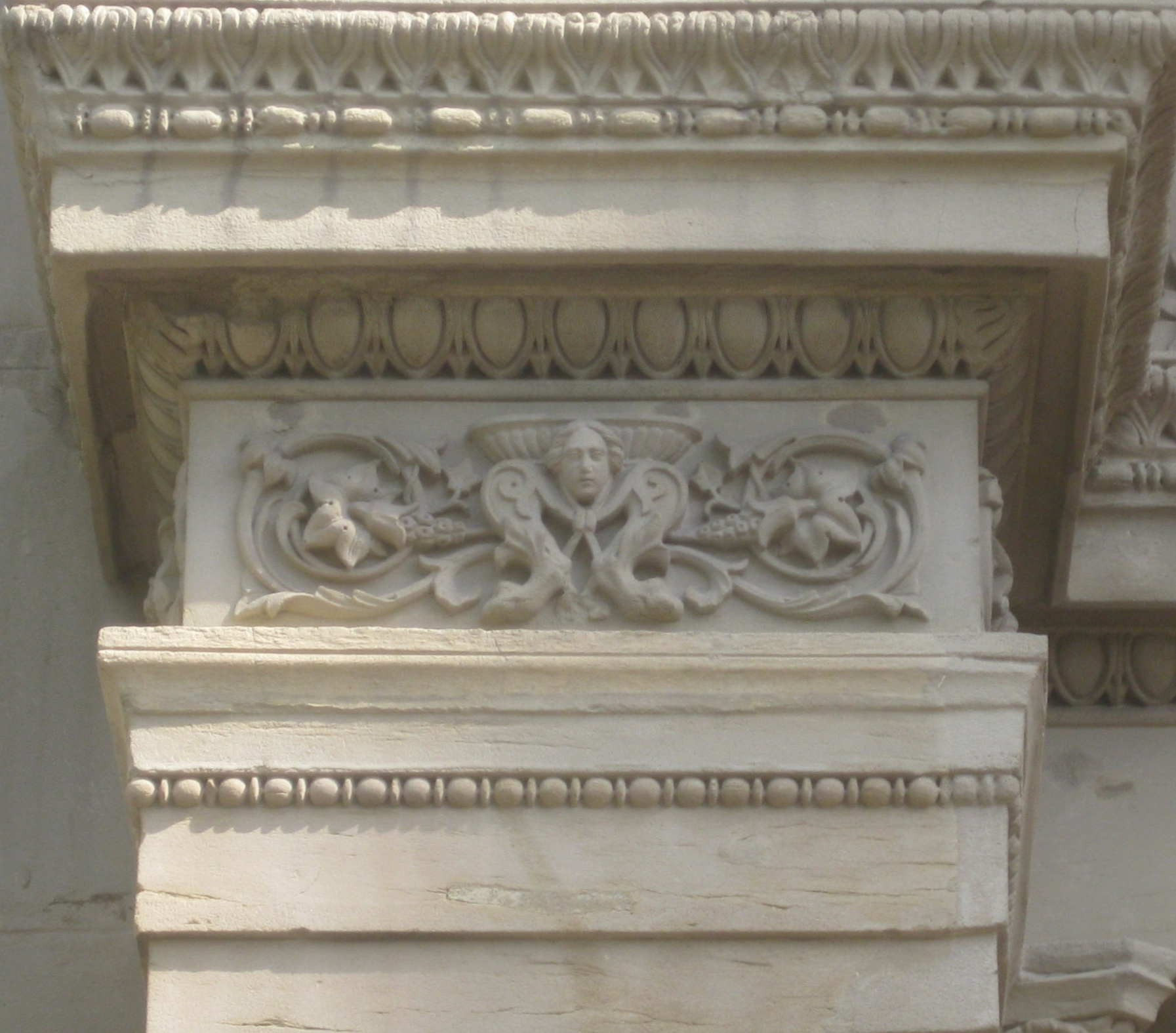
2.
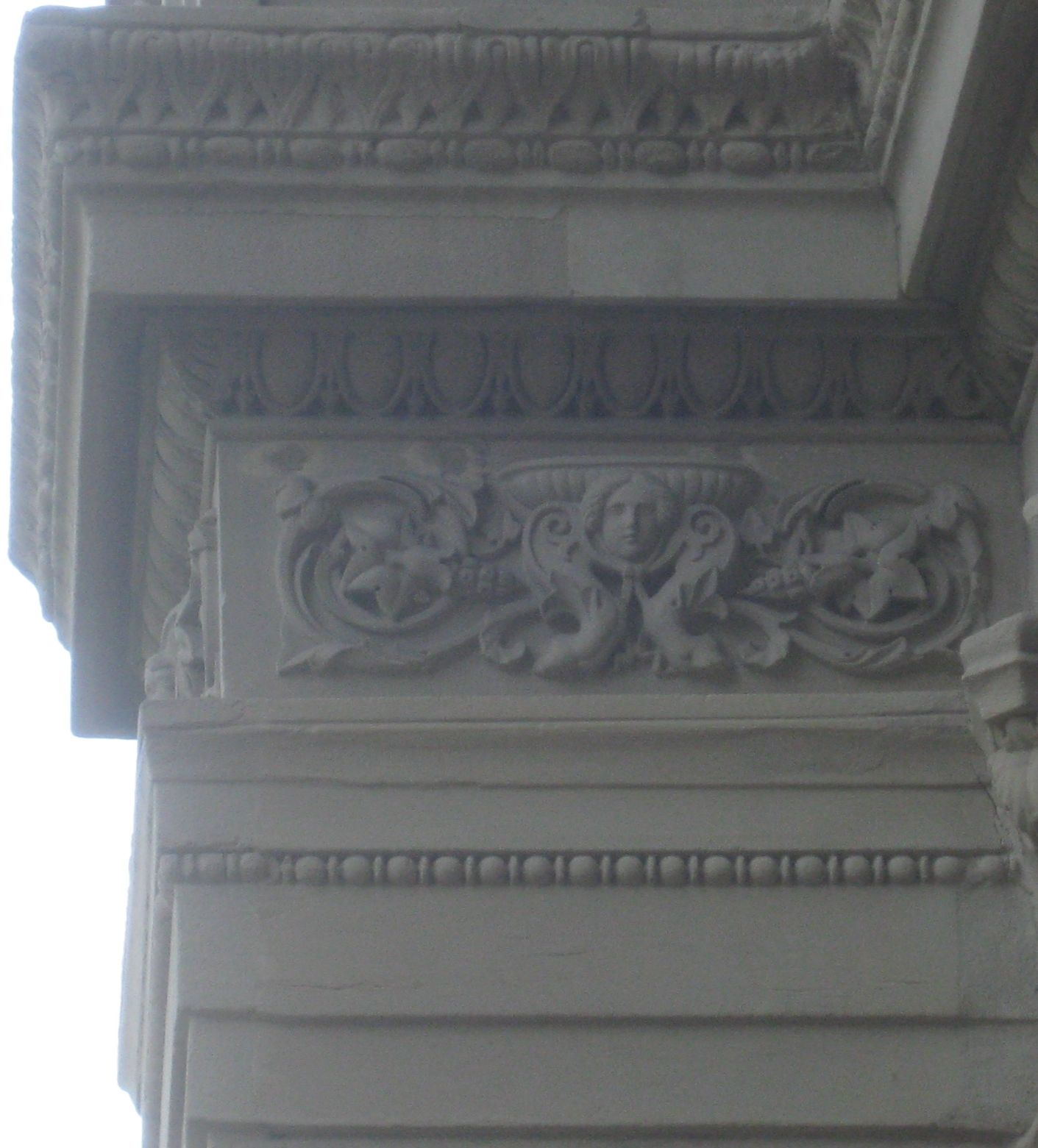
3.
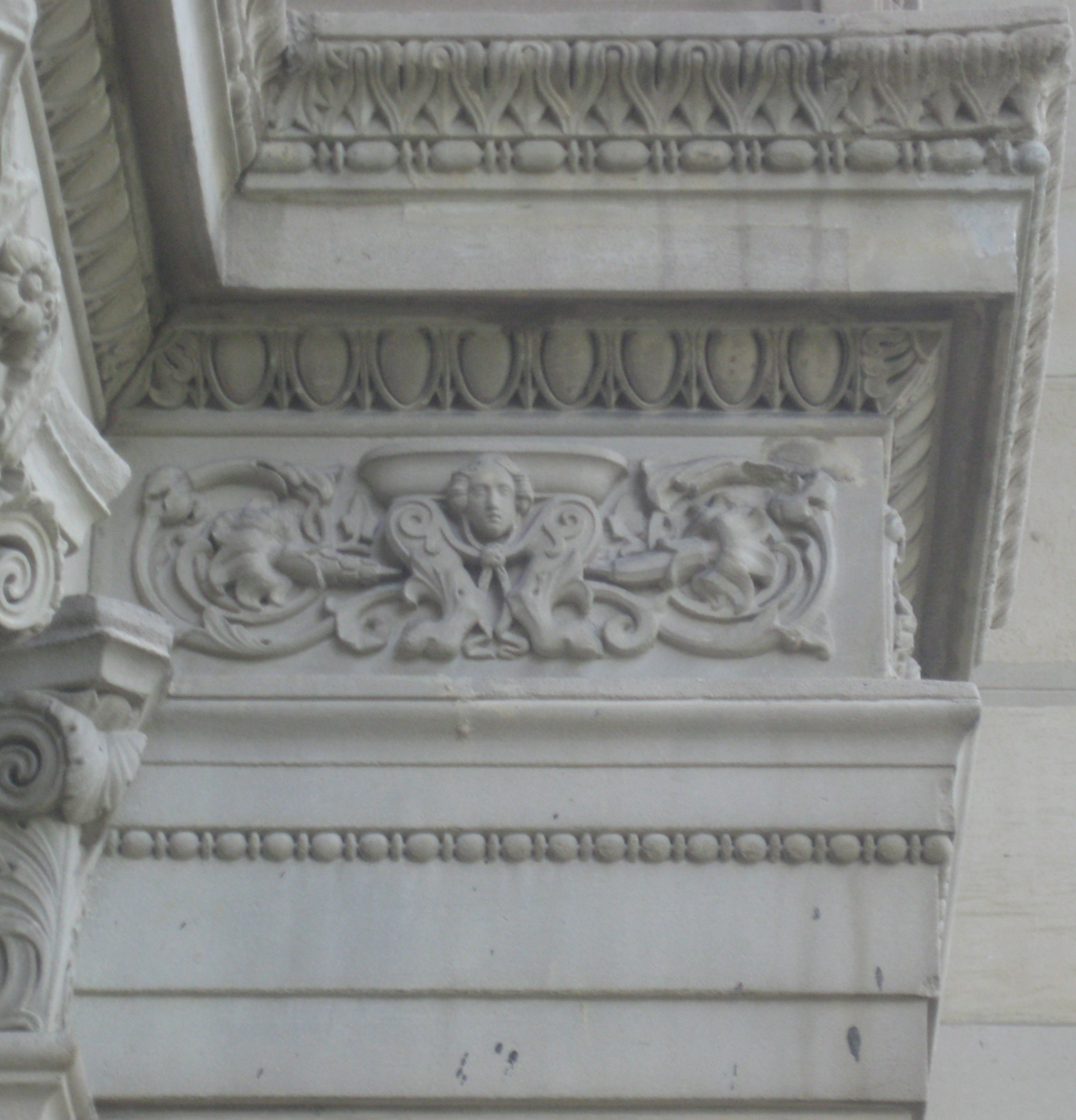
4.
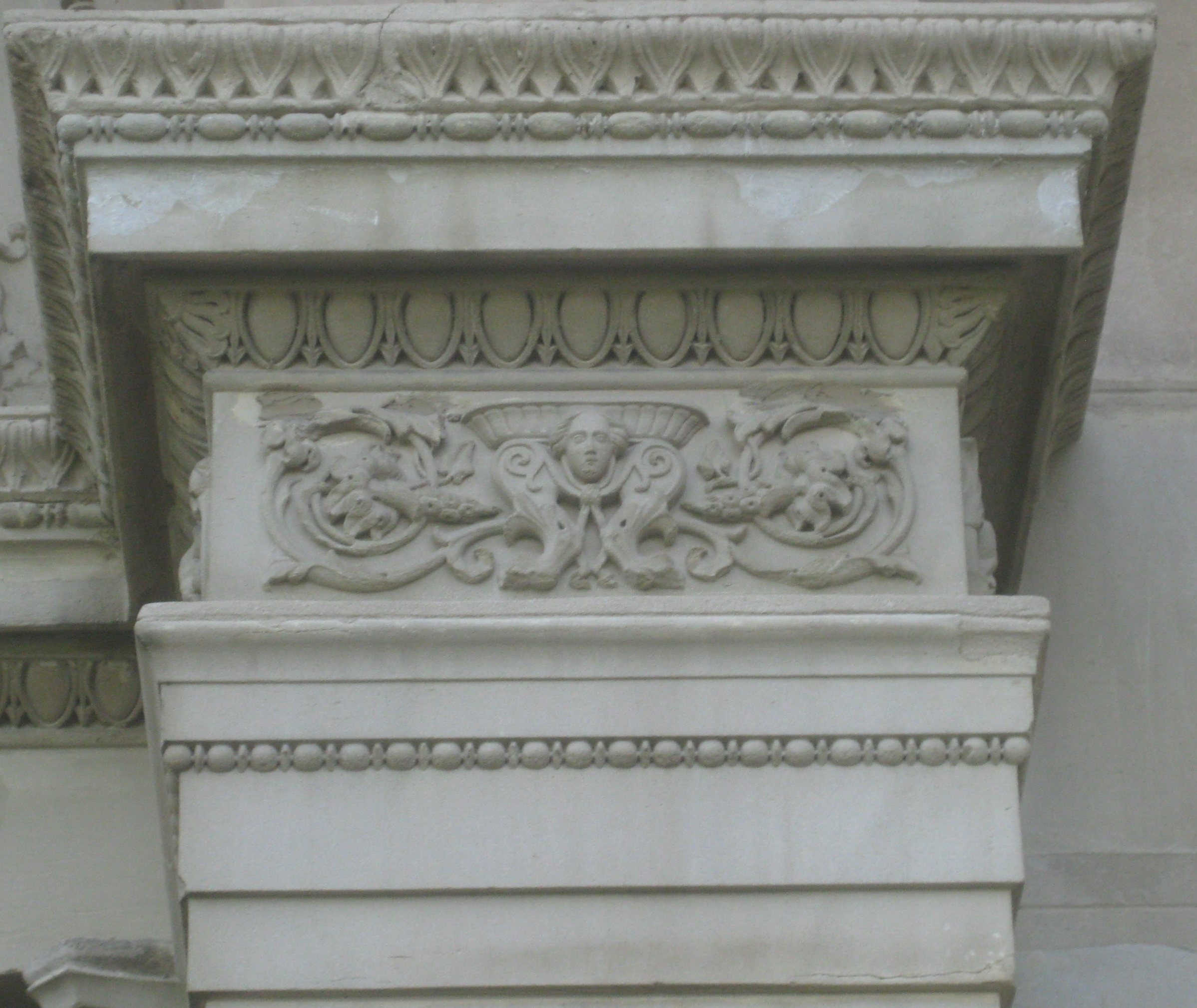
5.
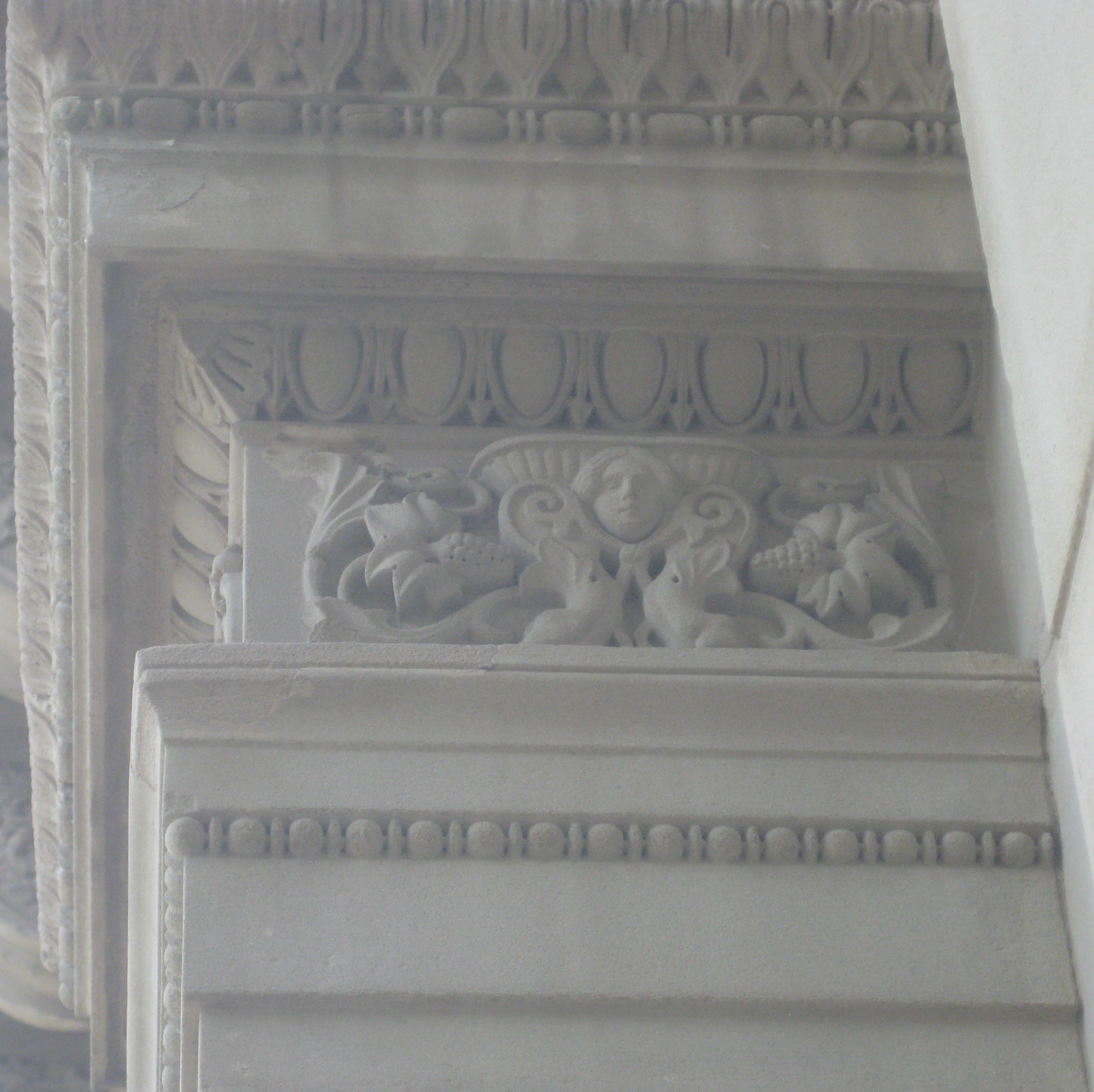
6.

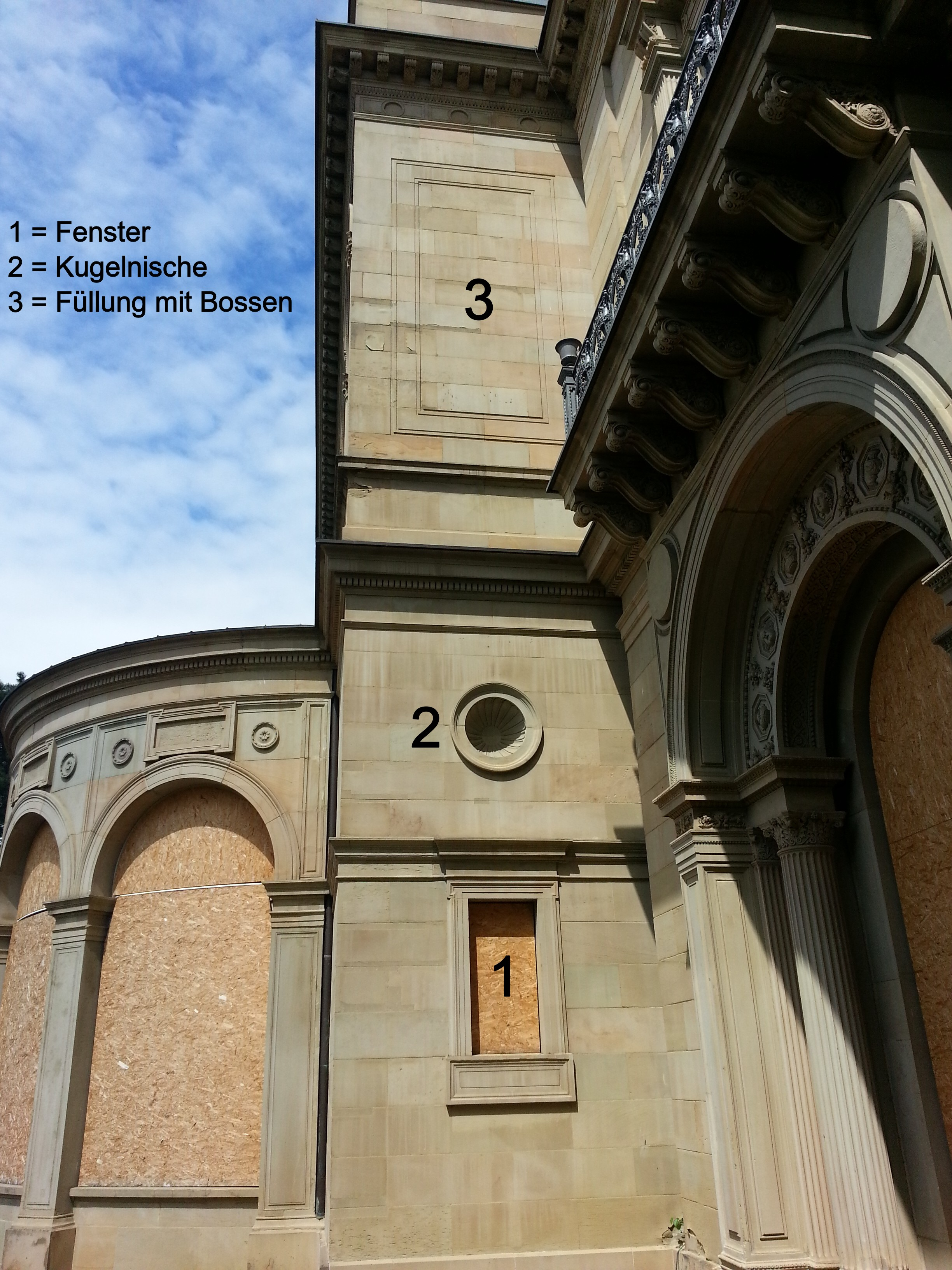
Villa Berg, Westfassade, rechte Schmalseite des Mittelrisalits, 2013.

Rechtes Portal
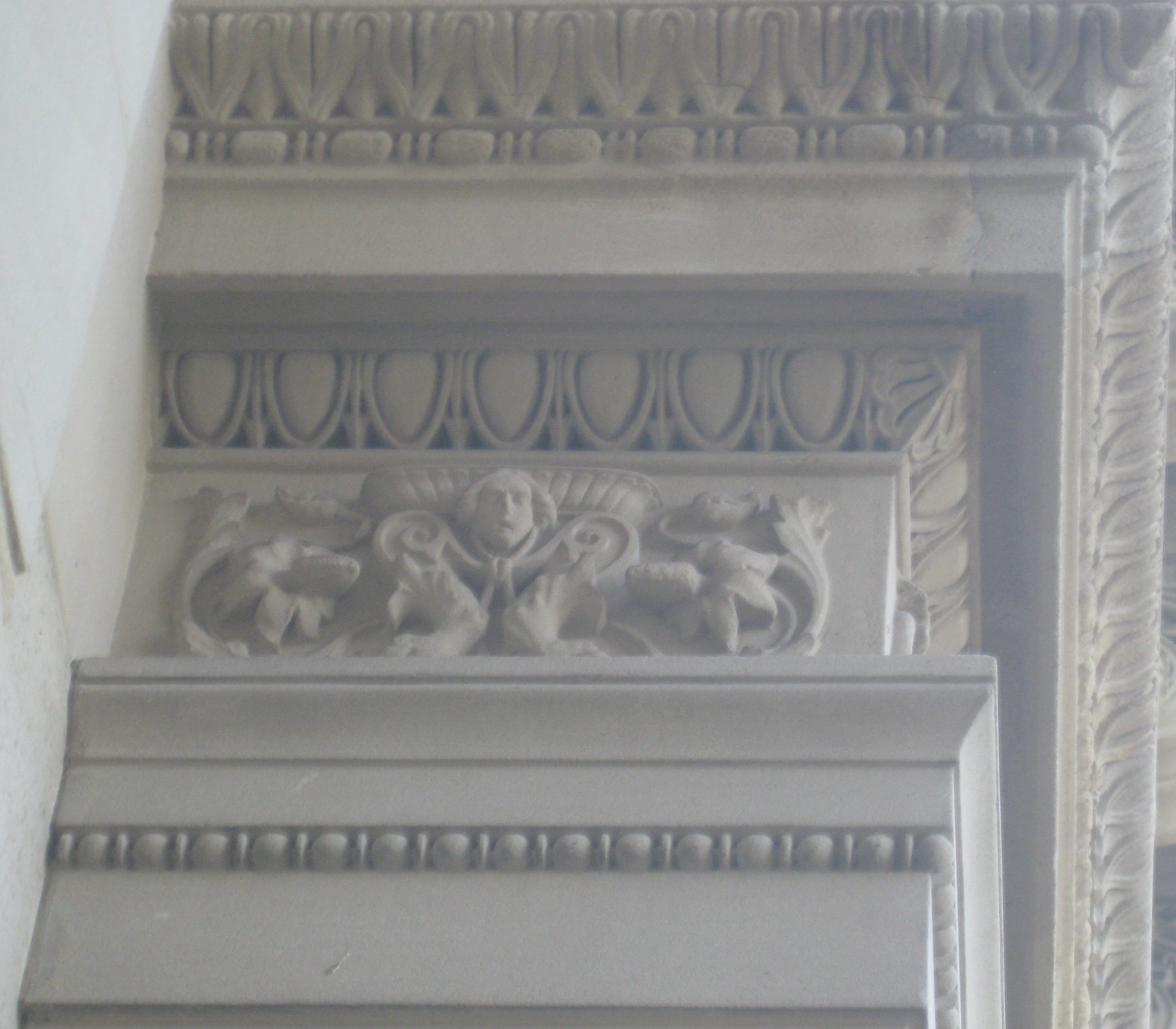
1.
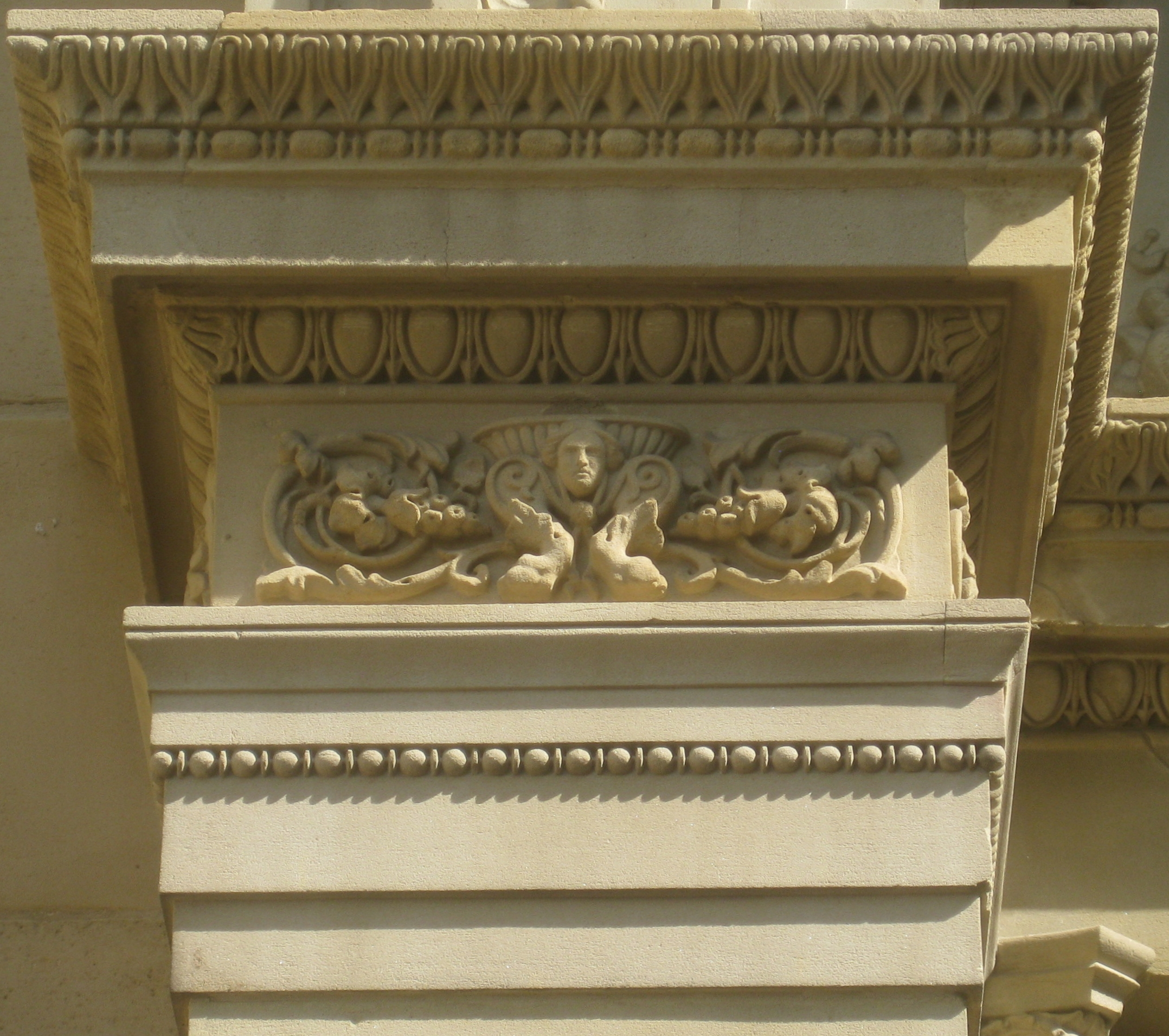
2.
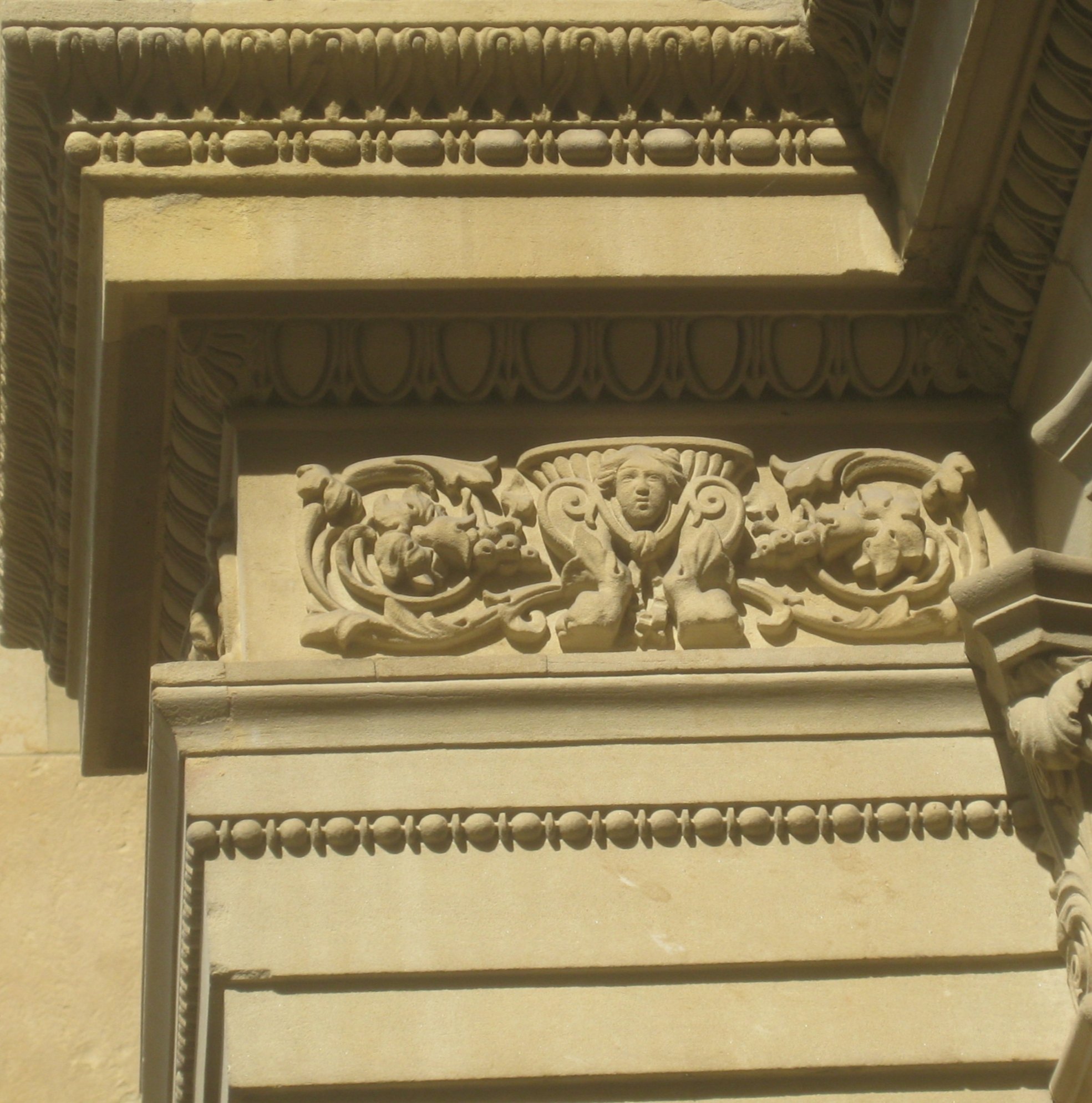
3.
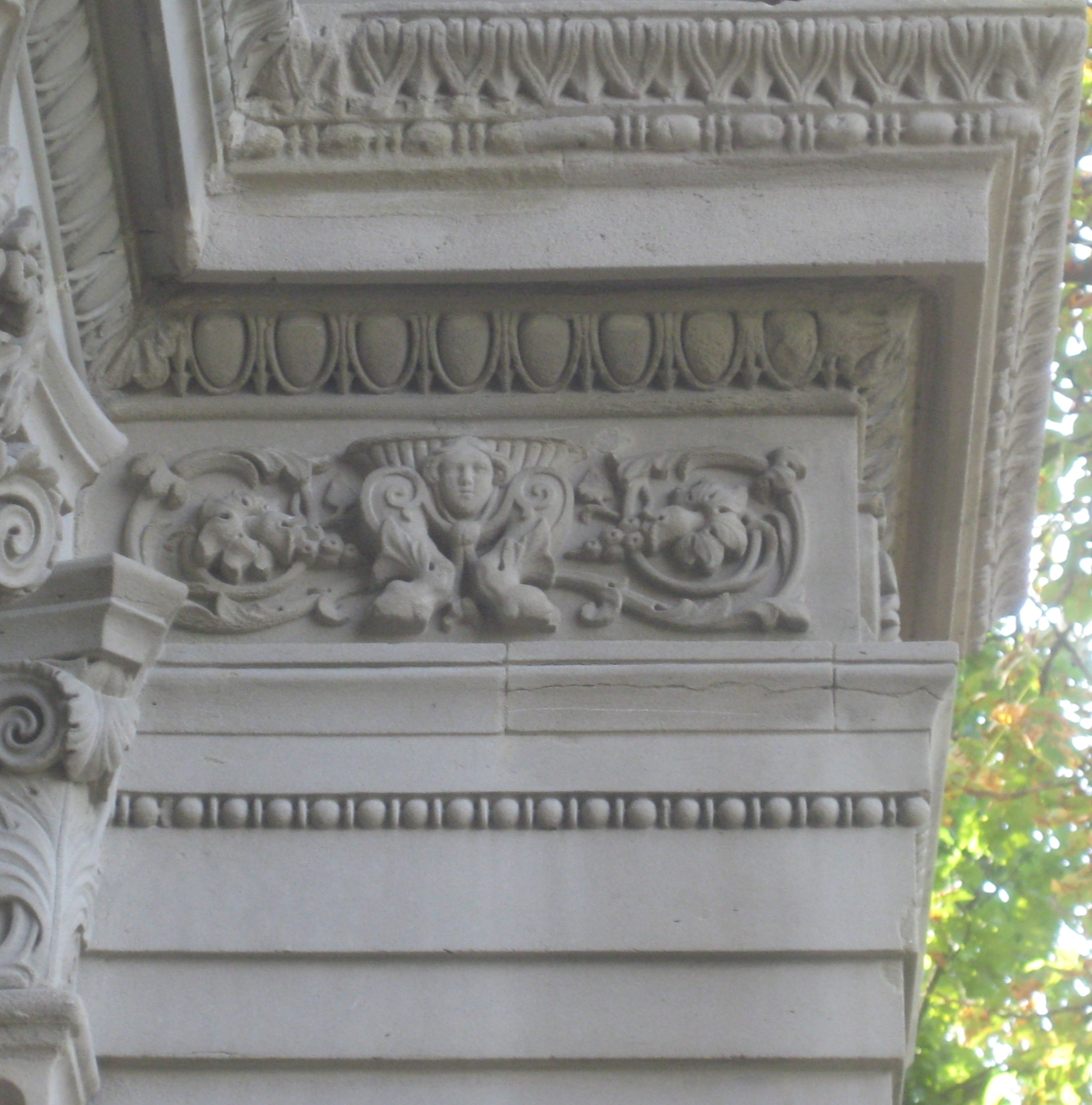
4.
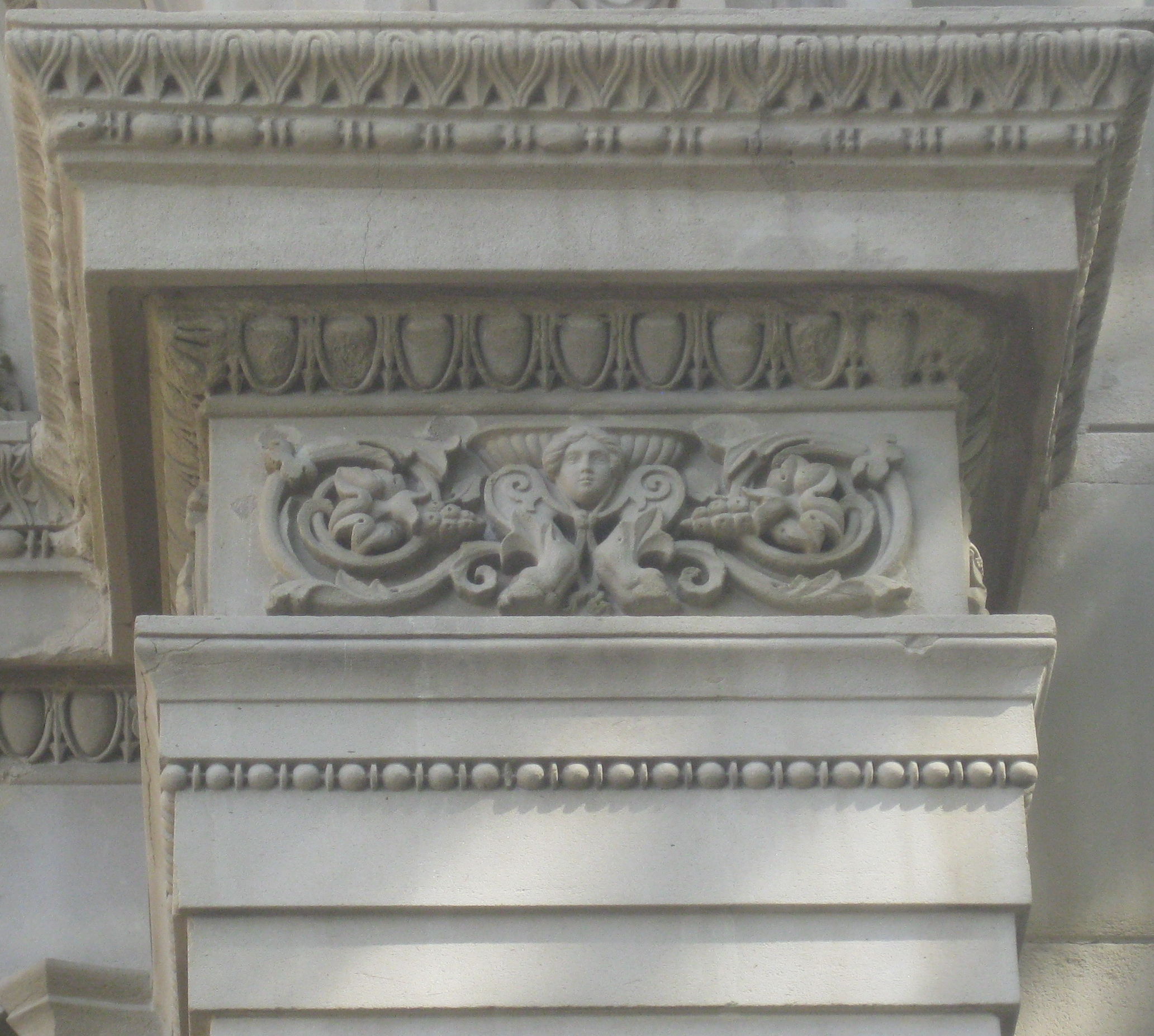
5.
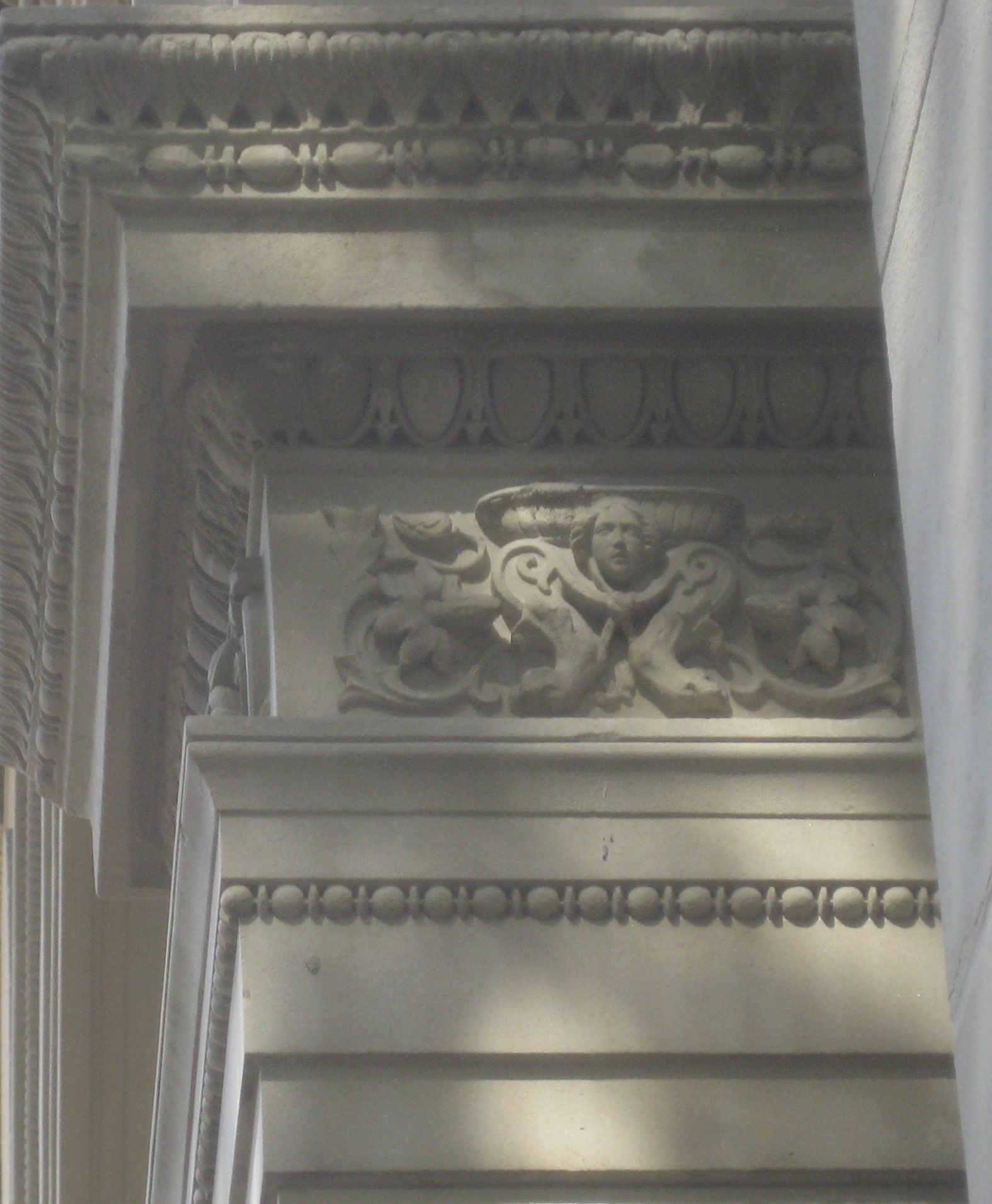
6.

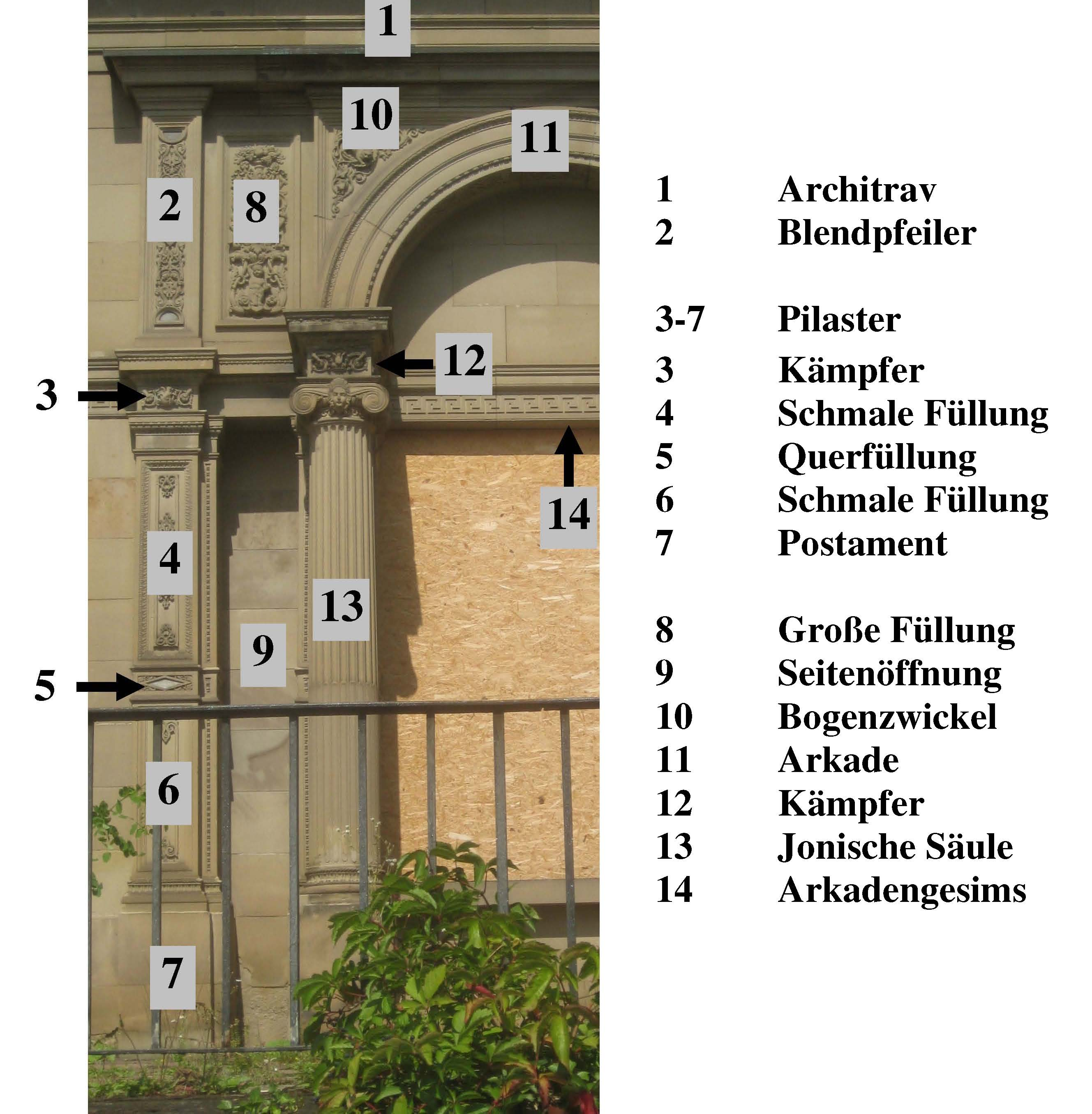
Bauteilplan der Seitenportale

Hinweis: Zahlen in Klammern verweisen auf den Bauteilplan (siehe oben).
Die Grundfläche der Villa Berg besteht im Untergeschoss aus einem Rechteck, das an der Westseite halbkreisförmig abschließt (siehe Grundriss des Untergeschosses). Der halbrunde Vorbau (1) mit einem Radius von ca. 15 Metern beherbergt eine Grotte (3) und wird von zwei gebogenen Freitreppen (2) flankiert, die zur Aussichtsterrasse über dem Vorbau führen. Die Halbkreisform der Westseite wurde früher an der Ostseite durch das halbrunde Auffangbecken unter dem Nymphenbrunnen und das daran anschließende halbkreisförmige Rasenstück achsensymmetrisch wiederholt.
Die Fassade der beiden Wohngeschosse schließt die von der Decke des Untergeschosses gebildete Aussichtsterrasse nach hinten ab. Der Mittelrisalit (6), der die Hälfte der Fassadenbreite einnimmt, springt um etwa 2,5 Meter vor. Im Erdgeschoss ist ihm eine halbrunde Exedra (7) angefügt, so dass die Aussichtsterrasse die Form eines Halbrings erhält. An den Schmalseiten des Mittelrisalits befindet sich im Erdgeschoss je ein schmales rechteckiges Fenster, darüber eine Kugelnische mit Blätterornament und im Obergeschoss eine große rechteckige Füllung, deren Bossen für ein Relief vorgesehen war.
Im Obergeschoss besteht der Mittelrisalit über seine gesamte Breite aus einer fünfachsigen Bogenkolonnade (8). Die doppelten Arkaden werden von gekoppelten ionischen Säulen und an den Außenseiten von Pfeilern gestützt und sind wie bei der Exedra mit zweiflügeligen Sprossenfenstern und halbrunden Oberlichtern mit gefächerten Sprossen gefüllt. Die Bogenzwickel werden von kreisrunden, nach hinten abgeschlossenen Ochsenaugen durchbrochen.
Die seitlichen Rücksprünge sind im Erdgeschoss mit breiten Portalen (9) versehen. Darüber liegt im Obergeschoss ein Rechteckfenster (11), das von kannelierten Pfeilern umrahmt ist und von einer waagerechten Verdachung mit aufgesetztem Ornamentrelief bekrönt wird. Dem Fenster ist ein konsolgestützter Balkon (10) mit einem kunstvollen schmiedeeisernen Geländer vorgesetzt.

Historische Ansichten der Westfassade
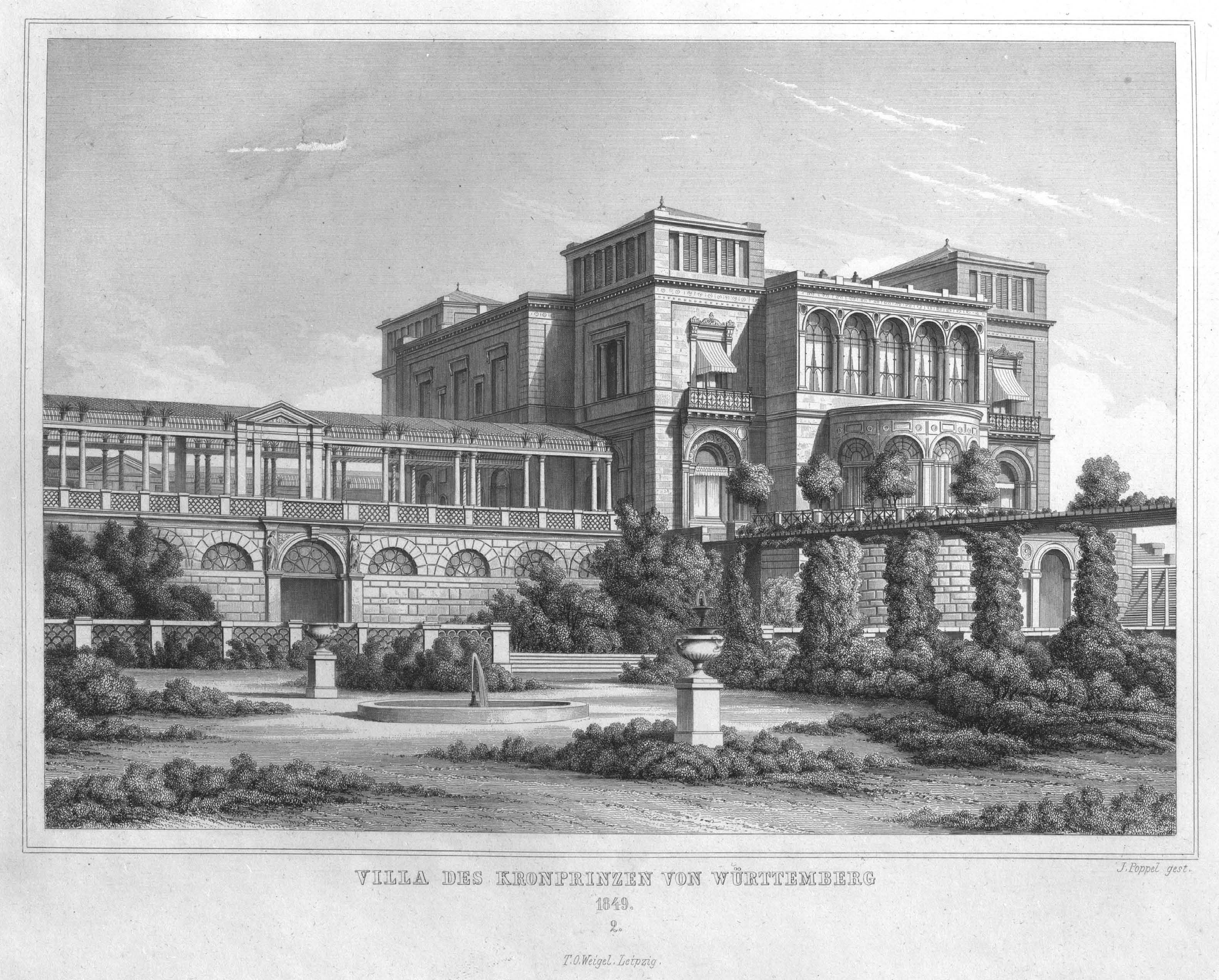
Ansicht von Nordwesten, 1849.
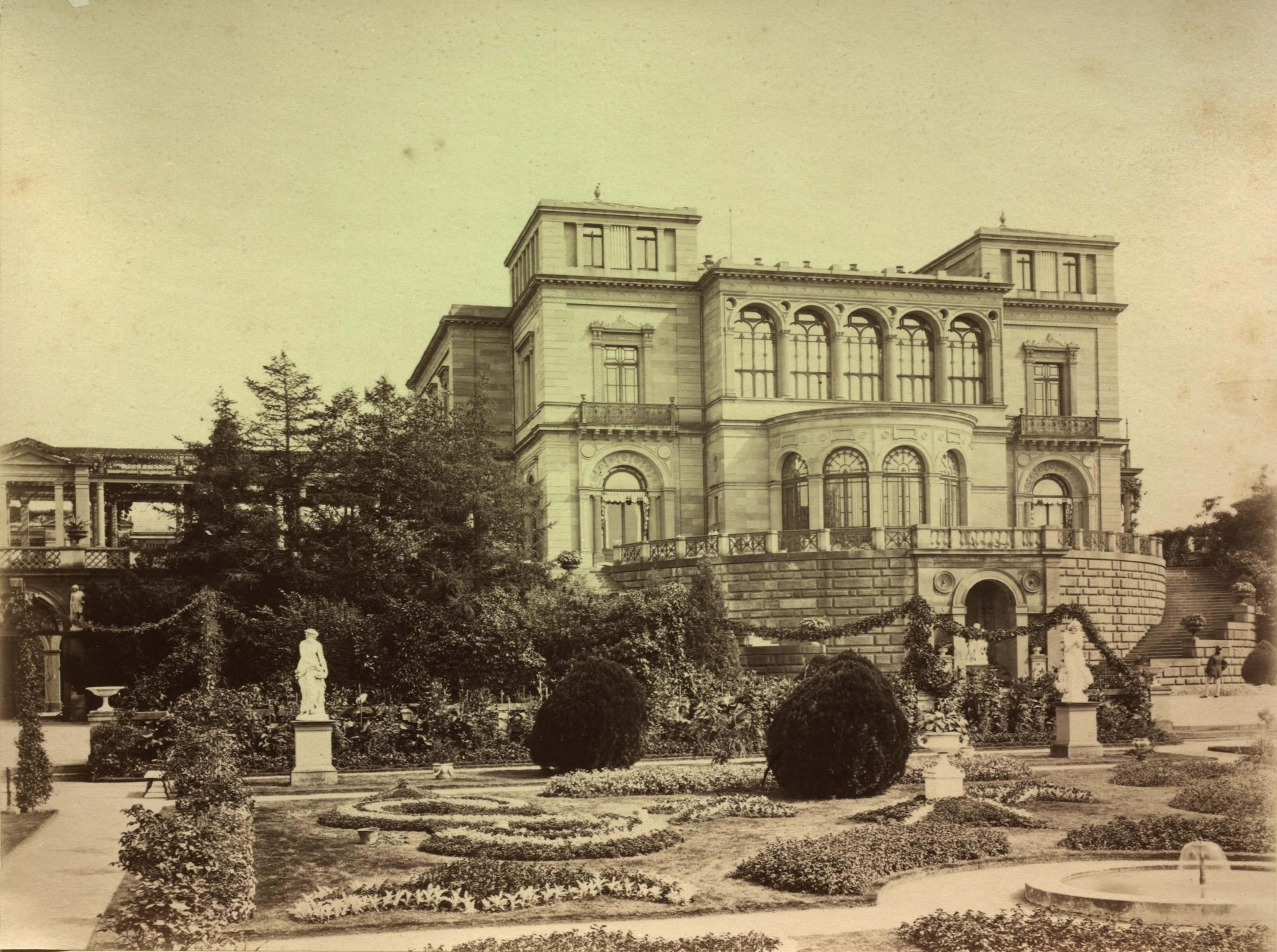
Villa Berg, Ansicht von Westen, um 1876.
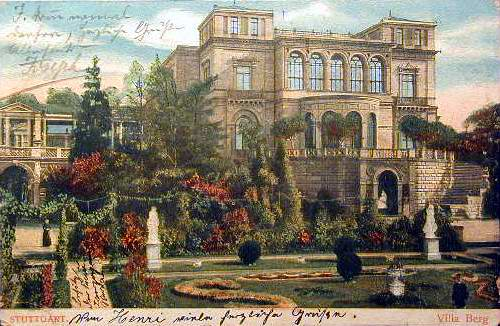
Ansicht von Westen, um 1910.
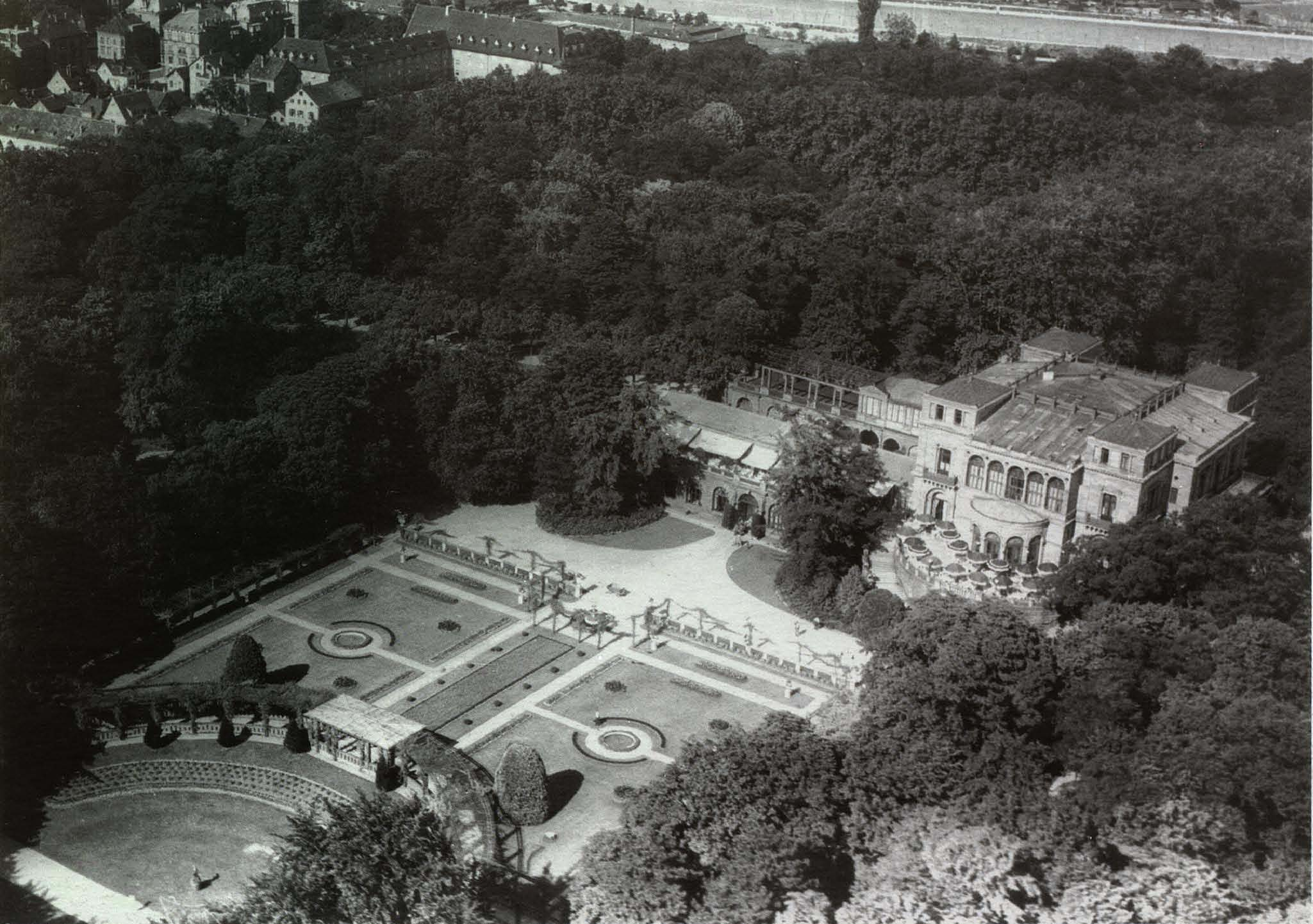
Luftbild, Ansicht von Südwesten mit Westparterre, 1920er Jahre.
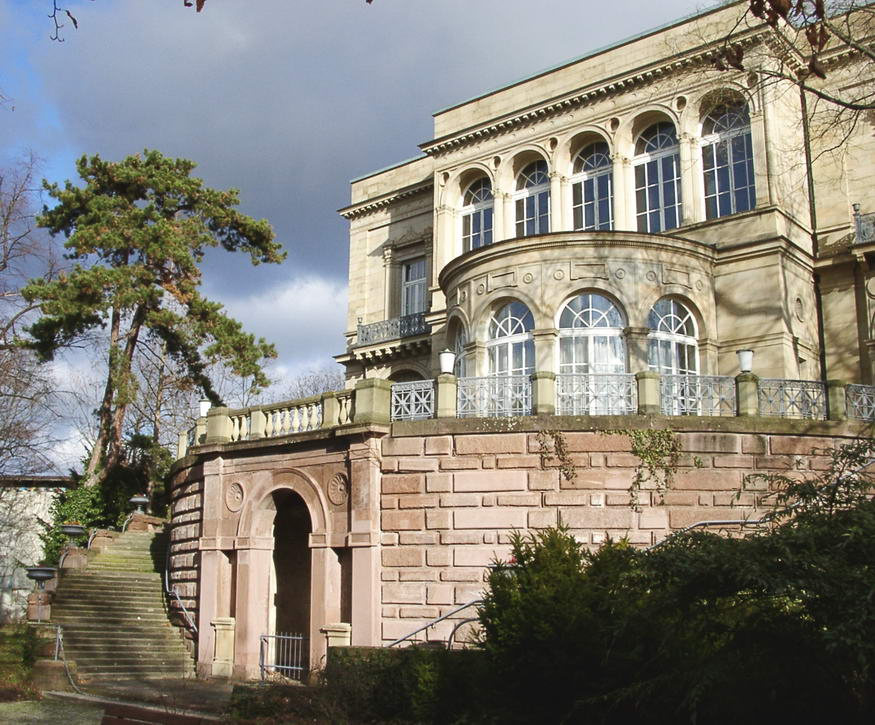
Ansicht von Südwesten, 2005.

### Grotte

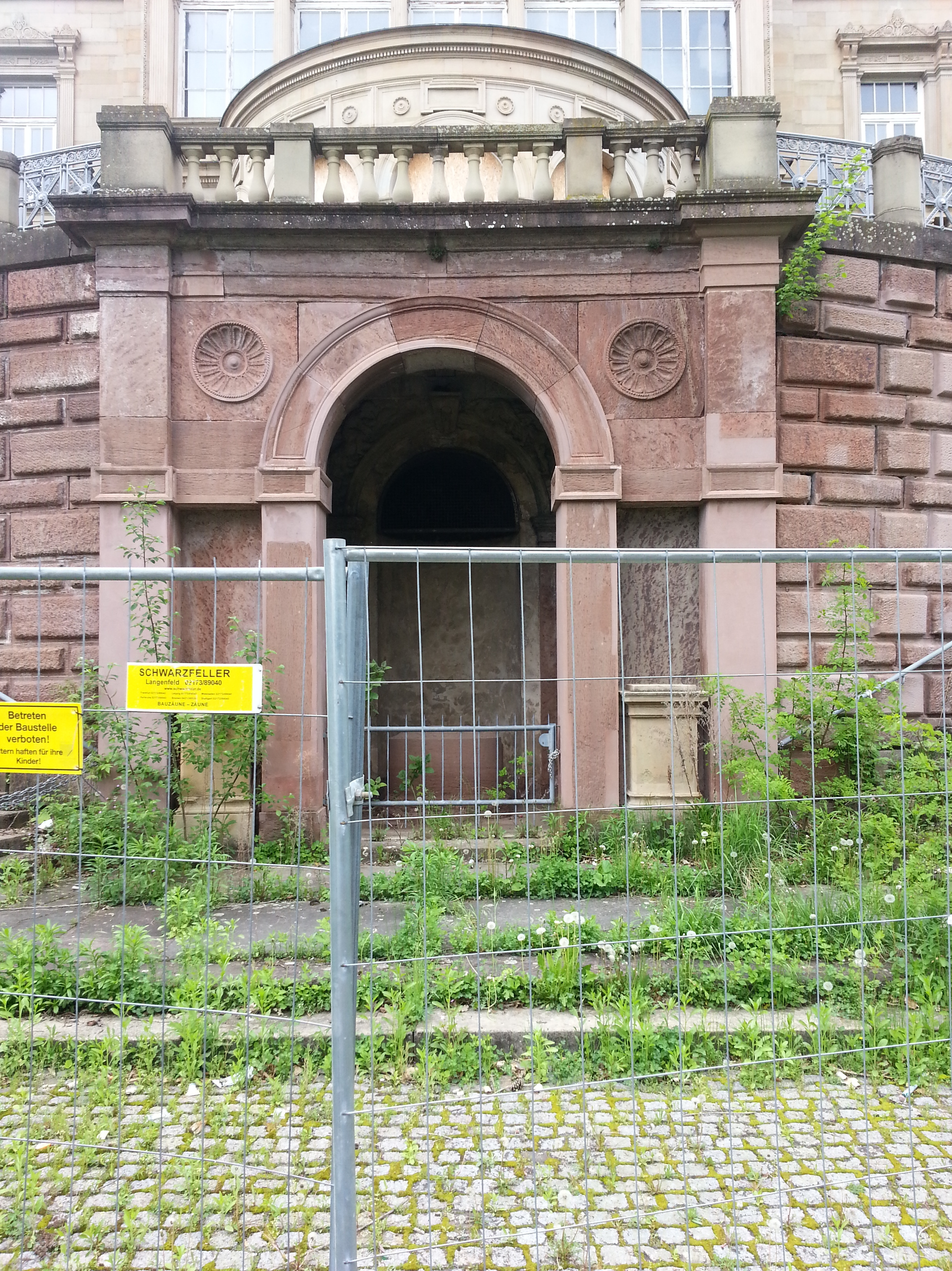
Ansicht der Westgrotte, 2013
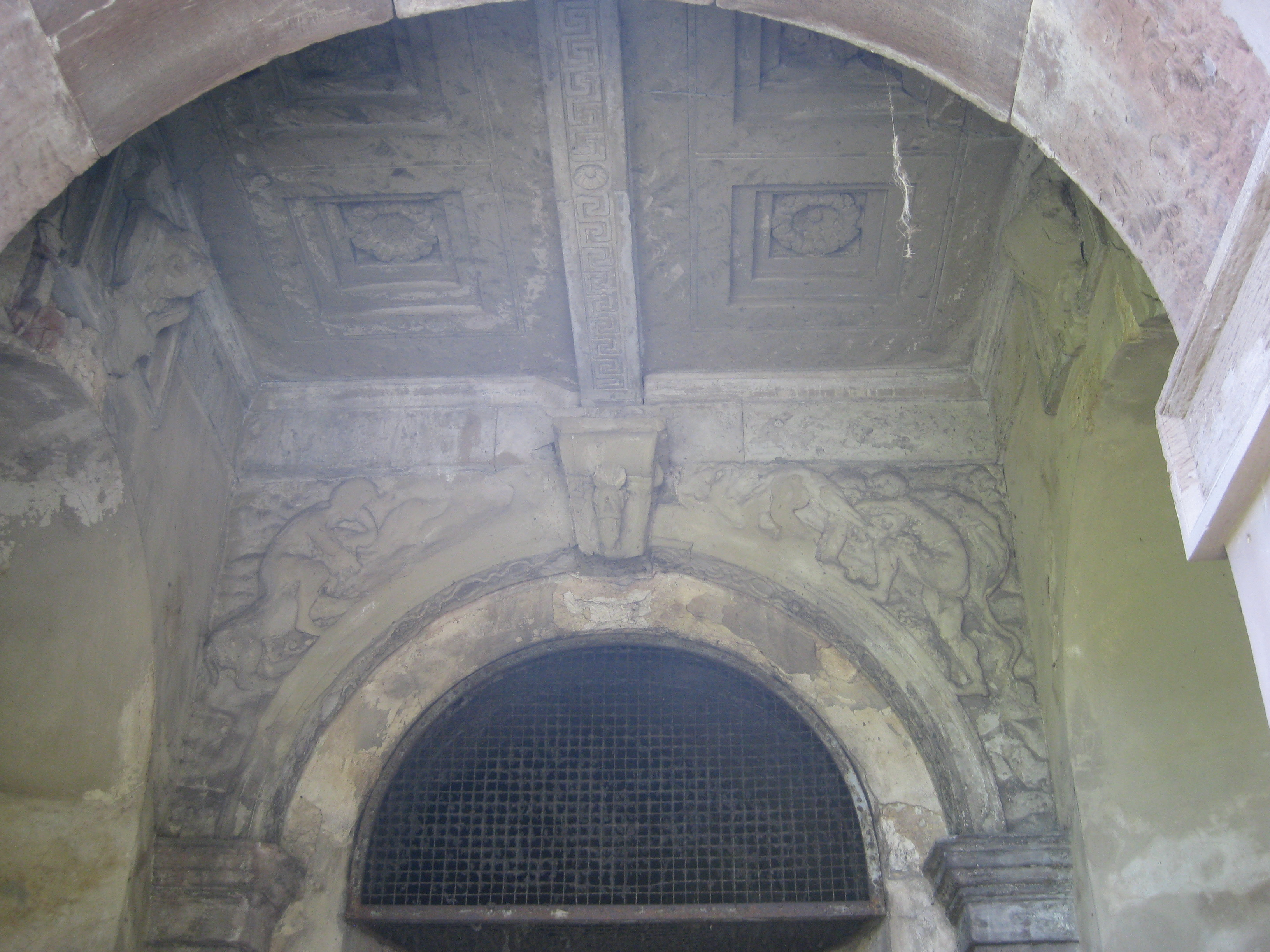
Blick in die Westgrotte, 2011
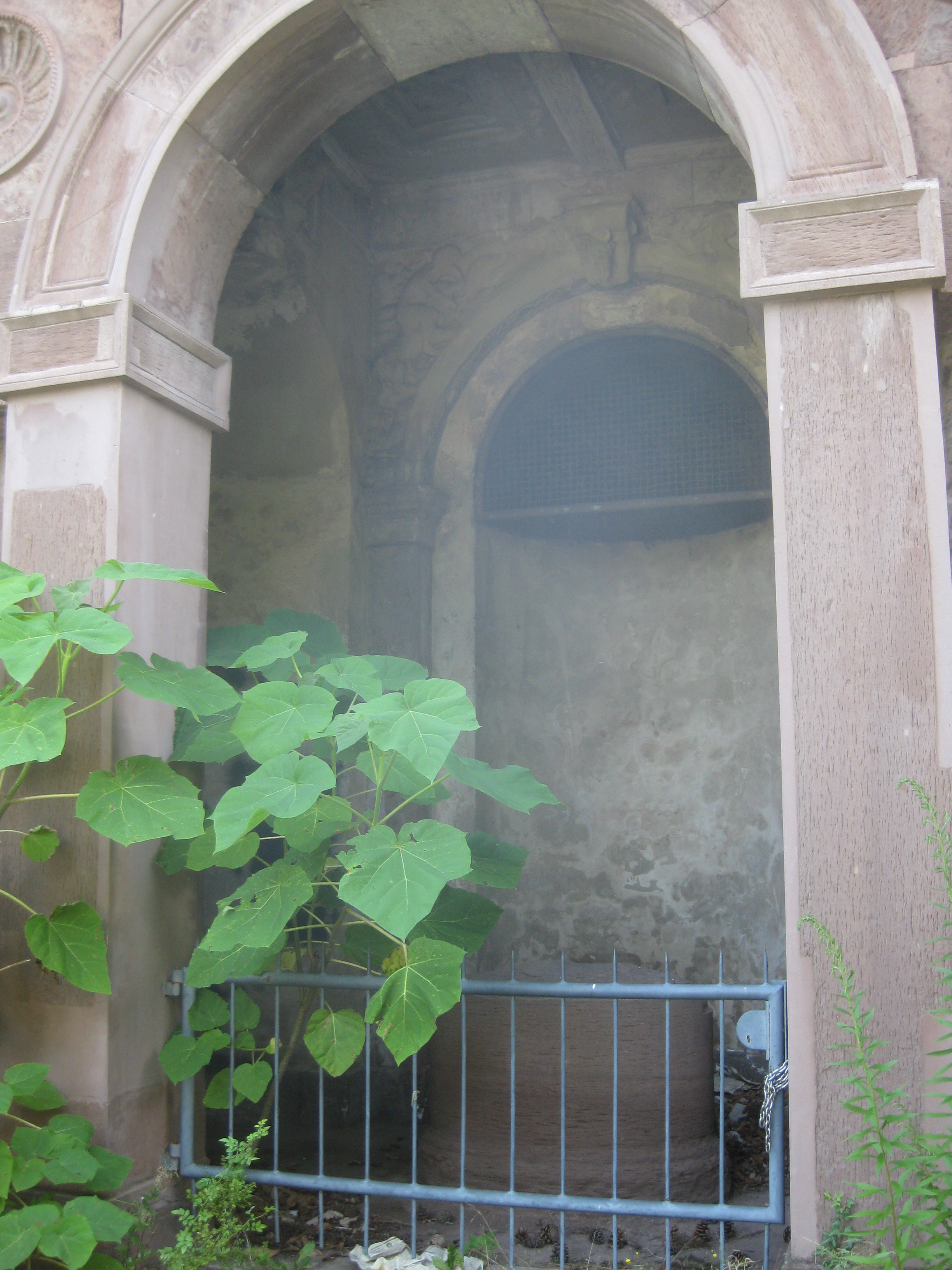
Blick in die Westgrotte, 2011
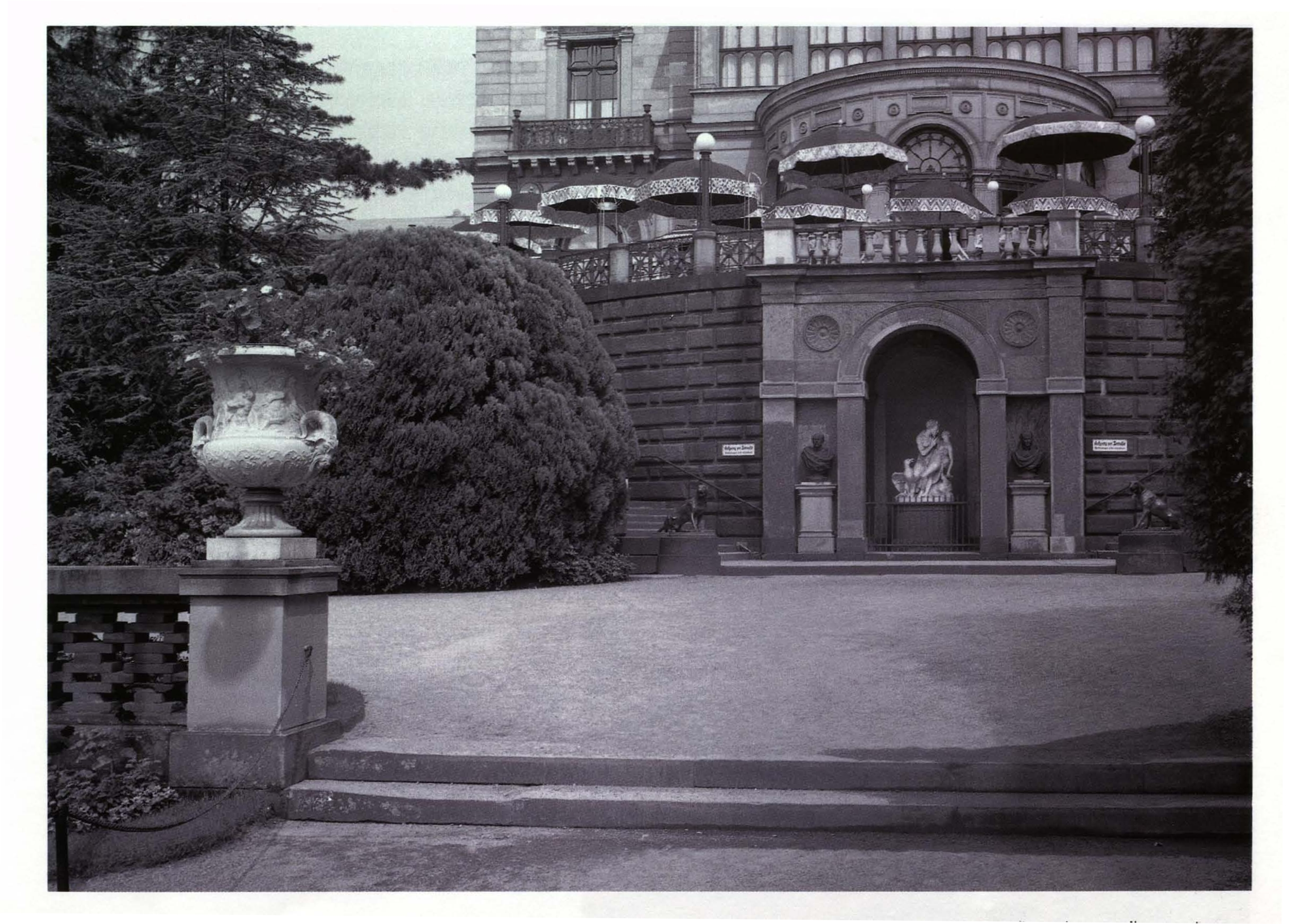
Westgrotte mit Jupiter und Antiope und den Königsbüsten, 1928

Der westliche Vorbau beherbergt eine Grotte mit reichem plastischen Wand- und Deckenschmuck, der inzwischen fast vollständig verfallen ist. Der Eingang der Grotte wird von einem Serliana-Portal umrahmt, dessen seitliche Öffnungen zu Nischen ausgebildet sind. In diesen ruhten auf den nunmehr verwaisten Postamenten die heute in Privatbesitz befindlichen Büsten von König Karl bzw. Königin Olga von Joseph von Kopf. In der Grotte war die Marmorgruppe Jupiter und Antiope von Francesco Pozzi (1779–1844) aufgestellt, die der Südwestrundfunk 2010 versteigern ließ.

### Exedra

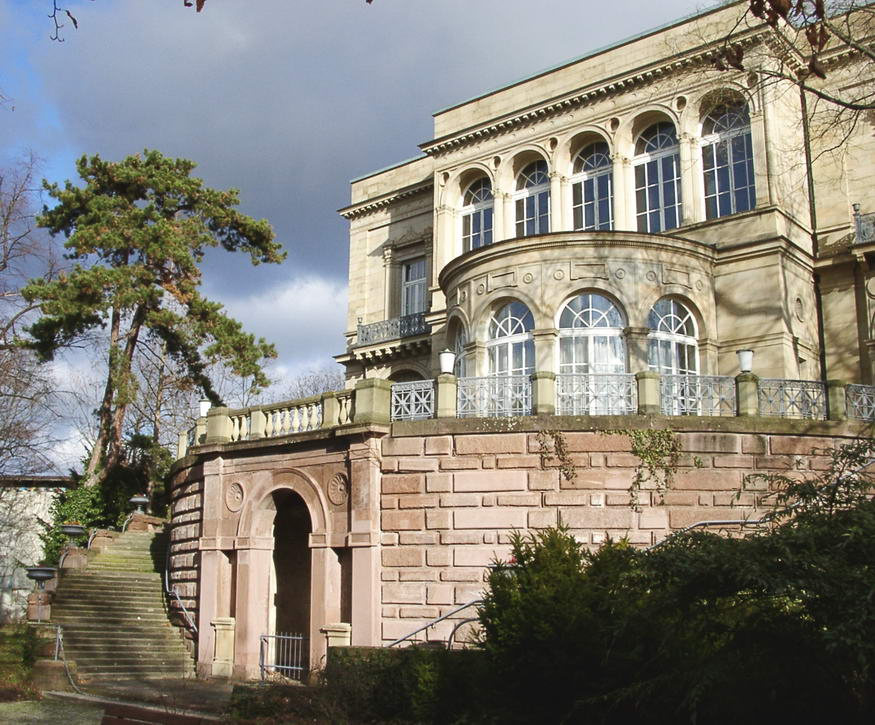
Ansicht von Südwesten mit Vorbau im Untergeschoss, darüber die Exedra und die Bogenkolonnade, 2005.
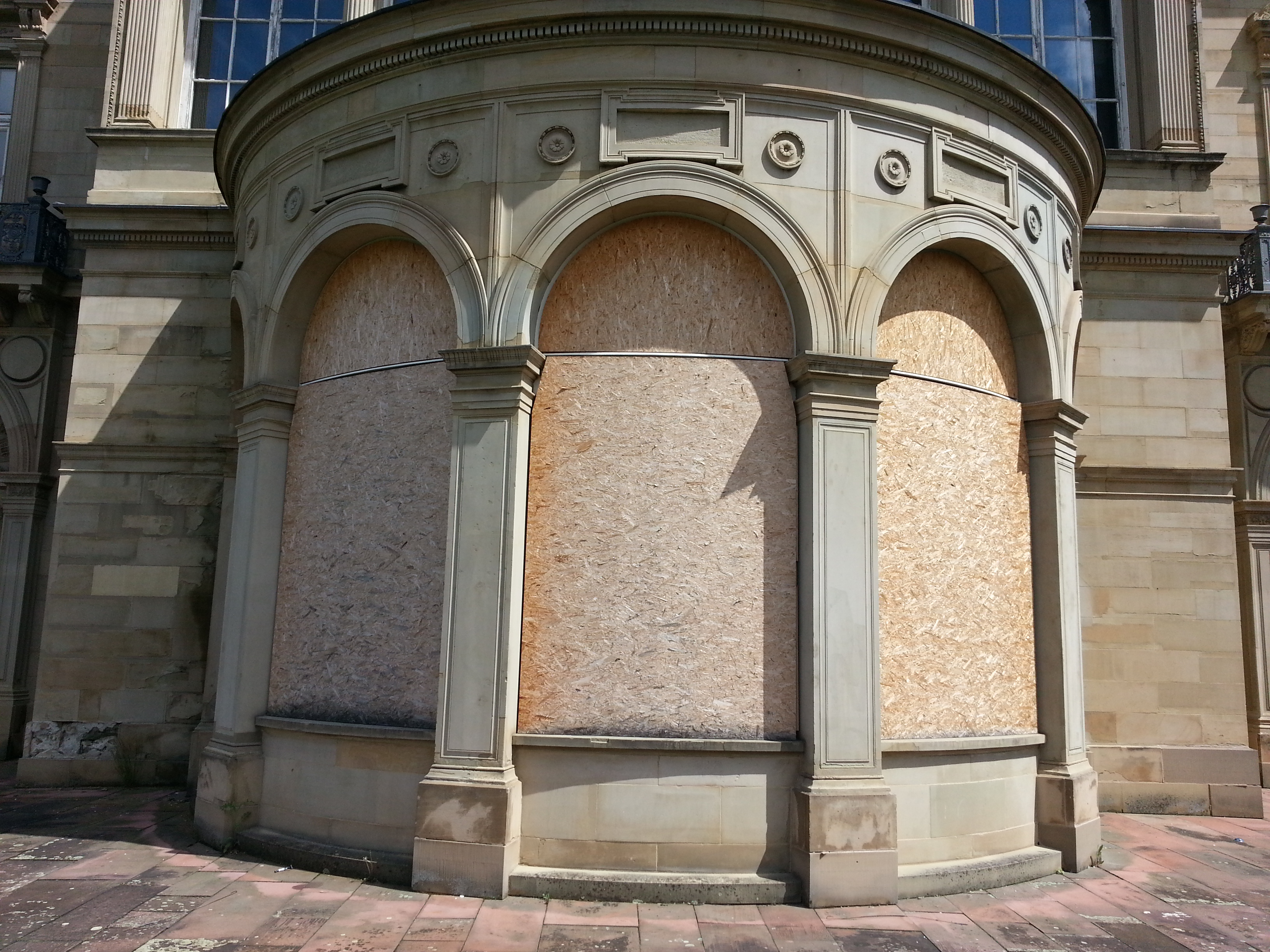
Ansicht der Exedra, 2013.
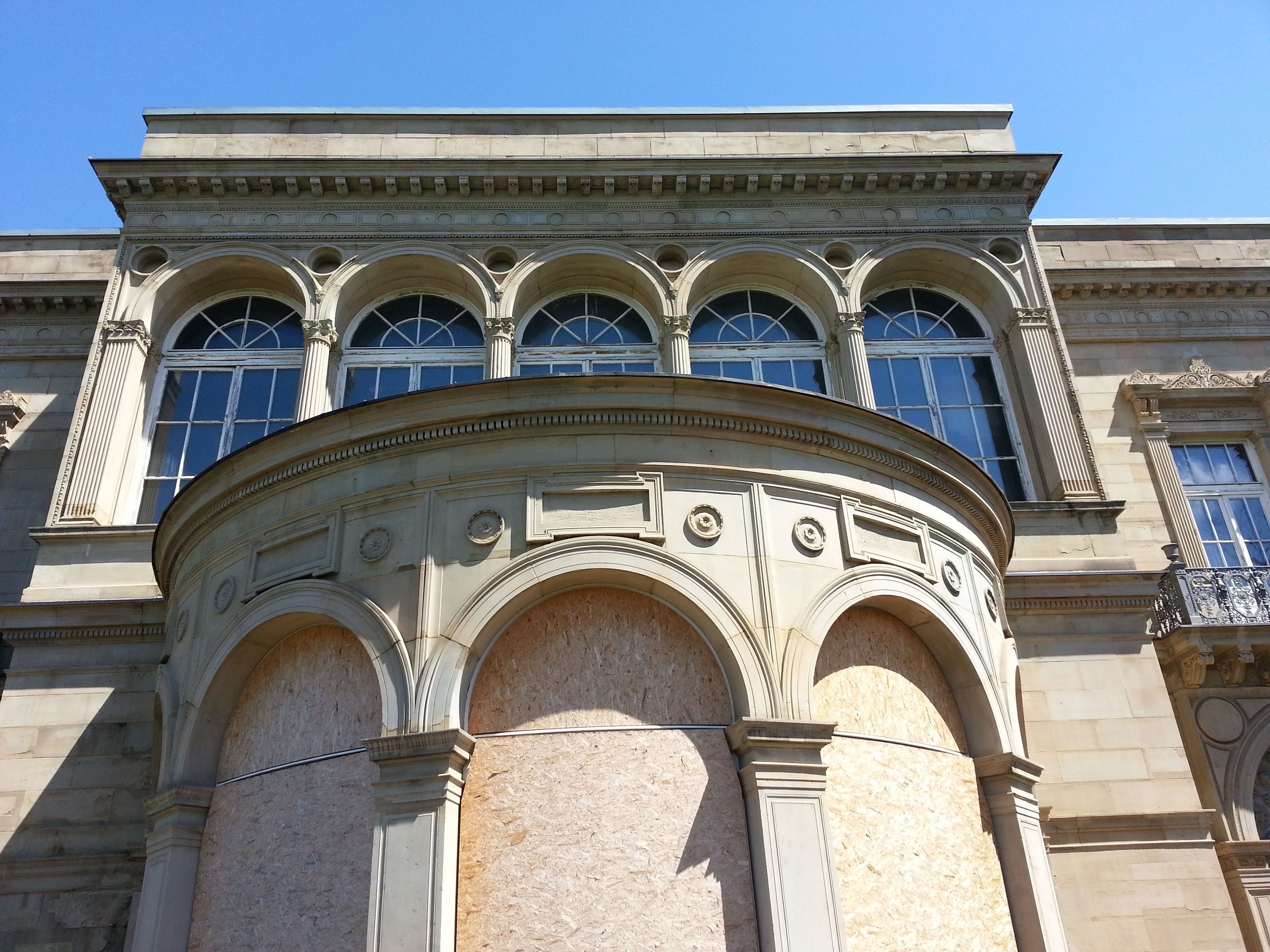
Ansicht der Exedra und der Bogenkolonnade, 2013.
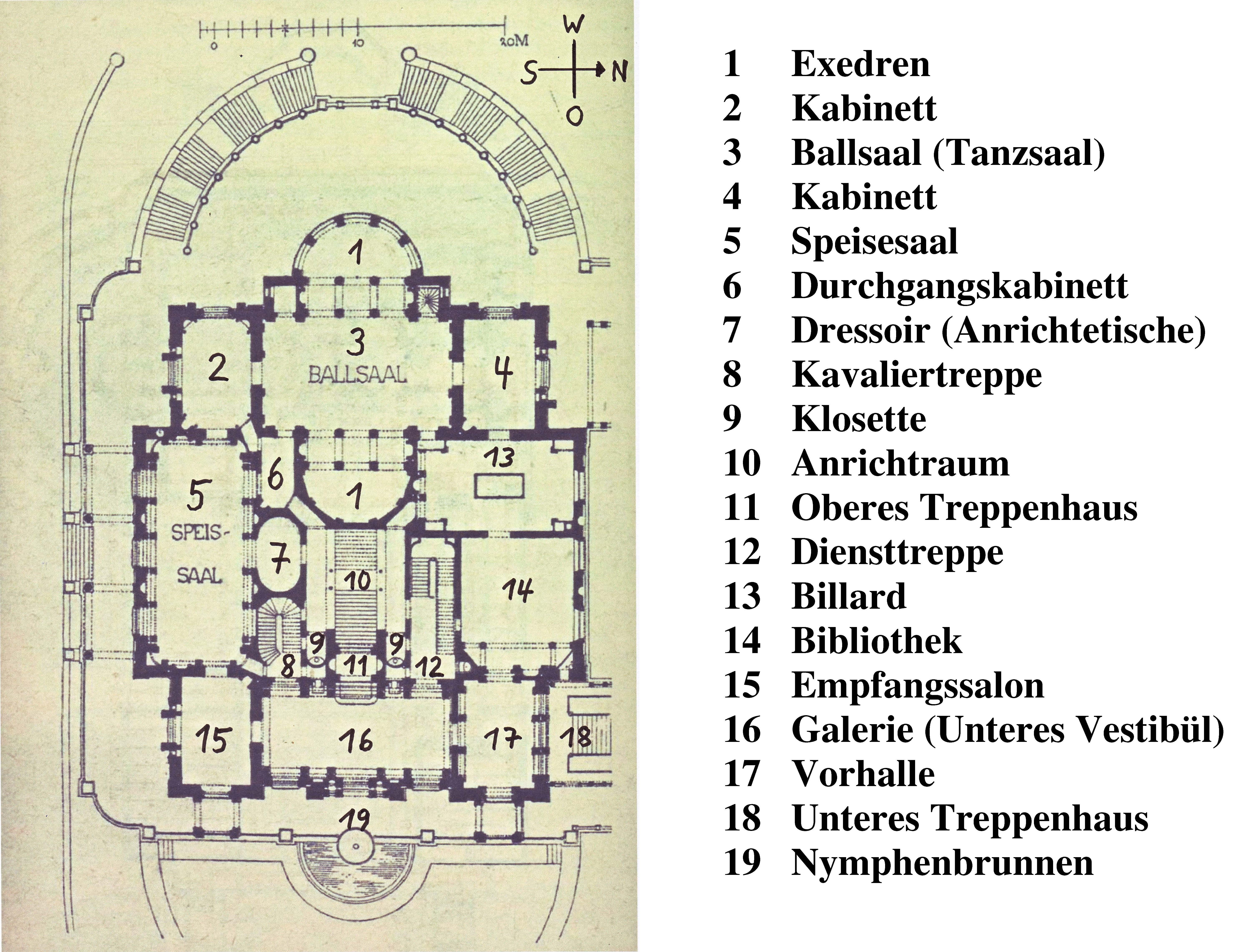
Grundriss des Erdgeschosses mit dem Ballsaal (3) und den Eexdren (1).

Im Erdgeschoss ist dem Mittelrisalit eine halbrunde Exedra mit einem Radius von etwa 4 Metern vorgesetzt. Ihr Durchmesser entspricht vier Fensterachsen des fünfachsigen Mittelrisalits. Die äußere Exedra wiederholt sich in der Gebäudemitte spiegelbildlich als innere Exedra, so dass der dazwischenliegende Ballsaal an den beiden Schmalseiten halbrund abschloss (siehe Grundriss des Erdgeschosses).
Die Außenmauer der Exedra besteht aus sechs auf Pfeilern ruhenden Arkaden. Pfeiler und Arkaden sind profiliert, aber sonst schmucklos. Der Raum über den Arkaden wird durch querrechteckige Rahmen für nicht ausgeführte Reliefs und in den Bogenzwickeln durch Rosetten ausgefüllt. Die Bogenöffnungen sind wie bei der Bogenkolonnade mit zweiflügeligen Sprossenfenstern und halbrunden Oberlichtern mit gefächerten Sprossen gefüllt.

### Seitenportale

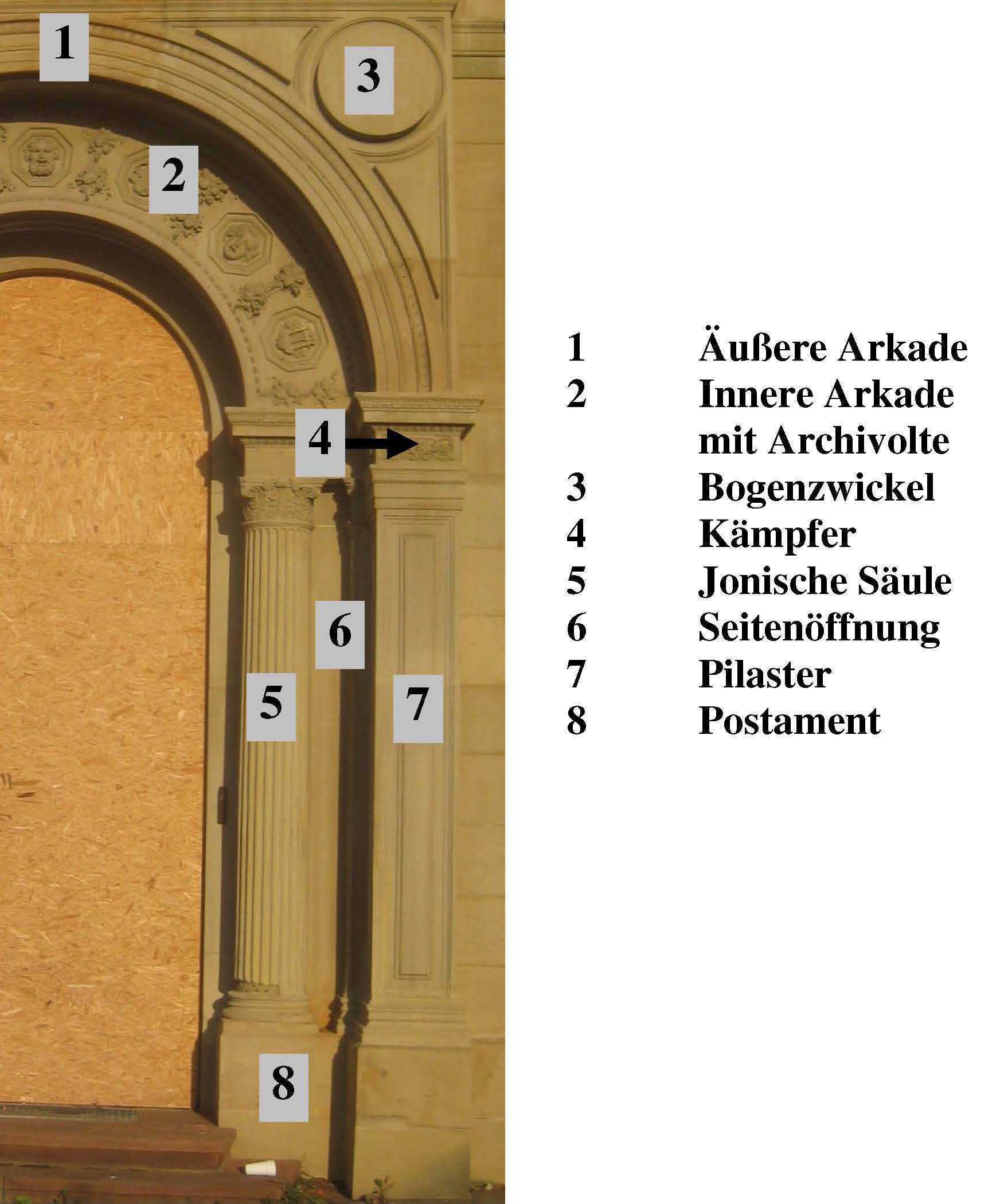
Bauteilplan der Seitenportale

Bei der Gestaltung der westlichen Seitenportale verwendete Christian Friedrich von Leins (wie auch an anderen Stellen der Villa) ein beliebtes Renaissance-Motiv, die Serliana, d. h. die Rundbogenportale werden von schmalen, rechteckigen Seitenöffnungen (6) flankiert.
Die Portale werden durch eine äußere (1) und eine innere Arkade (2) überspannt. Die schmucklos profilierte äußere Arkade ruht auf profilierten Pilastern (7). Äußere Arkade, Bogenzwickel (3) und Pilaster liegen auf der Fassade auf. Die inneren Arkaden, deren Archivolten mit Reliefmedaillons verziert sind, liegen in der Mauerflucht und werden von jonischen Säulen (5) gestützt. Die Säulen und Pilaster erheben sich über der Sockelzone der Fassade auf quaderförmigen Postamenten (8) und schließen die nischenartigen Seitenöffnungen (6) ein.
Im Folgenden werden die Reliefmedaillons der Archivolten und die Kämpferreliefs der Pilaster beschrieben.

#### Archivolten
Zwei halbkreisförmige Archivolten mit Reliefmedaillons, Entwürfe von Paul Wirth (1821–1870) nach Vorgaben von Christian Friedrich von Leins, Ausführung durch die Bildhauer Ekhardt, Faußer, Maier, Riess, Seibert und Unold, gelber Keupersandstein, äußerer Radius ca. 1,50 m, innerer Radius ca. 1 m, Entstehungsjahr 1847–1848, Erdgeschoss, an den Seitenportalen, Erhaltungszustand: gut.
Die Archivolten werden außen und innen von Perlstäben eingerahmt und sind in sieben Felder aufgeteilt, die durch Perlstäbe mit je zwei bebänderten, jedes Mal unterschiedlichen Fruchtgehängen getrennt sind.
Die Felder sind mit achteckigen Medaillons besetzt, die außen von einer breiten profilierten Leiste und innen von einem Perlstab eingerahmt werden. Als Medaillonmotive alternieren bei dem linken Portal drei Masken mit vier Musiktrophäen und beim rechten ebenfalls drei Masken mit vier Gefäßen.
Literatur: Bauakten, S. 38–41.

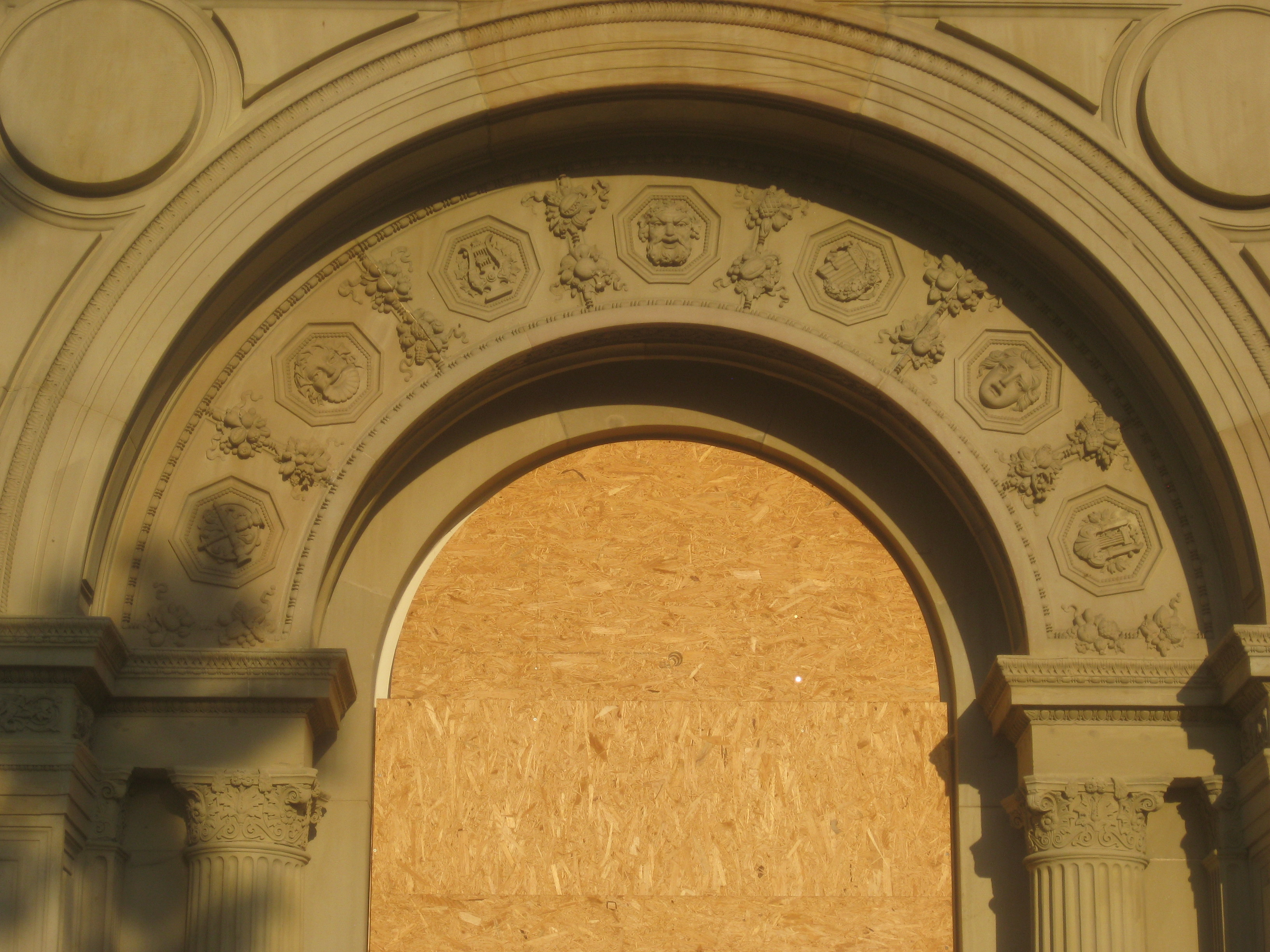
Linke Archivolte.
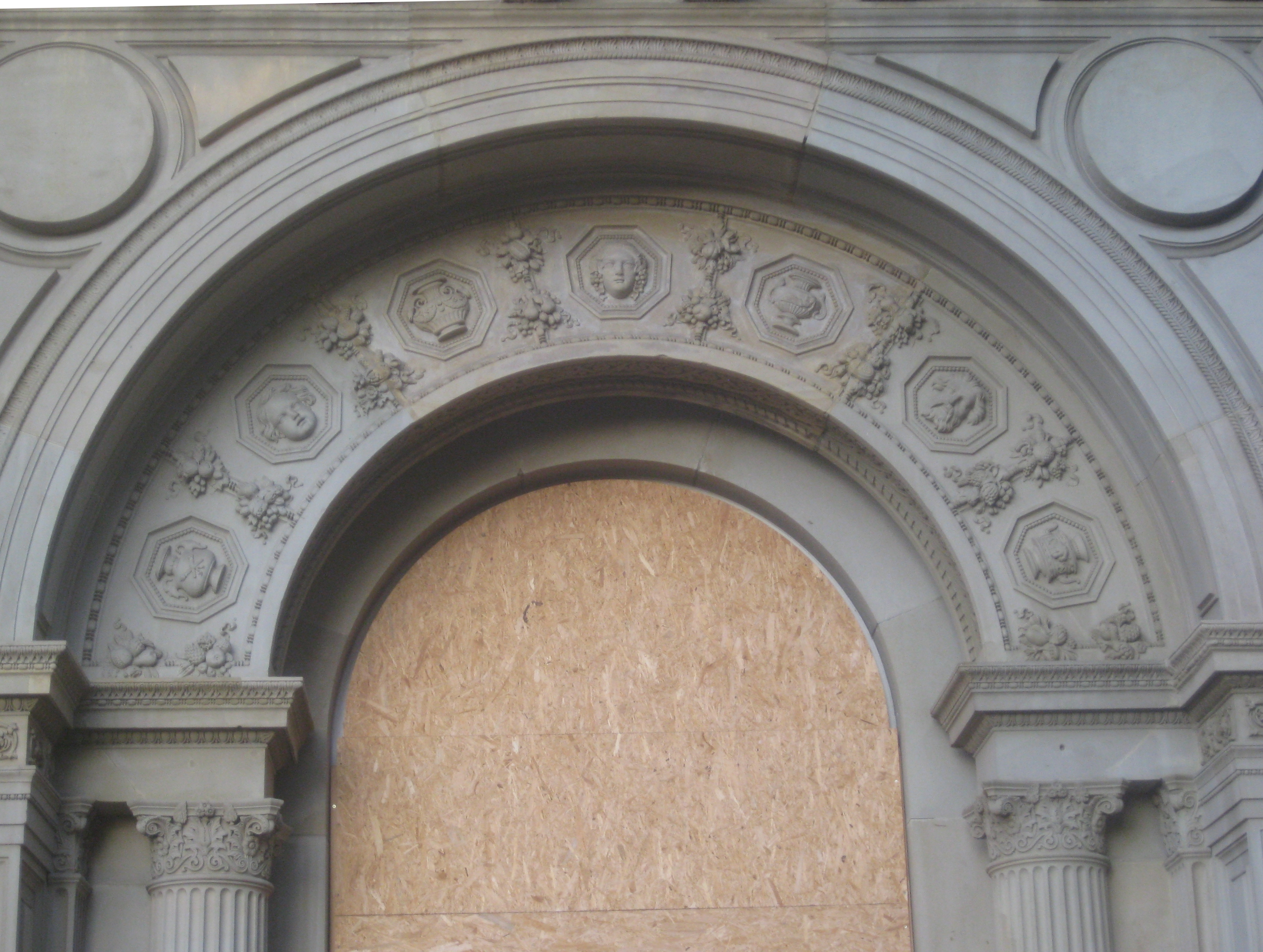
Rechte Archivolte.

Die Medaillons sind pro Archivolte von links nach rechts durchnummeriert.
Linkes Portal
1. Zwei bebänderte, gekreuzte Flöten vor einem Tamburin.
2. Groteskmaske mit Muschellippe, bekränzt mit bebändertem Weinlaub.
3. Weinlaubgeschmückte Lyra.
4. Bärtige Satyrmaske, bekränzt mit Weinlaub und Trauben.
5. Panflöte mit bebänderter Weinrebe.
6. Allegorische Maske der Tragödie.
7. Mit Blüten und Blättern geschmückte Kithara mit einer Muschel als Korpusverzierung und einem Vögelchen als Querjochzier.

Rechtes Portal
1. Amphore mit gekreuzten Fackeln als Bauchrelief und zwei Seepferdchen als Griffen.
2. Maske eines erstaunten Kindes.
3. Amphore mit zwei Festons als Bauchrelief und zwei Echsen mit eingerolltem Schwanz als Griffen.
4. Maske eines Jünglings, bekränzt mit Weinlaub und Trauben.
5. Amphore mit einer liegenden Frau als Bauchrelief und zwei Schlangen als Griffen.
6. Maske eines bärtigen Mannes.
7. Amphore mit Kindermaske als Bauchrelief und zwei kannelierten, s-förmigen Griffen.

#### Kämpfer-Reliefs

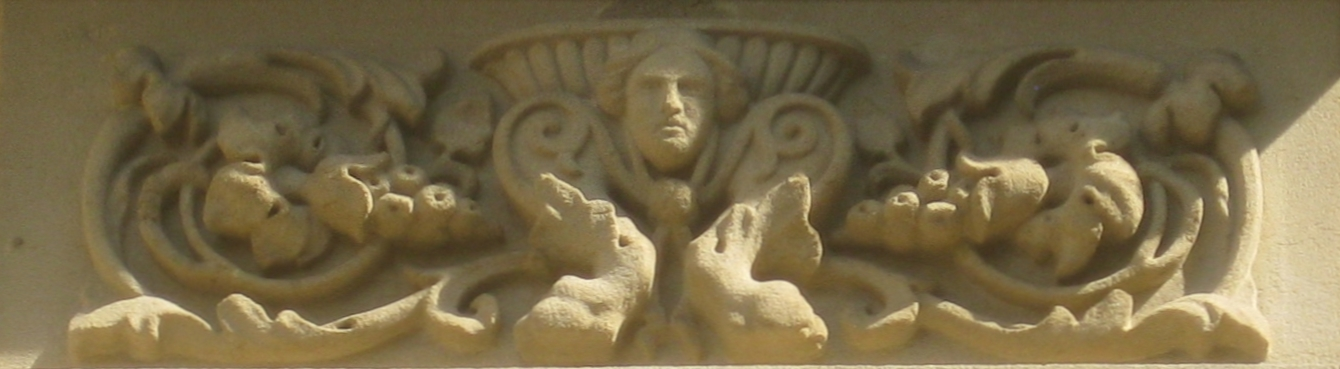
Relief 2 des rechten Seitenportals.

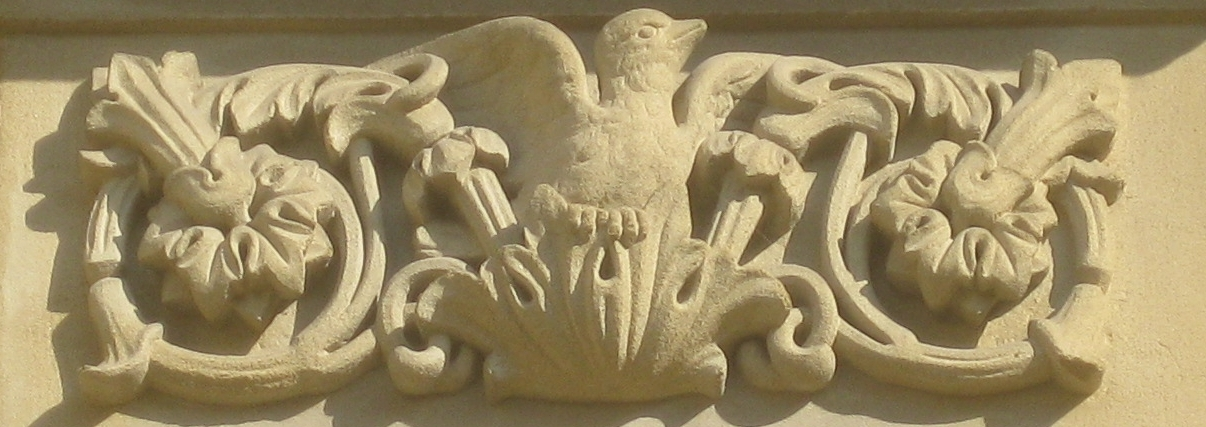
Relief 1 des linken Seitenportals

Die Reliefs sind pro Portal von links nach rechts durchnummeriert.
12 Hochreliefs mit einem Becken auf Löwenprankenuntersatz zwischen Volutenranken, Entwürfe von Paul Wirth nach Vorgaben von Christian Friedrich von Leins, Ausführung durch die Bildhauer Ekhardt, Faußer, Riess und Seibert, gelber Keupersandstein, Höhe ca. 0,14 m, Breite ca. 0,28 m, Entstehungsjahr 1848, Erdgeschoss, je 6 Reliefs an den Kämpfern der beiden Seitenportalpilaster, Erhaltungszustand: gut, bei 9 Reliefs wurden Schadstellen des Hintergrunds unfachmännisch geflickt.
Die Reliefs zeigen in der Mitte ein ovales, geriffeltes Becken, das auf einem Groteskuntersatz ruht. Dieser besteht in der Vorderansicht aus zwei seitwärts gegeneinander gestellten, im Unterteil naturalistischen Löwenpranken, die an den schulterähnlichen oberen Gelenken mit einfachen Volutenranken verziert sind. Dem Untersatz sitzt der Kopf eines Mannes mit üppigem Haupthaar auf, um dessen Hals sich eine krawattenartig verknotete Kordel legt.
Seitwärts entspringen aus den Löwenpranken gegengleiche Volutenranken, die anfänglich von einem langen Akanthusblatt eingehüllt werden, sich dann spiralig einrollen und in einer großen Blüte enden, die zu den Löwenpranken hinweist.
Literatur: Bauakten, S. 39–41.
- Linkes Portal
- 1.[61]

Rechtes Portal
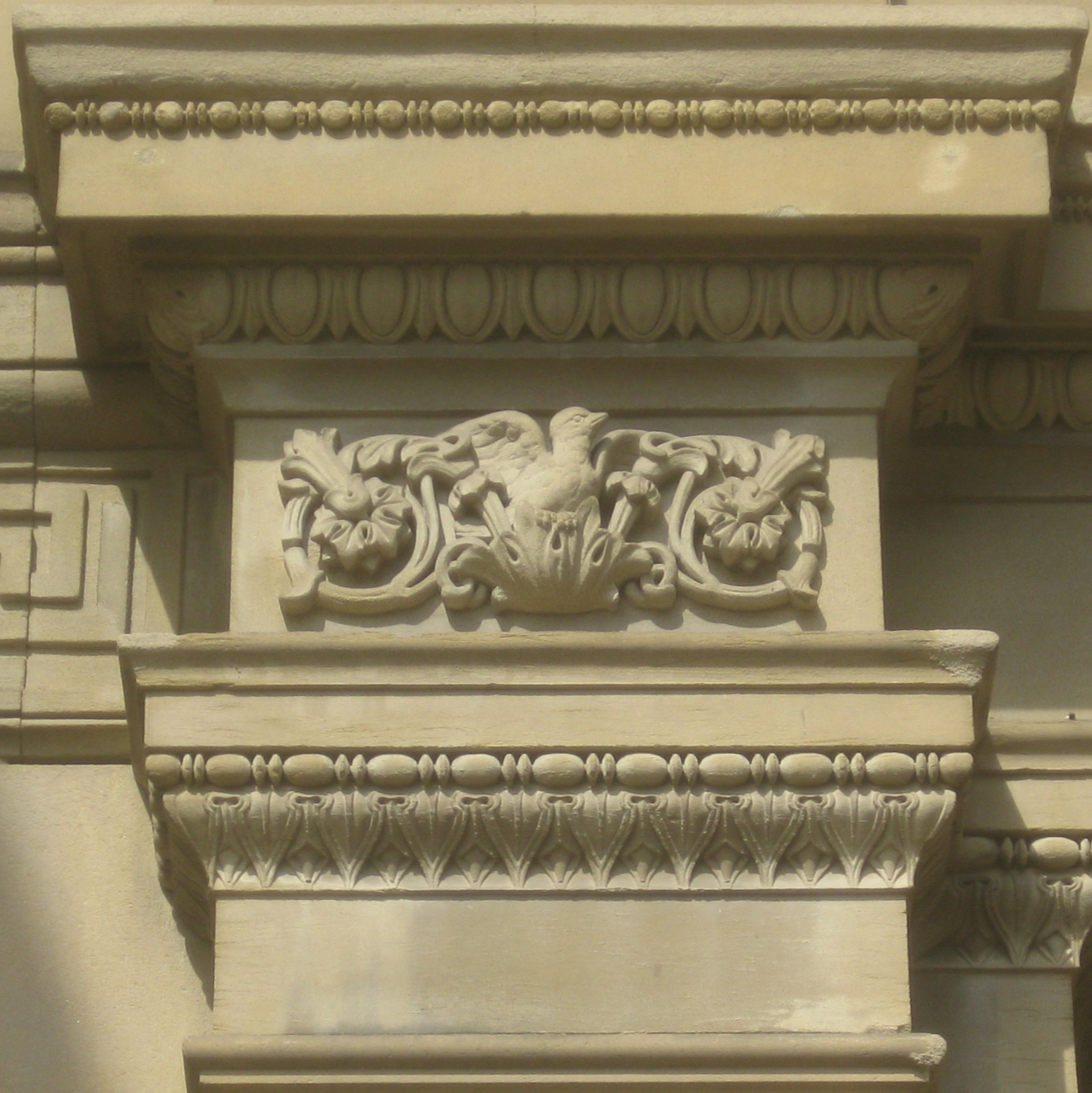
1.
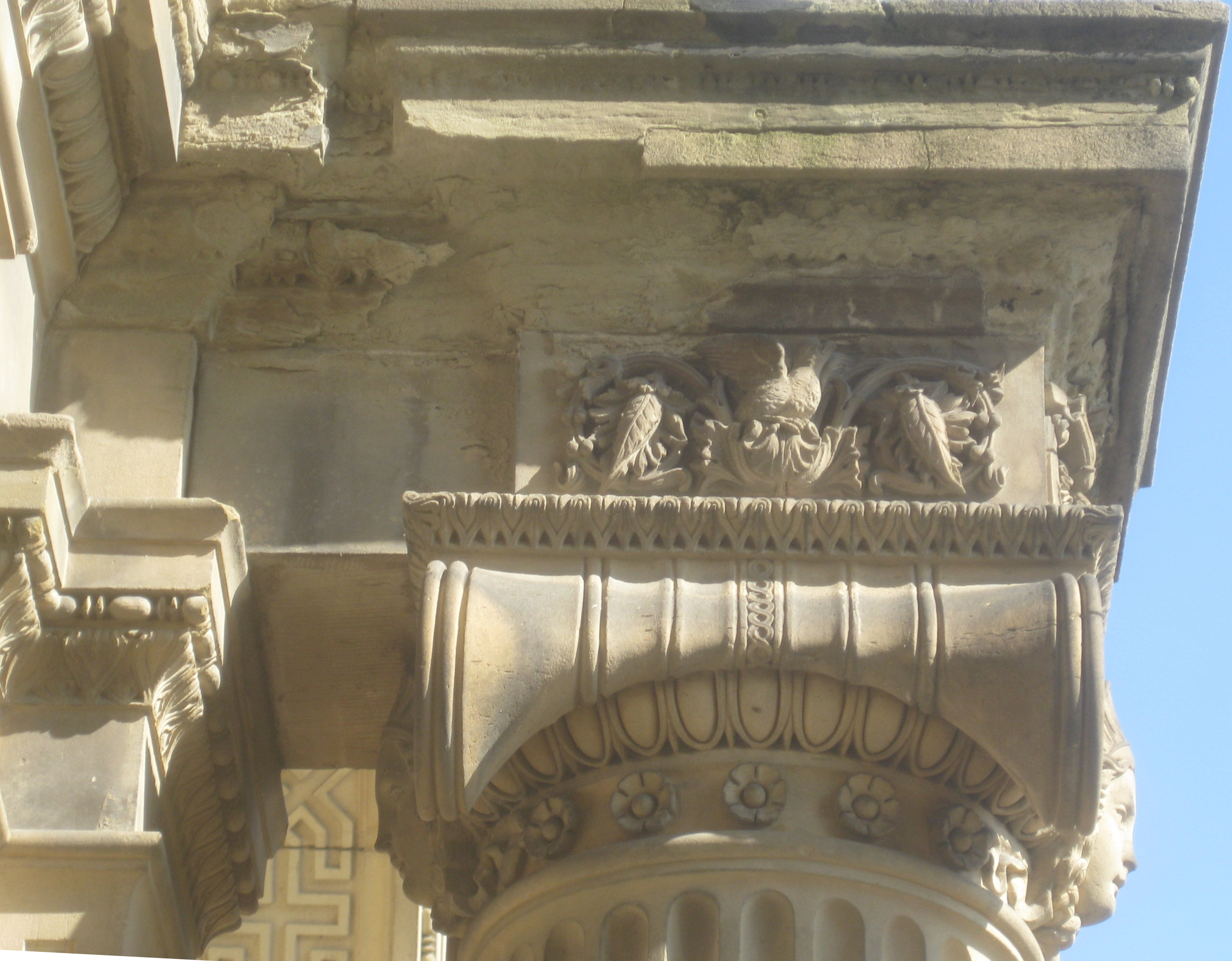
2.
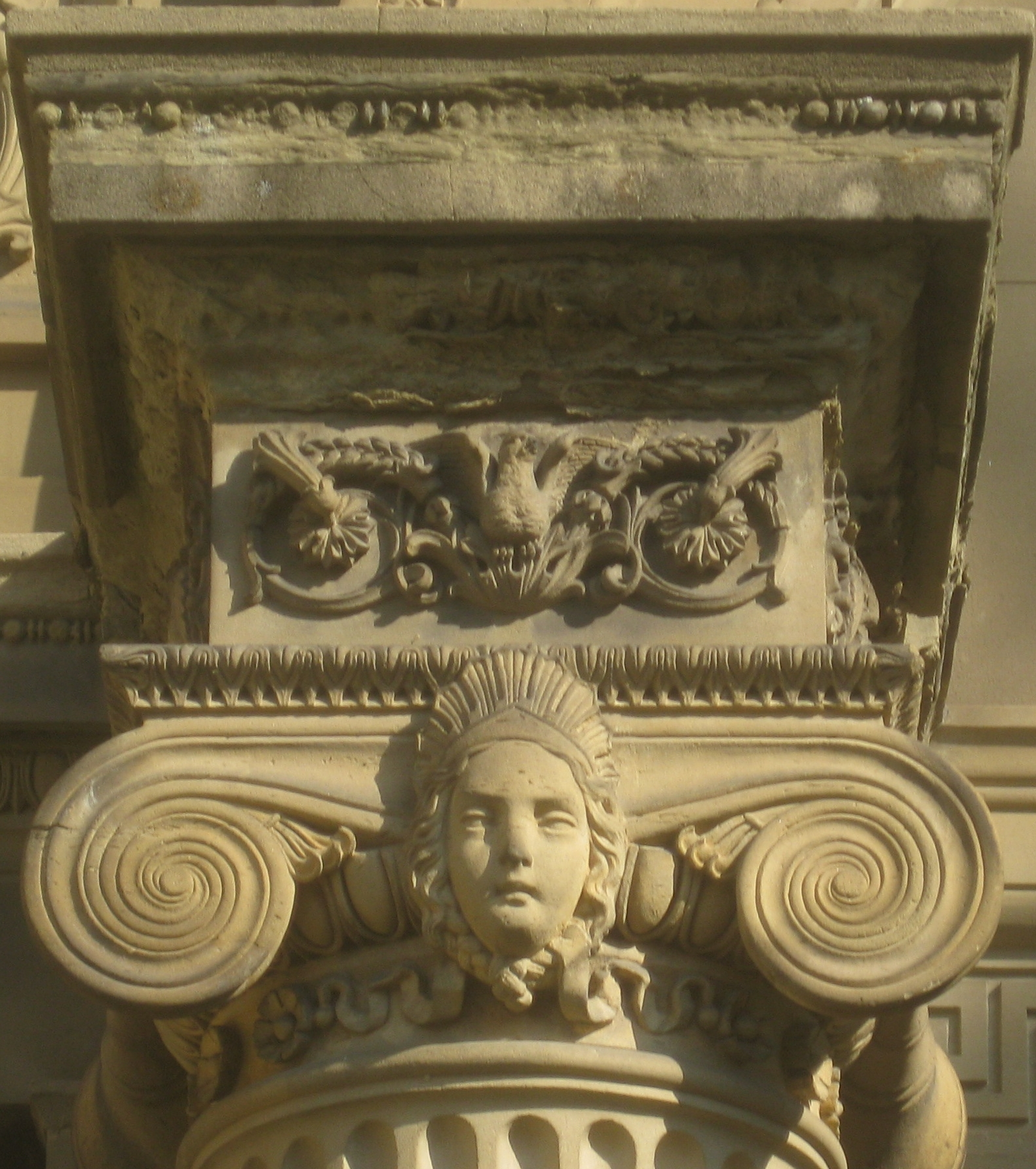
3.
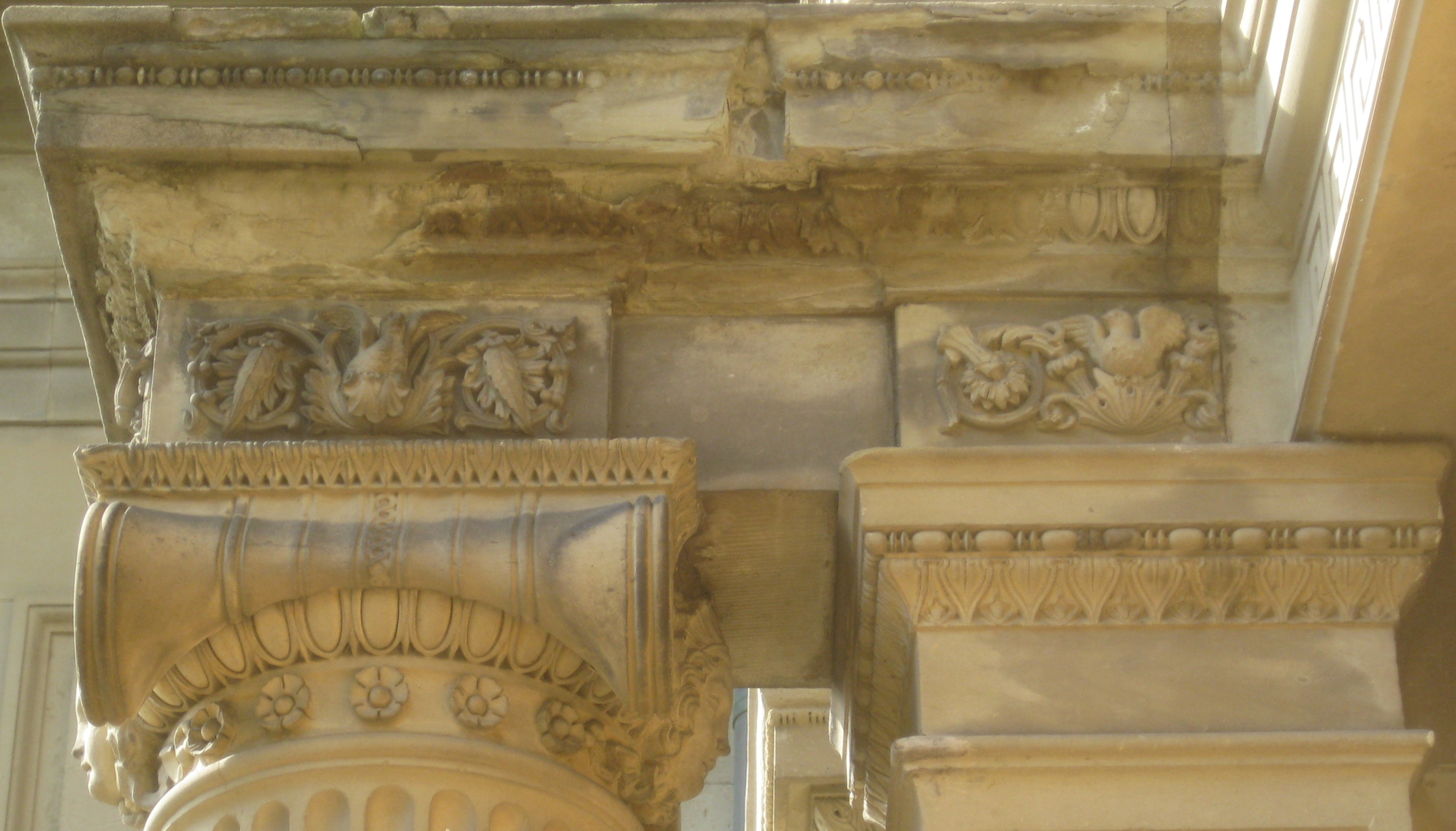
4.
- 5.
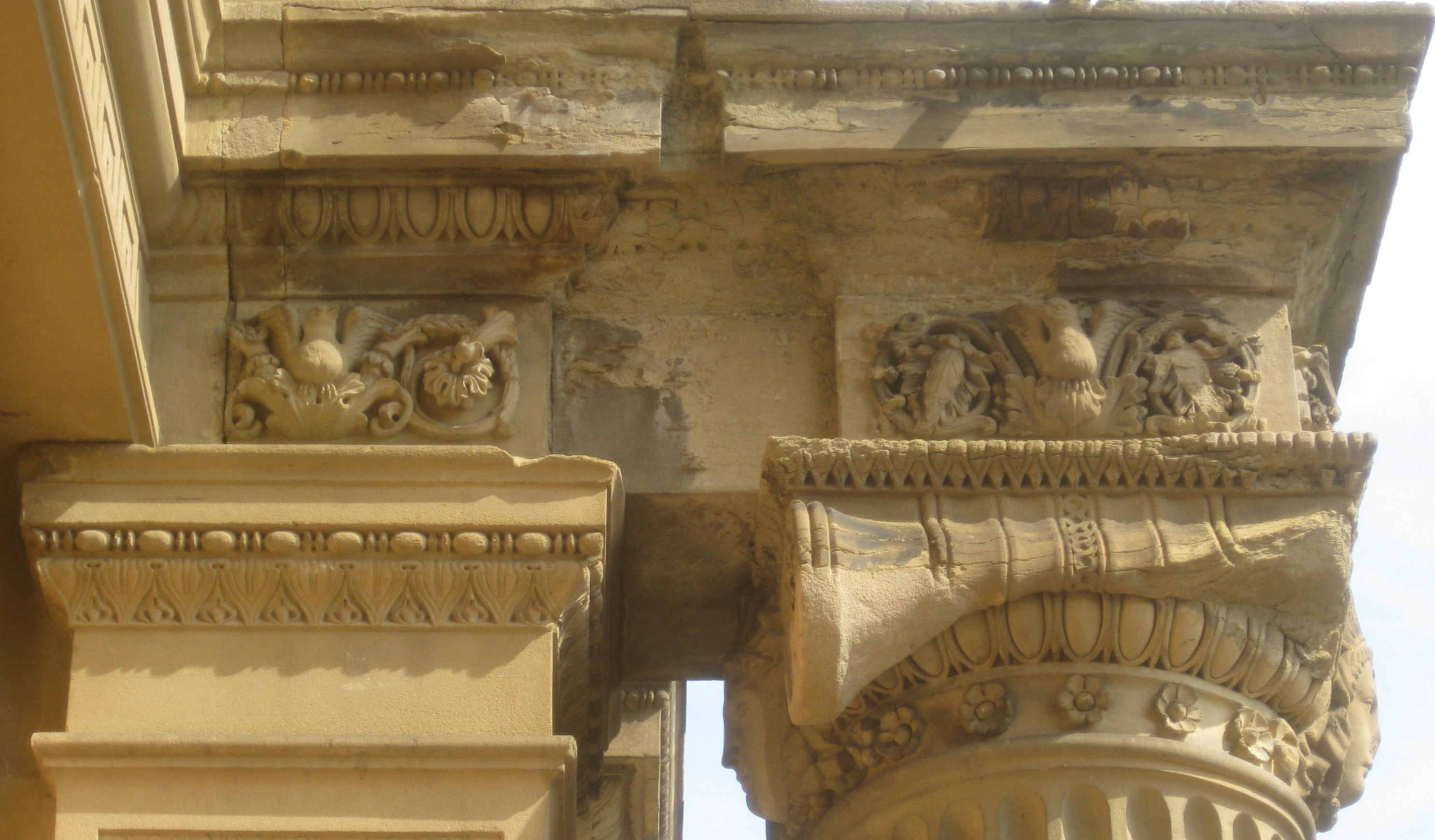
6.
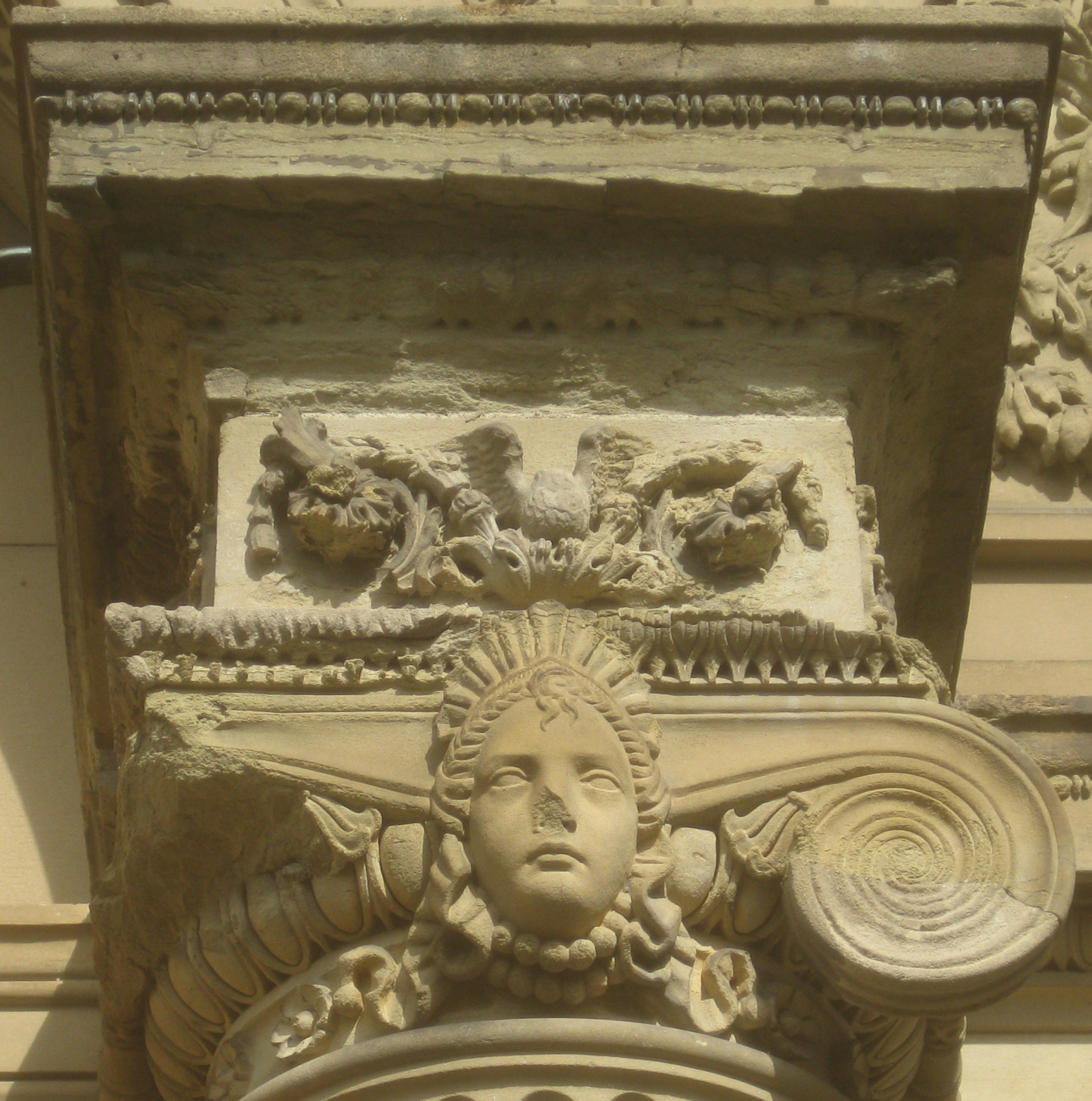
8.
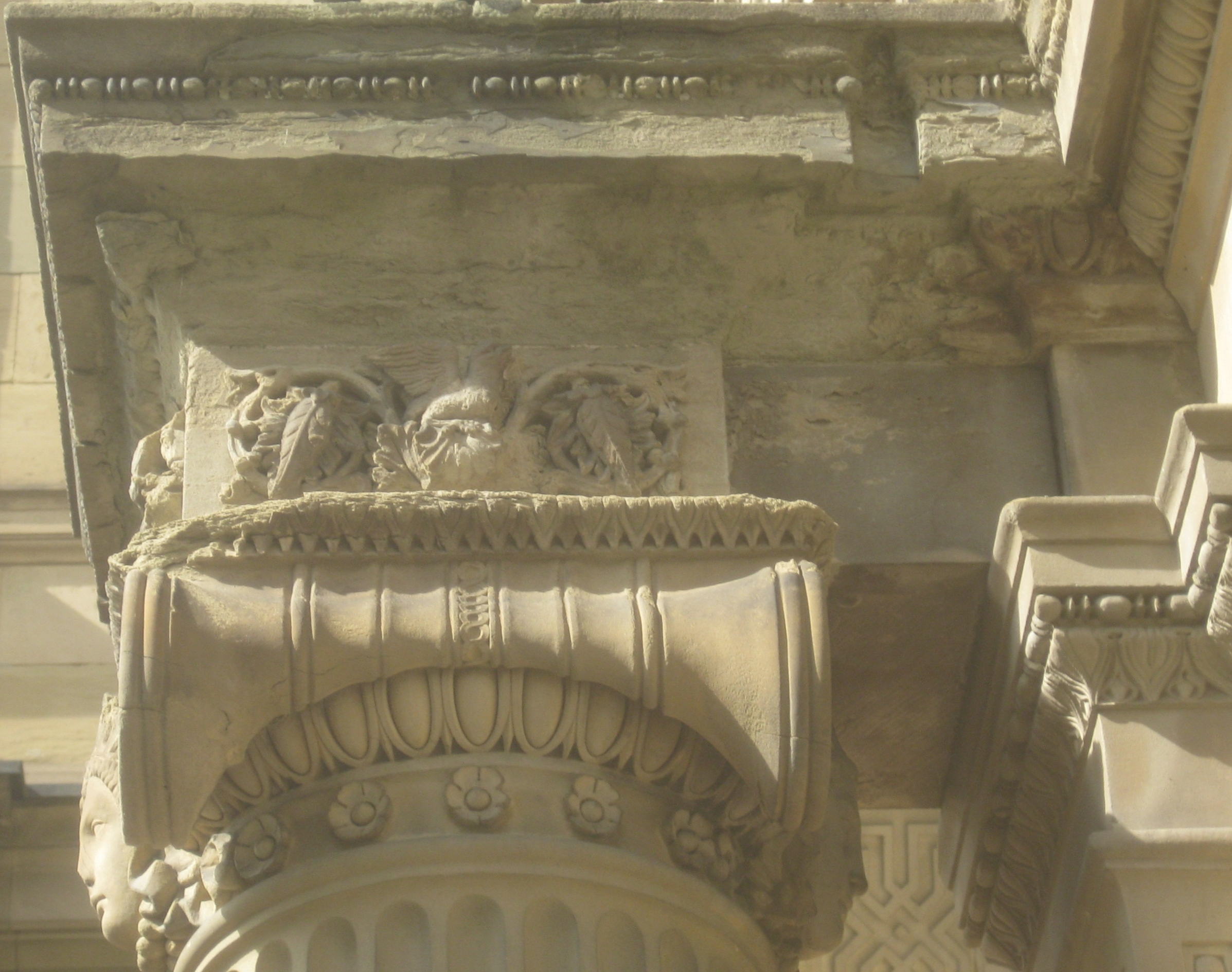
9.
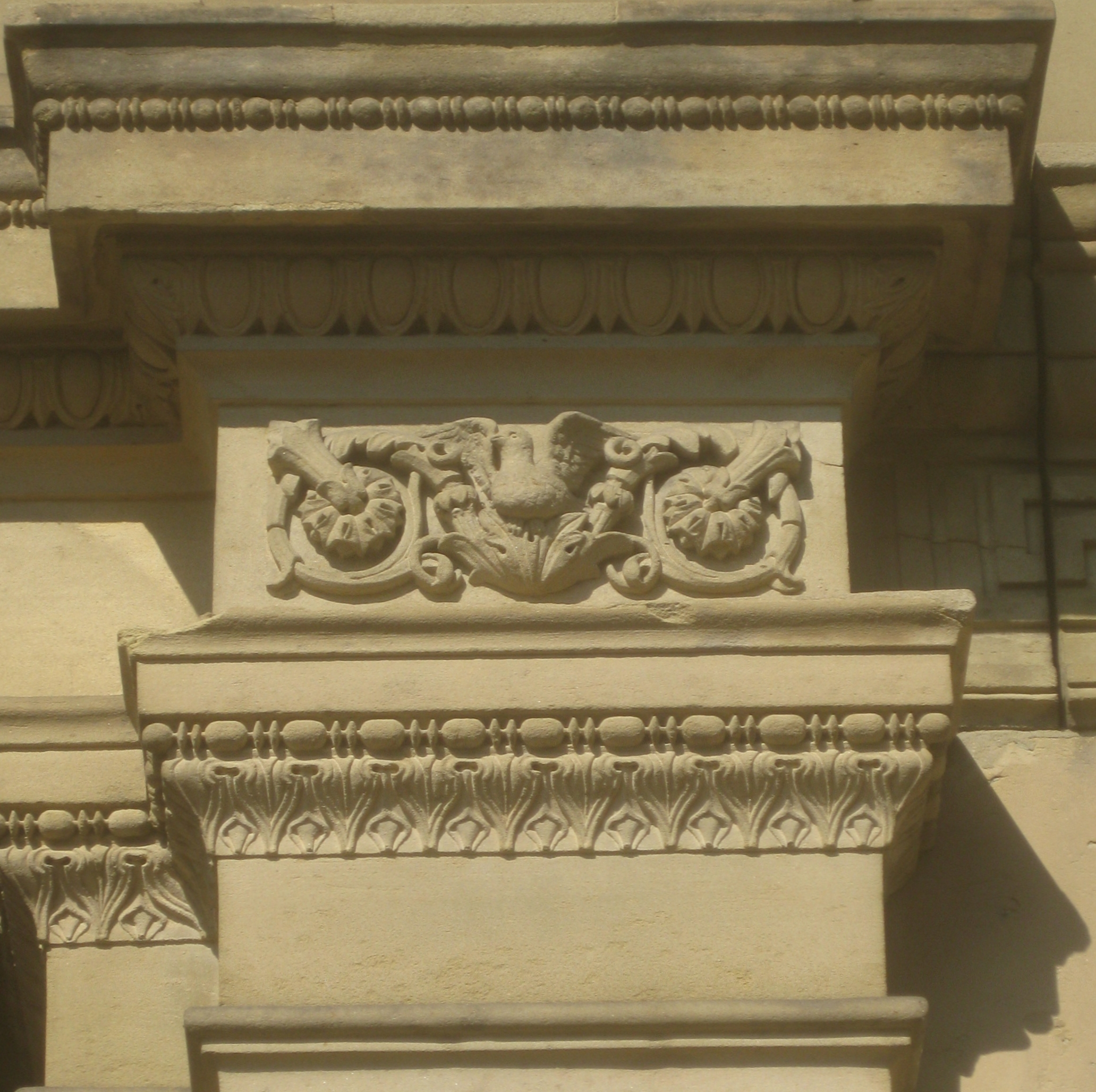
10.

- Rechtes Portal
- 1.
- 2.
- 3.
- 4.
- 5.
- 6.

## Südseite

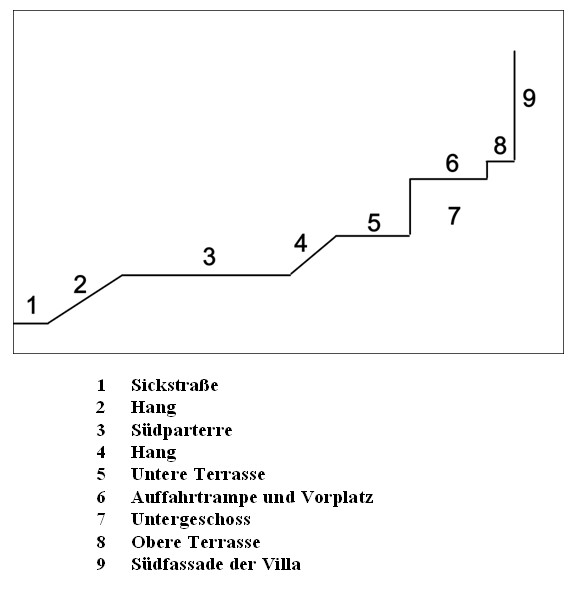
Geländequerschnitt von der Sickstraße zur Mitte der Südfassade der Villa, unmaßstäbliche Schemazeichnung

### Gelände
Hinweis: Zahlen in Klammern verweisen auf den Geländequerschnitt (siehe rechts).
Der Park der Villa Berg grenzt im Süden an die Sickstraße (1). Das Gelände zwischen Sickstraße und der Villa wurde nach dem Zweiten Weltkrieg drastisch verändert. Das querrechteckige Südparterre (3) wurde teilweise mit Asphalt und Betonplatten versiegelt. Unter dem Gelände wurde die Tiefgarage des SWR eingebaut (Zufahrt an der Sickstraße). Die Untere Terrasse (5) liegt vor dem Untergeschoss (7), und zwar etwa um ein Stockwerk höher als das Parterre. Sie wurde ursprünglich von einer Futtermauer gestützt, heute ist sie durch einen Hang (4) mit dem Parterre verbunden. An den beiden Außenseiten führen Freitreppen zur Unteren Terrasse.
Der Hang trägt den Majolika-Brunnen, einen Kaskadenbrunnen, der 1965 erbaut wurde, um die darunterliegende Tiefgarage zu verbergen. Das Wasser des Brunnens ergoss sich in das große rechteckige Becken im Parterre, das heute trockenliegt. Schon nach kurzer Laufzeit wurde der Brunnen aus technischen Gründen stillgelegt und der Verrottung preisgegeben.
Heute nimmt ein Brunnenbecken von der Breite des Mittelrisalits den größten Teil der Unteren Terrasse ein. Von ihr gelangt man über zwei Freitreppen zu einem halbachteckigen Vorplatz, der von der Decke des Untergeschosses gebildet wird, und in den die beiden seitlichen Auffahrtrampen münden (6). Von hier aus erreicht man über eine achtstufige Freitreppe, die so breit ist wie der Mittelrisalit, die Obere Terrasse (8) vor der Südfassade (9).

### Fassade

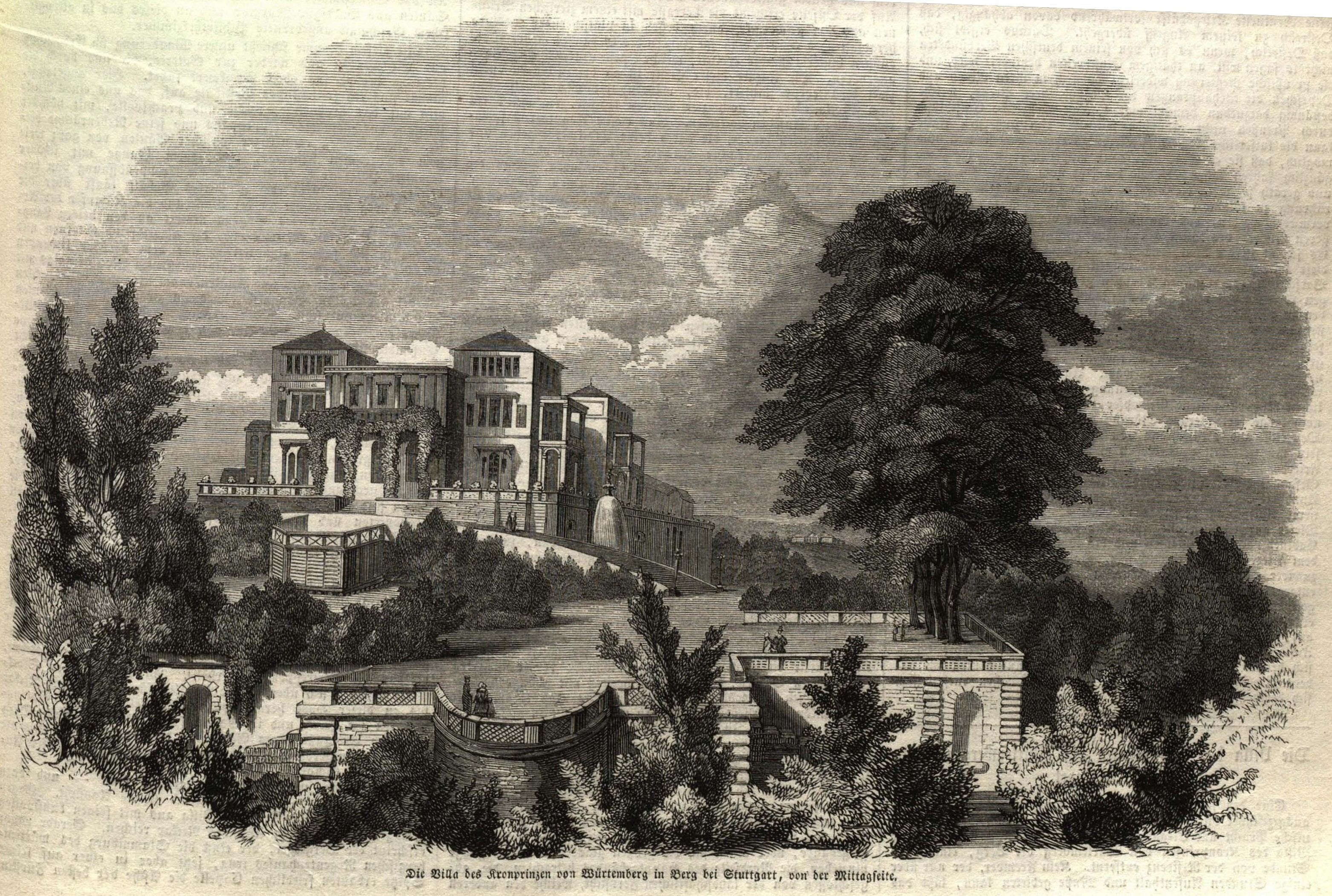
Einst (1854) …

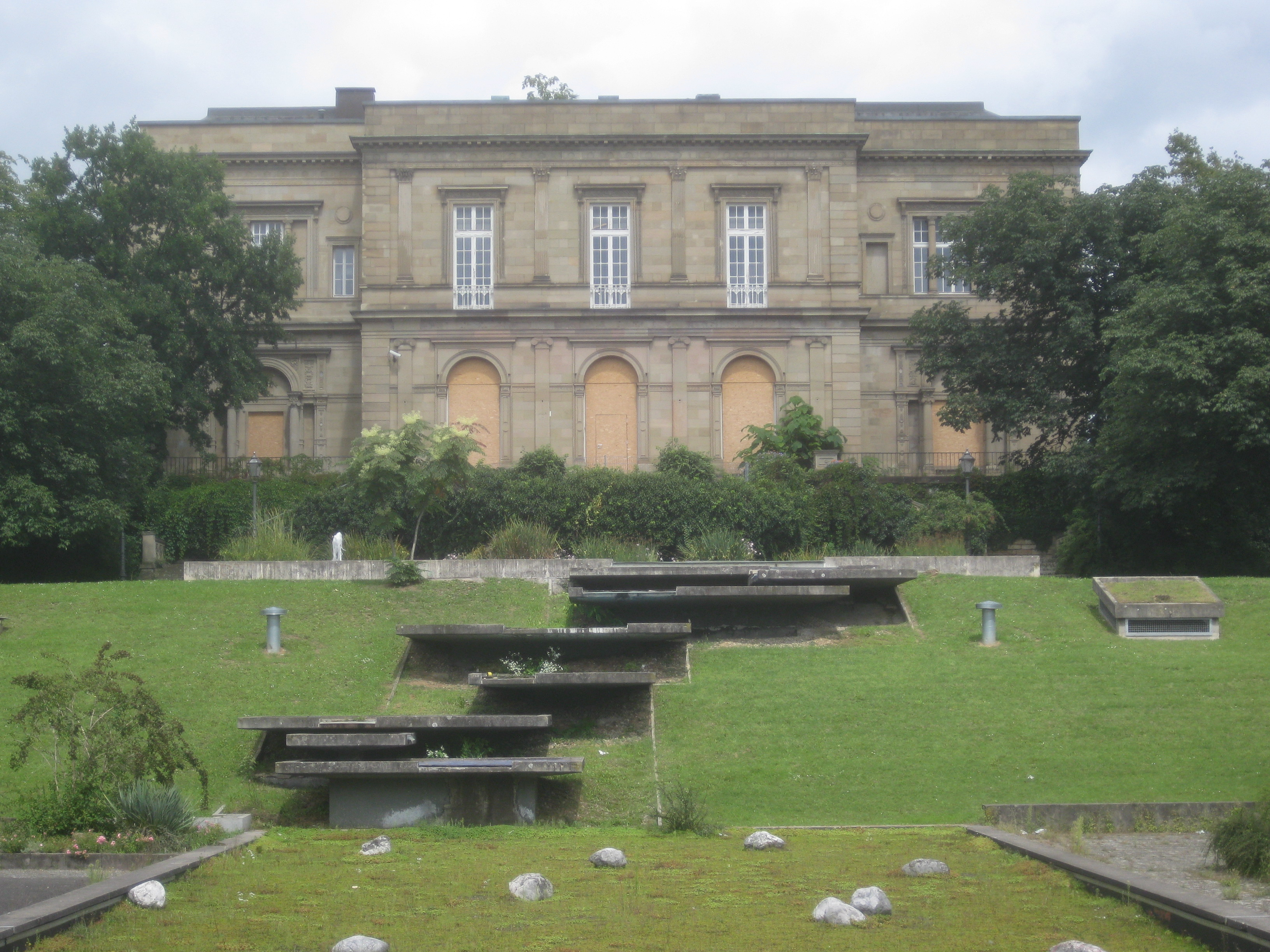
… und jetzt (2011)

Die fünfachsige Südfassade prägen im breiten Mittelrisalit eine Dreiergruppe von Portalen mit Arkadenabschluss im Erdgeschoss und von Fenstertüren mit waagerechter Verdachung im Obergeschoss. Zwischen den Achsen unterstreichen im unteren Stock jonische, im oberen korinthische Pilaster die Gliederung. Die zurücktretenden Seitenachsen zieren im Erdgeschoss Serliana-Portiken mit reichem Reliefschmuck, im Obergeschoss breite, verdachte Fenster, die durch zwei Säulen untergliedert sind. Ein säulengestützter Portikus, der über die ganze Breite des Mittelrisalits ging, diente als Pergola für die mittlere Südterrasse und gleichzeitig als Altan für das Obergeschoss. Die beiden seitlichen Portiken waren ebenfalls als Lauben ausgebildet.

### Untergeschoss, Untere Terrasse, Vorplatz und Rampen

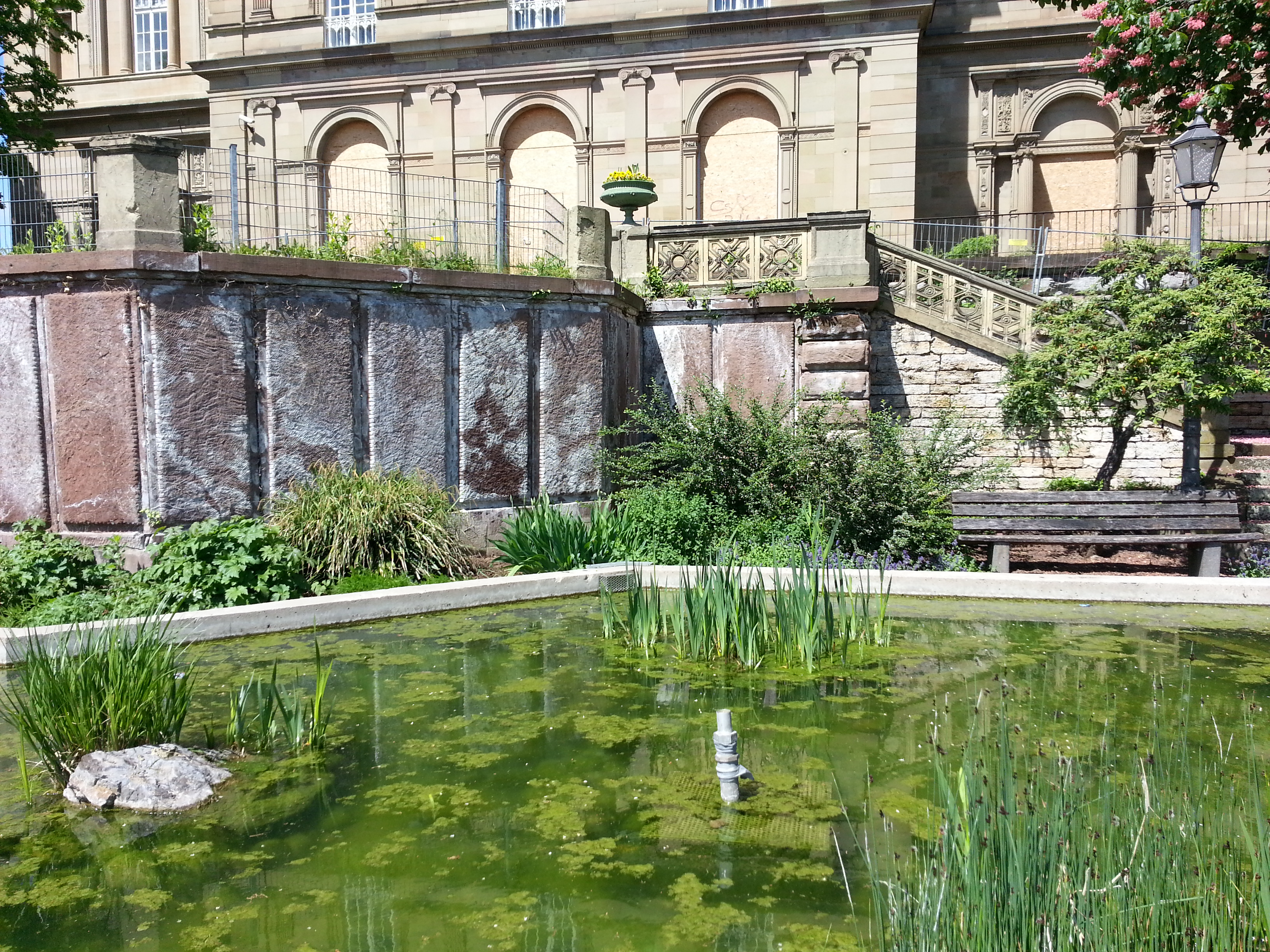
Untergeschoss und Erdgeschoss der Südfassade, 2013
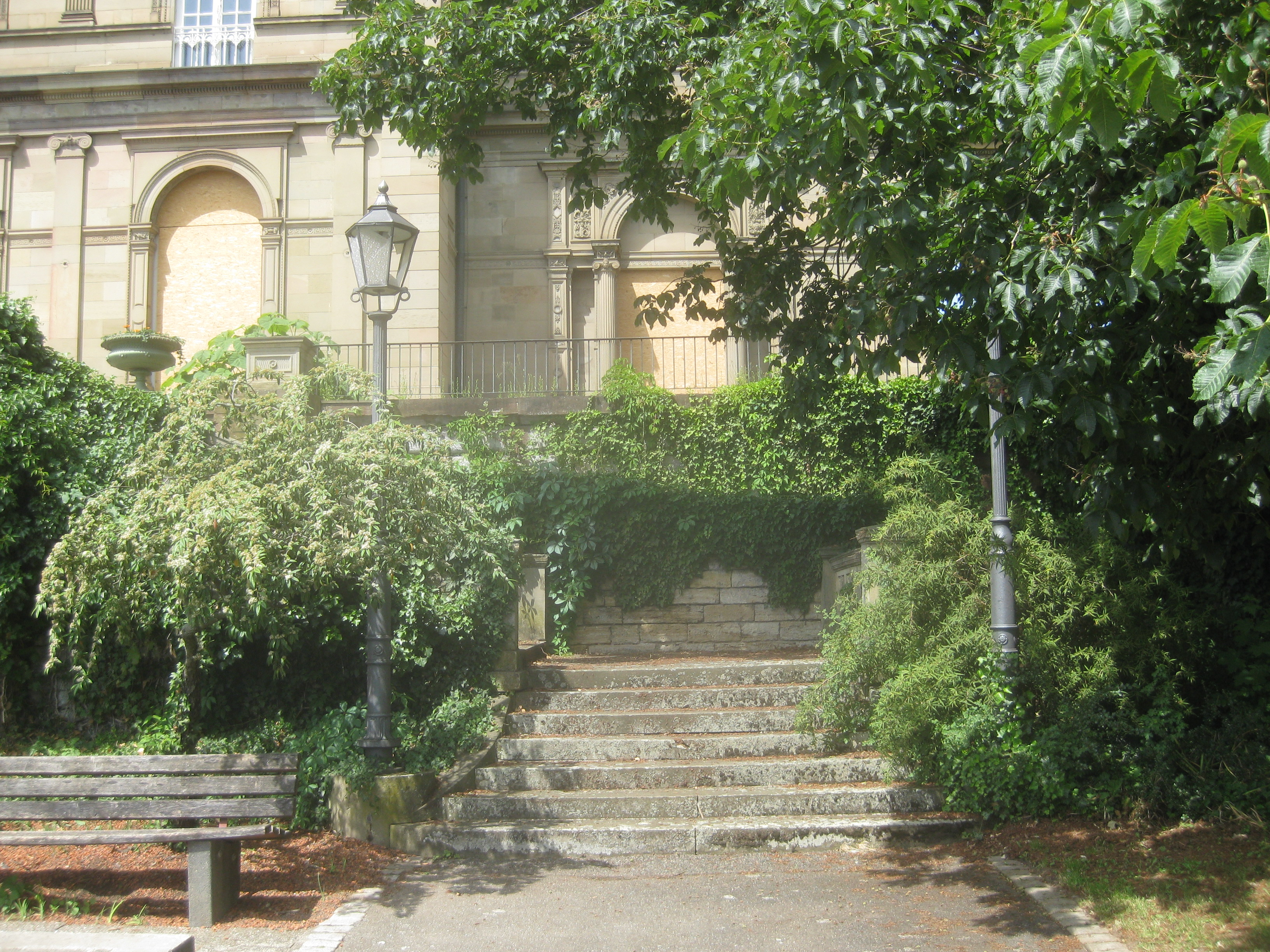
Rechte Freitreppe zum Vorplatz der Südfassade, 2011
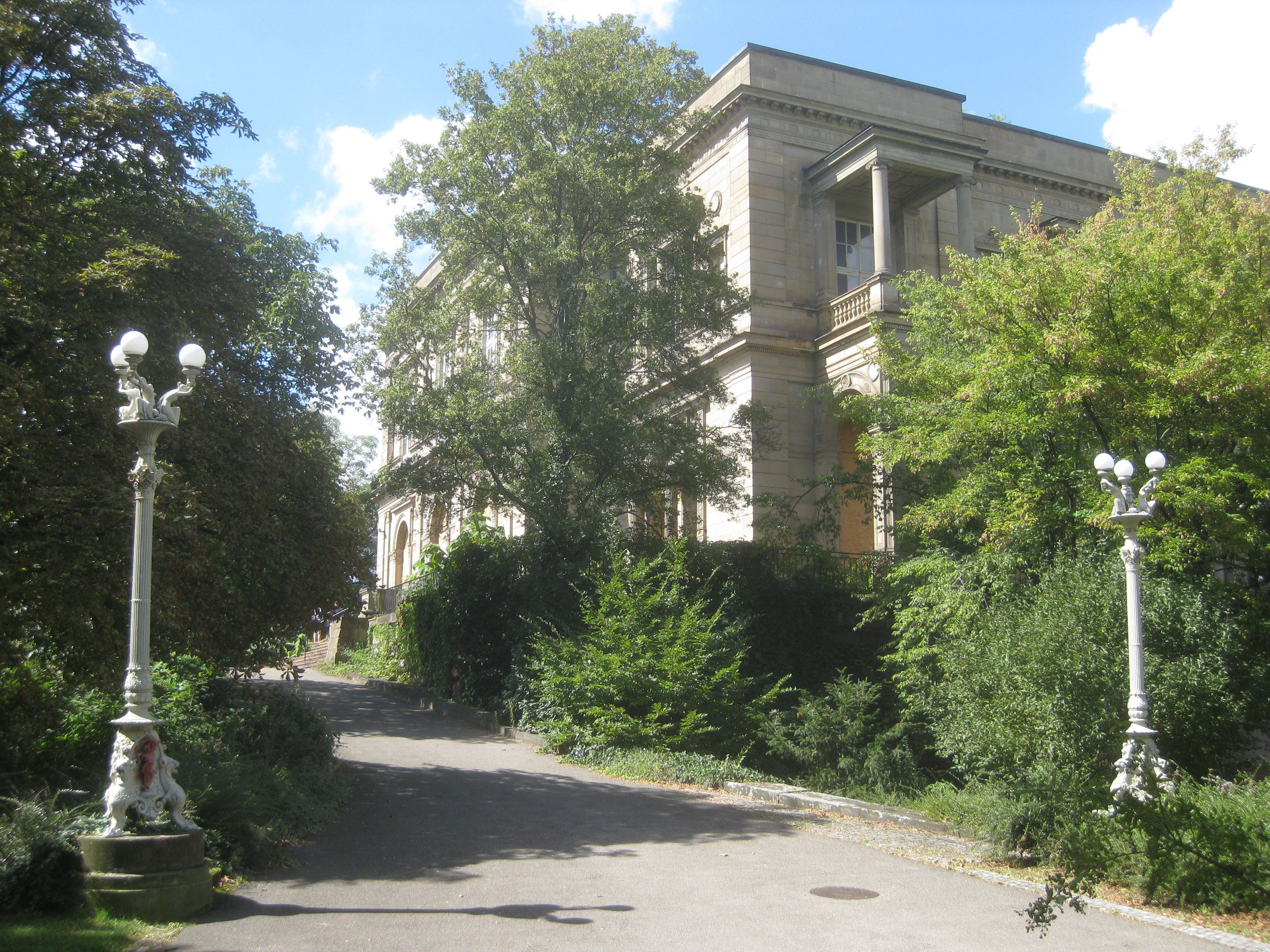
Östliche Einfahrt der Auffahrtrampe an der Südfassade, 2011

Auffahrtrampe. Parallel zum Untergeschoss der Südfassade erstreckt sich eine doppelte seitliche Auffahrtrampe, über welche die Gäste von Osten oder Westen her den Speisesaal direkt erreichen konnten. Die Rampe beginnt an beiden Seiten auf Höhe des Untergeschosses auf der Unteren Terrasse und steigt bis zur Mitte der Fassade auf Erdgeschossniveau an. Die beiden Einfahrten der Rampe sind mit je zwei reichverzierten, dreileuchtigen Kandelabern besetzt.
Vorplatz und Untere Terrasse. Auf dem höchsten Punkt in der Mitte verbreitert sich die Rampe zu einem halbachteckigen Vorbau, der den Gästen genügend Platz zum Aussteigen bot. Der Vorplatz wurde durch eine Steinbalustrade mit Maßwerkfüllungen abgeschlossen. Ringsherum zierten allegorische Knabenfiguren von Jean-Baptiste Joseph Debay das Halbachteck. Um den Vorbau des Untergeschosses führen zwei rechtwinklig abbiegende Freitreppen zum Vorplatz. Sie werden am Antritt von je zwei einfachen Kandelabern flankiert und auf dem Treppenpodest nach außen wie der Vorplatz von einer Steinbalustrade begrenzt.
Untergeschoss. Das Bossenwerk des Untergeschosses, das sich an den Seiten über runde Ecken mit dem der Ost- und Westfassade verbindet, ist teilweise durch die ansteigende Auffahrtrampe verdeckt. Während das Sockelmauerwerk der Ostfassade alle Blicke auf sich zieht, wird es an der Südfassade durch den halbachteckigen Vorbau und die Futtermauer der Rampe in den Hintergrund gedrängt.

### Obere Terrasse

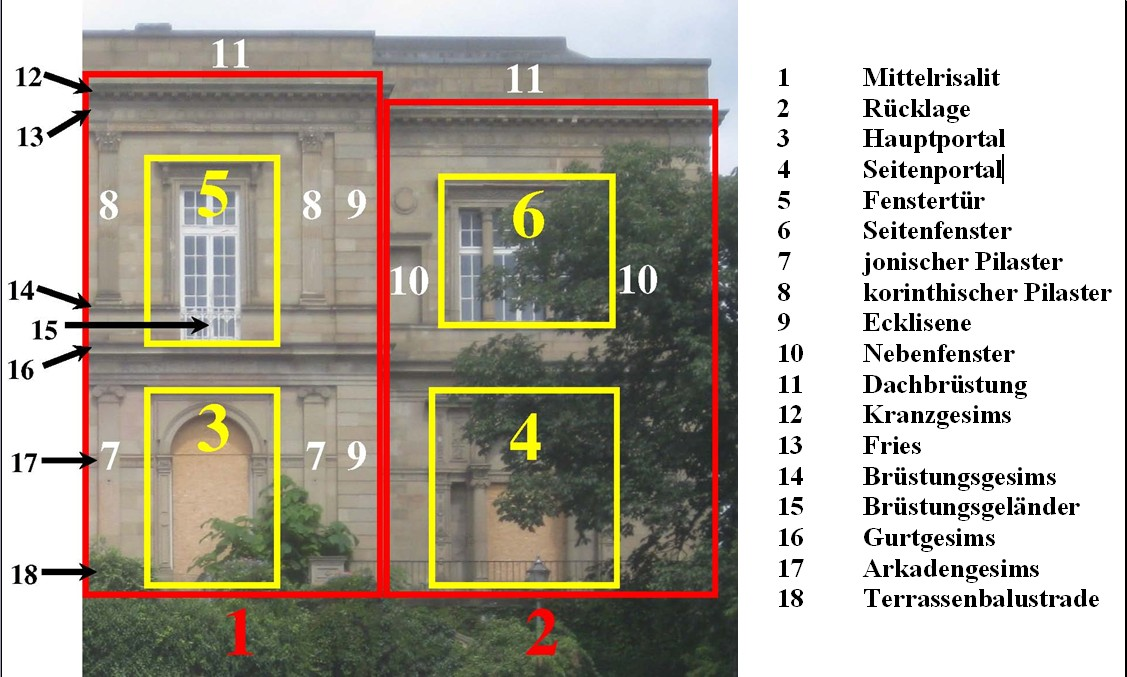
Bauteilplan der Obergeschosse

Hinweis: Zahlen in Klammern verweisen auf den Bauteilplan der Obergeschosse (siehe rechts).
Die Fassade der oberen Stockwerke springt am Mittelrisalit (1) um drei Meter, an den seitlichen Rücklagen (2) um sechs Meter gegen das Untergeschoss zurück, so dass die dadurch entstehende Terrasse an den Seiten doppelt so breit ist wie in der Mitte. Sie ist durch acht Treppenstufen mit dem niedriger liegenden Vorplatz verbunden und wurde über die ganze Breite des Mittelrisalits von einem Portikus überdacht, der von vier jonischen Säulen getragen wurde und als Pergola ausgestaltet war: „Reichgeschmückte eiserne Tragbalken laufen über die Säulen hinweg und ein niedliches Gitterwerk von Holzstäben füllt die Zwischenräume des Laubdaches aus, das durch amerikanische Reben, die sich um die Säulen schlingen, gebildet wird“. Vor den Säulen standen Postamente mit allegorischen Statuen der vier Jahreszeiten von Joseph von Kopf. Der über der Pergola liegende, durch ein eisernes Geländer abgeschrankte Altan konnte von den Empfangssalons des Kronprinzen aus betreten werden.

### Mittelrisalit
Die Fassade des Erdgeschosses, die ursprünglich von der Pergola verdeckt wurde, ist vergleichsweise einfach gehalten. Die drei Hauptportale (3) des Mittelrisalits sind als Rundbogenportale gestaltet und führten zu dem dahinterliegenden Speisesaal. Die von einem Architrav überdachten Arkaden der Portale werden von einfachen Pilastern gestützt, deren Kämpfer durch Reliefs mit meist bacchantischen Motiven verziert sind. Zwei gemauerte Ecklisenen (9) und vier jonische, unkannelierte Pilaster (7) im Erdgeschoss und vier korinthische Pilaster (8) im Obergeschoss flankieren die Portale. Das Arkadengesims in Höhe der Kämpfer, das auch über die Seitenportale läuft, trägt ein Band mit abwechselnd links- und rechtsläufigen Mäandern und dazwischen gesetzten Rosetten. Den drei Rundbogenportalen des Erdgeschosses entsprechen im Obergeschoss drei rechteckige Fenstertüren (5) mit architravierter Verdachung.
Die Seitenportale (4) sind im Erdgeschoss als Serliana-Portiken gestaltet (siehe unten). Im Obergeschoss werden die Rücklagen durch ein hohes Seitenfenster (6) und zwei kleinere Nebenfenster (10) gegliedert. Das Seitenfenster besteht aus einem doppelt breiten mittleren und zwei schmalen (jetzt zugemauerten) Fenstern, die durch jonische Säulen voneinander getrennt sind. Das Seitenfenster wird außen und oben von ornamentierten Reliefbändern gerahmt und von einem Architrav überdacht, der an den Seiten von Konsolen gestützt wird.

### Hauptportale

#### Kämpfer-Reliefs

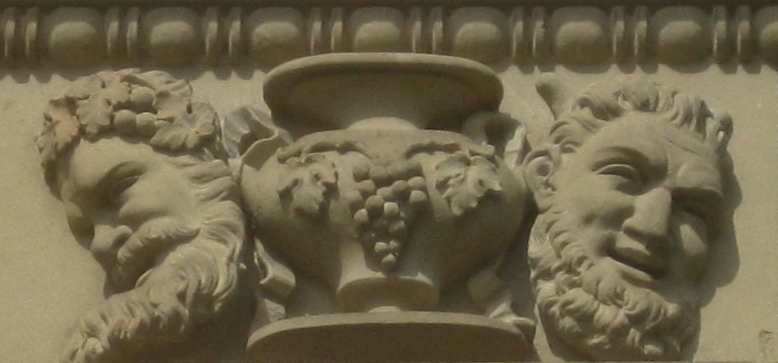
Relief 12 mit Satyrmasken und Mischkrug

Die Reliefs sind von links nach rechts durchnummeriert.
12 Hochreliefs mit meist bacchantischen Motiven, Entwürfe von Paul Wirth (1821–1870) nach Vorgaben von Christian Friedrich von Leins, Ausführung durch die Bildhauer Ekhardt und Seibert, gelber Keupersandstein, Höhe ca. 0,16 m, Breite ca. 0,33 m, Entstehungsjahr 1847–1848, Erdgeschoss, an den Kämpfern der drei Hauptportale, jeweils ein Relief an der Stirnseite und zwei in den Laibungen, Erhaltungszustand: gut.
Neun Reliefs thematisieren bacchantische Motive: Weinlaub, Weintrauben, Weinkrüge, Satyrmasken, Thyrsosstäbe und Musikinstrumente. Die übrigen Reliefs zeigen Erntetrophäen, Seepferde und einen Schwan.
Literatur: Bauakten, S. 17–19; Hackländer 1878, S. 97–98, 194; Müller 1851, S. 322, mittlere Spalte, Fußnote; Piana 2003.

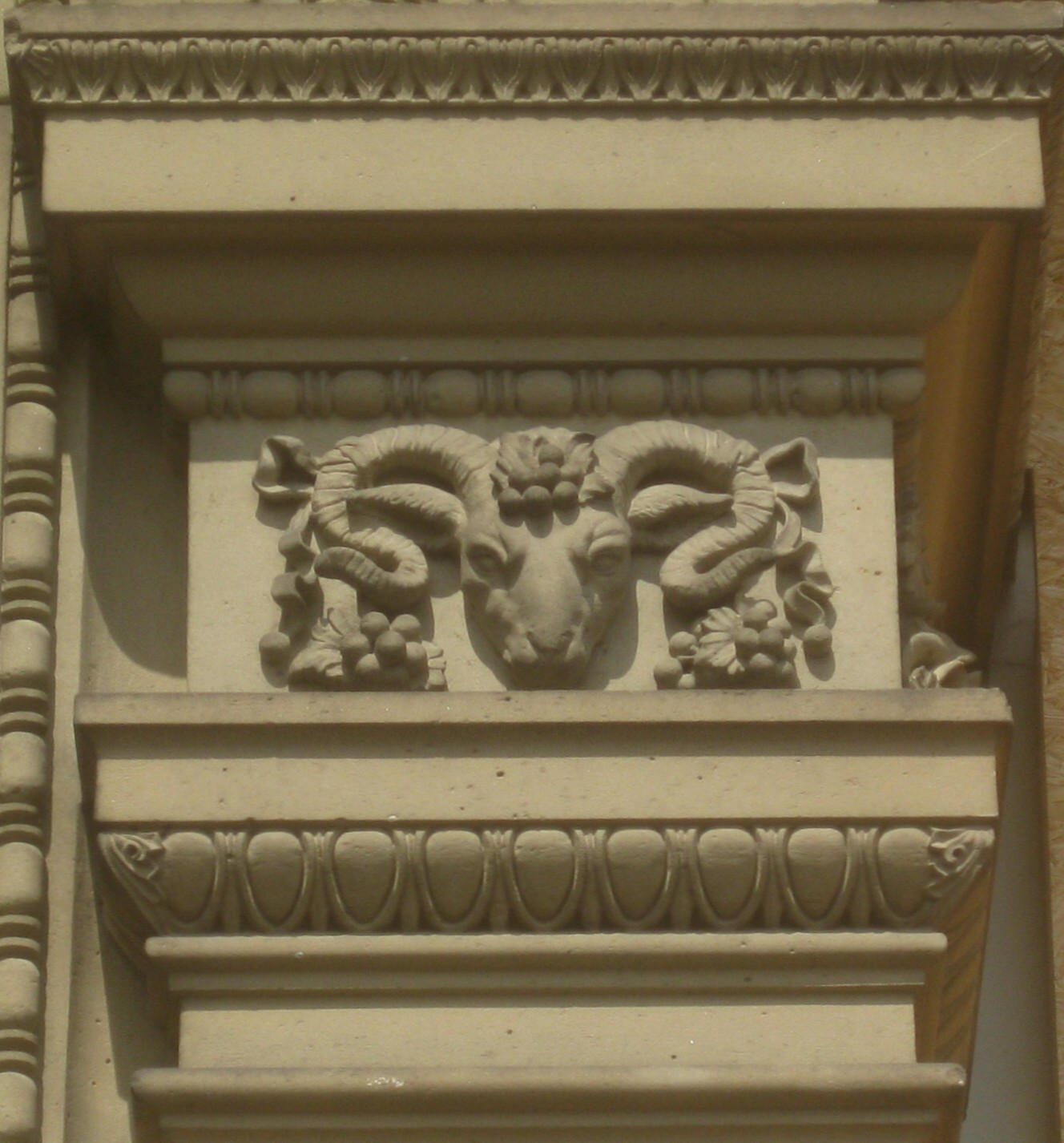
1.
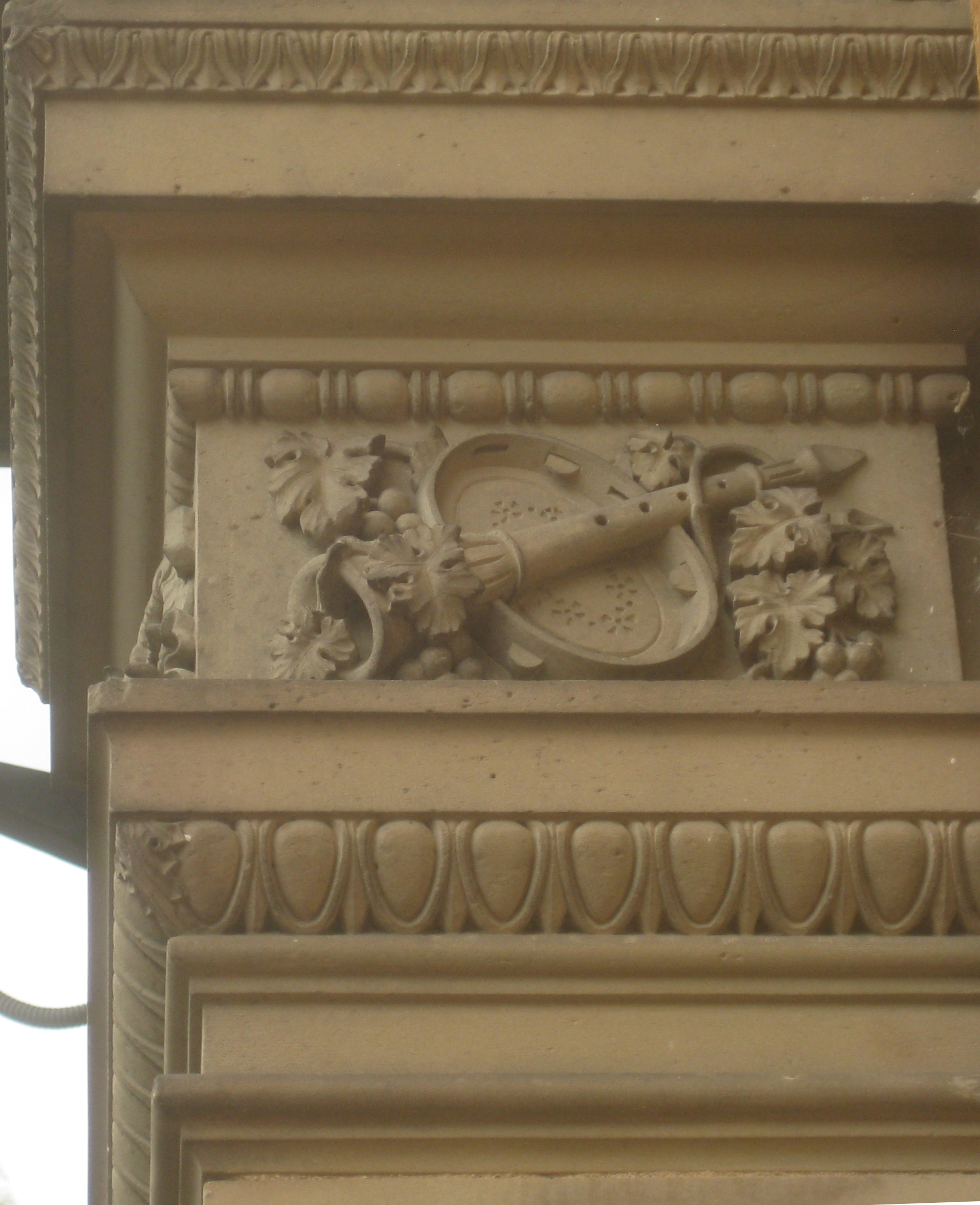
2.
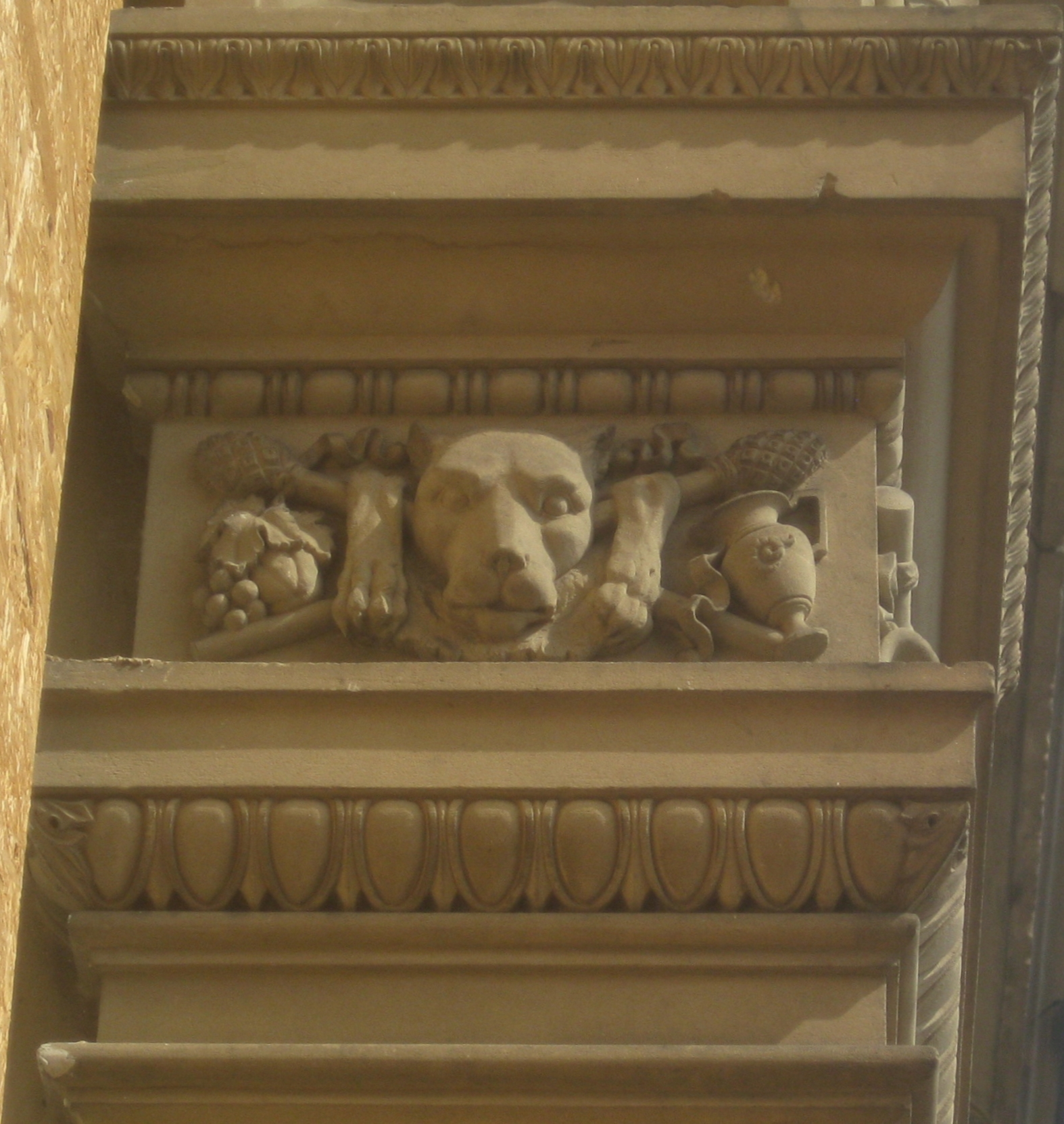
3.
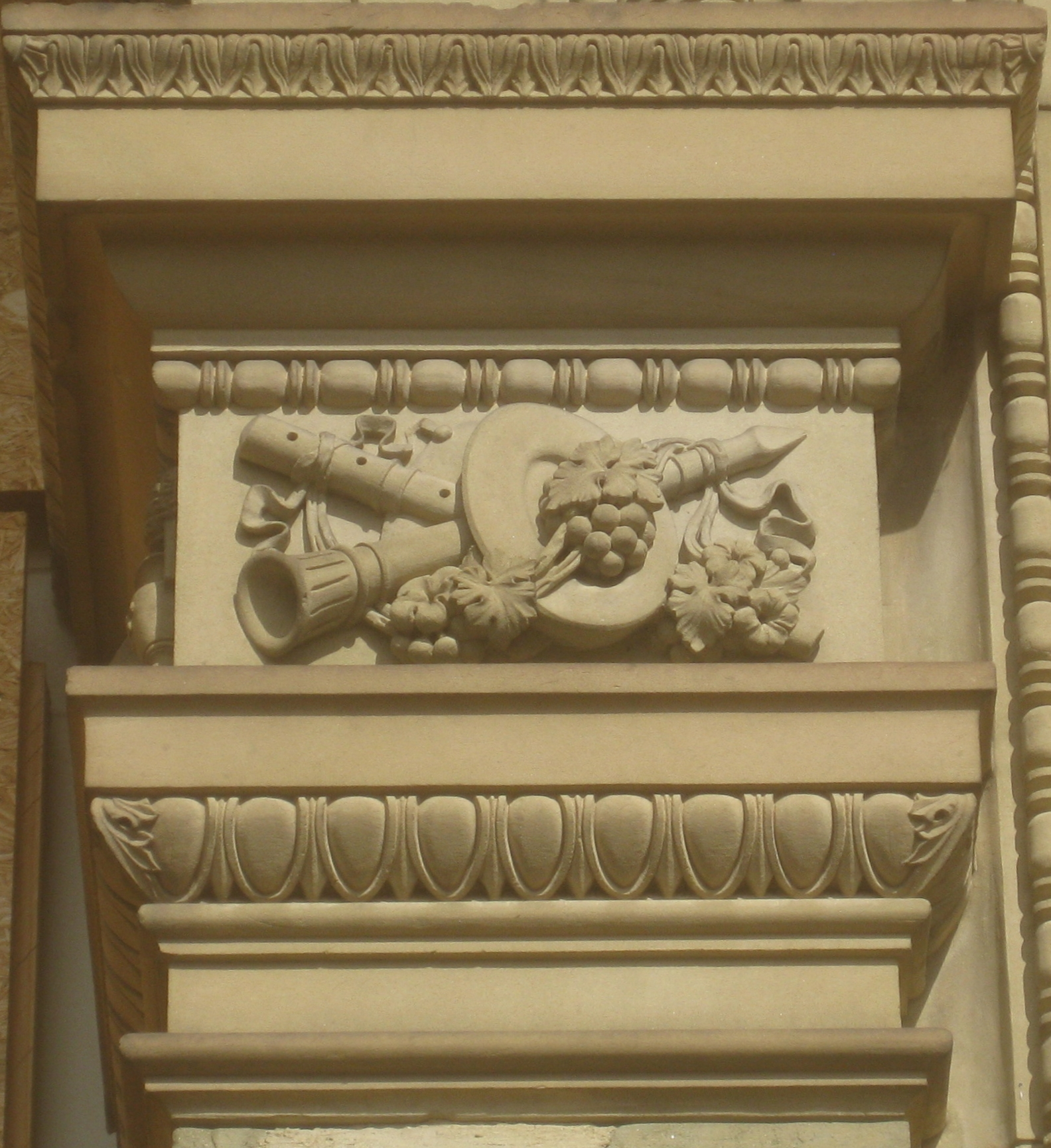
4.
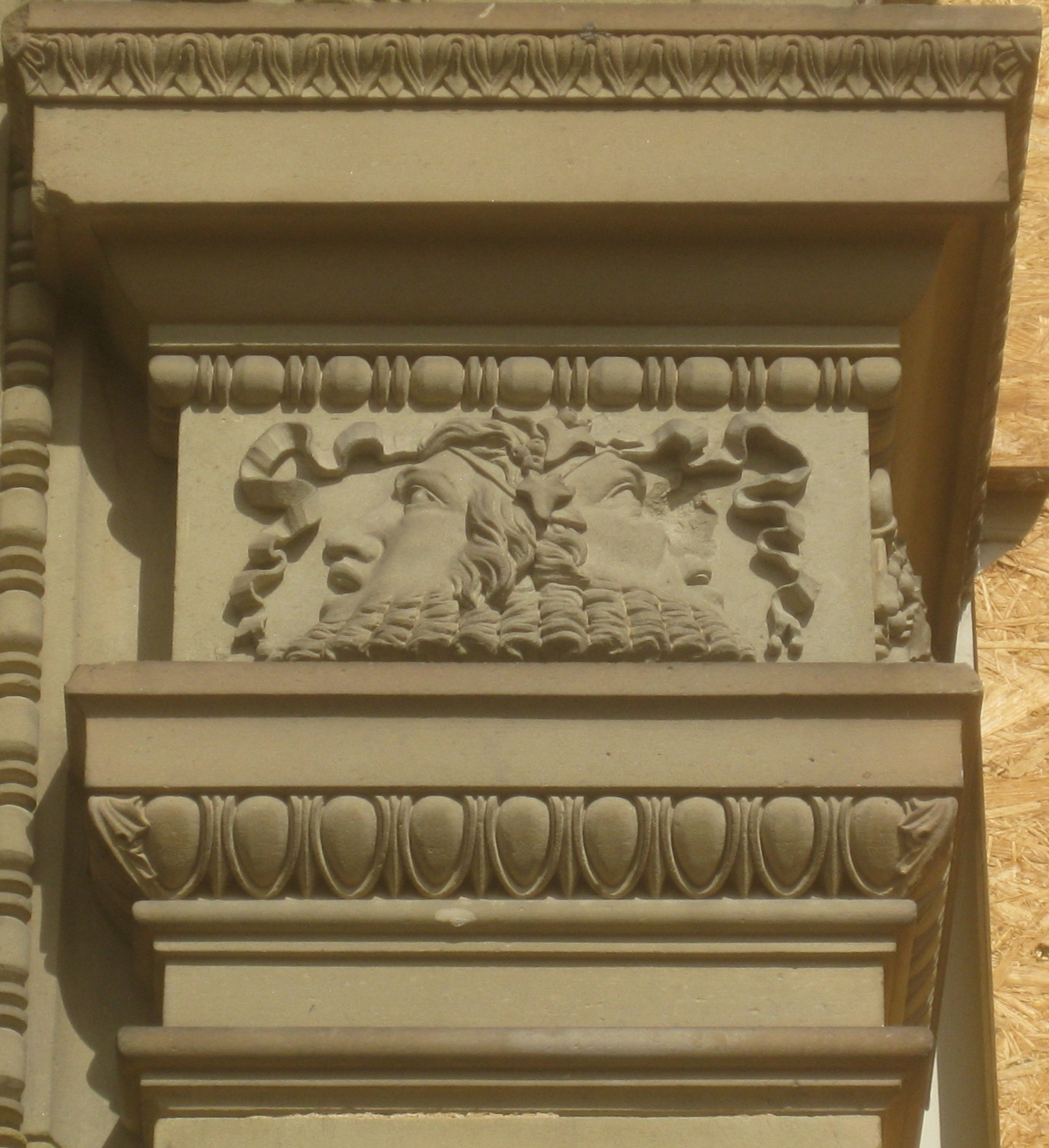
5.
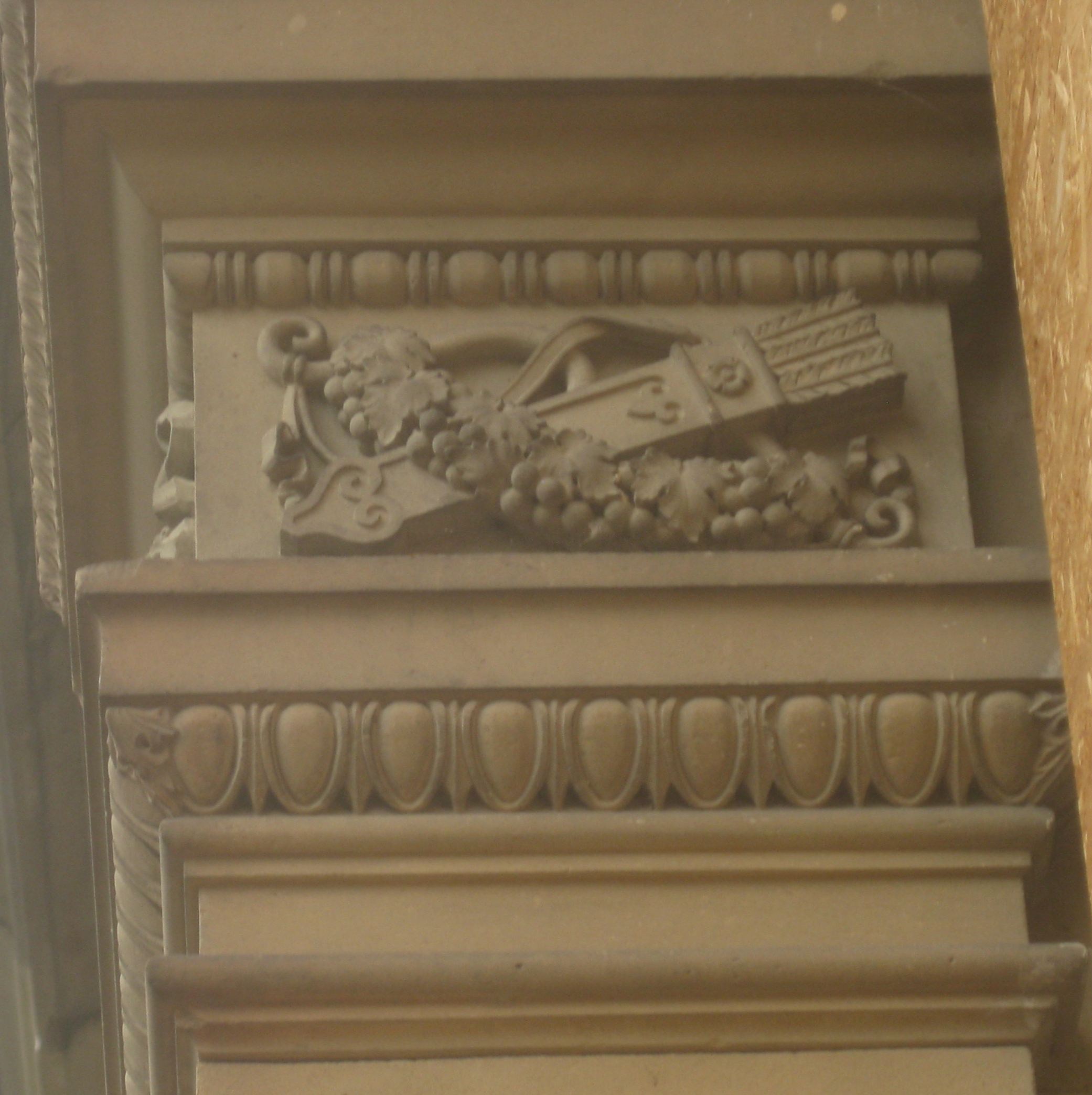
6.
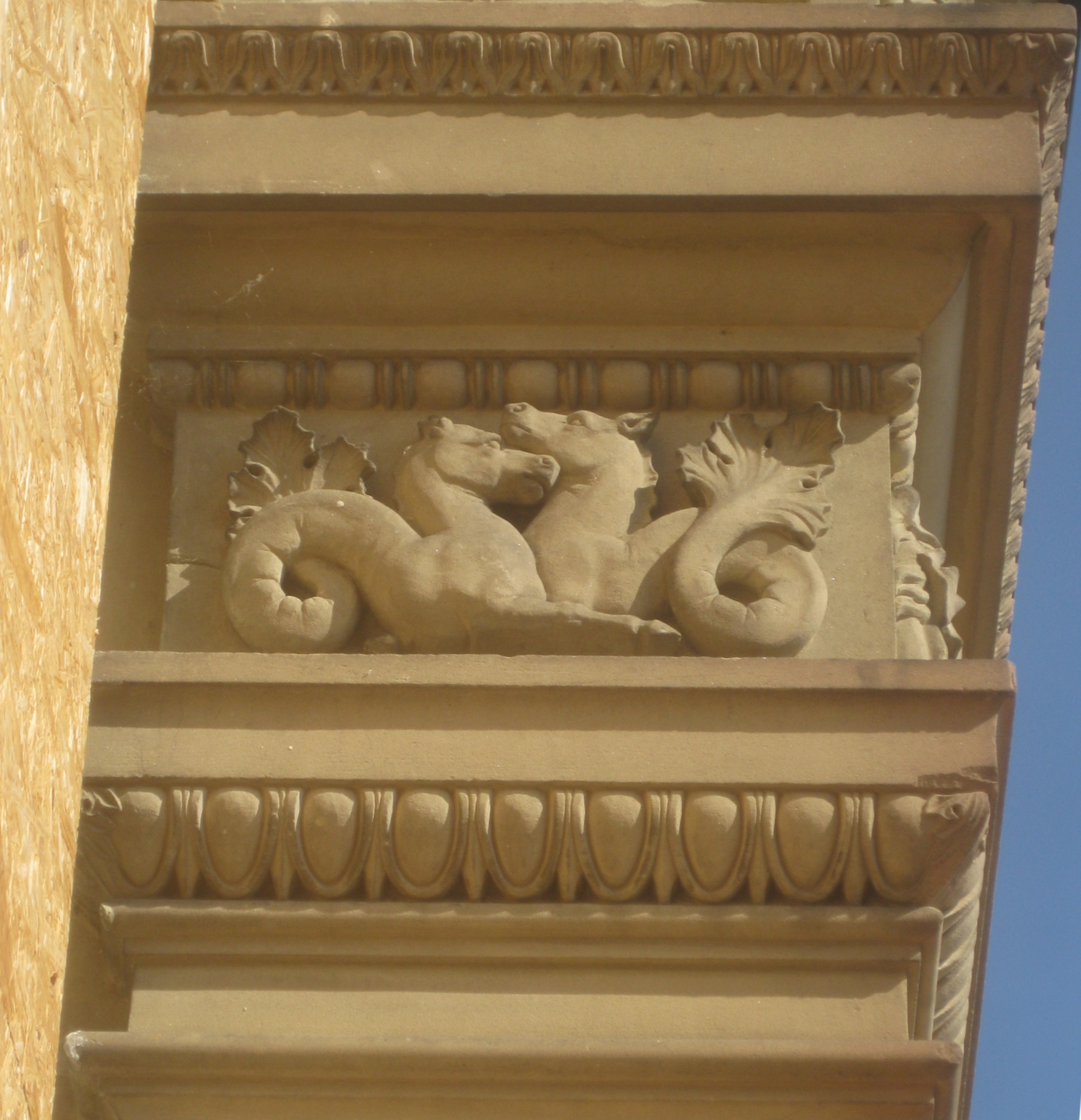
7.
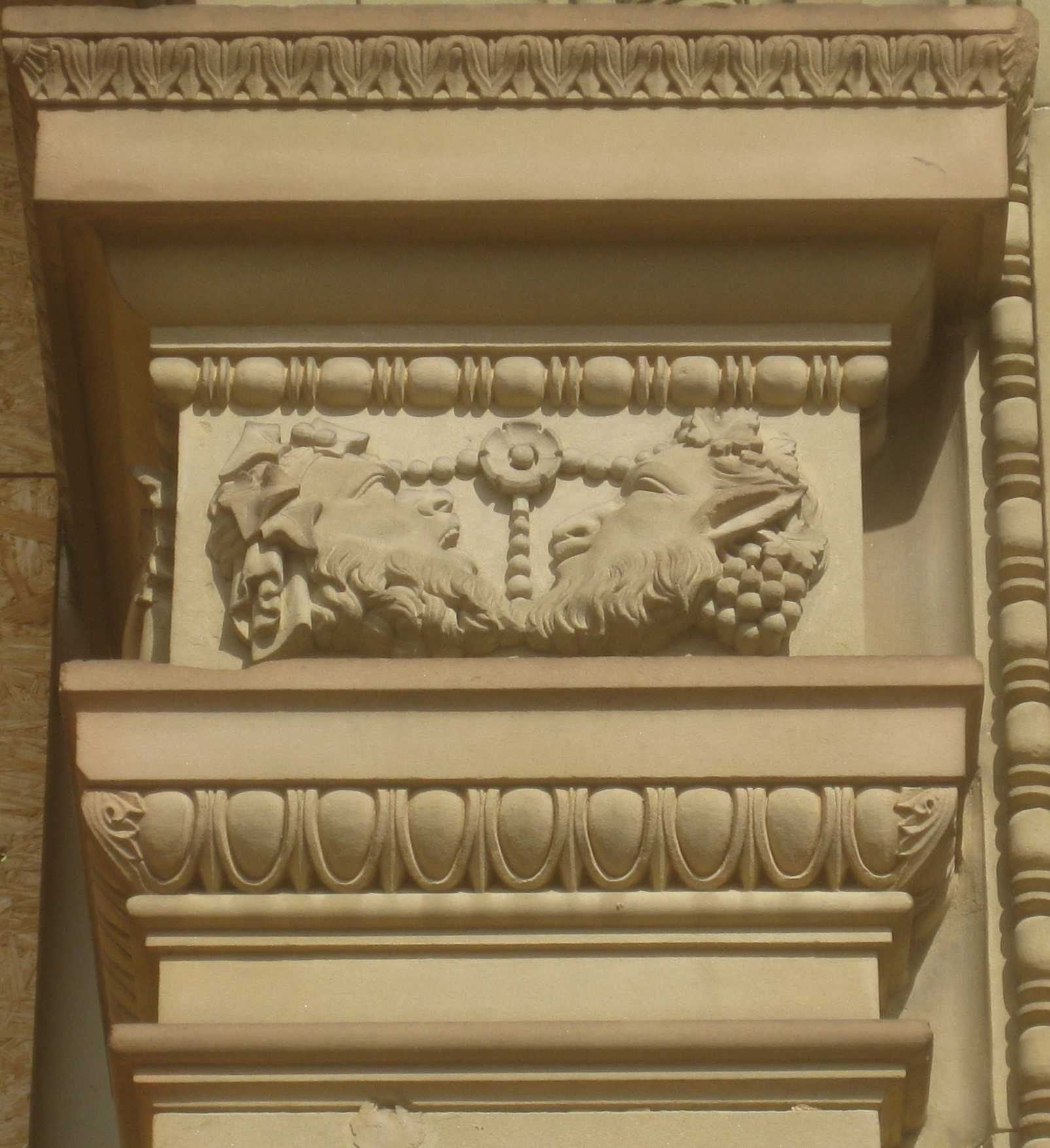
8.
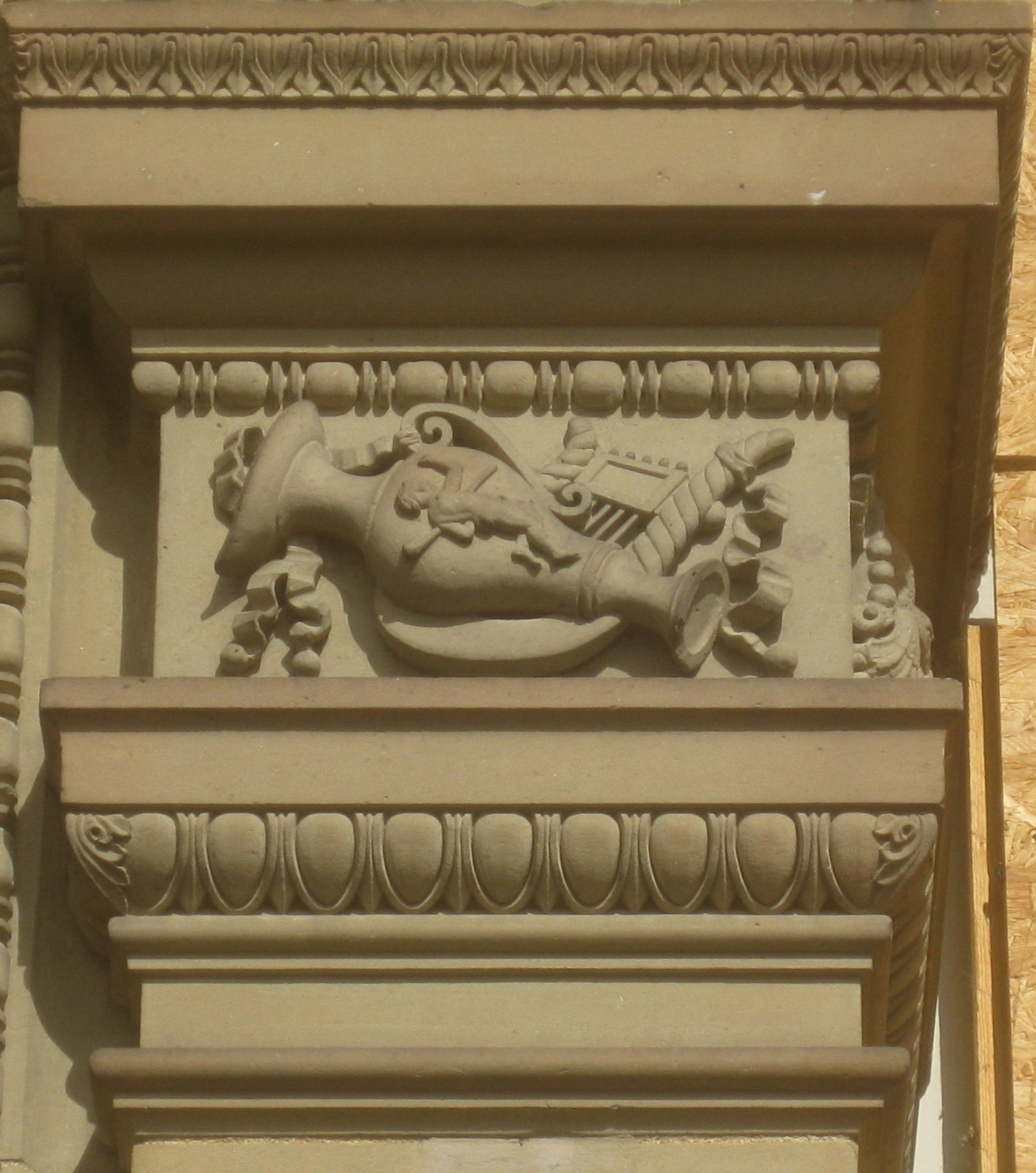
9.
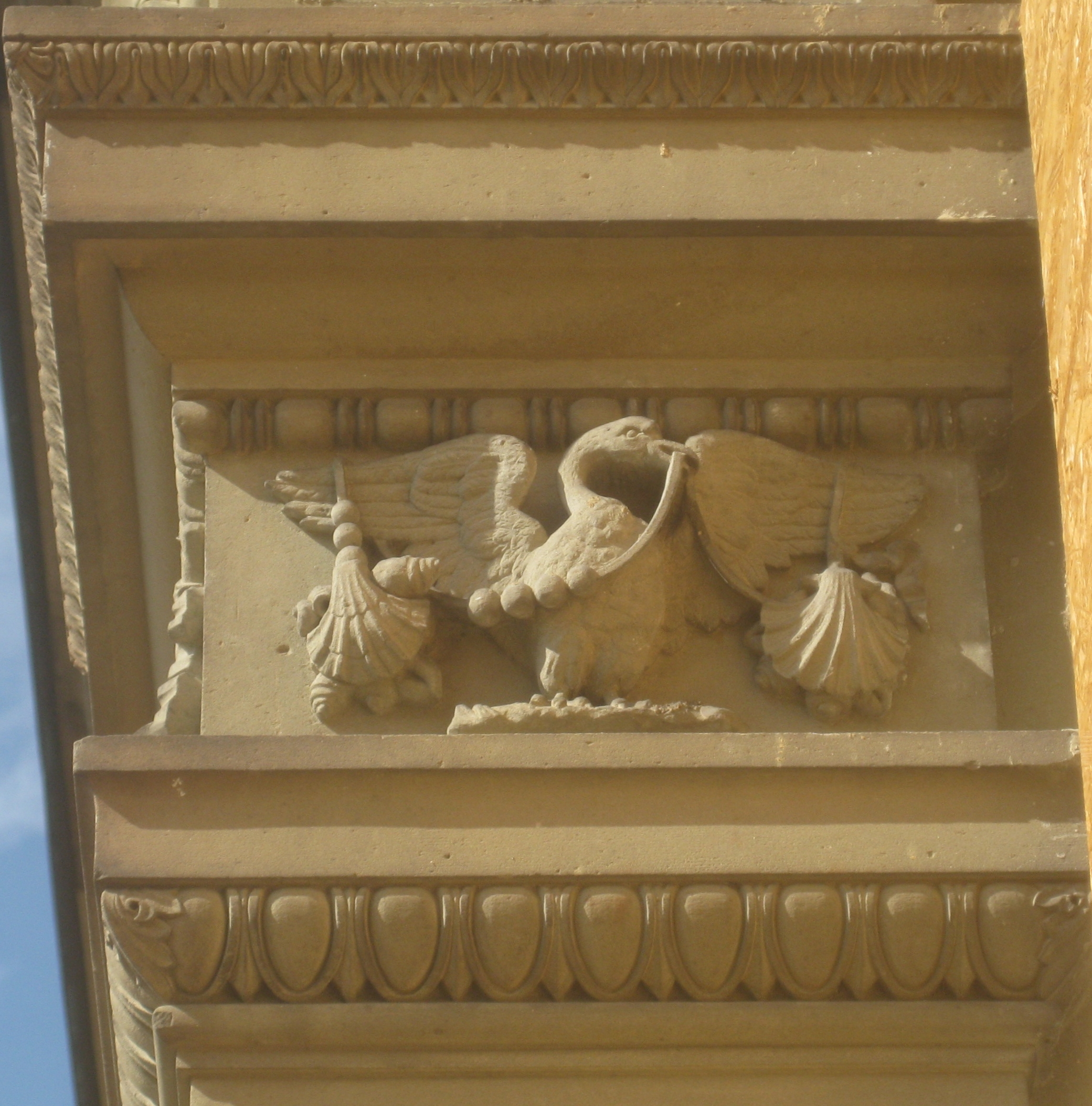
10.
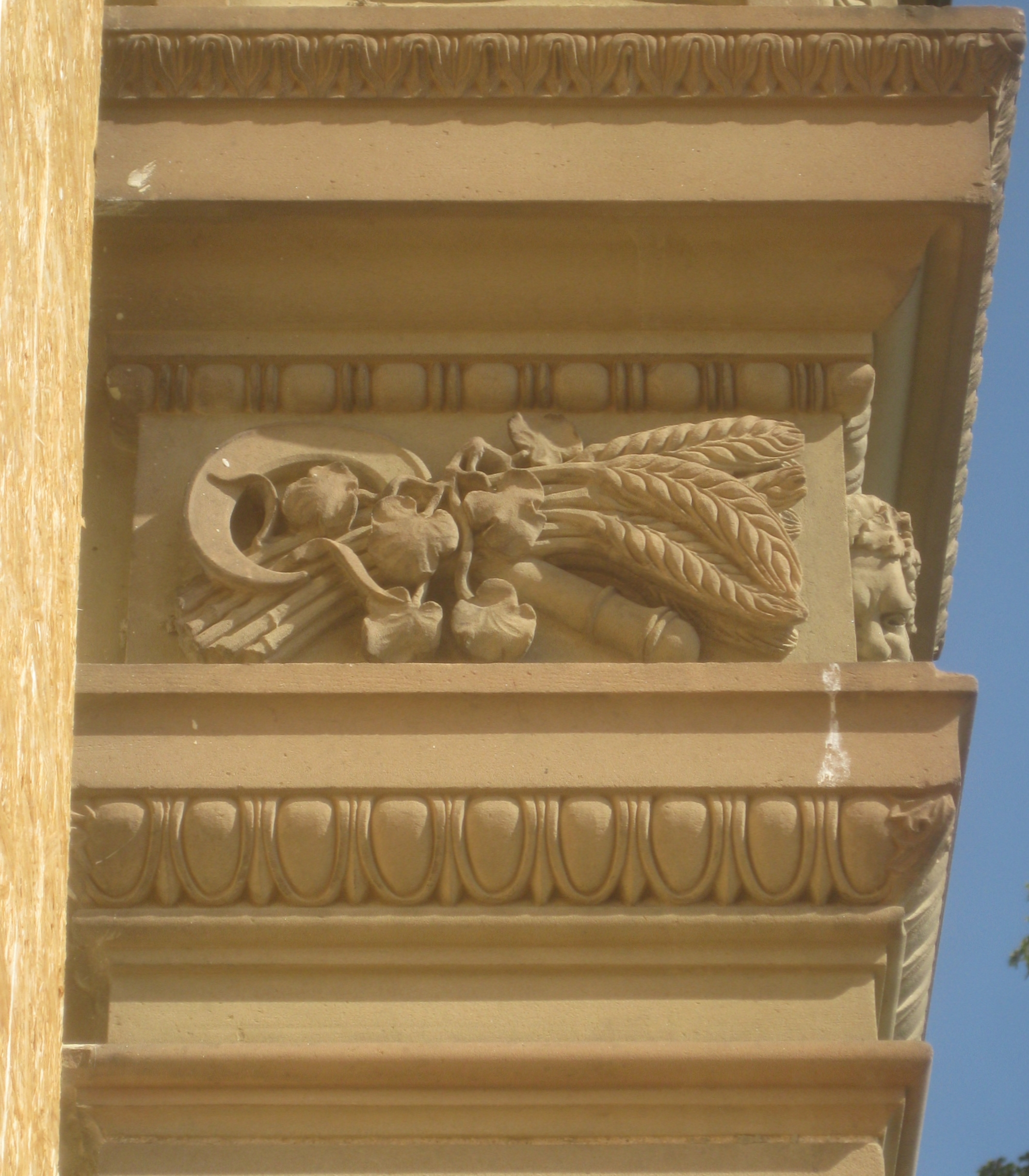
11.
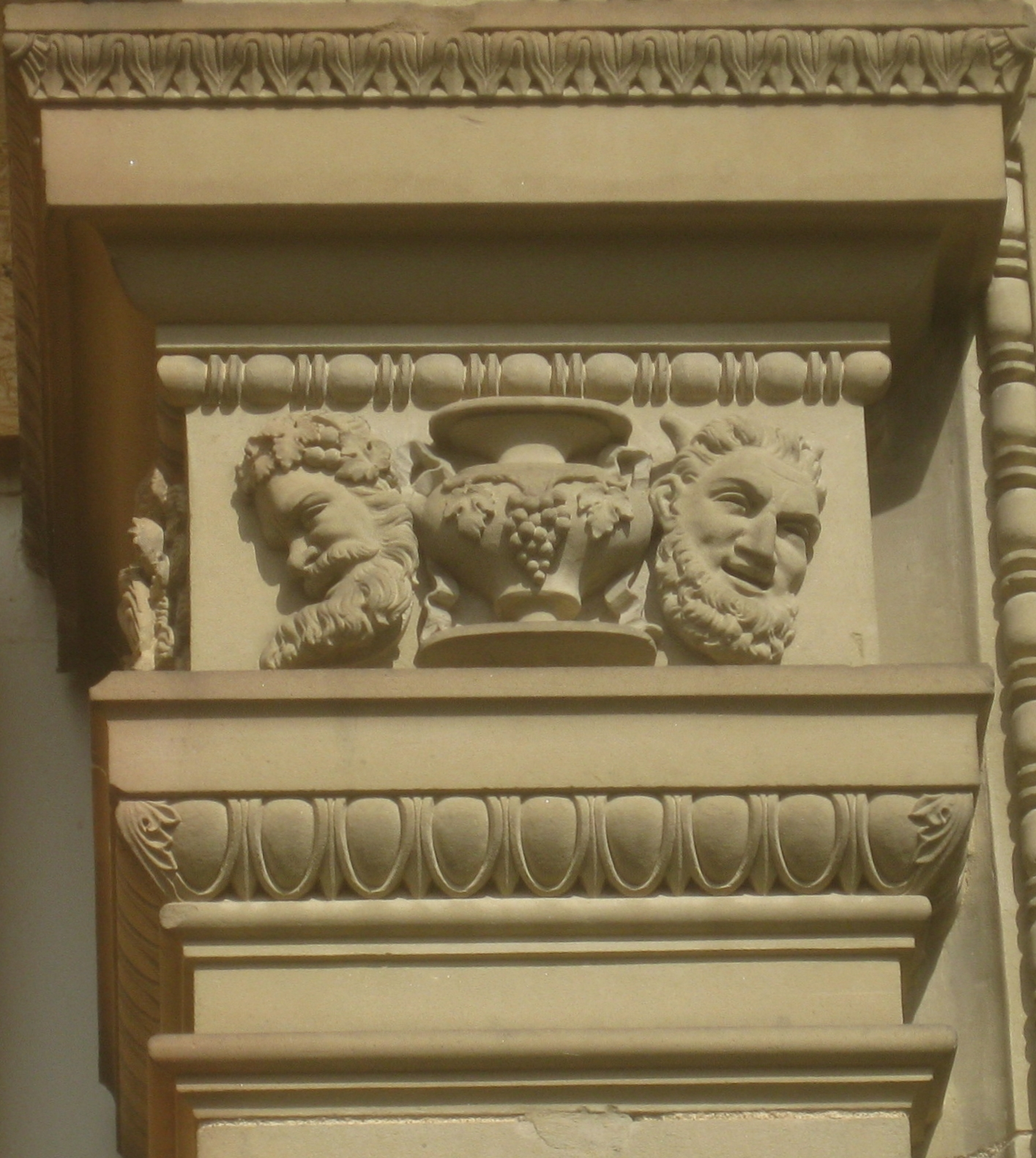
12.

1. Widdermaske, geschmückt mit Bändern, Weinlaub und Trauben.
2. Trophäe mit Flöte und Tamburin, geschmückt mit Weinreben.
3. Pantherkopf mit zwei hängenden Tatzen über zwei gekreuzten Thyrsosstäben, zwischen Weinlaub und Traube (links) und einem Henkelkrug (rechts) mit Garnelenrelief.
4. Trophäe mit zwei gekreuzten Flöten, geschmückt mit Bändern und Weinreben.
5. Zwei voneinander abgewendete, bärtige Satyrmasken im Profil, von Bändern, Blättern und Früchten umrankt.
6. Trophäe mit Bogen und Pfeilköcher, geschmückt mit Bändern und einer Weinranke.
7. Zwei einander zugewendete Seepferde mit dem Vorderleib eines Pferdes und dem Hinterleib eines Delphins, mit akanthusblättriger, eingerollter Schwanzflosse.
8. Zwei einander zugewendete, bärtige Satyrmasken im Profil, geschmückt mit Weinlaub und Trauben.
9. Trophäe mit bänderverzierter Lyra hinter einem Henkelkrug mit dem Relief eines nackten Satyrs mit Thyrsosstab.
10. Schwan mit ausgebreiteten Schwingen, der im Schnabel ein kugelverziertes Band mit Muschelquasten an den Enden hält.
11. Trophäe mit Sense vor Kornähren, mit Efeuranken verziert.
12. Zwei voneinander abgewendete, bärtige Satyrmasken, die linke im Profil und mit Weinlaub bekränzt, die andere frontal und mit Hörnern, dazwischen ein bauchiger Mischkrug mit dem Relief einer Weinranke.

### Seitenportale
Hinweis: Zahlen in Klammern verweisen auf den Bauteilplan der Seitenportale (siehe oben).
Bei der Gestaltung der Seitenportale (wie auch beim Hauptportal der Ostfassade und den Seitenportalen der Westfassade) bediente sich Christian Friedrich von Leins eines beliebten Renaissance-Motivs, der Serliana, d. h. die Rundbogenportale werden von schmalen, rechteckigen Seitenöffnungen (9) flankiert.
Das eigentliche Portal wird an den Seiten durch je zwei gekoppelte Säulen begrenzt, nach außen durch jonische Säulen (13) und nach innen durch Pfeiler (von den Säulen verdeckt). An die Pfeiler schließen die Seitenöffnungen an, die nach außen von Pilastern (3–7) abgeschlossen werden. Die Pfeiler, Säulen und Pilaster erheben sich über der Sockelzone der Fassade auf quaderförmigen Postamenten (7).
Auf den Pfeilern ruht die Arkade (11), die das Portal überspannt. Die architravierte Verdachung (1) und das Arkadengesims (14), das unter der Arkade verläuft, schließen ein rechteckiges Feld ein, das Arkadenfeld. In diesem Feld setzen sich die Pilaster in gestauchten Blendpfeilern (2) fort. Über den Seitenöffnungen ist zwischen den Blendpfeilern und den Bogenzwickeln (10) eine Große Füllung (8) eingelassen. Pilaster, Pfeiler und Blendpfeiler sind mit Schmalen Füllungen (2, 4–6) verkleidet.
Nach dem Zweiten Weltkrieg wurden die Seitenöffnungen zugemauert und die Portale zu Fenstern umgestaltet, so dass sie ihren Serliana-Charakter teilweise einbüßten.
Im Folgenden werden die Reliefs der Kämpfer, der Bogenzwickel sowie die Reliefs der Großen und Schmalen Füllungen beschrieben.

#### Kämpfer-Reliefs
Die Reliefs sind pro Portal von links nach rechts durchnummeriert.
20 Hochreliefs mit einem Vogel zwischen zwei Volutenranken, Entwürfe von Paul Wirth (1821–1870) nach Vorgaben von Christian Friedrich von Leins, Ausführung durch die Bildhauer Ammann, Dellgrün, Renz und Seibert, gelber Keupersandstein, Höhe ca. 0,16 cm, Breite ca. 0,33 m, Entstehungsjahr 1847, Erdgeschoss, je 10 an den Kämpfern der zwei Seitenportale, Erhaltungszustand: 13 Reliefs sind gut erhalten, ein Relief fehlt, bei vier Reliefs fehlt ein Abschnitt, zwei Reliefs sind leicht, eines stark beschädigt.
Das Mäanderband des Arkadengesimses verbindet die Kämpfer der Seitenportale (und auch der Hauptportale) miteinander. Die Kämpfer der Außenpilaster tragen an der Stirnseite die Reliefs 1 und 10. Die Reliefs 2–4 bzw. 7–9 zieren die drei sichtbaren Kämpferseiten der ionischen Säulen, und die Reliefs 5 und 6 die Pfeilerkämpfer in der Laibung.
Die Reliefs zeigen in der Mitte einen Vogel mit weit aufgespannten Flügeln, der gerade im Begriff zu sein scheint, aus seinem Nest wegzufliegen. Mit den Klauen krallt er sich an dem hochgebogenen, breiten Akanthusblatt fest, das das Nest einhüllt. Am Boden des Blatts entspringt beiderseits eine Volutenranke, von der eine große Blüte abzweigt, bevor die Ranke sich einrollt und in einer anderen Blüte auslaufend wieder zum Nest zurückkehrt.
Viele Reliefs unterscheiden sich in Details: in der Körperhaltung und der Blickrichtung des Vogels, in der Gestaltung des Akanthusblatts, in der Ausführung des Rankenwerks und in der Art der Blüten.
Literatur: Bauakten, S. 25–26.

Linkes Portal
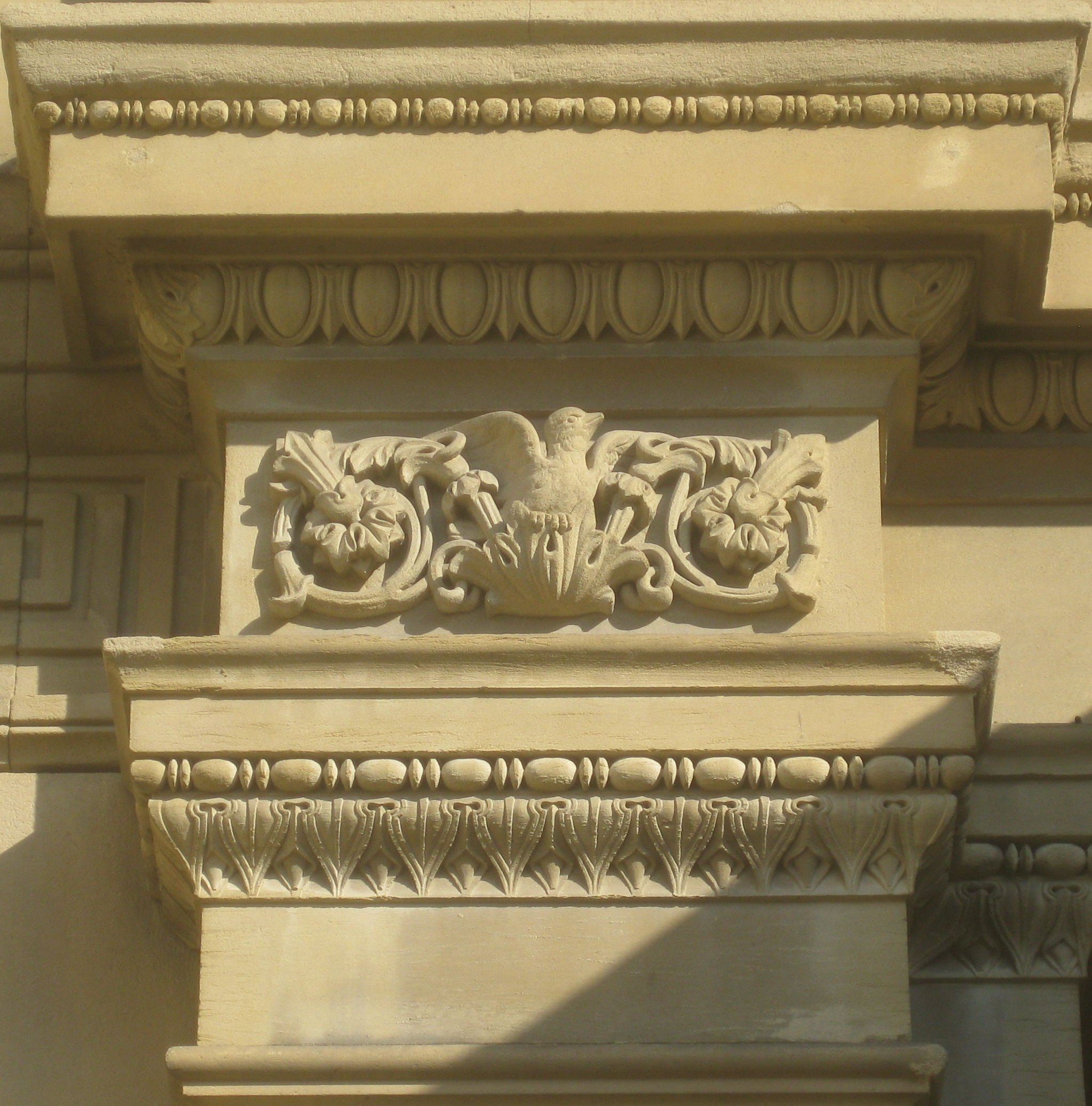
1.
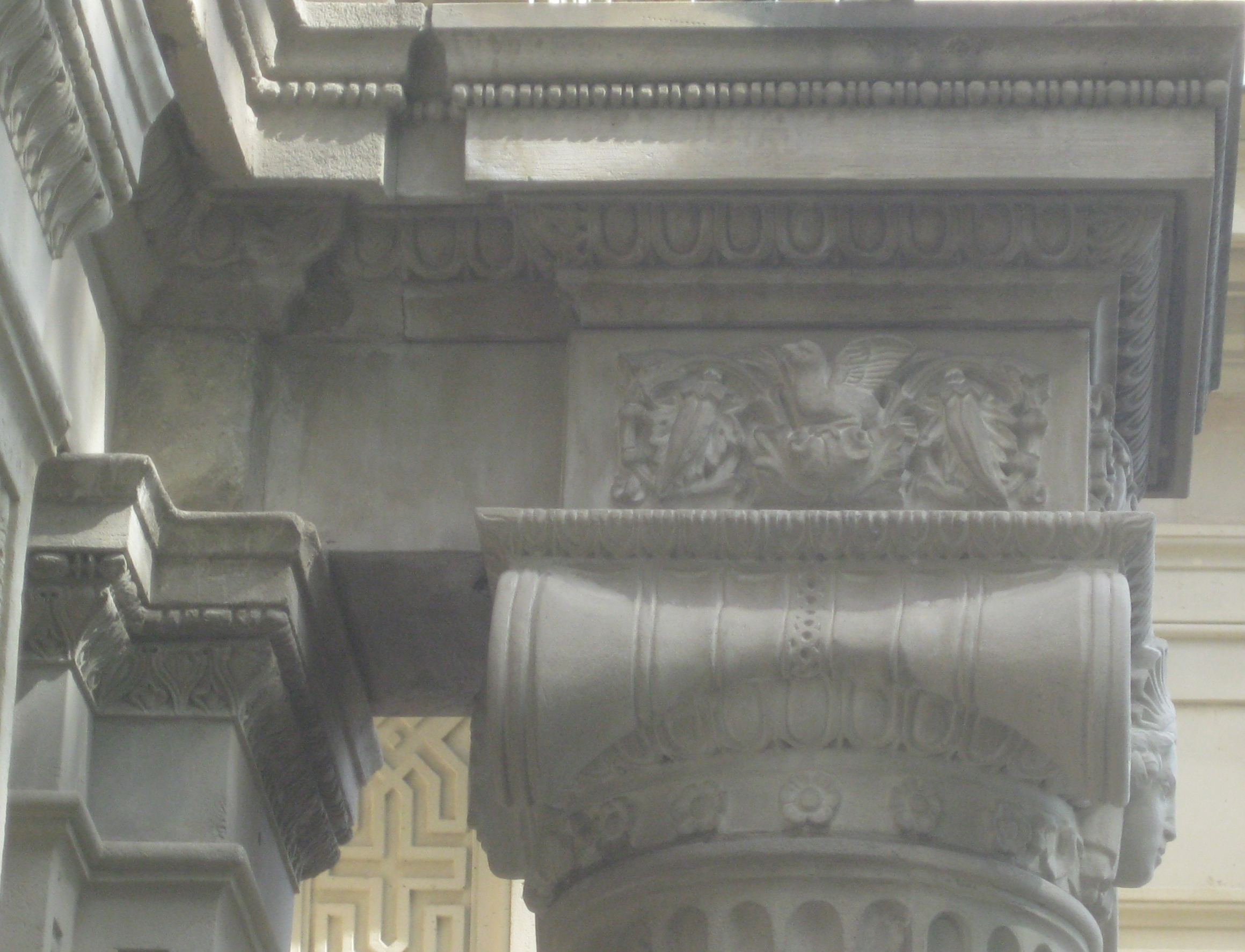
2.
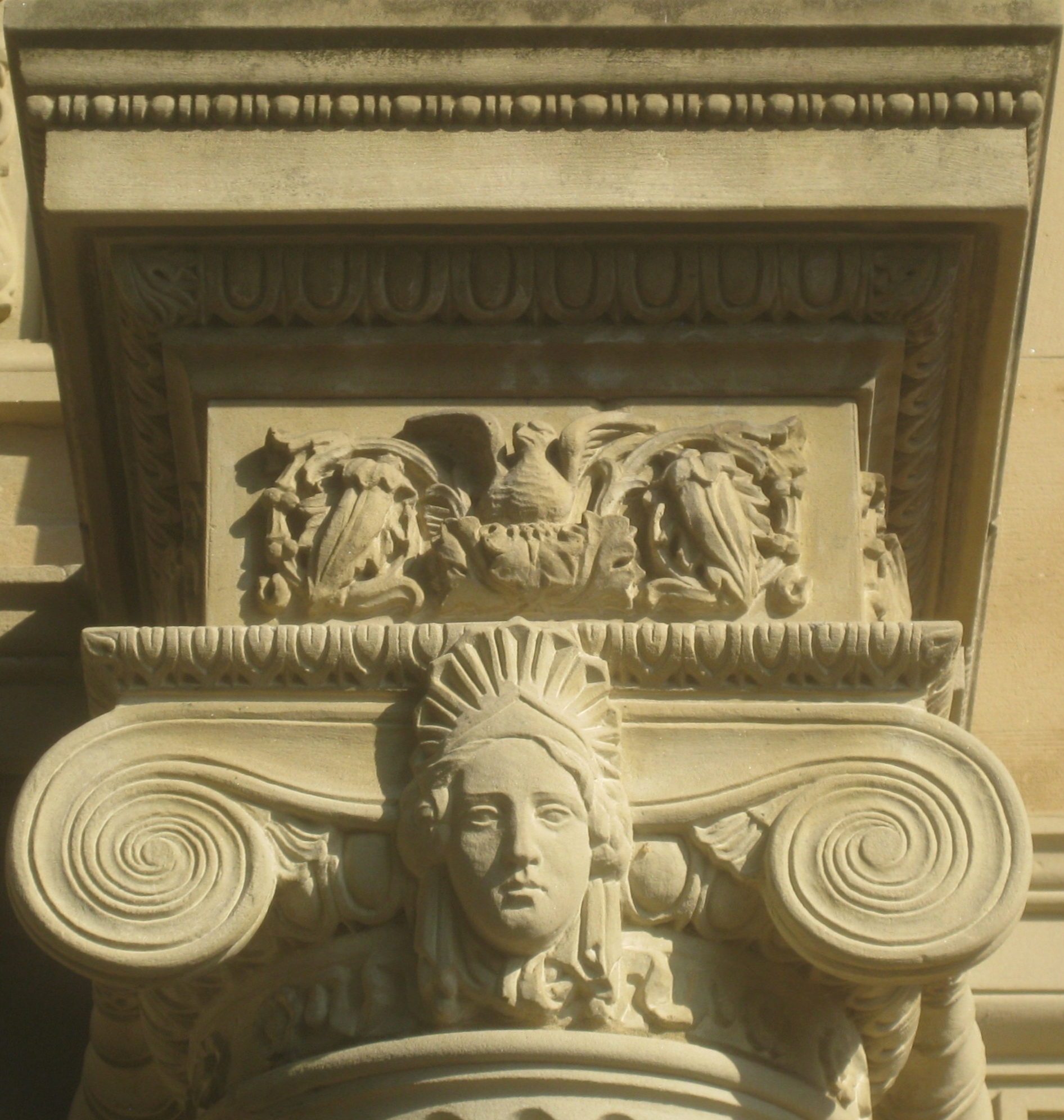
3.
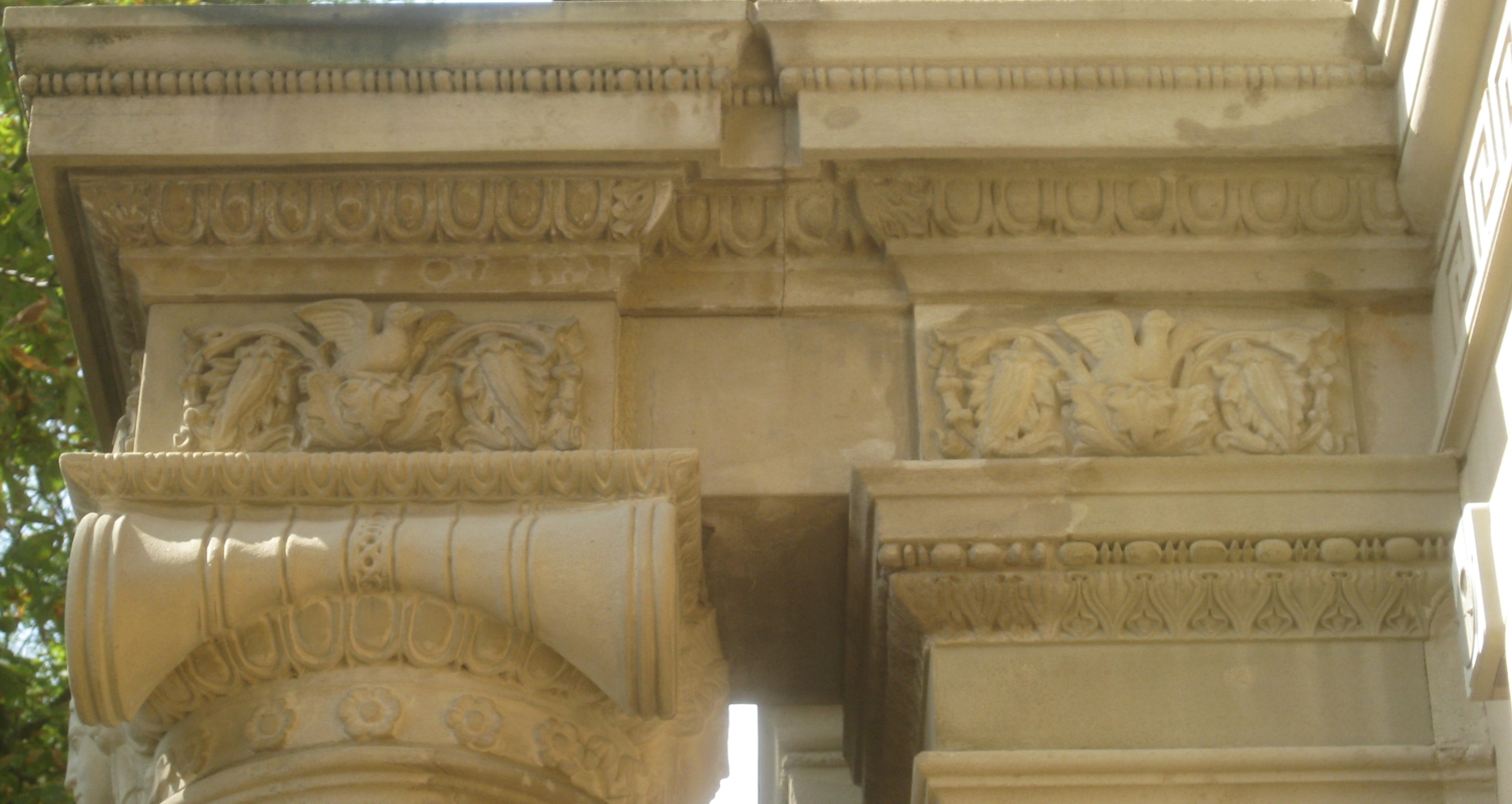
4–5.
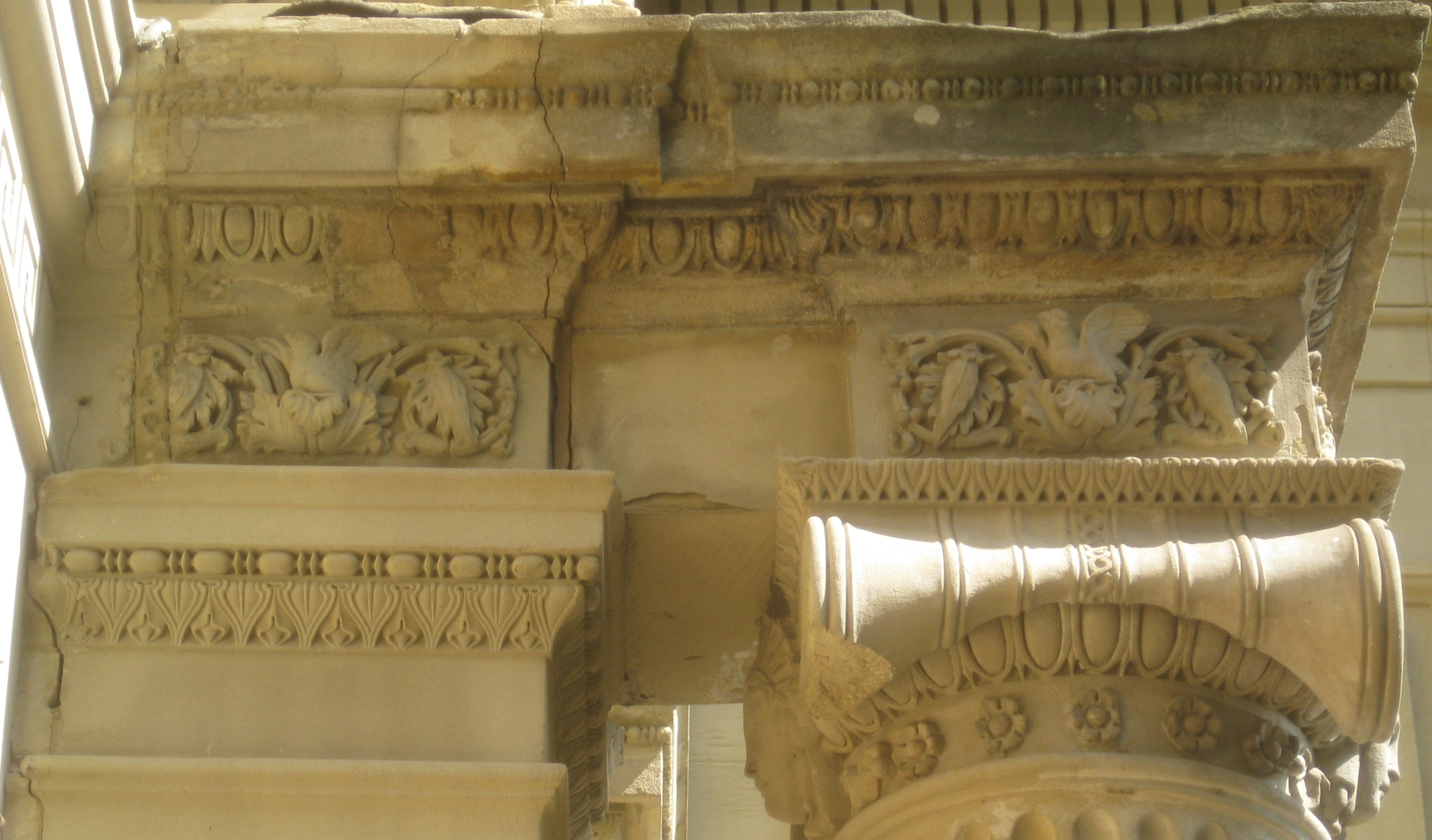
6–7.
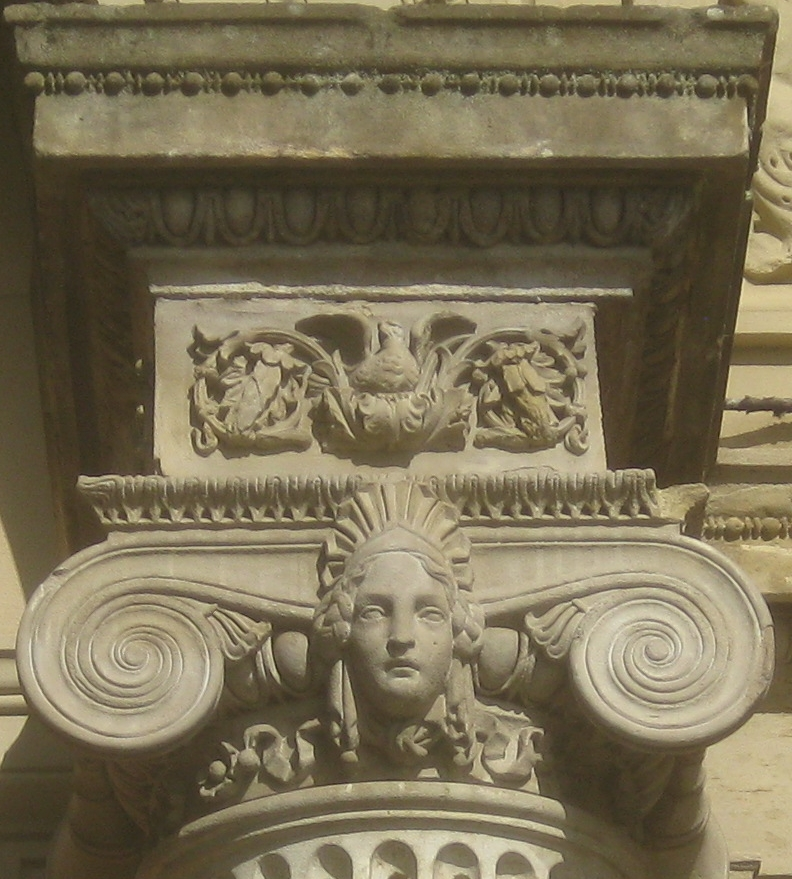
8.
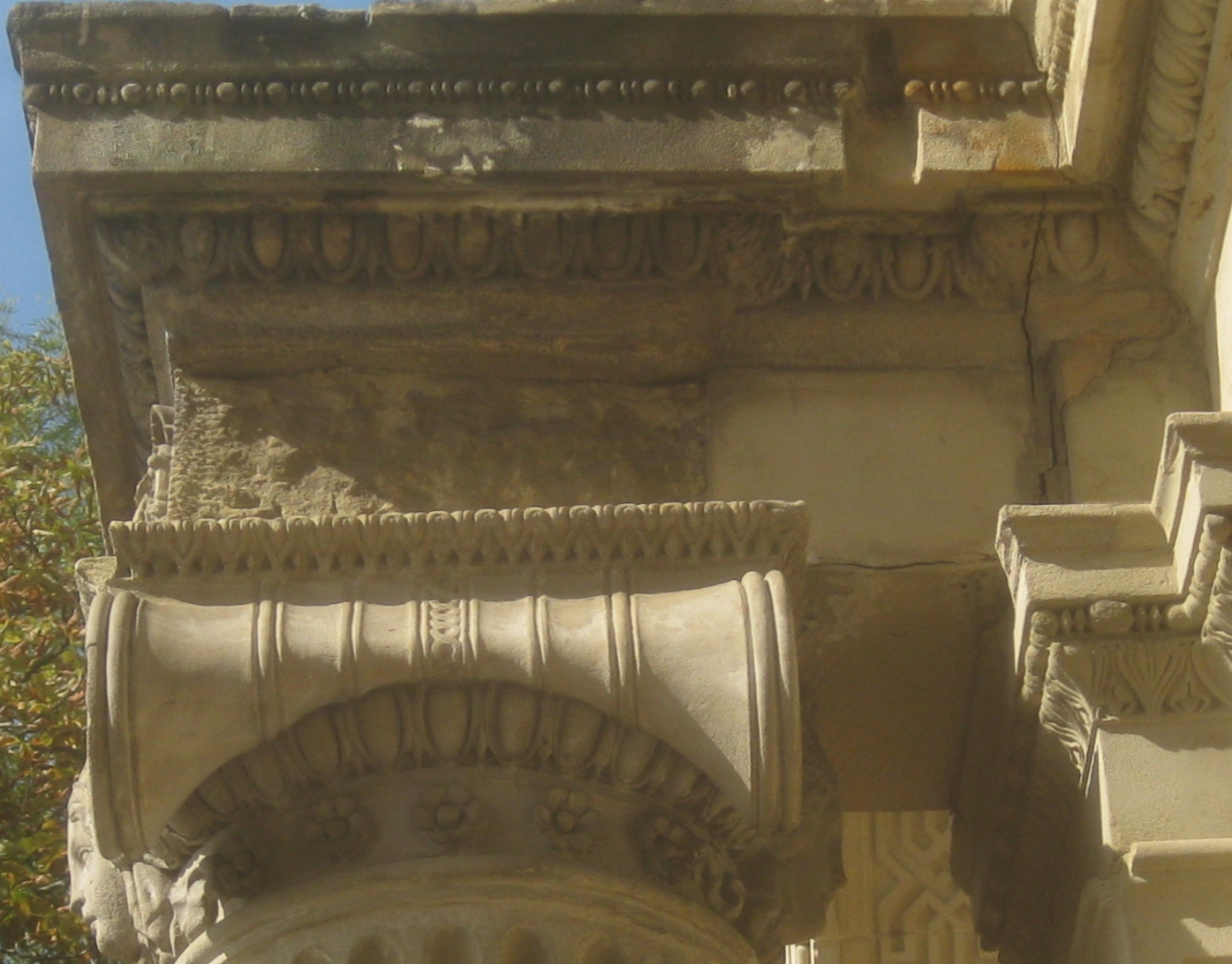
9.
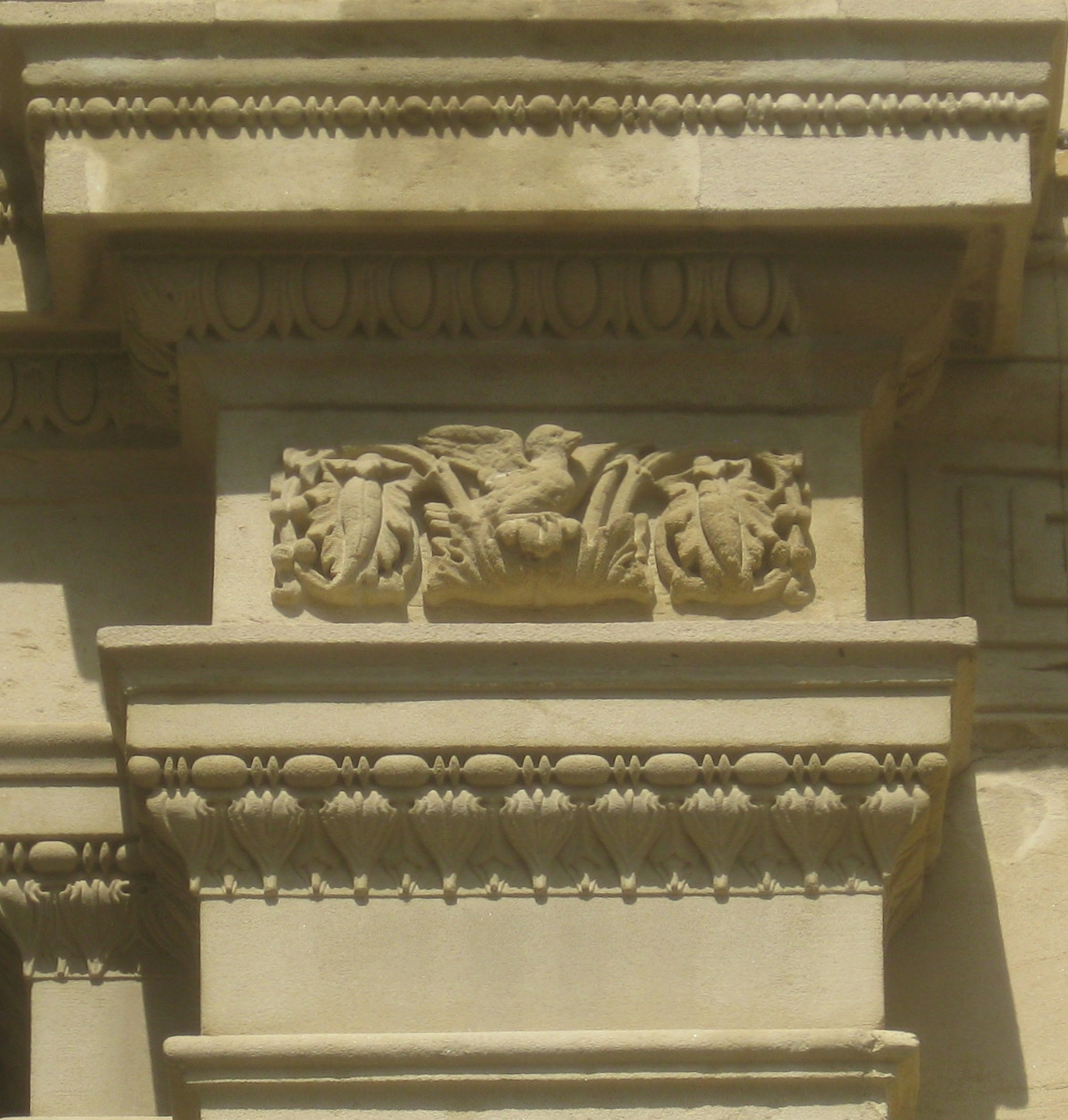
10.

- Rechtes Portal
- 1.
- 2.
- 3.
- 4–5.
- 6–7.
- 8.
- 9.
- 10.

#### Zwickel-Reliefs
Die Reliefs sind von links nach rechts durchnummeriert.
4 Hochreliefs mit einem Tier in Rankenwerk, Entwürfe von Paul Wirth (1821–1870) nach Vorgaben von Christian Friedrich von Leins, Ausführung durch die Bildhauer Ekhardt, Renz und Seibert, gelber Keupersandstein, Höhe/Breite ca. 0,65 m, Entstehungsjahr 1847–1848, Erdgeschoss, je 2 in den Bogenzwickeln der beiden Seitenportale, Erhaltungszustand: gut.
Die Bogenzwickel der Arkaden, die die Seitenportale überspannen, werden oben und an der Seite von mehrfach profilierten Leisten und zur Arkade hin von einem Wasserlaubband begrenzt. Die Dreiecksflächen der vier Zwickel füllen Volutenranken aus, die im Aufbau gleich sind, während sich Blattwerk und Blüten von Zwickel zu Zwickel unterscheiden.
Bei beiden Portalen sitzen im Zentrum der Zwickel je ein Paar einander feindlich gesinnter Tiere,
links Hase und Fuchs, rechts Katze und Hund.
Literatur: Bauakten, S. 26–27.

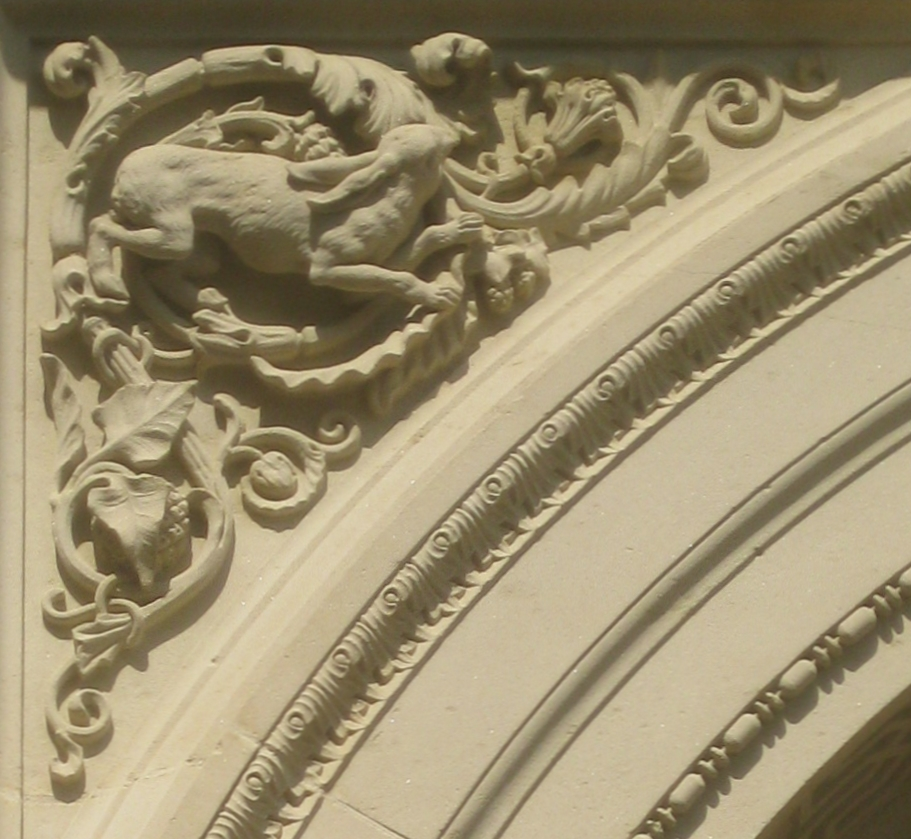
1 (Hase)
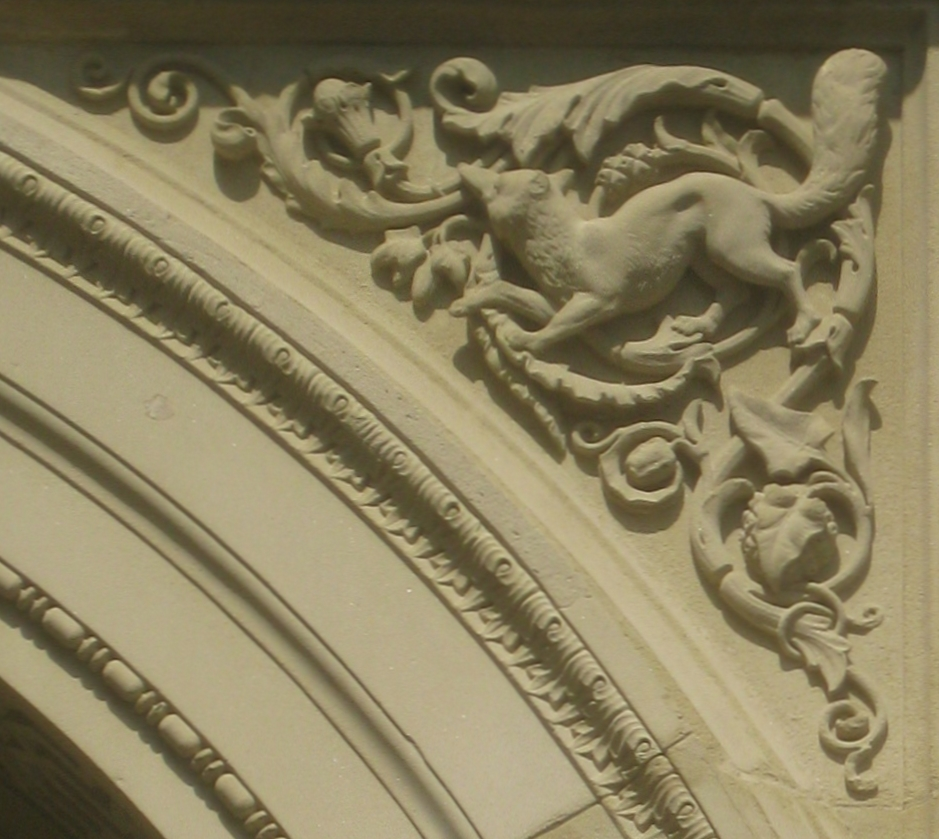
2 (Fuchs)
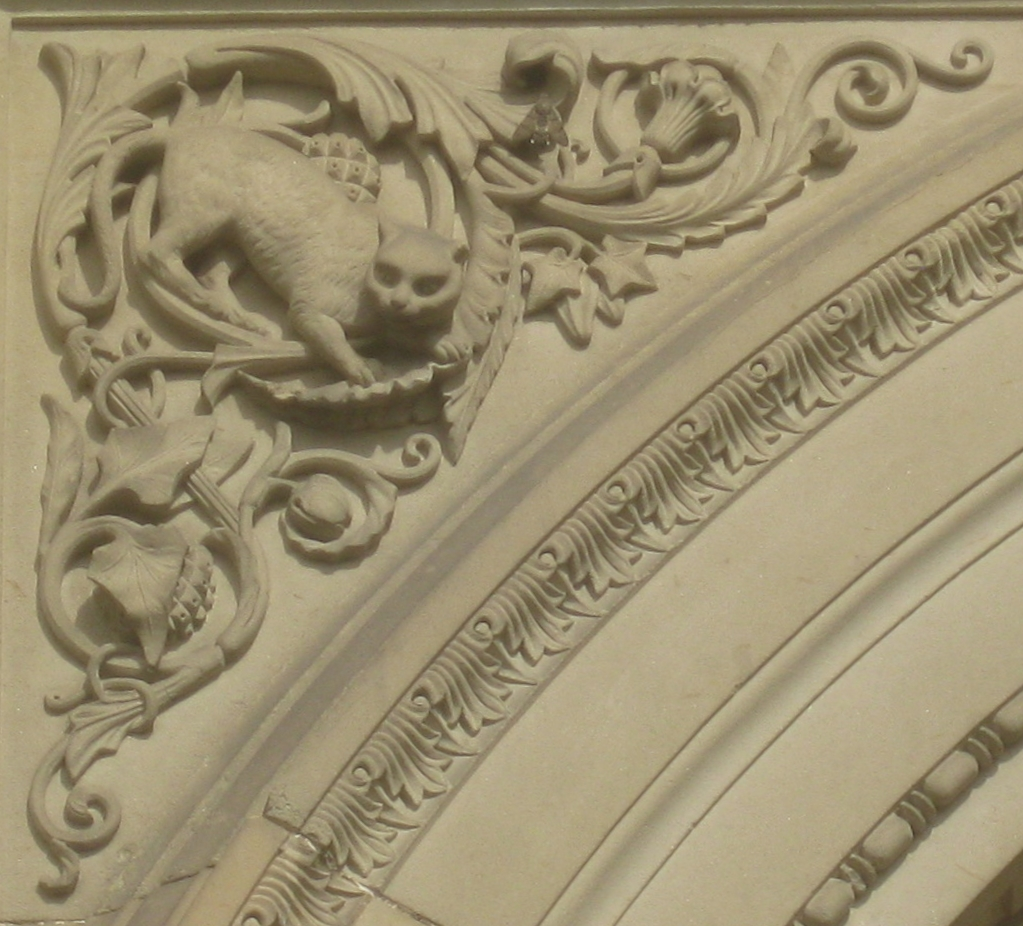
3 (Katze)
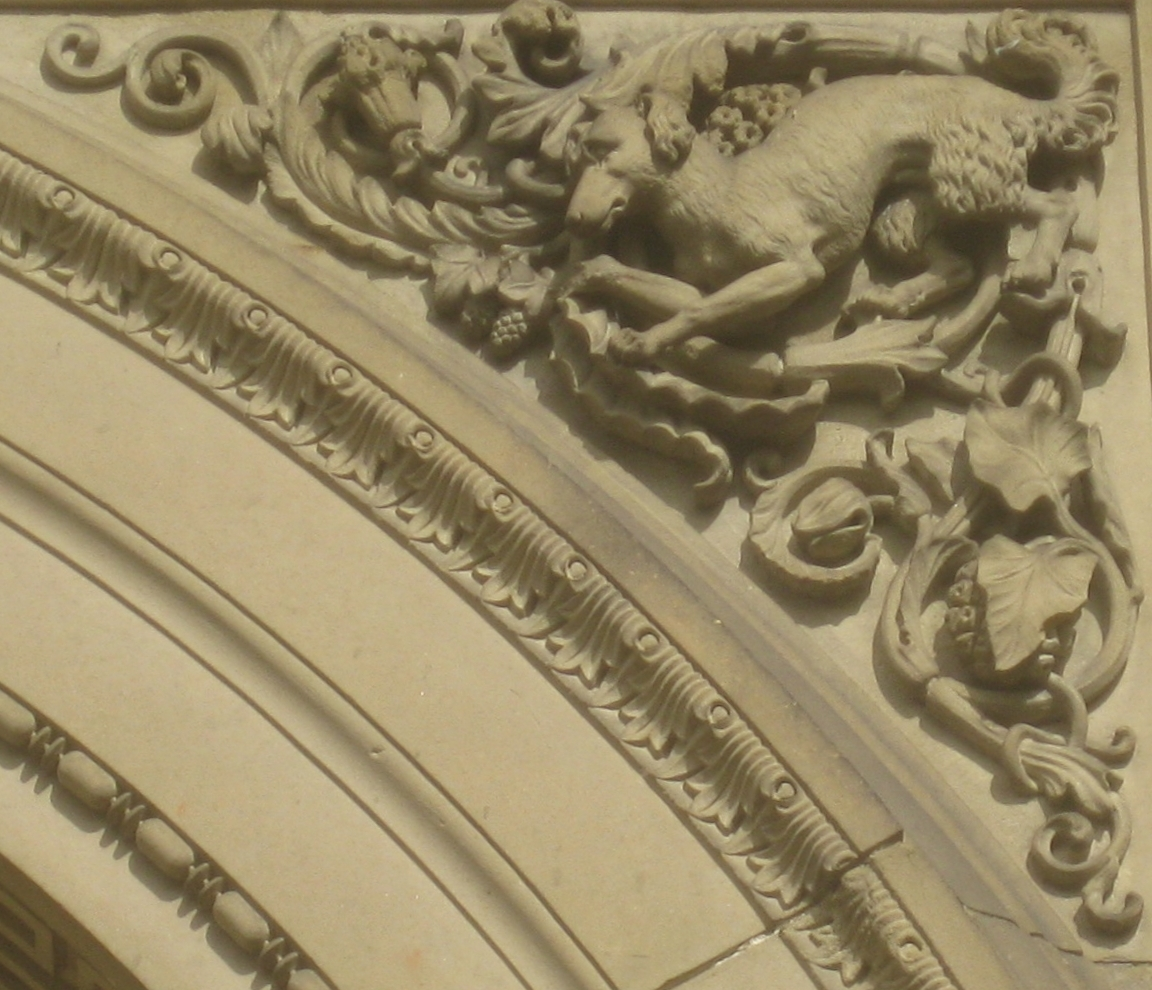
4 (Hund)

1. Ein langer, wohlbeleibter Hase mit riesigen Ohrlöffeln rennt scheinbar dem Fuchs im anderen Zwickel entgegen.
2. Ein Fuchs mit prächtigem, stolz in die Höhe gestellten Schwanz und gelocktem Hals rennt auf den Hasen zu.
3. Eine Katze mit lang herunterhängendem, s-förmig gebogenem Schwanz springt diagonal ins Bild hinein und wendet den Kopf frontal zum Betrachter hin.
4. Ein spitzmäuliger Hund, geschoren bis auf Ohren, Schwanz und Hinterschenkel, die alle mit Locken bedeckt sind, streckt den gebogenen Schwanz in die Höhe.

#### Große Füllungen
Die Reliefs sind von links nach rechts durchnummeriert.
Vier Hochreliefs mit Kandelaberaufbauten, Entwürfe von Paul Wirth (1821–1870) nach Vorgaben von Christian Friedrich von Leins, Ausführung durch die Bildhauer Gärtner, Renz, Spiel und Unold, gelber Keupersandstein, Höhe ca. 0,90 m, Breite ca. 0,40 m, Entstehungsjahr 1846–1848, Erdgeschoss, je zwei links und rechts von den Arkaden über den beiden Seitenportalen, Erhaltungszustand: gut, Relief 2 ist teilweise oberflächlich beschädigt und rechts unten ausgebessert.
Die hier behandelten Füllungen werden im Unterschied zu den Schmalen Füllungen als Große Füllungen bezeichnet.
Die hochrechteckigen Reliefs („Hochfüllungen“) werden von einer mehrfach profilierten Leiste eingerahmt. Sie liegen zwischen dem Arkadengesims und dem Architrav, der die Portale nach oben abschließt, und grenzen seitlich an die Außenpilaster und die Arkadenzwickel.
Die Füllungen enthalten ornamentale Grotesken mit Kandelaberaufbauten, die von Putten, Mischwesen, Tieren, Masken, Volutenranken, Blüten, Blattwerk und Früchten umrahmt werden.
Literatur: Bauakten, S. 23, 25–27.
| 1. | Der schwere, breite Dreiecksfuß des Kandelabers wird von einem symmetrischen Rankenmotiv eingehüllt und endigt in seinen seitlichen Ausläufern in hochstrebenden Volutenranken. Der mehrstöckige runde Schaft ist teils kanneliert, teils von Blattwerk umhüllt, und gipfelt in einer Blüte und zwei seitlich eingerollten Volutenranken mit einer Einzelblüte im Zentrum. Ein Früchtekranz in der Mitte umrahmt das Gesicht einer jugendlichen Maske mit üppigem Haupthaar, die aus dem Kandelaber herauszuwachsen scheint. Mit dem Kranz verbunden sind Fruchtgehänge, die paarweise nach unten streben bzw. zu den Gipfelvoluten hinaufranken. |  |
| 2. | Der Kandelaber besteht aus drei Stockwerken: - einem labilen, spitz endenden Fuß mit Volutenfüßchen, - einem runden Schaftstück, aus dem zwei Volutenranken emporwachsen, - und einer reich verzierte Amphore. An dem Kandelaber lehnen zwei nackte Groteskwesen mit Blätterunterleib. Mit einer Blatthand stützen sie sich auf den Kandelaberfuß und greifen mit der anderen, menschlich gebildeten Hand nach der Deckplatte des Schafts. Die Vase ruht ebenfalls labil auf einem schmalen Untersatz, trägt auf dem Bauch ein Medaillon mit einem Figurenrelief und schwingt nach dem langen Hals in eine breite Mündung aus. Die beiden Henkel sind als geflügelte Drachen mit kuriosem Schlangenkopf gestaltet. Auf den Henkeln stehen zwei Hunde mit ihren Hinterpfoten und recken sich nach den dicken Trauben, die ein lieblicher nackter Putto an einem Feston, der wie ein Gürtel seine Scham bedeckt, herunterbaumeln lässt. |  |
| 3. | Ein kniender nackter Putto mit einem aufgeschlagenen Buch in der einen Hand stützt mit der anderen wie ein Atlant den Kandelaber, der sich über ihm erhebt. Der Schaft besteht aus zwei beblätterten und einem kannelierten Rohrstück. Er ruht auf einer geriffelten Schale und wird von einer glatten Schale bekrönt, die von Früchten und Blattwerk überquillt. Unter dem Atlanten winden sich an den Seiten zwei Volutenranken empor, die in furchterregenden Pantherköpfen endigen. Über diesen sprießt aus dem Kandelaberschaft üppiges Laubwerk, auf dem seitwärts gewandt zwei weitere nackte Knaben sitzen und wie Bannerträger an langen Stangen ein reichbestücktes Feston in die Höhe heben. |  |
| 4. | Der Kandelaber setzt sich von unten nach oben aus fünf Teilen zusammen: - einer großen Bauchvase, - einem dicken Pinienzapfen, - einem beblätterten Kelchbecher, - einer kleineren Bauchvase - und einer geriffelten Blumenschale. Die untere Vase hat einen kannelierten Hals, der in einer breiten Mündungslippe endigt. An den Schultern der Vase entspringen aus Widderkopfprotomen die verdrillten Widderhorngriffe. Den Vasenbauch ziert die blätterspeiende Maske eines vollbärtigen Mannes. Der Pinienzapfen im zweiten Stock sitzt in einer Agave, aus der vier Volutenranken herauswachsen. An den beiden seitwärts strebenden Ranken sind zwei üppige Blattrankenstränge aufgehängt, die aus dem Mund der Maske quellen. Zwei andere Ranken streben empor und schlingen sich zwischen die Beine der zwei auf ihnen stehenden nackten Putten, fast ihre Scham bedeckend. Zwischen ihnen türmen sich der Kelchbecher und die kleine Vase, die auf ihrem Bauch ein Hochrelief mit einem Bacchantinnenreigen trägt. Aus der Schale, die den Kandelaber krönt, sprießen wiederum zwei Volutenranken, die am Grunde mit großen, dicken Akanthusblättern umhüllt sind und in der Höhe in einer Blüte endigen. An den Endspiralen der Ranken ist eine Blattgirlande eingehängt, die drei schreienden Vogelkinderchen als Nest dient. Darüber schwebt mit weit ausgebreiteten Schwingen die Mutter oder der Vater der Kinder und bedroht eine der beiden Putten, die ihren Arm, vielleicht mit diebischen Hintergedanken, zum Nest hochstreckt. |  |

#### Schmale Füllungen

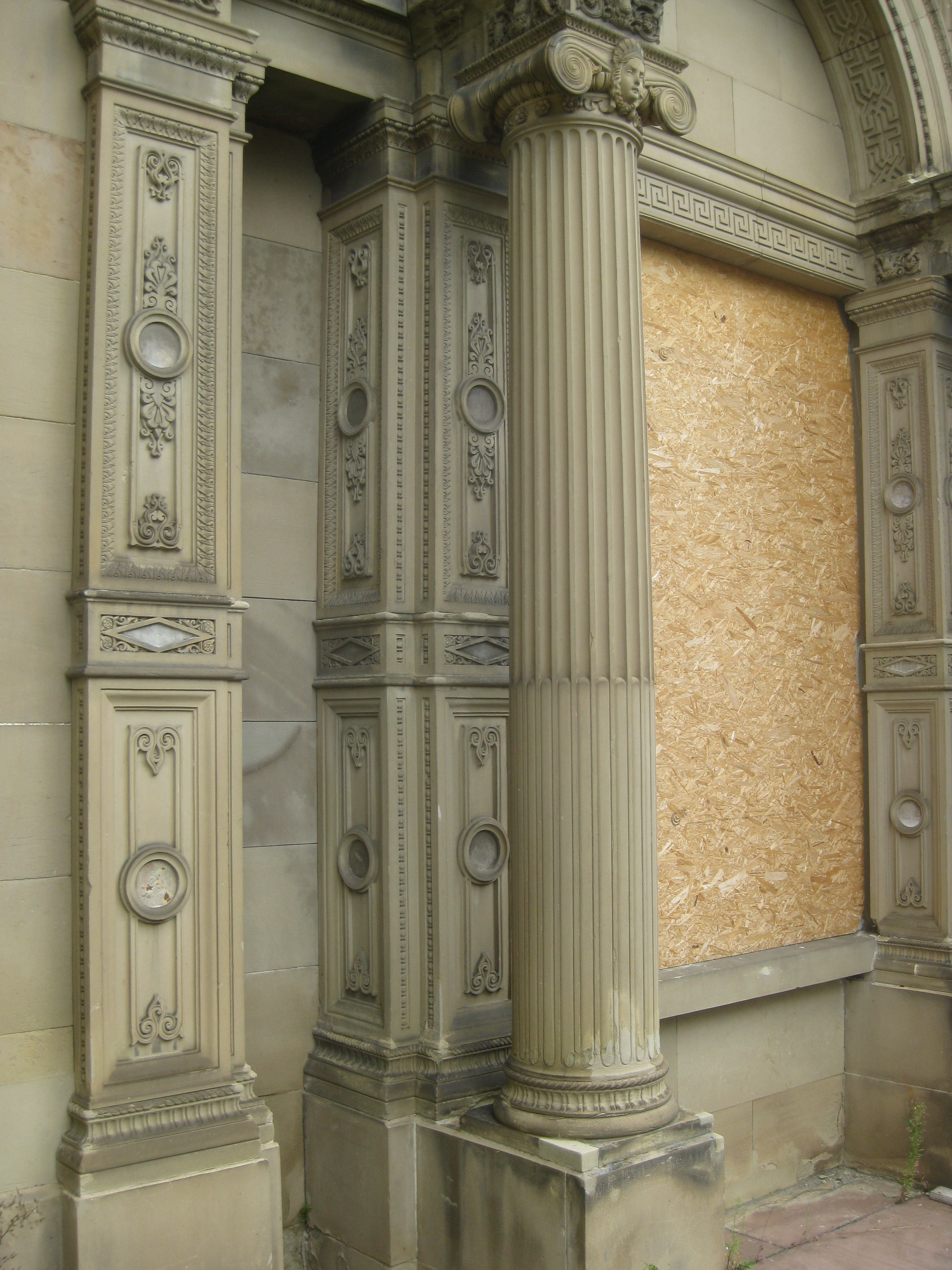
Pilaster (links) und Pfeiler (hinter der Säule) mit Schmalen Füllungen

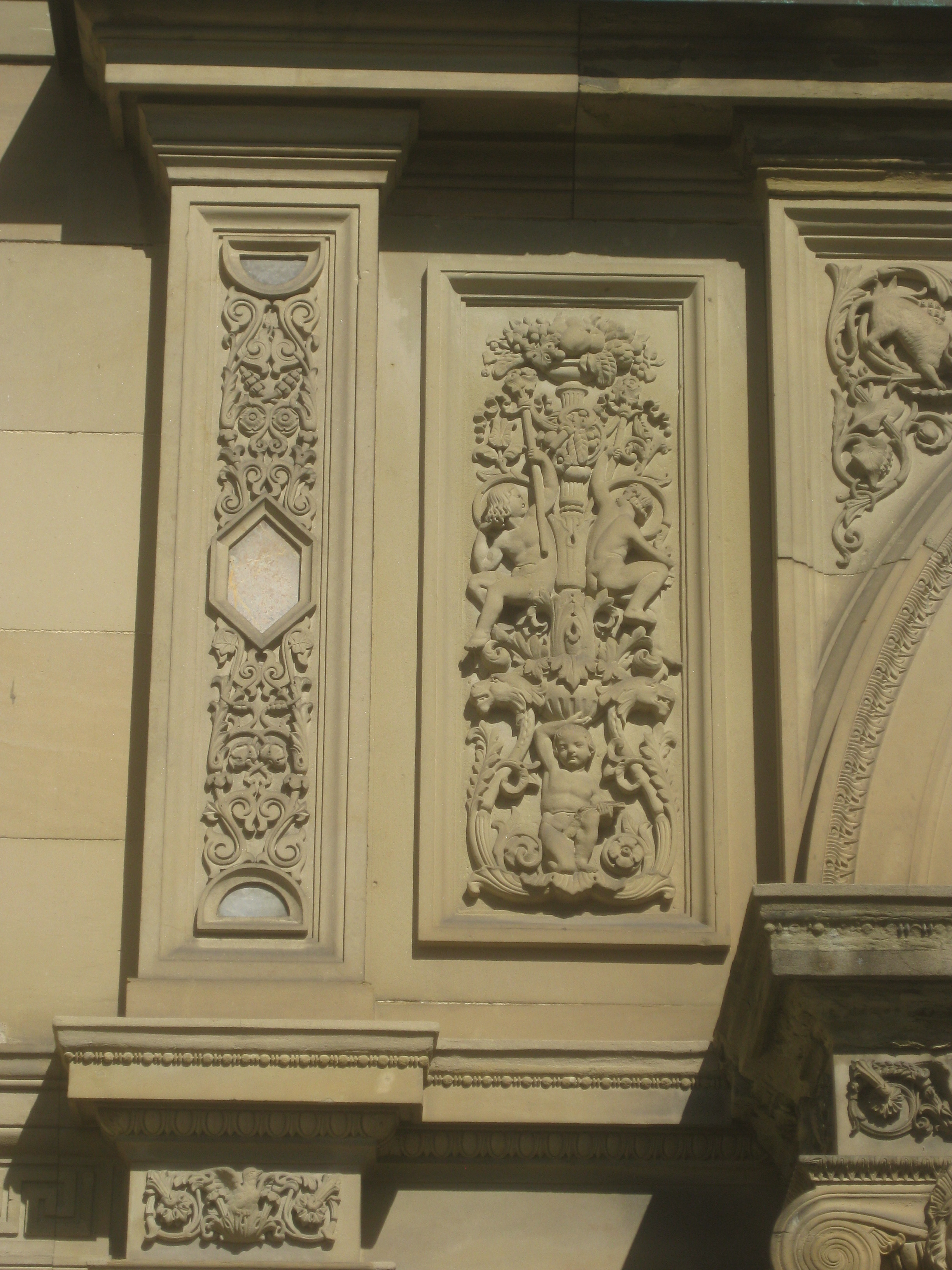
Blendpfeiler mit Schmaler Füllung (links), daneben eine Große Füllung

4 verschiedene Füllungen mit Flachreliefs, Entwürfe von Paul Wirth (1821–1870) nach Vorgaben von Christian Friedrich von Leins, Ausführung durch die Bildhauer Ekhardt und Faußer, gelber Keupersandstein, Höhe ca.? m, Breite ca.? m, Entstehungsjahr 1847, Erdgeschoss, an den Pfeilern, Pilastern und Blendpfeilern der beiden Seitenportale, Erhaltungszustand: gut.
Hinweis: Zahlen in Klammern verweisen auf den Bauteilplan der Seitenportale (siehe oben).
Die hier behandelten Füllungen werden im Unterschied zu den Großen Füllungen als Schmale Füllungen bezeichnet.
Die schmalen Füllungen zieren die Pfeiler und Pilaster, die die Portale flankieren, sowie die gestauchten Blendpfeiler, die die Pilaster im Arkadenfeld fortsetzen. Die Verkleidung der Pfeiler und Pilaster setzt sich aus zwei übereinander gesetzten, hochrechteckigen Reliefs („Hochfüllungen“) zusammen. Eine weitere Hochfüllung ist an den Blendpfeilern angebracht. Die Füllung der Reliefs besteht aus nichtfiguralen Ornamenten und Inkrustationen aus poliertem Marmor. Mit zunehmender Höhe nimmt die Fülle der Ornamentierung zu.
Die unteren Füllungen der Pilaster und Pfeiler (6) zeigen in einem profilierten Rahmen lediglich eine Umrisslinie, die an den Schmalseiten in zwei Voluten und einer stilisierten Blüte endigt, und auf halber Höhe von einem runden, inkrustierten Medaillon unterbrochen wird.
Die oberen Füllungen (4) werden von einem breiten Wasserlaubband gerahmt. Eine doppelte rechteckige Umrisslinie endigt ebenfalls in zwei Voluten und einer stilisierten Blüte, die etwas aufwendiger gearbeitet sind als bei den unteren Füllungen. Die zentrale, runde Inkrustation wird oben und unten von einer Palmette flankiert.
Zwischen der unteren und oberen Füllung sitzt ein querrechteckiges Relief („Querfüllung“) (5) in der Größe eines Kämpferreliefs, das von einer Rauteninkrustation und eckenfüllenden Volutenornamenten besetzt ist.
Die Füllung der Blendpfeiler (2) ist von einem schlicht profilierten Rahmen umgeben. Das Relief ist ganz mit symmetrischem Rankenwerk ausgefüllt und wird durch eine zentrale sechseckige und zwei endständige halbkreisförmige Inkrustationen hervorgehoben.
Literatur: Bauakten, S. 25–26.

## Nordseite

### Mittelrisalit

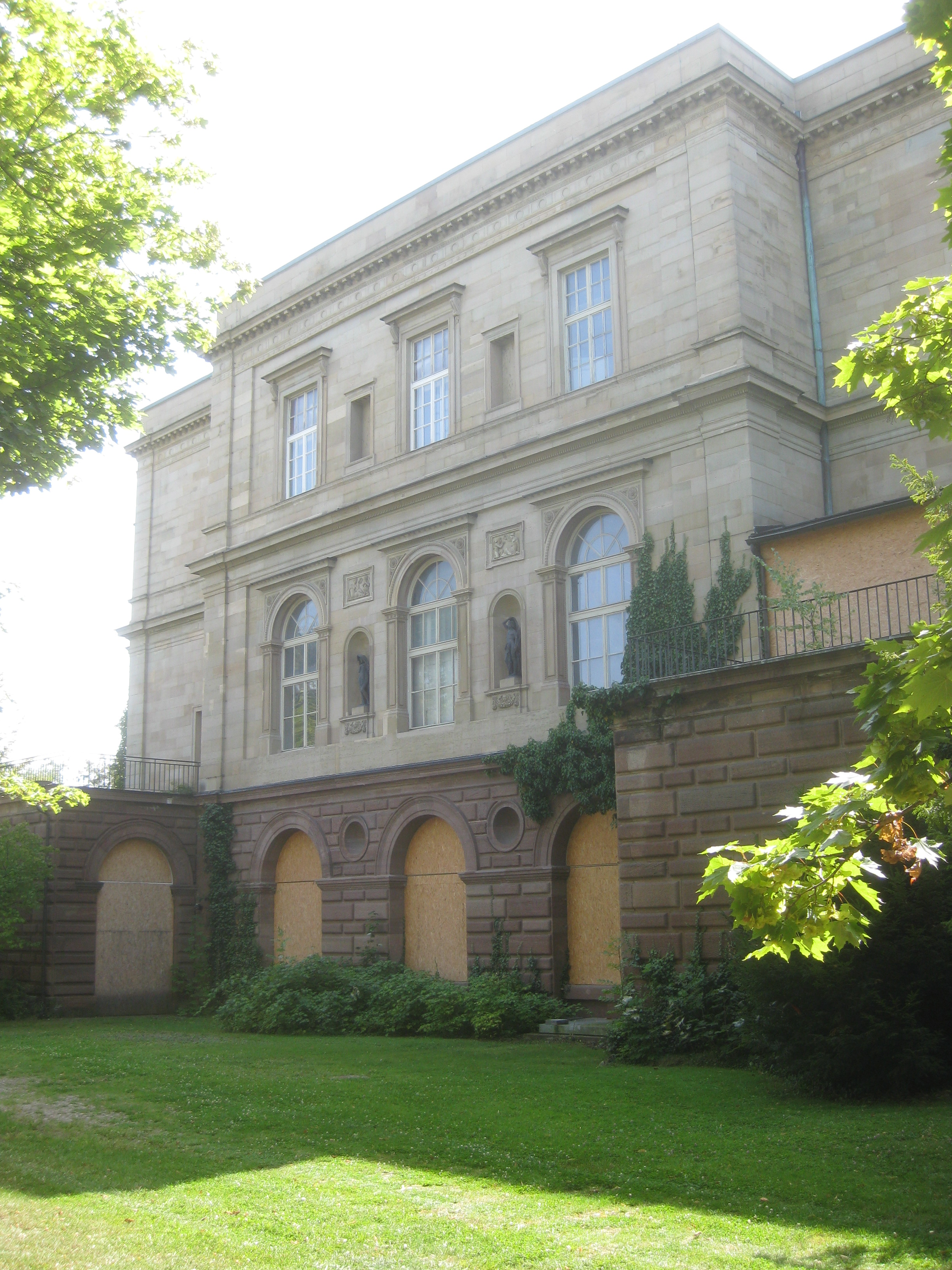
Nordfassade der Villa Berg

Der Mittelrisalit der Nordfassade besteht aus drei Achsen mit hohen Rundbogenfenstern im Erdgeschoss und Rechteckfenstern im Obergeschoss. Die Bogenzwickel zwischen den Arkaden und der architravierten Verdachung der Erdgeschossfenster tragen Reliefs mit einer großen, zentralen Rosette und Eckornamenten. Zwischen den Fenstern sind über der Brüstung Rundbogennischen mit allegorischen Figuren von Nacht und Tag eingelassen. Die Brüstung unter den Nischen sind mit Festonreliefs verziert, und über den Nischen sind Venusreliefs mit Szenen aus dem Leben von Venus und Amor angebracht.

#### Nacht und Tag
Allegorische Figuren von Nacht und Tag, klassizistische Rundplastiken unbekannter Bildhauer, Bronze (?), etwa halblebensgroß, Entstehungsjahr um 1851, Erdgeschoss, in den zwei Rundbogennischen.
Zwischen den drei Rundbogenfenstern des Erdgeschosses sind zwei Rundbogennischen eingelassen, in denen auf niedrigen, quadratischen Steinplinthen die allegorischen Figuren der Nacht und des Tages stehen. Über den Figurennischen sind in Höhe der Fensterarkaden zwei Venusreliefs mit Szenen aus dem Leben von Venus und Amor angebracht, darunter zwei Brüstungsreliefs mit Kinderkopfmaske und Feston.

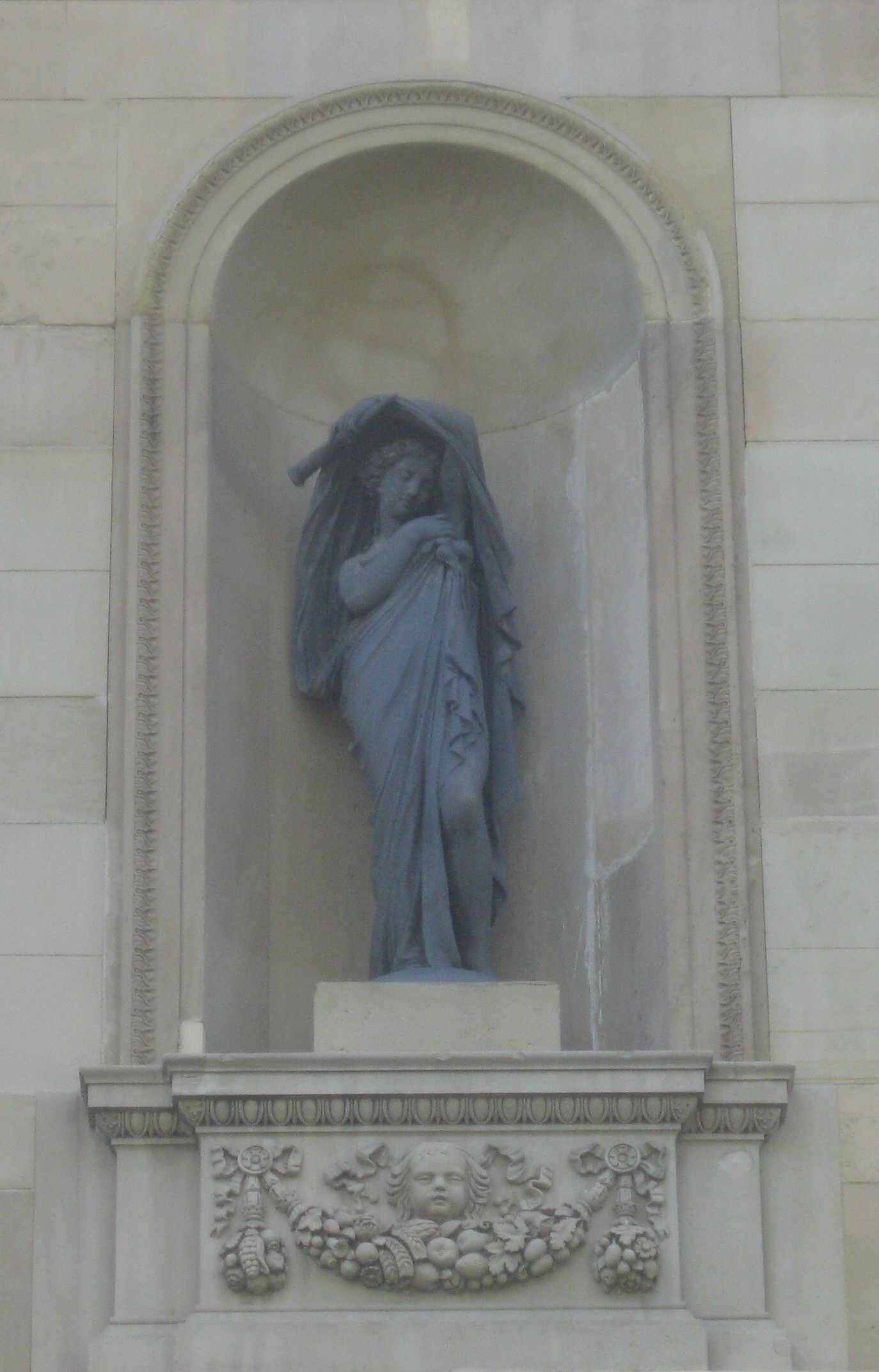
Allegorie der Nacht.
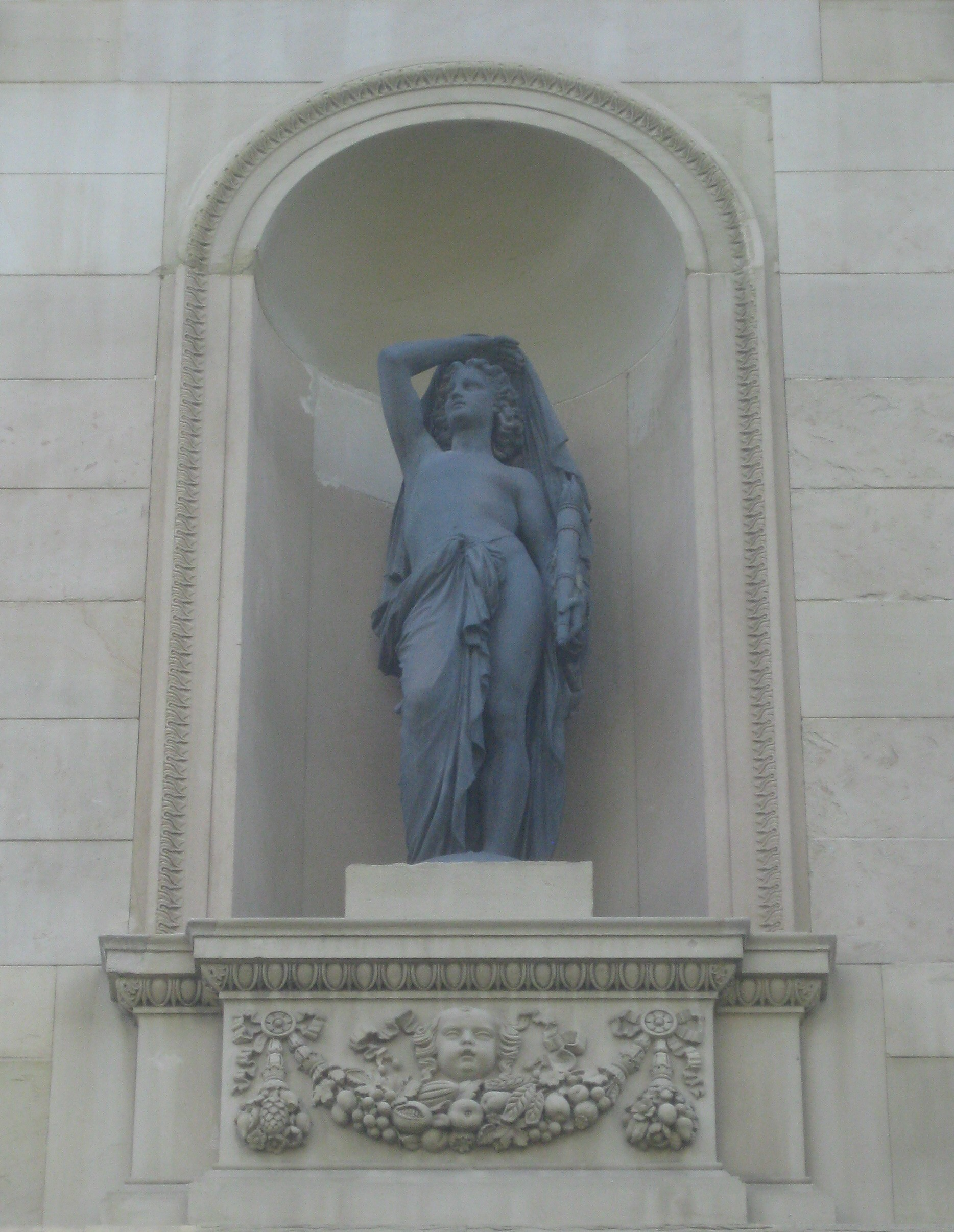
Allegorie des Tages.

- Nacht (links): Eine Frau mit nacktem Spielbein, sonst bis auf die Unterarme vollständig verhüllt, zieht ihr Gewand wie eine Kapuze mit dem gebogenen linken Arm über den lockigen Kopf, um sich vor der Kälte der Nacht zu schützen. Mit der rechten Hand rafft sie ihr Kleid und zieht es fast bis zur Höhe der Achsel. In der linken, von dem Gewand eingehüllten Hand hält sie eine erloschene Fackel, das Symbol der Nacht, schräg nach unten. Die Augen der Schlafenden sind geschlossen, der Kopf ist nach Westen geneigt, dem Ort des Sonnenuntergangs.
- Tag (rechts): Ein Mann, nackt bis auf sein Geschlecht und das rechte Bein, schiebt mit angewinkeltem rechtem Arm sein Gewand, das während der Nacht schützend wie eine Kapuze sein lockenumflossenes Haupt umhüllte, bis auf die Schultern zurück. In der linken Hand hält er die brennende Fackel, das Symbol des Tages. Der wache Blick des Jünglings ist erwartungsvoll in die Höhe nach Osten gerichtet, wo die Sonne aufgeht.

Literatur: Büchele 1858, S. 302; Gohl 2007, S. 167; Müller 1851, S. 284.

#### Festonreliefs
Zwei ungerahmte, querrechteckige Hochreliefs, Entwürfe von Paul Wirth (1821–1870) nach Vorgaben von Christian Friedrich von Leins, Ausführung durch die Bildhauer Amann und Unold, gelber Keupersandstein, Breite ca. 70 cm, Entstehungsjahr 1846, Erdgeschoss, unter den Rundbogennischen in Höhe der Brüstung.

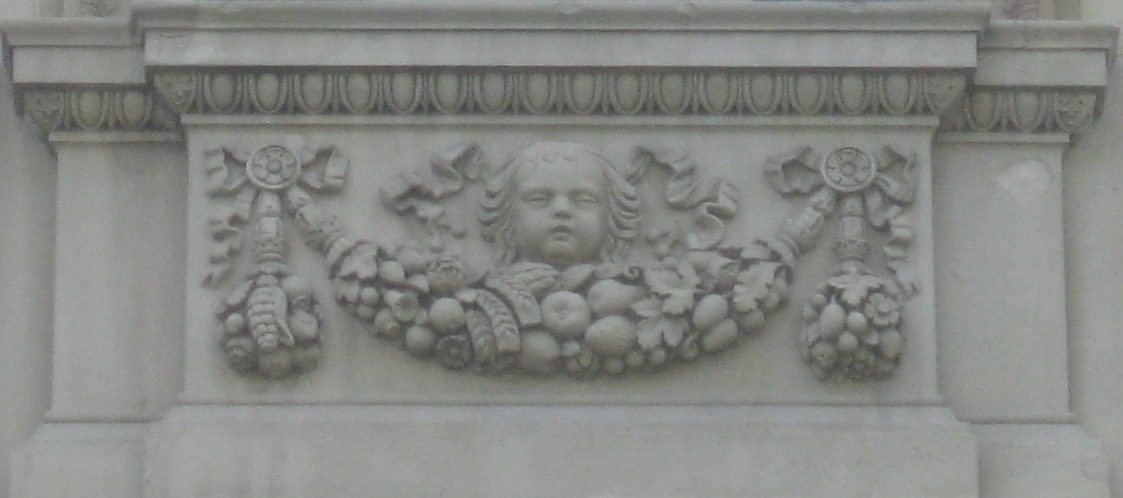
Linkes Relief.
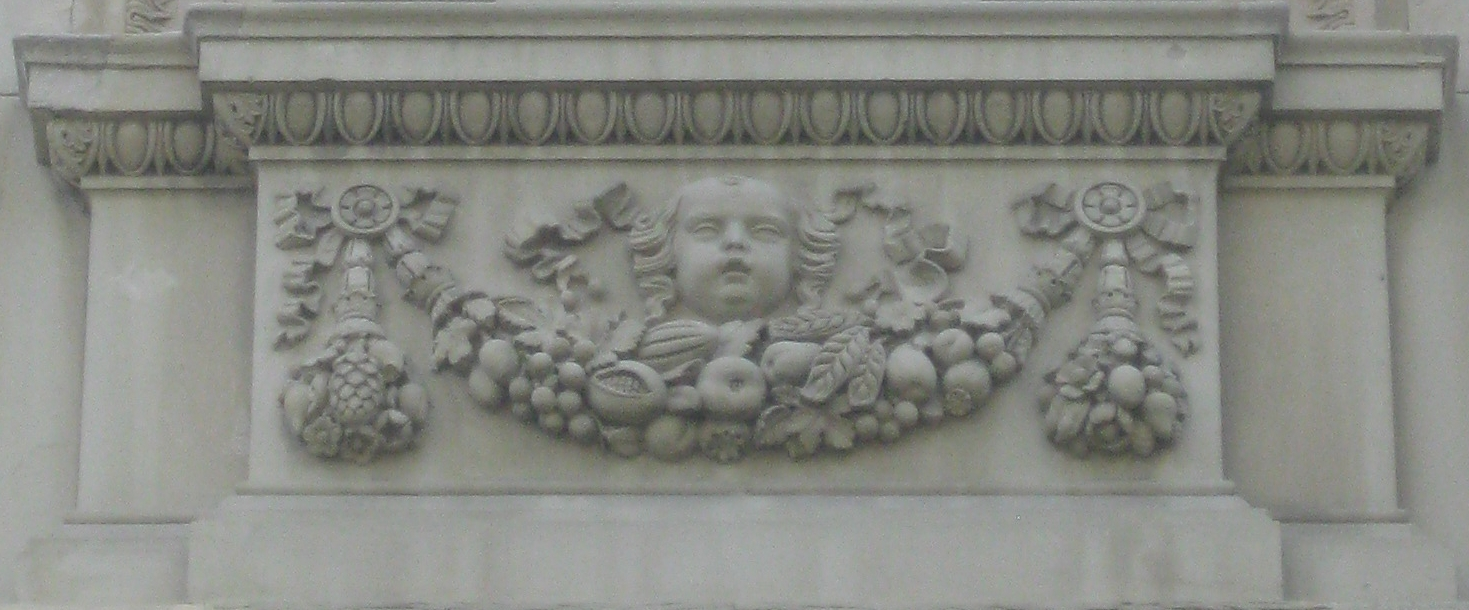
Rechtes Relief.

Die Reliefs zeigen üppige Festons mit jeweils unterschiedlichen und verschiedenartig arrangierten Früchten, Ähren, Blättern und Blüten. Die Festons sind zu beiden Seiten an bändergeschmückten Rosetten aufgehängt, so dass sie an den Enden wie Trauben herunterhängen und sich in der Mitte sanft nach unten durchbiegen. Darüber schwebt zwischen zwei wallenden Bändern die Maske eines pausbäckigen Kinderkopfs mit geöffnetem Mund, fast geschlossenen Augen und lockigem, an den Seiten lang herunterhängendem Haar.
Literatur: Bauakten, S. 52.

#### Venusreliefs
Zwei querrechteckige Hochreliefs von unbekannten Bildhauern, gelber Keupersandstein, Breite ca. 90 cm, Entstehungsjahr um 1851, Erdgeschoss, über den Allegorien von Nacht und Tag in Höhe der Fensterarkaden.

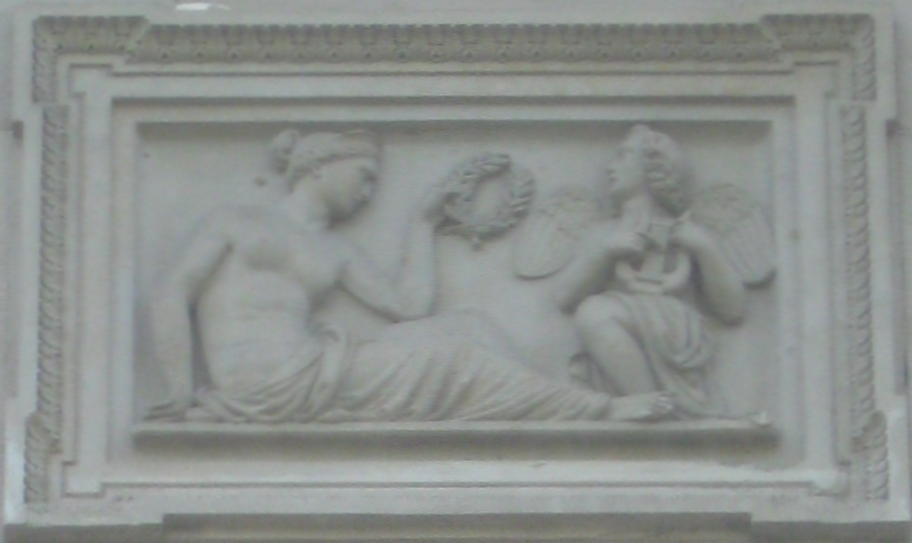
Linkes Relief.
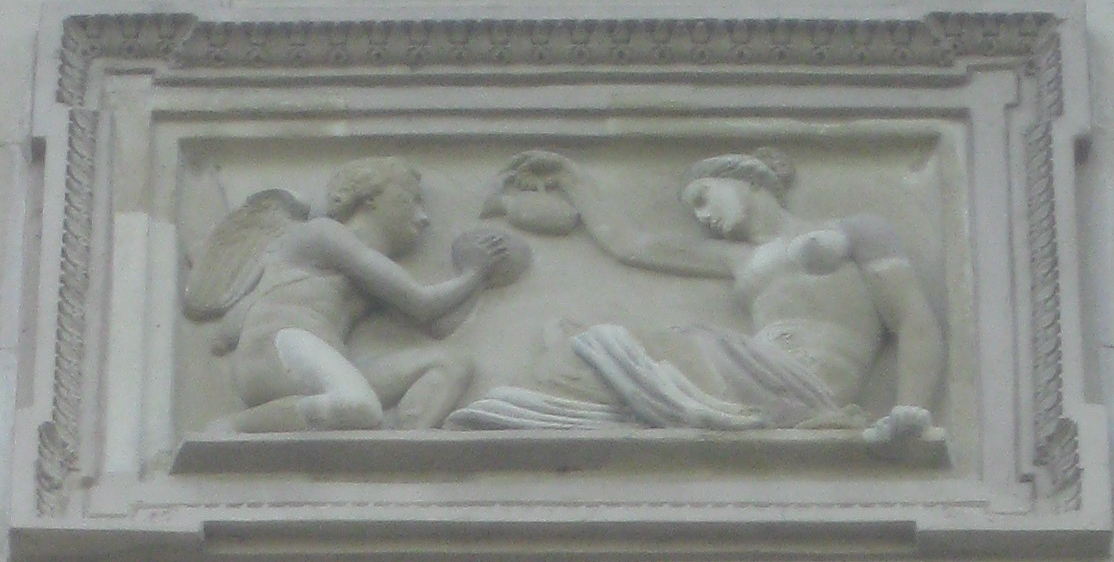
Rechtes Relief.

Die von ornamentiertem Rahmen eingefassten Reliefs zeigen vermutlich Szenen aus dem Leben der Liebesgöttin Venus und ihrem geflügelten Sohn Amor.
- Linkes Relief: Venus reicht dem lyraspielenden Amor einen Blumenkranz.
- Rechtes Relief: Venus füllt Amors Trinkschale aus einem Krug.

Literatur: Büchele 1858, S. 302; Gohl 2007, S. 167; Müller 1851, S. 284.

### Seitenportale

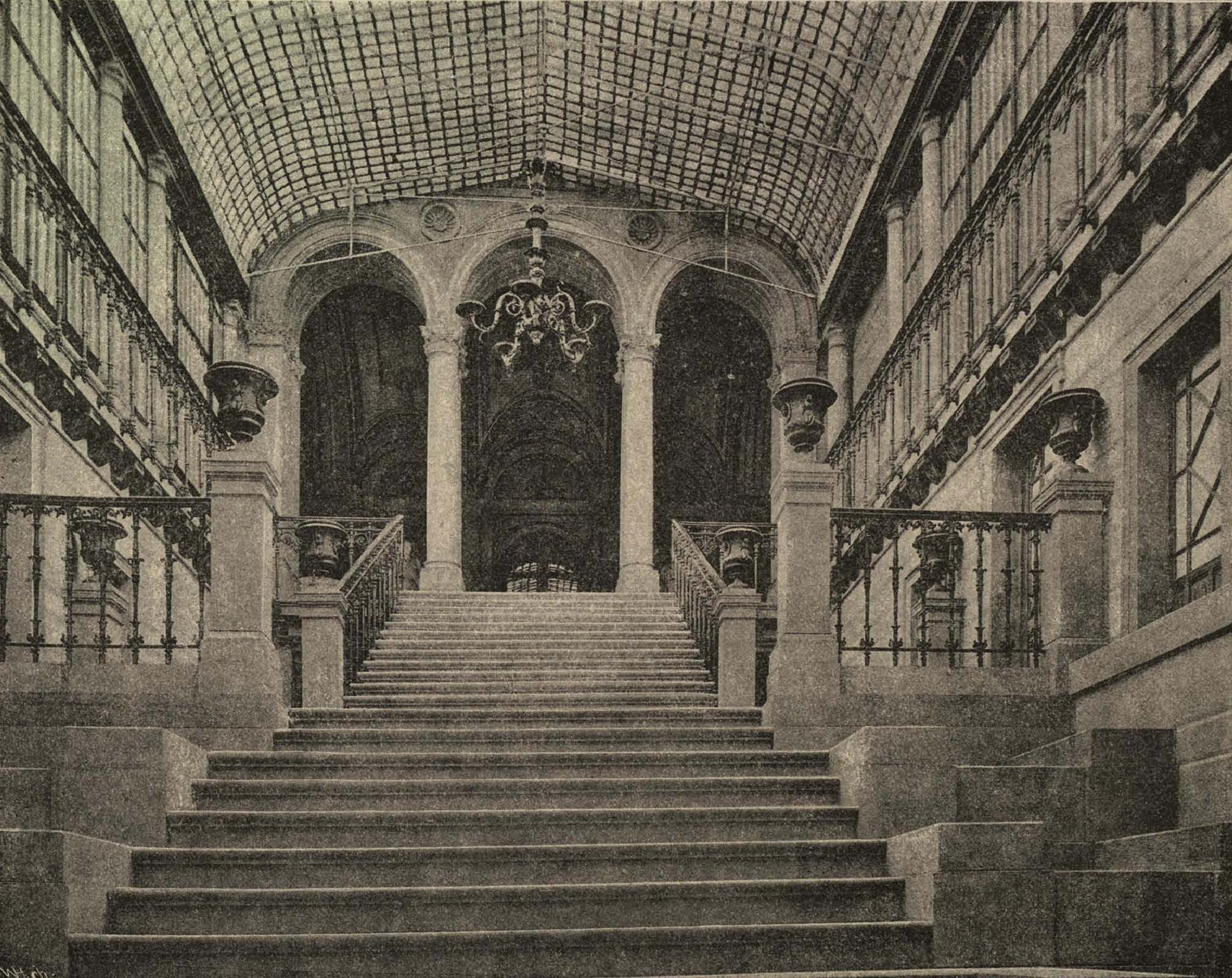
Unteres Treppenhaus mit dem Aufgang zu den nordöstlichen Seitenportalen.

Die Seitenportale sind heute zugemauert, so dass ihre ursprüngliche Gestaltung nicht mehr erkennbar ist. Aus den Bauakten und einem Foto des unteren Treppenhauses (siehe Abbildung) geht hervor, dass die nördlichen Eingänge aus drei offenen Rundbogenportalen bestanden. Die Zwickel zwischen den Arkaden waren mit Halbkugelnischen oder Rosetten verziert.
Literatur: Bauakten, S. 45–50; Leins 1889, S. 91.

### Neuere Literatur
Dieser Abschnitt enthält Literatur, die im 20. und 21. Jahrhundert erschienen ist.
- Max Bach: Stuttgarter Kunst 1794–1860. Nach gleichzeitigen Berichten, Briefen und Erinnerungen. Stuttgart 1900, S. 309, 312–320.
- Katrin Barz, Markus Rötzer: Villa Berg – der westliche Garten: Grundlagen zur Rekonstruktion. Vorgelegt von Katrin Barz und Markus Rötzer als Diplomarbeit an der Fachhochschule Nürtingen im WS 2001/02, Betreuer Prof. Karl Ludwig. Nürtingen 2002; occupyvillaberg.files.wordpress.com (PDF; 6,2 MB)
- E. Brösamlen: Das schöne Stuttgart-Berg. Ein Heimatbuch. Stuttgart 1939, S. 78–85.
- Ulrike Draeger: Die Villa Berg in Stuttgart. Band 1: [Text], Band 2: Abbildungen, Stuttgart 1989. – Nur einsehbar in Stuttgart, Institut für Kunstgeschichte.
- Der Park der Villa Berg. In: Rolf Fischer: Stuttgart und das Grüne U. Die Parklandschaft vom Killesberg bis zu den Schlossgärten. Stuttgart 2003, S. 129–133.
- Ulrich Gohl (Hrsg.): Die Villa Berg und ihr Park. Geschichte und Bilder. Stuttgart 2007.
- Ulrich Gohl (Hrsg.): Die Villa Berg und ihr Park. Geschichte und Bilder, 2., bearbeitete und erweiterte Auflage. Stuttgart 2014.
- Dietrich Heißenbüttel: Die Kulturschichten von Villa Berg und Park. Stuttgart 2014; occupyvillaberg.wordpress.com
- Ilse Maria Hofmeister, Werner Schneider: Springbrunnen, Brunnen und Brünnele im Raum Stuttgart. Aufgesucht und fotografiert von Ilse Maria Hofmeister und Werner Schneider. Mit einem Grusswort von Manfred Rommel und einem Geleitwort von Peer-Uli Faerber. Ludwigsburg [1987], S. 74–80 (Brunnen bei Villa Berg).
- Corinna Höper: Das Olga-Album in der Graphischen Sammlung der Staatsgalerie Stuttgart. In: Annemarie Röder (Redaktion): Olga – russische Großfürstin und württembergische Königin. Ein Leben zwischen höfischer Repräsentation, Politik und Wohltätigkeit. Stuttgart 2008, S. 65–67.
- Corinna Höper: Das Olga-Album. Ansichten von Wohn- und Repräsentationsräumen der Königlichen Familie von Württemberg. Stuttgart 2009.
- Corinna Höper: Königliche „Raumporträts“. Das „Olga-Album“ wird bis zum 25. Oktober in der Staatsgalerie präsentiert. In: Schlösser Baden-Württemberg, 2009, Heft 3, S. 2–8.
- Corinna Höper: „Der feenhafte Wohnsitz“. Die Villa Berg in den Alben von Olga Nikolajewna und Eveline von Massenbach. Stuttgart 2013; occupyvillaberg.wordpress.com
- Timo John: Die königlichen Gärten des 19. Jahrhunderts in Stuttgart. Worms 2000, S. 93–108.
- Hermann Lenz, Günter Beysiegel (Hrsg.): Stuttgart: aus 12 Jahren Stuttgarter Leben. Belser, Stuttgart 1983, S. 457–460.
- Olga-Album, Ansicht und Beschreibung aller Blätter des Olga-Albums im Digitalen Katalog der Staatsgalerie Stuttgart: staatsgalerie.de Blatt 46–49: Orangerie, Blatt 50–66: Große Villa Berg, Blatt 67–70: Kleine Villa Berg.[79]
- Mario Piana (Hrsg.): Santa Maria dei Miracoli a Venezia. La storia, la fabbrica, i restauri, Venezia 2003.
- Angelika Reiff, Claus Wolf: Die Villa Berg in Stuttgart. Bürgerbeteiligung auf dem Weg zu einer Nutzung. In: Denkmalpflege in Baden-Württemberg, 45. Jahrgang, 2016, S. 233–239 (PDF).
- Marie Schneider: Denkmalporträt: Die Villa Berg. Leins und Eiermann unter einem Dach vereint. In: Denkmalpflege in Baden-Württemberg, 42. Jahrgang 2013, S. 44–45; denkmalpflege-bw.de (PDF).
- Hermann Schoeck: Die Villa Berg. Stuttgart [um 1930].
- Carl-Wolfgang Schümann: „Olga wohnt himmlisch“. Studien zur Villa Berg in Stuttgart. In: Jahrbuch der Staatlichen Kunstsammlungen in Baden-Württemberg, 10.1973, S. 49–87.
- Eva-Maria Seng: Der Evangelische Kirchenbau im 19. Jahrhundert. Die Eisenacher Bewegung und der Architekt Christian Friedrich Von Leins. Tübingen 1995, S. 74–81, Abb. 23–27.
- Elisabeth Szymczyk: Der Park der Stuttgarter Villa Berg im 19. Jahrhundert. In: Die Gartenkunst, 2/2016, 28, S. 333–350.
- Michael Wenger: Villa Berg. In: Elisabeth Szymczyk-Eggert (Hrsg.), Hans Luz (Hrsg.), Karlheinz Rücker (Hrsg.): Gärten und Parks in Stuttgart. Stuttgart 1993, S. 65–69.
- Michael Wenger: Vor 150 Jahren in Stuttgart-Berg vollendet; die Villa fürs Kronprinzenpaar. „Im edelsten Renaissance Styl von Leins erbaut“. In: Schlösser Baden-Württemberg, 2003, Heft 2, S. 31–35.
- Michael Wenger: Von Sankt Petersburg nach Stuttgart – Prachtentfaltung Königin Olgas in Württemberg. In: Annemarie Röder (Redaktion): Olga – russische Großfürstin und württembergische Königin. Ein Leben zwischen höfischer Repräsentation, Politik und Wohltätigkeit. Stuttgart 2008, S. 42–64, hier: 50–52.

### Ältere Literatur
Dieser Abschnitt enthält Literatur, die im 19. Jahrhundert erschienen ist.
- Karl Büchele: Stuttgart und seine Umgebungen für Einheimische und Fremde, Stuttgart 1858, S. 294–318.
- Albert Courtin: Plan des Blumengartens im K. Villa-Park bei Stuttgart. In: Illustrierte Gartenzeitung, 14.1870, S. 33–35, Tafel 3.
- Ernst Förster: Denkmale deutscher Baukunst, Bildnerei und Malerei von Einführung des Christenthums bis auf die neueste Zeit. Band 9. Leipzig 1864, S. 47–54; Textarchiv – Internet Archive; 3 Bildtafeln nach S. 54.
- Johann Philipp Glökler: Land und Leute Württembergs in geographischen Bildern dargestellt. Band 2. Stuttgart 1861, S. 162–165; Textarchiv – Internet Archive.
- Friedrich Wilhelm Hackländer: Der Roman meines Lebens, Stuttgart 1878, Band 1; archive.org.
- Friedrich Wilhelm Hackländer: Der Roman meines Lebens, Stuttgart 1878, Band 2, S. 70–79, 83–84, 91–93, 97–100, 111, 120–122, 124–125, 144, 182–183, 193–194, 196–198, 212, 218–221, 233, 238, 243–244, 247; US-Proxy.
- Friedrich Wilhelm Hackländer; Ulrich Hieber (Bearbeiter): Friedrich Wilhelm Hackländer – ein Preuße in Schwaben. „F. W. von Hackländer: Roman meines Lebens“, Heidenheim 1970. Veränderter Neudruck der Originalausgabe Hackländer 1878.2, mit Kürzungen und Anpassung der Schreibweise, ergänzt um ein Personen- und Ortsnamenregister.
- Paul Friedrich Krell: Stuttgarts neue Bauthätigkeit. In: Zeitschrift für bildende Kunst 10.1875, S. 44–53, 107–116, Villa Berg und Christian Friedrich von Leins: S. 47–51; Textarchiv – Internet Archive.
- Christian Friedrich von Leins: Königliche Villa in Berg. In: Stuttgart. Führer durch die Stadt und ihre Bauten. Festschrift zur sechsten Generalversammlung des Verbandes deutscher Architekten- und Ingenieur-Vereine, Stuttgart [1884], S. 58–63 (3 Grundrisse).
- Christian Friedrich von Leins: Die Hoflager und Landsitze des württembergischen Regentenhauses. Festschrift zur Feier des 25jährigen Regierungs-Jubiläums seiner Majestät des Königs Karl von Württemberg, Stuttgart [ca. 1889], S. 86–98 (3 Grundrisse, 10 Abbildungen).
- Rudolph Moser: Beschreibung des Stadtdirections-Bezirkes Stuttgart. Stuttgart 1856, S. 164–170; Textarchiv – Internet Archive; Transkription: Beschreibung des Stadtdirections-Bezirkes Stuttgart/III.#A3 52 (Wikisource).
- Friedrich Müller: Schilderungen aus der Heimath. Die Villa Sr. K. Hoh. des Kronprinzen von Württemberg bei Stuttgart. In: Neue Illustrirte Zeitschrift für Bayern, 7.1851, S. 281–284, 289–291, 321–323. In Auszügen abgedruckt bei Gohl 2007, S. 31–43, und Schümann 1973, S. 57–72.
- Wilhelm Neubert: Gärtnerische Punkte in Schwaben. In: Deutsches Magazin für Garten- und Blumenkunde, 5.1852, S. 93–97, 126–129, 159–161, 192–193, 223–225, 352–353; archive.org.
- Königliches statistisch-topographisches Bureau (Hrsg.): Beschreibung des Stadtdirections-Bezirkes Stuttgart, Stuttgart 1856, S. 164–170; Textarchiv – Internet Archive.

### Zeitungsartikel
- Amtsblatt der Stadt Stuttgart
  -  Eröffnung der städtischen Gemäldesammlung. Wiedereröffnung der Villa Berg; Besichtigung des Parks und der Villa Berg. In: Amtsblatt der Stadt Stuttgart, 25.1925, S. 295–296.
  -  Schloß in Rosen, 36.1936, S. 597.
  -  Villa Berg – ein wenig bekanntes Kleinod, 38.1938, S. 405.
  -  Volkspark Villa Berg, 38.1938, S. 575.
  - Einstellung der Bauarbeiten in der Villa Berg, 49.1949, Nr. 28, S. 2.
  -  Villa Berg wieder aufgebaut, 51.1951, Nr. 17, S. 1.
  -  Zum 100jährigen Bestehen der Villa Berg. Vom Königsschloß zum Rundfunkhaus, 53.1953, Nr. 45, S. 11.
  - K. Wintterlin: Vor fünfzig Jahren erwarb die Stadt die Villa Berg, 26. September 1963, S. 9.
- Stuttgarter Nachrichten
  -  Roland Ostertag: Das Juwel – Elend und Chance. Anmerkungen des Stuttgarter Architekten Roland Ostertag zu den Diskussionen um die Villa Berg, 17. Juni 2013, S. 13 stuttgarter-nachrichten.de.
  -  Theresa Schäfer: Ein Kleinod verfällt. Die Villa Berg zwischen allen Stühlen, 5. Februar 2013 stuttgarter-nachrichten.de.
  -  Josef Schunder: [Oberbürgermeister Fritz] Kuhn will Wohnungsbau im Park der Villa Berg verhindern, 14. Mai 2013, S. 1, 18.
- Stuttgarter Zeitung
  -  Fernsicht auf das Fernsehen, 3. August 1963, S. 33.
  -  Nicht ganz drei Millionen für die Villa Berg, 21. September 1963.
- Württemberger Zeitung
  -  H. J.: Einst und jetzt in der Villa Berg, 15. April 1925, S. 5.